# 清朝
清朝（1636年5月15日或1644年6月6日—1912年2月12日），國号大清（穆麟德轉寫：daicing gurun），并使用中國（转写：dulimbai gurun）、中華大清国、大清国、大清帝國等名稱，又称满清、皇清，是中国历史上由滿族建立的大一統朝代，亦為中國歷史上最後一個帝制王朝，皇族为起源於明代建州女真的爱新觉罗氏。自定國號大清起清朝共經歷11位皇帝（入关后共有10位皇帝），另有4位建州女真領袖及1位後金君主被追贈為大清皇帝。
满人源自女真，皇族愛新覺羅氏為建州女真一部，隸屬明朝建州卫管轄之部眾，而建州卫是明朝在今中國遼寧省東北部和吉林省東南部一帶设立的一个羁縻卫所，曾隶属于奴儿干都司的管辖，爱新觉罗氏則世代為明朝建州左衛之都指揮使。1616年，女真族人努尔哈赤在今中国东北地区建国称汗，建立大金（史稱後金），定都赫图阿拉，又稱兴京（今辽宁新宾）。1636年，努尔哈赤的繼承者皇太极在盛京（今瀋陽）称帝，定国号为「大清」，當時控制地區僅止於今中國東北及漠南地區，但已對退守長城以南的明朝造成重大威脅。1644年，李自成率军攻陷北京，同年，吳三桂部等原明朝殘餘軍隊為對抗李自成而歸降清軍，由此清軍進入山海关内，在擊敗民變軍後遷都北京，並開始大規模南下。其后的数十年时间内，清朝陆续擊敗华北殘餘明朝勢力、李自成的大順军、張獻忠的大西军、南明和明鄭等势力，控制中国全境。歷經康熙、雍正及乾隆三帝，清朝的綜合國力及經濟文化逐步得到恢復和發展，统治着辽阔的領土及藩屬國，史稱康雍乾盛世，是清朝發展的高峰時期。。
清朝政治制度基本上沿襲明朝高度權力集中，不設宰相，其最高決策單位隨皇帝的授權而變動，例如議政王大臣會議、軍機處、總理衙門等，除提升行政效率外，也使皇帝能充分掌權。但清朝廷的勤奮也用在嚴苛的法治上，清中期文字獄興盛，若有疑似反清復明的運動與散播被認為不利皇帝的消息，往往會引來冤獄，牽連多人受害。軍事方面，原先以旗人的八旗軍為核心精銳，龐大的綠營為主要軍力，而後期逐漸以綠營和地方團練如湘軍、淮軍為支柱，初期所進行的陸上與海上擴張，以及對邊疆地區的入侵，奠定了現代中國的基本領土範圍。清极盛时除去對外戰爭暫時佔領的地區，實質控制下的領土達1310万平方公里，在中國歷史上僅次於元朝，即使在清末也維持1130萬平方公里。政局穩定、新作物傳入與賦稅制度的改變，使得中國人口突破以往的平均值，達到四億餘。國際貿易提升，帶動經濟農業與手工業的發展:120。
外交方面，除了與周邊東亞國家有往來，當時正值航海時代，西方人直接透過海路進行貿易及宣教活動，其中以耶穌會的傳教士最先踏入中國。本來康熙帝頗為支持傳教士來華，但羅馬教皇於康熙43年（1704年）降旨不准中國信徒祭祖、祀孔而引發「禮儀之爭」，康熙帝大怒，乃開始禁教。康熙帝晚年，宮中爆發政爭，天主教會捲入其中，於是雍正帝在位時更全面禁止傳教士東來。而在对外通商贸易方面，西方各國為使通商正常化，多次派使者前往中國協商。然而清朝以天朝上国自居，不願與西方各國平起平坐，开展平等通商，因此屢次不了了之。清朝为了巩固自身统治，实行了海禁等闭关锁国政策，導致清朝中後期的科技較西方更為落後。清朝外交港口當時主要集中於南部港口廣州，不過西方各國在18世紀左右隨著工業革命的突破，開始大幅拉開與清朝的國力差距，鴉片戰爭開啟中國近代歷史，諸外國政府迫使清朝簽訂系列門戶開放條約，加速門戶開放及與海外商貿產業聯繫。此时的清廷也一直處於改革派與守舊派拉鋸的局面。外國資本加速流入的同時，西方科學與文化亦被加快引入，令官方及社會民間出現一連串改革與革命，如洋務運動，促使中國文化的成長與革新。而甲午戰爭失敗使督辦軍工化路線受沉重打擊，國際地位大為降低。其後的維新運動也隨守舊派抵制而告終，義和團運動也在清朝鎮壓下失敗，清廷推動清末新政，虽取得一些成效，但由於仍維護滿清皇室的利益，讓许多立憲派知識分子失望，轉向支持革命。1911年辛亥革命爆發，1912年1月1日中華民國臨時政府在南京正式成立，隆裕太后以皇帝溥儀的名義於2月12日頒下《退位詔書》，清朝正式滅亡。清朝政府也于1912年3月10日解散，正式進入中華民國时期。

## 國號

### 名稱来源
1616年努爾哈赤建立後金政權，1636年皇太極改國號为「大清」，入关后成爲元朝以來中國歷史上第三個（也是最后一個）把“大”字加入正式國號之中的大一統王朝。皇太極改国号的原因未有史料明確記載，有說法認為是為了掩蓋女真曾臣服於明的歷史以鼓舞士氣；「清」之國號，或云是金的諧音，而且滿人尚青，加水字邊以符合五德終始說，用水免去朱明（朱是指明朝皇帝的姓氏，明是明朝國號）之「火」；或取自《管子》心术下篇与内业篇之“镜大清者，视乎大明”、“鉴于大清，视于大明”，大清即天，大明即日月，天盖过日月；另有一种观点认为“大清”这一国号并非来自汉语，而是满语中的一个蒙古借词「ᠳᠠᠢᠴᠢᠨ」，原意为“善战者，戰士”，故“大清国”的意思是“上国”或“善战之国”；但此论述有争议，有學者從語言與文獻考證等反駁，指出清朝统治者編撰的語言辭書皆無此用法。

### 對「中國」一詞的重塑

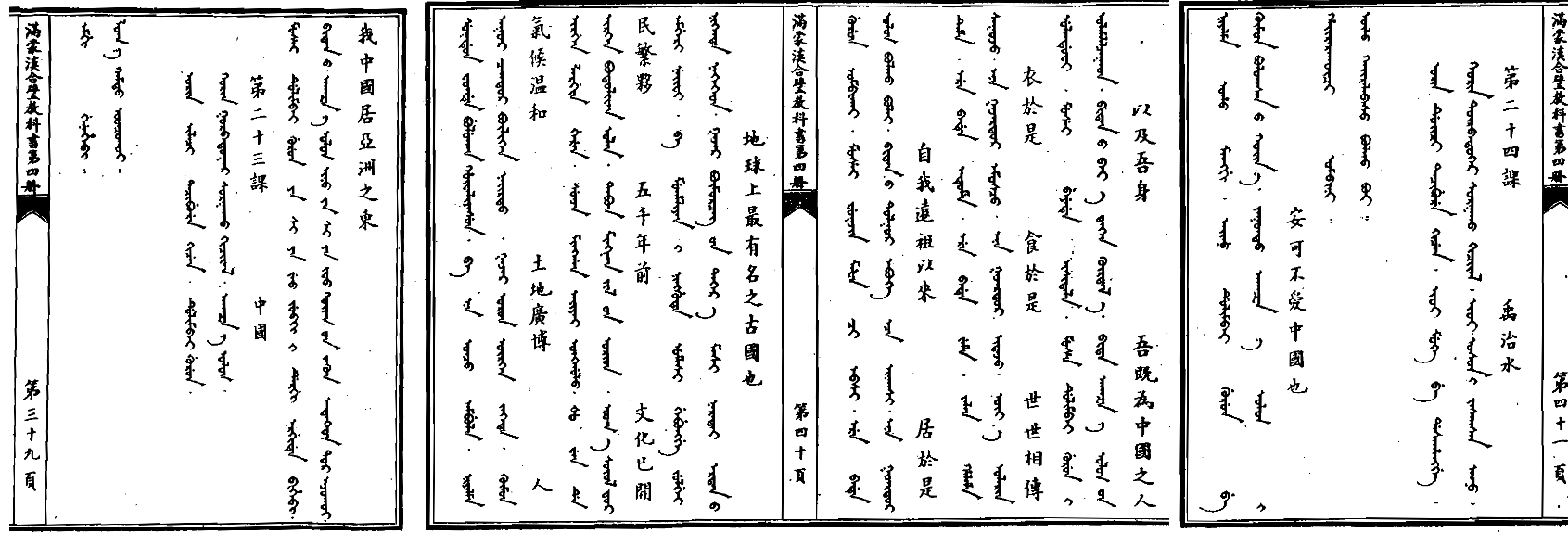
清末的滿漢蒙三語教科書——《滿蒙漢合璧教科書》的〈中國〉部分：「我中國居亞洲之東，氣候溫和，土地廣博，人民繁夥。五千年前，文化已開，地球上最有名之古國也。自我遠祖以來，居於是，衣於是，食於是，世世相傳，以及吾身。吾既為中國之人，安可不愛中國也。」 (Note: 满文穆麟德转写：musei dulimbai gurun ya si ya jeo jubki -i dergi ergide bihebi, sukdun fonde bulukan hūyaliyasun, ba na onco ambula, niyalma irgen largin geren, sunja minggan aniyai onggolo, šu wen de emgeri neifi,ba muhaliyan -i ningguten umesi gebungge julgei gurun ombikai, musei fukjin mafa ci ebsi, ere bade teme, ere bade etume, ere bade jeme, jalan halame ulandufi, musei beyede isitala, muse dulimbai gurun -i niyalma oho manggi, ainu dulimbai gurun be hairarakūci ombini.)

清朝以前“中國”的詞義基本上為地理、民族、政治區域和文化意義，而現代國體意義上的“中國”，直至1689年9月7日《中俄尼布楚條約》簽訂後才首次正式出現於外交文件上。
自入主中原之后，清朝皇帝正式以“中国”（转写：dulimbai gurun）稱呼全境。1689年，清朝康熙帝在与俄国签订的具有现代国际法水准的边界条约——《尼布楚条约》中，首次将“中国”作为正式國家名稱使用，与“俄羅斯”相对，該「中國」指包括蒙古以及中國東北等地在內的整個清帝國。
1909年，清朝頒佈中國第一部成文國籍法，明確地以現代法律形式自稱為「中國」，首次在法律上賦予了現代國籍法和「中國國籍」的意義。次年经清朝学部审定发行的教科书《中國歷史教科書（原名本朝史講義）》一开篇即表示：“本朝史者，中國史之一部，即全史中之最近世史。中國之建邦，遠在五千年以前，有世界最長之歷史。又有其文化為古來東洋諸國之冠。其疆域奄有東方亞細亞之什九，其興衰隆替足以牽動亞細亞列國之大勢。故中國史之範圍，實佔東洋史全體之太半”。

中西史學家如黃興濤博士及新清史學派學者、東亞史學家歐立德認為，康雍乾之後的中國，是被清朝皇帝、滿人、漢人等其他族群共同認同並加以再造過的中國。現代「中國」的概念，正是來自於清朝所塑造的中國觀。

## 歷史

### 後金立國

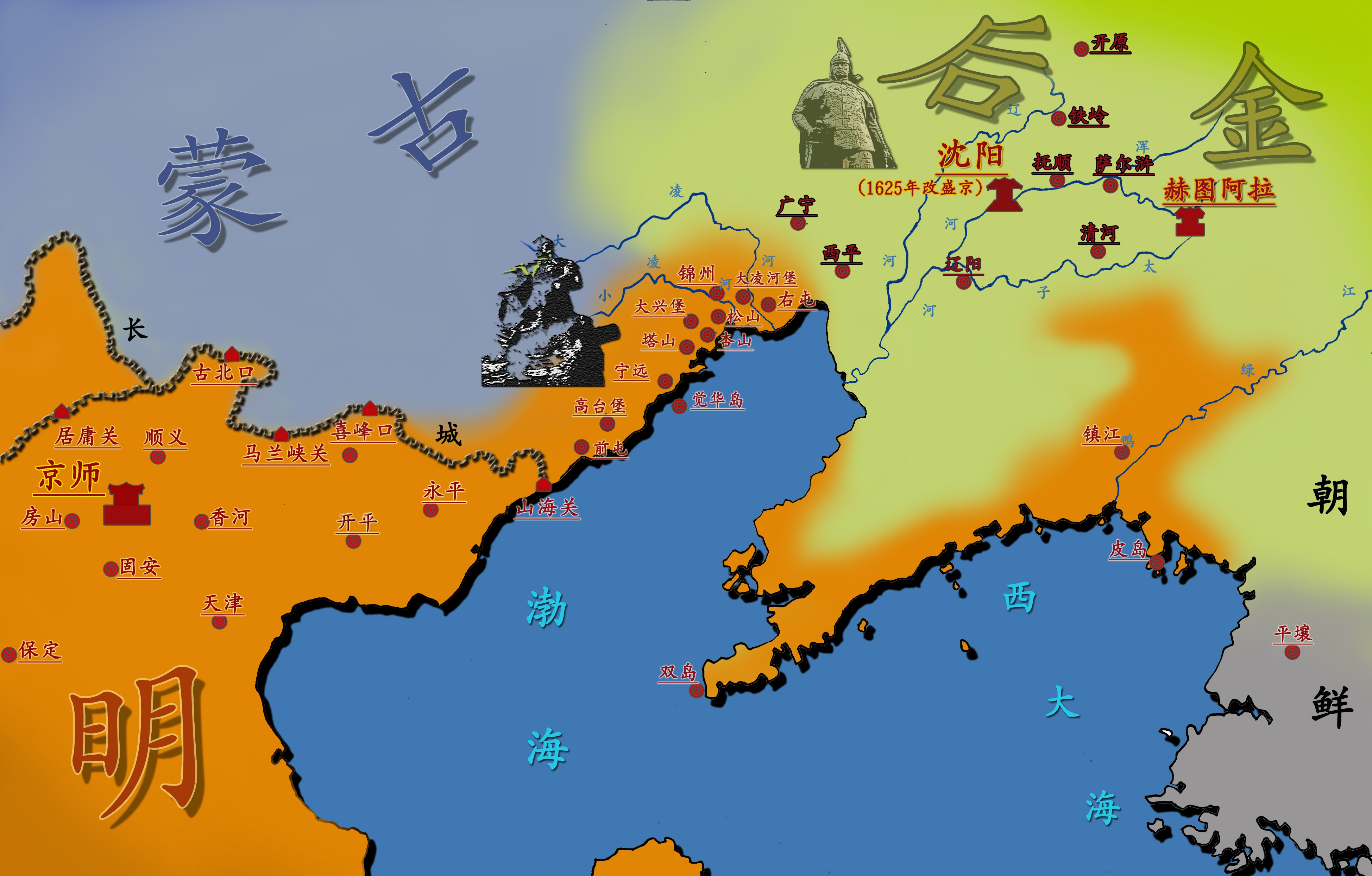
明朝後金對峙圖與關寧錦防線

15世紀初期，位於東北亞的女真族大致分成三部分，其中以建州女真最為強大。建州女真源自於遼金時代生女真完顏部的附屬五國部，居於牡丹江與松花江匯流地方，在元代組成為五個女真萬戶府，元末因受野人女真及朝鮮滋擾不斷，以及明朝的招撫等因素，其殘餘部族選擇歸附明朝。明朝将其部遷至原渤海地（今綏芬河流域）設置為他們新的聚居地。
1403年明朝依據原渤海建州的地名稱呼為建州女真，並設置了衛所這一地方軍事行政機構，冊封李承善為建州卫指揮使，猛哥帖木兒為建州衛左都督。其後1416年又建立建州左衛，以猛哥帖木兒為指揮使，並賜姓童。建州衛早期歸屬奴兒干都司，奴兒干都司廢除後改屬遼東都司。
猛哥帖木兒在被野人女真所殺後，其弟凡察與子董山被迫率眾南移，最後定居赫圖阿拉（今辽宁新賓），併入建州衛內。1442年，明朝又從建州左衛分立出右衛，以凡察領導右衛、董山領導左衛，形成建州三衛，三衛首領也是世襲制，但須經明朝政府認可後方生效。
由於建州三衛對明朝過度干預女真產生不滿，因而逐漸不遵守朝廷命令。而此時女真各部也因嫌隙已四分五裂。1467年明朝聯合朝鮮削弱建州三衛（即成化犁庭），並且於遼東邊界興建長城。明朝萬曆初年，董山的後代覺昌安與其子塔克世偕同明朝遼東總兵李成梁，以建州右衛王杲叛亂為由攻滅王杲與其子阿台，然而覺昌安同其子塔克世在入城勸降叛明的阿台時發生混戰，覺昌安父子也在混戰中被明軍誤殺死亡。1586年明廷襲封塔克世之子努爾哈赤為指揮使，世襲建州衛作為補償。
努爾哈赤深覺被明朝背叛，以祖、父遺留的十三副遺甲崛起，統一建州女真後陸續併吞女真各部，並與漠南蒙古友好。
建州女真勢力日盛，1595年明朝授予努爾哈赤龍虎將軍的稱號，其勢力更加強大。1603年努爾哈赤在赫圖阿拉築城，兩年後致遼撫趙楫、總兵李成梁的呈文中說：“我努爾哈赤收管我建州國之人，看守朝廷九百五十餘里邊疆”，以守疆名義索要更高權利，地位仍與過去相同，聲勢則已不同以往。一直到1616年，努爾哈赤在建立八旗制度後於赫圖阿拉（後稱興京）稱汗立國，即後金汗國。兩年後他以「七大恨」為由起兵反明。檄文中儼然以“北朝”自居。努爾哈赤在1619年的薩爾滸之戰中，擊敗楊鎬指揮的明軍、朝鮮與葉赫聯軍；接連佔領瀋陽、遼陽、撫順等遼東城市，戰無不勝的他更堅定了入主中原之志，隨後戰事集中於遼西地區。1626年，在与明袁崇煥交战的寧遠戰役中受挫，数月后逝世。第八子皇太極歷經權力鬥爭後繼位。
皇太極即位之後，針對努爾哈赤时期的社會矛盾进行一系列改革，史稱“天聰新政”。皇太極改文館為內國史院、内秘書院、内弘文院，这是清朝内閣的雛形。還繼續完善和擴大蒙古八旗、漢軍八旗，設立理藩院管轄蒙古等地事務。1634年，將都城瀋陽易名「盛京」，更改「女真」族名為「滿洲」。1635年，多爾袞於征伐漠南蒙古時，聲稱得到元順帝離開中原時帶走的傳國玉璽
，皇太極親率其子與諸官出城迎接，拜天行禮。1636年，漠南諸部尊皇太極為“博格達徹辰汗”，皇太極在盛京稱帝，改年號為崇德，改國號為大清。當時明朝在關外的勢力尚有袁崇煥守備的錦州、寧遠與松山等三城。皇太極為繞道避開此防線，首先穩定根據地。他先脅迫明朝求和未果，隨後成功降伏西邊蒙古察哈爾部和東邊朝鮮。接著，皇太極經察哈爾繞道入侵明朝首都北京。最後崇禎帝（有人認為他中了反間計），處決援救北京的袁崇煥，史稱己巳之變。這種藉由繞道入侵的作法後來又執行五次，與明朝內部的流寇一同消耗明朝的經濟力。1642年，清軍於松錦之戰擊潰明軍並收降洪承疇等人，奪取明朝在關外的所有堡壘，明朝防線移至山海關及長城沿線。1643年皇太極病死，第九子福臨繼位，是為順治帝，由其叔多爾袞攝政。

### 清兵入關

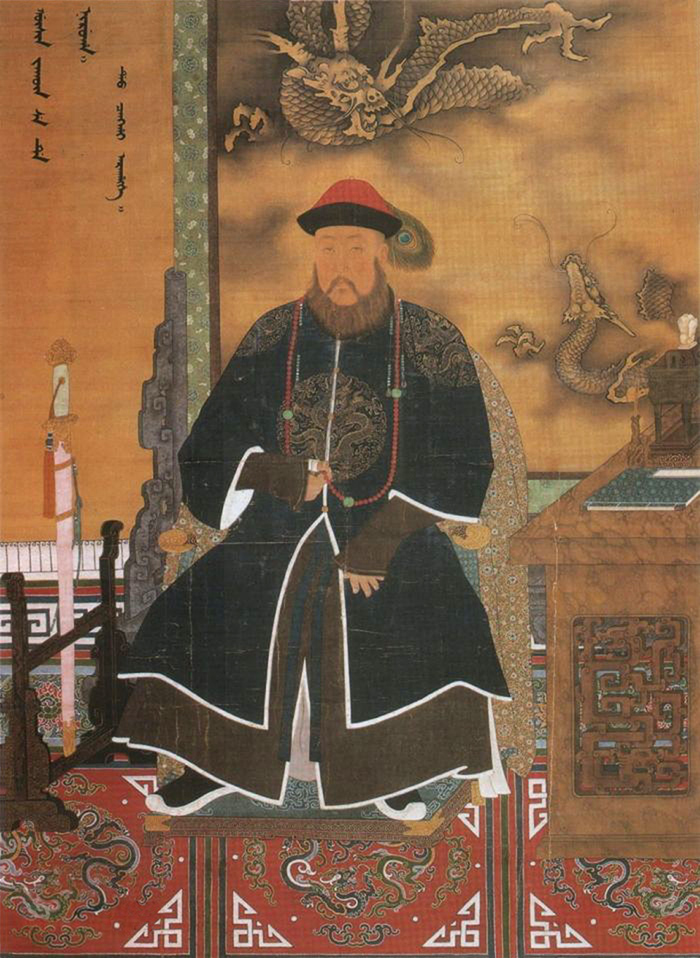
攝政王多爾袞像

明朝崇禎末年，明朝民變勢力（史稱“流寇”）如李自成於陝西西安建立大順，張獻忠於四川成都建立大西。1644年李自成經河南、山西順利地攻入北京，崇祯帝在煤山上吊自殺，明亡。同年遼東總兵吳三桂不願投降大順。面對李自成的順軍，吳三桂引清兵入山海關，於一片石戰役擊敗順軍，史稱甲申之變。李自成放棄北京，率軍退回陝西。清朝攝政王多爾袞成功迎順治帝入關，順治在北京天壇圓丘行祭天之禮，祝文宣布受天命、建王朝，名稱仍用大清國號，並將首都遷到北京。同一時間，明朝馬士英擁護福王在明朝陪都南京应天府稱帝，即弘光帝，史称南明。然而弘光朝因為黨爭與宦官之亂而混亂分裂。
多爾袞先派阿濟格、吳三桂與多鐸、孔有德分陝北、河南二路攻打陝西李自成，李自成最後於湖北滅亡；派豪格攻滅四川張獻忠，其餘部投降南明以抗清。多爾袞接著對付位於江南、內鬥分裂的南明諸勢力。1645年，多鐸率清軍攻破史可法駐守的揚州，弘光帝逃至蕪湖被逮，送到北京殺害。明朝魯王朱以海與唐王隆武帝分別在浙江與福建建立勢力，然而雙方不和，不久被清軍各個擊破，擁護隆武帝的鄭芝龍也宣佈投降。之後桂王於廣東的肇慶即位为永曆帝，期間瞿式耜、李定國、鄭成功及其他明將先後收復華南各省，最後因為距離互相難以照應，內部又發生叛變而節節敗退。1661年，清軍攻入雲南，逃亡緬甸的永曆帝最後被吳三桂殺死，南明亡。此時只剩下臺灣的明鄭勢力和緬甸果敢的明軍，清朝基本佔領明朝全部領地。由於華南反清勢力較大，清帝冊封吳三桂、耿仲明與尚可喜為王以鎮守雲南、廣東與福建等地，史稱三藩。
多爾袞在清軍攻入关内後推行剃髮易服政策，導致关内汉人對清廷態度驟變，甚至極力反抗，如「入关之初，严禁杀掠，故中原人士无不悦服，及有剃头之举，民皆愤怒，或见我人泣而言曰，我以何罪独为此剃头乎？」，而明朝官員左懋第亦言「我頭可斷、髮不可斷，我早辦一死矣。」。清軍對反抗者進行鎮壓，重要事件如揚州十日、嘉定三屠與庚寅之劫等。清廷制定的圈地和投充政策使人民放棄土地，增加更多流民。為此又制定嚴禁奴僕逃亡的逃人法，激化京畿地區的民族與階層矛盾。
但後續清廷下令停止這些政策，並實行獎勵墾荒的政策。並且正式開科取士，追尊崇禎帝與明朝忠臣。
1661年，順治帝英年早逝，其子8歲的玄燁即位，即康熙帝，由索尼、遏必隆、蘇克薩哈與鰲拜四大臣輔政。康熙帝於繼位之初即運用計謀消滅跋扈的權臣鰲拜以穩固皇權。三藩勢力如吳三桂、耿精忠與尚之信等涵蓋全國之半，他們先後請求撤藩以試探清廷。當時部分大臣擔憂三藩叛變而反對。最後，孝莊太皇太后與康熙帝無懼三藩而同意撤除。這使得三藩與陝西王輔臣、廣西孫延齡與台灣明鄭的鄭經聯合發動三藩之亂。在這九年期間，反清勢力遍及華中、華南，吳三桂更於後期稱帝建國周。然而清軍採取積極防禦，進軍陝西、江西以切割叛軍。加上吳三桂沒有積極北伐，反清聯軍因佔領地與吳三桂過度干涉而發生糾紛，最後王輔臣、耿繼忠與尚之信先後投降，佔領福建沿岸的鄭經被擊敗。1681年清軍攻入雲南，繼承吳三桂之位的吳世璠在昆明自殺，三藩之亂最終在1681年被完全撲滅，国家遭受较大的损失，在四川、云南以及江西等地有不少人被殺害，从许多记载来看，在三藩之亂时，清軍、叛軍、土匪等曾造成屠杀平民事件，不仅仅在川滇，其他相关地区也遭受类似的厄运，比如江西百姓遭受屠戮的数量就不少，“剿洗，玉石难分，老幼死于锋镝，妇子悉为俘囚，白骨遍野，民无噍类”。同年，鄭經之子鄭克塽繼位，明鄭因內亂不断导致不少將領降清。清朝派明鄭降將施琅率領水師攻打臺灣。施琅佔領澎湖，逼近東寧（今台灣台南），鄭克塽率領大臣降清，至此明鄭亡。

### 康雍乾盛世

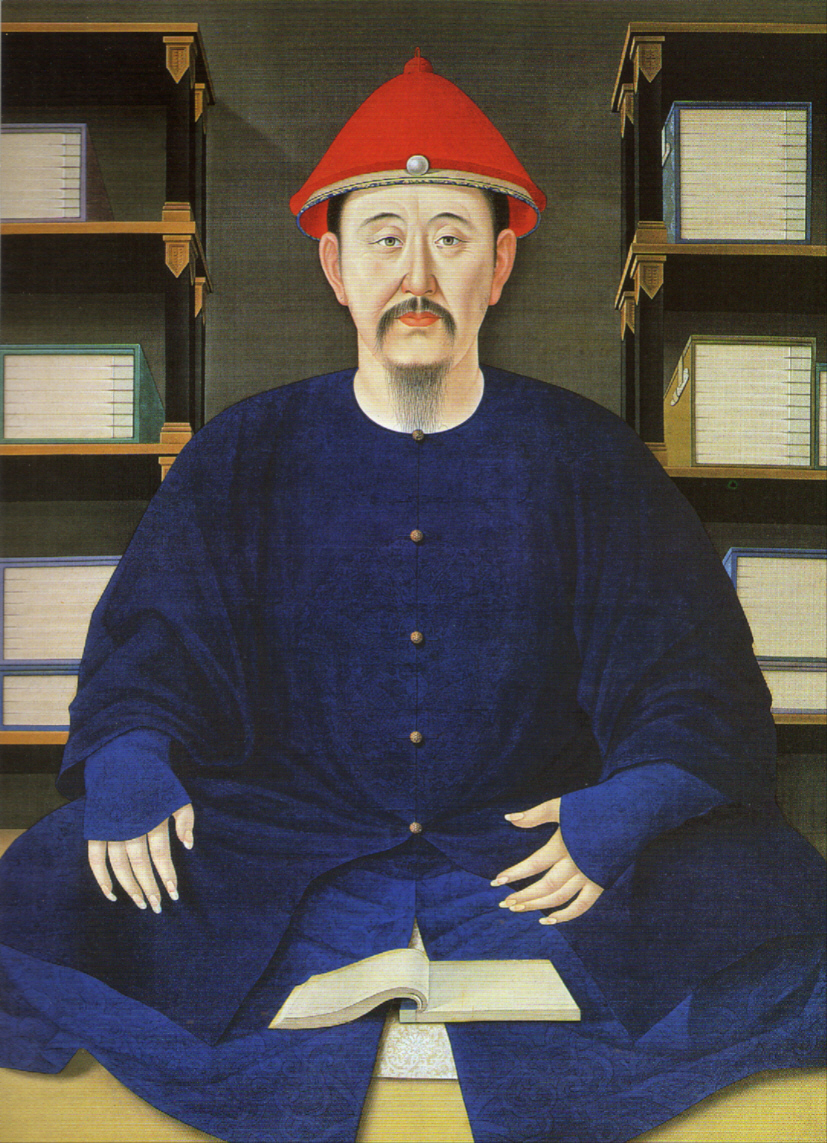
《康熙帝讀書像》

康熙帝平定三藩後，清朝進入康雍乾時期，這段時期是清朝發展的高峰時期，史學界通常稱為“康雍乾盛世”。康熙帝為政寬仁，留心民間疾苦，在他親政不久後，便宣佈停止圈地，放寬墾荒地的免稅年限。他還著手整頓吏治，恢復京察、大計等考核制度。受康熙帝的「滋生人丁，永不加賦」（攤丁入畝）政策以及外來農作物的引進等影響，清朝人口大大提升。他先後任用靳輔和于成龍治理黃河與大運河，得到很大的成績。在他六次南巡期間，考察民情習俗之外，更是親自監督河工。康熙中期以後，因戰亂而遭到嚴重破壞的手工業逐步得到恢復和發展。為安定社會秩序，他頒行十六條聖諭，要地方人士循循告誡鄉民。他又派心腹包衣（即家奴）如曹寅、李煦等人打探地方物價、人民收入與官紳不軌之事，並以密褶奏報。此即密摺制度的萌芽，到雍正時期趨於完善。康熙帝重視對漢族士大夫的優遇，他多次舉辦博學鴻儒科，創建南書房制度，並且向來華傳教士學習西方科學與文化:104-112。
清初蒙古分為四大部。其中準噶爾汗國與俄羅斯沙皇國友好，其可汗噶爾丹先滅領葉爾羌汗國與青海和碩特，又佔領喀爾喀蒙古，喀爾喀三部南下投靠清朝。康熙帝首先派薩布素於雅克薩戰役驅除入侵黑龍江的沙俄軍隊，與沙俄所簽訂的《尼布楚條約》以確立東北疆界並獲得沙俄的中立。接著於1690年至1697年間烏蘭布通之戰與三征噶爾丹使噶爾丹戰死，進行多倫會盟以將喀爾喀蒙古納入直接統治:104-112。青藏地區的和碩特汗國協助黃教達賴五世擊敗紅教統一全藏，之後分裂成青海與西藏和碩特。達賴六世時，藏區政事交由第巴（理事大臣）桑結嘉錯管理，他聯合準噶爾對抗西藏和碩特的拉藏汗，拉藏汗先下手殺桑結嘉錯並廢除達賴六世。1717年噶爾丹的侄子策妄阿拉布坦入侵西藏，攻殺拉藏汗，並且佔領拉薩。清軍多次被準軍擊敗，最後於1720年由胤禵率軍驅除成功，協助達賴七世入藏，以拉藏汗舊臣管理藏區:104-112。
康熙晚期，由於官員薪資過低以及法律過寬，導致官吏貪污，吏治敗壞，并发生南山案文字獄事件，到雍正與乾隆時期这种情况加重。康熙帝本來按照中國立嫡立長的傳統封胤礽為太子，由於太子本身的素質問題及其在朝中結黨而廢太子，使得諸皇子為皇位互相結黨傾軋。故太子一度復立，但康熙帝仍無法容忍其結黨而廢除。康熙帝於1722年去世，胤禛繼位，即雍正帝:104-112。

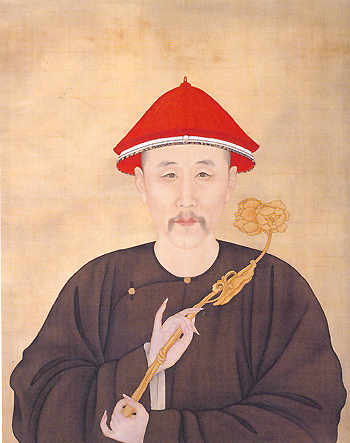
《雍正帝手持如意像》

雍正帝獲得隆科多的協助繼位，賴年羹堯平定青海亂事以穩固政局，然而後來因故賜死年羹堯、幽禁隆科多。雍正帝在位時期，針對康熙時期的弊端採取補救措施，以延續康雍乾盛世。他設置軍機處加強皇權，廢殺與他對立的王公並削弱親王勢力。注重皇子教育，採取秘密立儲制度以防止康熙晚年諸皇子爭位的局面再度發生。將丁銀併入地賦，減輕無地貧民的負擔。廢止賤民政策，令世代受到奴役且地位低賤的賤戶被解放。為解決地方貪腐問題使火耗歸公，耗羨費用改由中央政府計算；設置養廉銀以提高地方官員的薪水:104-112。
對外方面，雍正初年青海親王羅卜藏丹津意圖復興和碩特汗國而亂，隔年年羹堯與岳鍾琪等人平定。為此雍正帝佔領部分西康地區，又在西寧與拉薩分置辦事大臣與駐藏大臣以管理青藏地區。聽從鄂爾泰建議推行改土歸流，廢除具自治性質的土司，以地方官管理少數民族。將喀爾喀蒙古併入清朝；於1727年與俄羅斯帝國簽訂恰克圖條約，確立塞北疆界。1729年聽從張廷玉建議，以傅爾丹與岳鍾琪兵分二路於科布多對抗準噶爾汗噶爾丹策零，最後於和通泊之戰戰敗。1732年噶爾丹策零東征喀爾喀蒙古，兵至杭愛山，被喀爾喀親王策棱擊敗。1734年清準和談，以阿爾泰山為界，西北大致和平:104-112。
雍正帝勤於政事，自詡「以勤先天下」、「朝乾夕惕」。他在位期間的奏摺大多由他親自批改，軍機處的諭旨也由他再三修改。他所親信的內外臣僚如張廷玉、鄂爾泰、田文鏡與李衛等人也都以幹練、刻覆著稱。他所派遣的特務遍及天下以監控地方事務，密摺制度至此完善，然而屢興文字獄打壓異己。雍正帝於1735年去世，其子弘曆繼位，即乾隆帝:104-112。

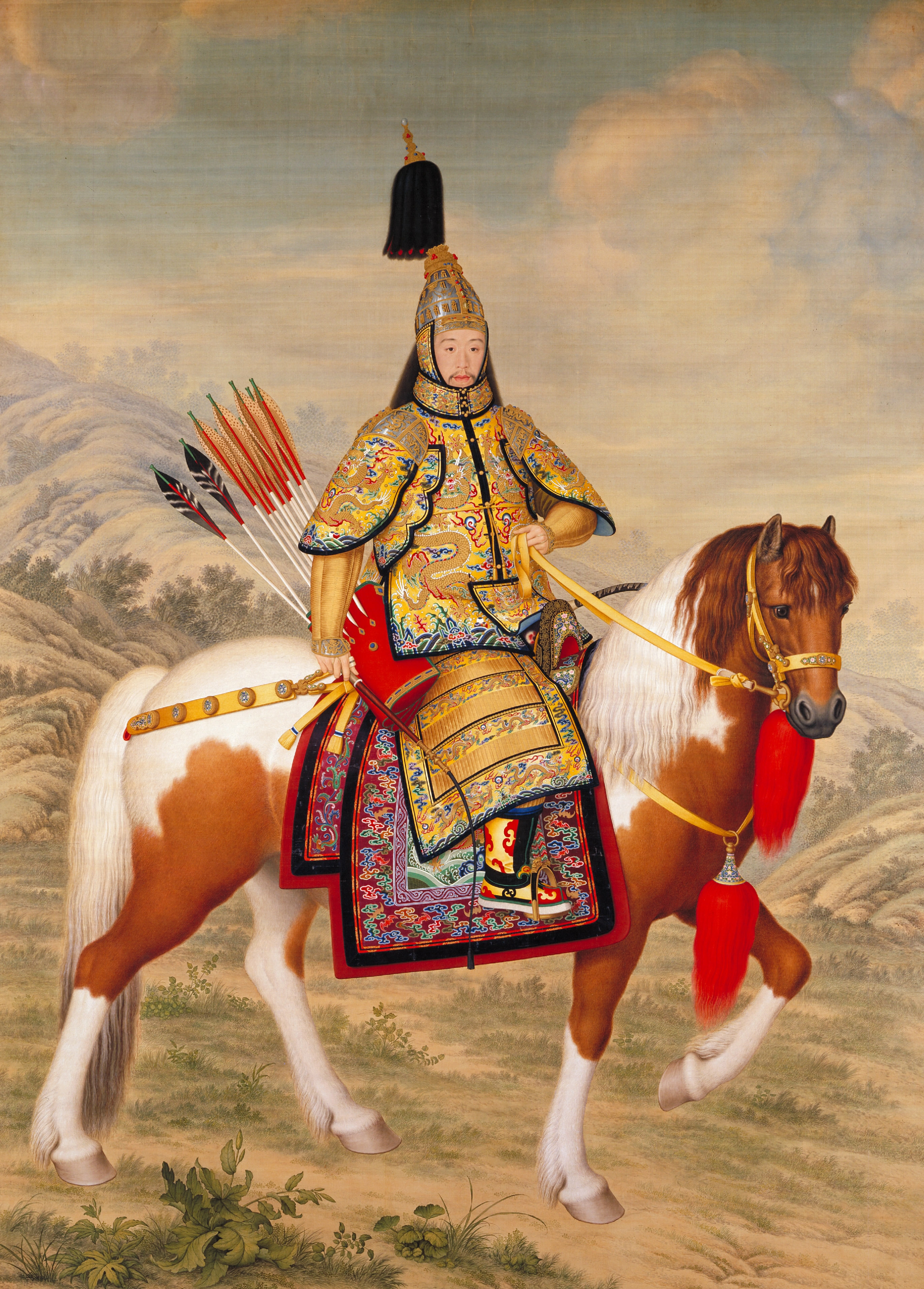
郎世寧繪乾隆帝南苑閱兵的《大閱鎧甲騎馬像》

乾隆帝繼位之初，獲得張廷玉與鄂爾泰的協助，穩定政局。他以「寬猛相濟」理念施政，介於康熙帝的仁厚與雍正帝的嚴苛之間。人口不斷增加使乾隆末年突破三億大關，約佔當時世界人口的三分之一。江南與廣東等地的絲織業與棉織業都很發達，景德鎮的瓷器都達到歷史高峰。與此同時，銀號亦開始在山西出現。中國的國庫庫存亦從雍正十三年（1735年）的34,530,485銀兩上升至乾隆三十九年（1774年）的73,905,610銀兩。然而乾隆晚期多從寬厚，寵信貪官和珅，官員腐化使政治大壞；六次下江南以蠲賦恩賞、巡視河工、觀民察吏、加恩士紳、培植士族、閱兵祭陵，有學者認為供張過盛、擾民有餘的批評:109。美國哈佛大學教授歐立德指出乾隆六次南巡誠然耗資巨大，但相對於當時國庫收入而言尚在可承受的範圍之內。
乾隆帝鴻講學術，然而由於限制過多，所得人才不如康熙詞科。此時期有許多書籍出版，例如《續三通》、《皇朝三通》與《大清會典》等史書；著名小說《紅樓夢》、《聊齋誌異》和《儒林外史》等；1773年更下令考據補遺，編纂《四庫全書》，與《古今圖書集成》成為全世界最龐大的類書，這些都成為盛世的文化標誌。然而為維護統治却嚴厲控制思想，編書期間藉機對不符其思想的書籍進行禁毀與秘藏。此外大興文字獄使如戴名世等人被株連殺害或者流放。有學者認為這些都讓文人思想受到嚴厲阻礙，遲滯文化的發展:109，另有學者認為此舉扼殺中国人的思想活力。梁啟超則认为，清朝二百多年，對文化發展有相當程度的貢獻，是「中國之文藝復興時代」。清朝盛行的輯佚學亦救亡不少大量早已失傳的中國古籍。另外，史學家郭成康、林铁钧指出清代有些包括「反滿」內容的書籍多次在作者沒被追究的情況下合法出版，例如王夫之的《讀通鑑論》和顧炎武的詩文集。在清初年間的思想界、學術界，都相當活躍。康熙規定：“凡舊刻文卷，有國諱勿禁；其清、明、夷、虜等字，則在史館奉上諭，無避忌者”，表現出比歷代封建統治者都較為開明和寬容的態度，史學家喻大华指出不應該將清朝查禁「反清」言论与「文字狱」混为一谈，因為号召推翻现政权的言论不屬於文字问题，而是政治问题。
西方傳教士將中國文化介紹給歐洲人，引發18世紀“中國風”热潮。歐洲人追崇中國文化、思想與藝術，在1769年更有人寫道：「中國比歐洲本身的某些地區還要知名」。佩雷菲特筆下與乾隆帝不歡而散的英國特使馬戛爾尼認為清朝已經衰落，然而馬戛爾尼在其日記著作中寫道：「中國政府的行政機制和權力是如此地有組織和高效，有條件能夠迅即排除萬難，創造任何成就」，馬戛爾尼訪華團的成員之一安德遜亦對當時期的清朝有相當的正面評價。

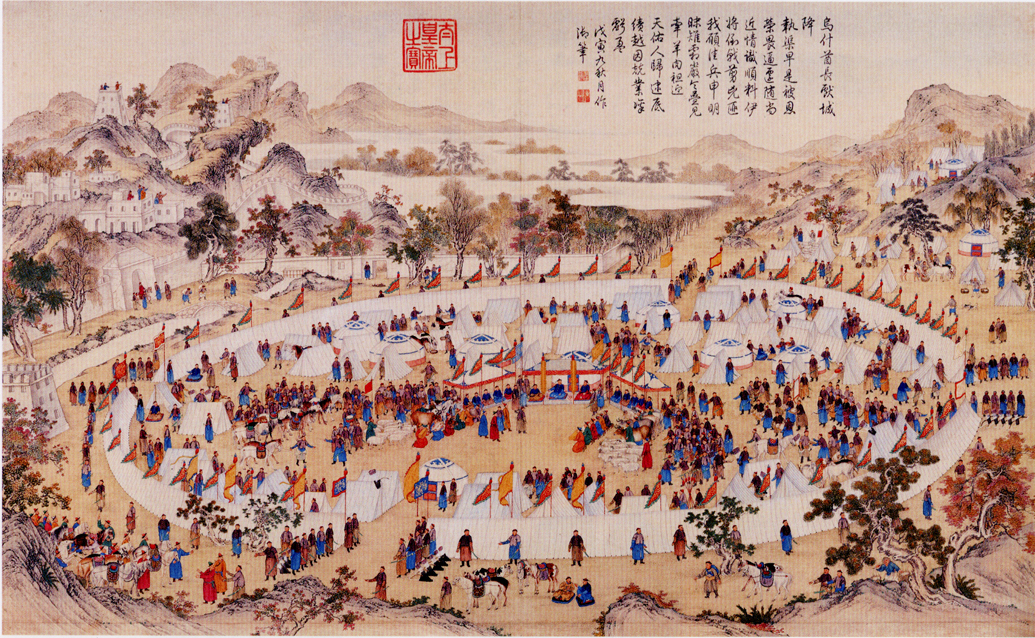
《烏什酋長獻城降圖》描繪乾隆二十三年（1758年）平定大小和卓之亂時，烏什酋長霍集斯開城歸降之情形

對外方面，乾隆十年（1745年）準噶爾汗噶爾丹策零去世，國內諸子爭位。乾隆十七年（1752年）冬，达瓦齐袭夺准噶尔汗国汗位，阿睦爾撒納在随后的内斗中被击败，不得不归附清廷。乾隆帝乘機於乾隆二十年（1755年）派其為引導，以定北将军班第率軍平定準噶爾，攻下伊犁。而後阿睦爾撒納想要成為新一代準噶爾之主，由於沒有獲得乾隆帝支持而叛變。乾隆帝派兆惠西征，阿睦爾撒納战败逃亡哈萨克汗国，后因为哈萨克汗归降于乾隆，又逃亡帝俄，乾隆以《尼布楚条约》规定之中俄引渡逃人的条款要求俄方引渡，而阿睦爾撒納本人已于乾隆二十二年（1757年）出天花病死在托波尔斯克附近的库杜斯克酒厂。随着阿睦爾撒納的死去，天山北路遂告平定，準噶爾亡，其族在乾隆的屠杀令下慘遭滅絕。然而在天山南路，脫離準噶爾統治的回部領袖大小和卓兄弟起兵反清，史稱大小和卓之亂。其領袖布拉尼敦（大和卓）與霍集占（小和卓）佔據喀什噶爾與葉爾羌，意圖自立。乾隆二十三年（1758年）乾隆帝再命兆惠西征，兆惠率輕軍渡沙漠圍攻葉爾羌（今新疆莎車），反被包圍於黑水營。隔年清將富德率軍解圍，兆惠與富德最終攻滅大小和卓，並讓帕米爾高原以西的中亞各國成為藩屬國。乾隆末年，尼泊爾的廓爾喀王國兩次入侵西藏。1793年清廷派福康安與海蘭察領兵入藏，擊退廓爾喀入侵，不丹與哲孟雄（今錫金）亦為藩屬國，加強駐藏大臣的權力:113-115。

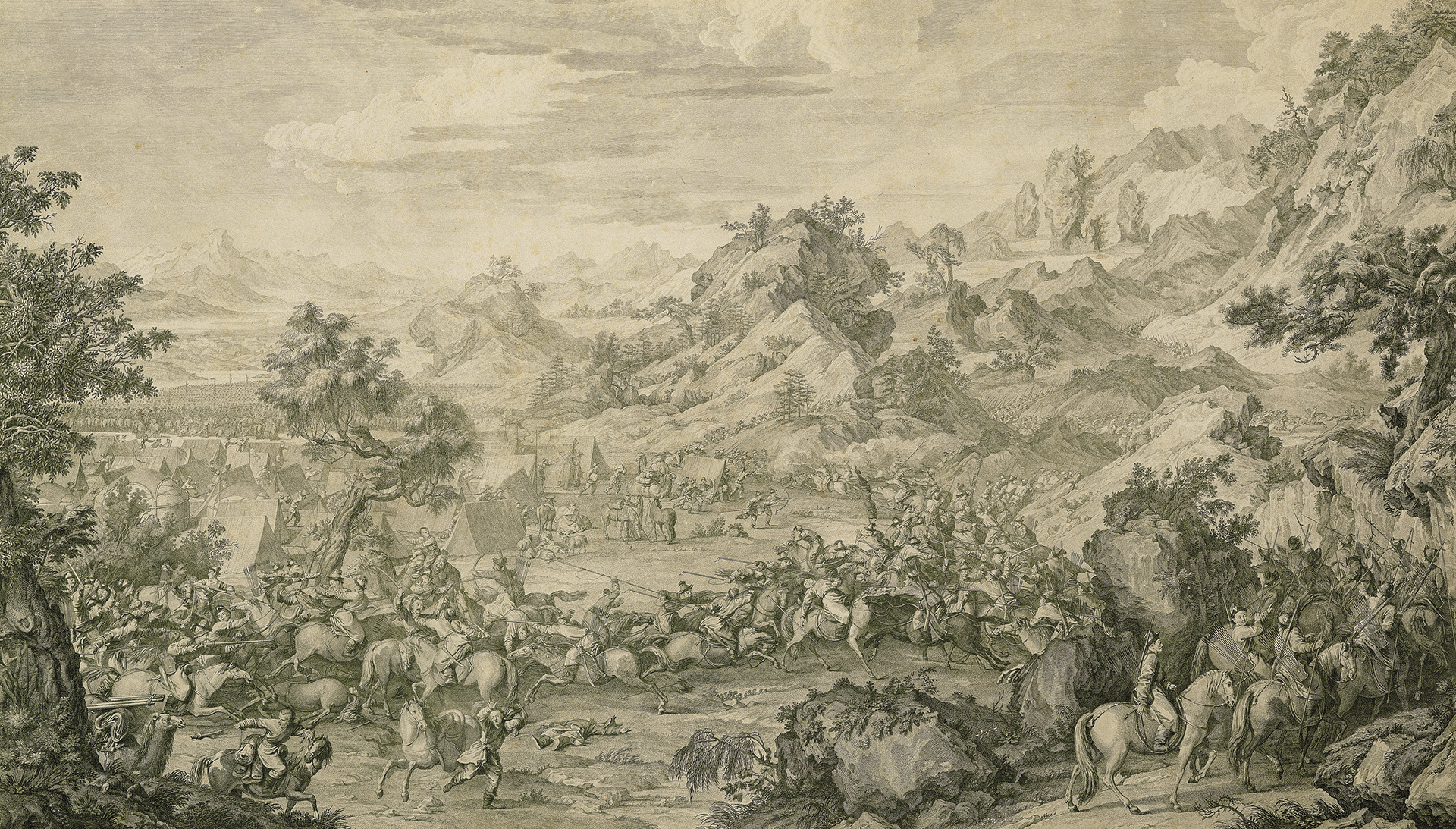
1769年，淸軍西征準噶爾汗國。圖為格登鄂拉斫營圖

西南方面，乾隆初年派張廣泗平定貴州苗民之亂，隨後清軍前往平定大渡河上游的大小金川（今四川金川縣與小金縣）動亂，史稱大小金川之役。1747年到1749年期間發生大金川之戰，清軍於此吃盡苦頭。1771年第二次金川之戰爆發，大小金川的索諾木與僧格桑均叛，清將溫福戰死，阿桂歷經多次作戰，直到1776年方平定。期間緬甸貢榜王朝與清朝爆發清緬戰爭，清軍四次進攻皆失敗。1769年乾隆帝派傅恆、阿桂入緬未果，雙方最後停戰。1784年暹羅卻克里王朝派使朝貢，1788年緬甸為應付暹羅威脅，也派使朝貢。1789年安南發生西山朝統一後黎朝、鄭主與廣南國的事件。清軍入安南擊敗西山朝，護送黎帝黎愍帝復位，但途中遭西山軍的伏擊而敗，史稱清越戰爭。西山朝阮惠遣使向清廷謝罪，清廷封為安南国王:113-115。

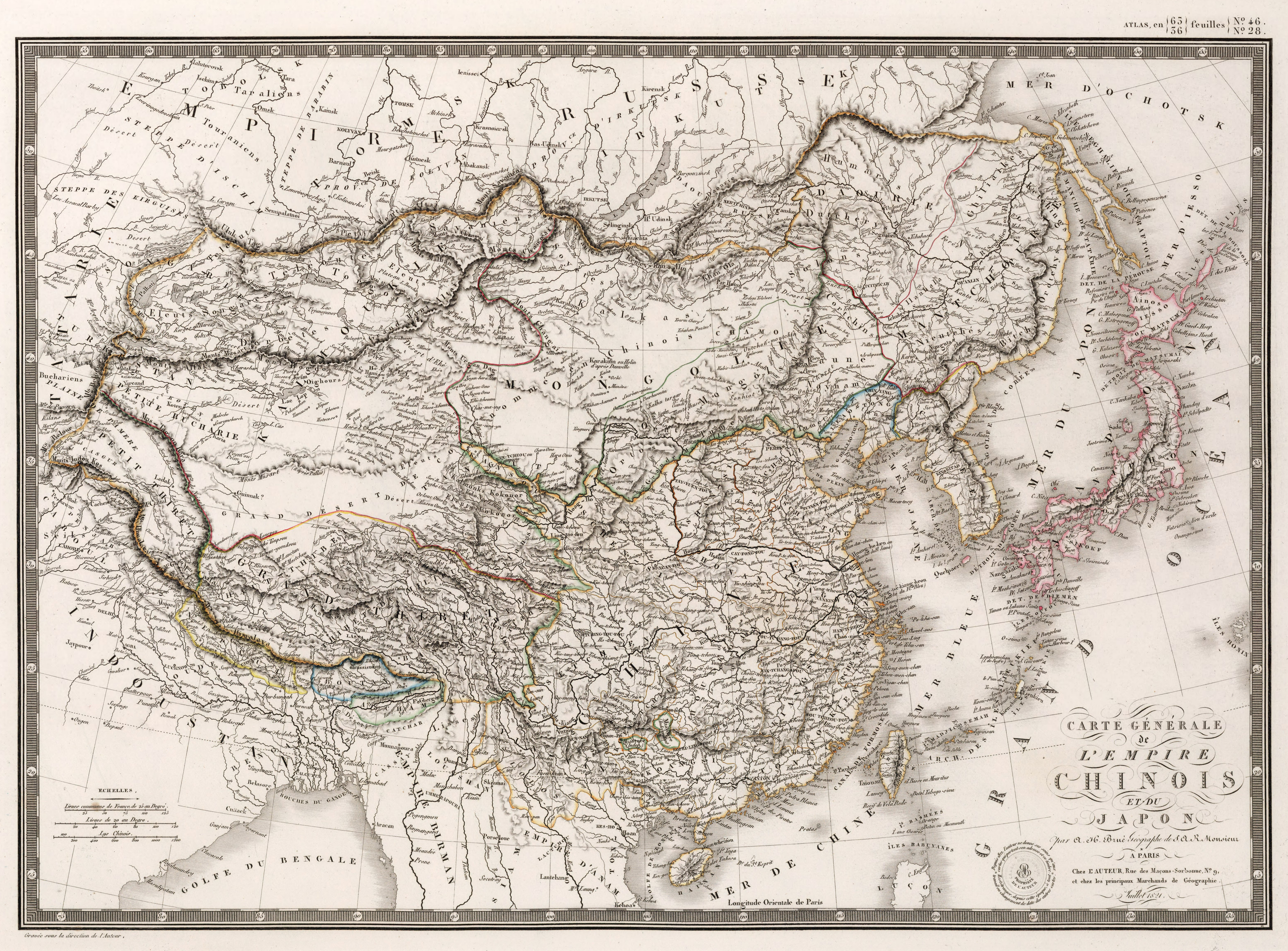
清朝最大疆域约1310万平方公里（1790年）

乾隆期間清朝疆域達1300萬餘平方公里，東方的朝鮮與琉球國也早就成為藩屬國之一。但只有德川幕府統治的日本處於鎖國時期，與清朝一度來往甚少。但幕府第四代将军德川家纲（1651年至1680年在位）时，开始与清朝进行文化交流。他与他以后的几代幕府将军都十分尊重中国，称其为“上国”。日本朝野對清朝康熙、乾隆兩帝相当崇敬，對康熙帝尤甚，尊之為“上國聖人”，对中国文化非常重视。對雍正帝亦稱為“希世仁君”。而乾隆帝则以“十全武功”自譽，他平定準噶爾與回疆大小和卓之乱，使四川、貴州等地繼續改土歸流，然而其餘戰事皆小題大作使國庫嚴重損耗，讓清朝國力衰退:113-115，全国范围内开始爆发民变。乾隆時期的戶部存銀最高達8,000萬兩，常年保持在6,000-7,000萬兩左右，足以應付政府的各項日常開支、重大工程、戰爭，而雖然清朝的賦稅較為輕，且於康乾時期多次對外用兵、大興各項工程，但每年國家財政都會有餘，國庫儲備逐年上升。當時人口暴增與鄉村土地兼併嚴重，使得許多農民失去土地；加上貪官和珅等官員腐敗，於乾隆晚期到嘉慶時期陸續爆發民變。白蓮教於1770年代舉兵，後來又於1796年爆發川楚教亂，八年後被清軍鎮壓，領袖王三槐被處死。台灣天地會領袖林爽文於1787年發動林爽文事件，歷時一年多。在乾隆年間，平定大小金川之亂、消滅準噶爾汗国等各威脅，將西域新疆地區納入版圖，並且頒佈《欽定藏內善後章程》二十九条，加強中央政府對西藏的管治。

### 嘉道中衰

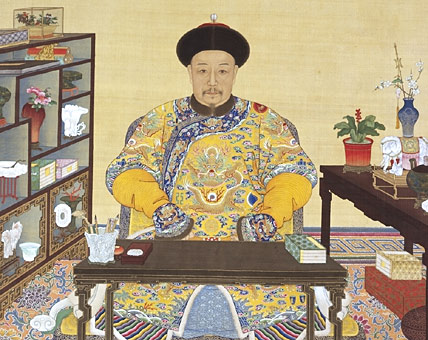
《嘉慶帝吉服讀書像》

1795年，乾隆帝照其誓言禪位於子顒琰，即嘉慶帝。乾隆雖為太上皇，但依然「訓政」至1799年去世，嘉慶帝方得以親政。然而嘉慶帝未能解決弊端，清朝继續走向衰退:113-115。
嘉慶帝親政後打出「咸與維新」的旗號，整肅綱紀。誅殺權臣和珅，罷黜其親信。廣開言路，平反自乾隆時朝以言獲罪的官員。 針對乾隆時期過度開銷的弊端，嘉慶帝提倡黜奢崇儉，縮減朝廷與宗室的開支，把貧窮的旗民送到關外開墾。並要求官員對民隱民情“纖悉無隱”，據實陳報。但其對於其體制改革有限，最後因為朝野強烈的反彈聲浪而妥協，未能扭轉清朝頹敗的趨勢。此時八旗兵與綠營軍紀腐敗不可堪用，只能靠地方地主勢力的團練平定亂事。而後期更由此形成湘軍與淮軍等地方軍。嘉慶末年民亂不斷，有白蓮教的川楚教亂、東南有海盜侵襲，華北又有天理教之亂，清廷自此走向敗落。

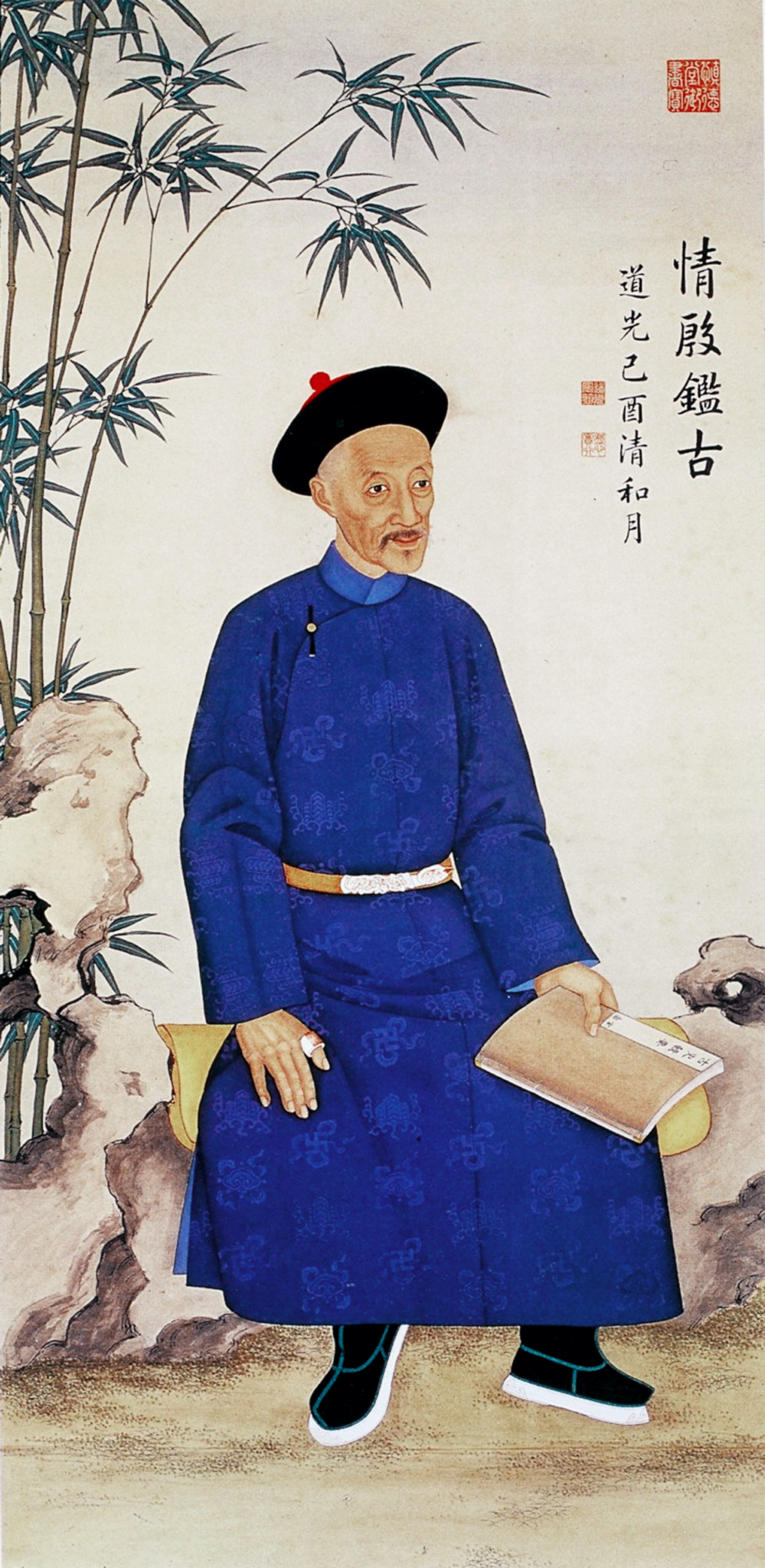
《道光帝情殷鉴古像》

1820年，嘉慶帝崩，旻寧繼位，即道光帝。此時，朝廷暮氣沉沉，滿朝文武只知迎合貪污謊報。道光帝即位之初，勵精圖治、振衰起敝、提倡儉樸，所穿龍袍是宮內舊料所製，滿朝文武故意在朝服補丁，以示簡樸。
陶澍改革漕運鹽政，使用海運替代河運，克服了漕運的障礙。實行行票鹽制，使兩淮鹽政保持「弊肅風清」。道光七年（1827年），平定新疆張格爾之亂，中央政府對新疆的管治得到了鞏固，此後新疆地區維持了較長的和平。但因體制改革不夠徹底，到了嘉慶執政中後期，大臣們官官相護、結黨營私、買官鬻爵，奏章大多報喜不報憂，致使鴉片禁令形同具文。導致鴉片氾濫、軍隊廢弛、國庫虧空、民變四起。曹振鏞是當時第一重臣，奉行「多磕頭，少說話」哲學。繼起的穆彰阿，人稱「在位二十年，亦愛才，亦不大貪，惟性巧佞，以欺罔矇蔽為務」。鴉片戰爭時，前方將帥不斷撒謊，敗將奕山竟被欽命交部優敘。儘管嘉道二帝傾力維護清廷的穩固，然不可逆轉歷史發展趨勢，內有太平天國之亂、捻亂以及陝甘回變與雲南回變，外有鴉片戰爭等外患，一度使清廷搖搖欲墜:113-115。

### 近代忧患

1841年鴉片戰爭虎門之戰期間，英國戰艦擊毀一艘清朝戎克船

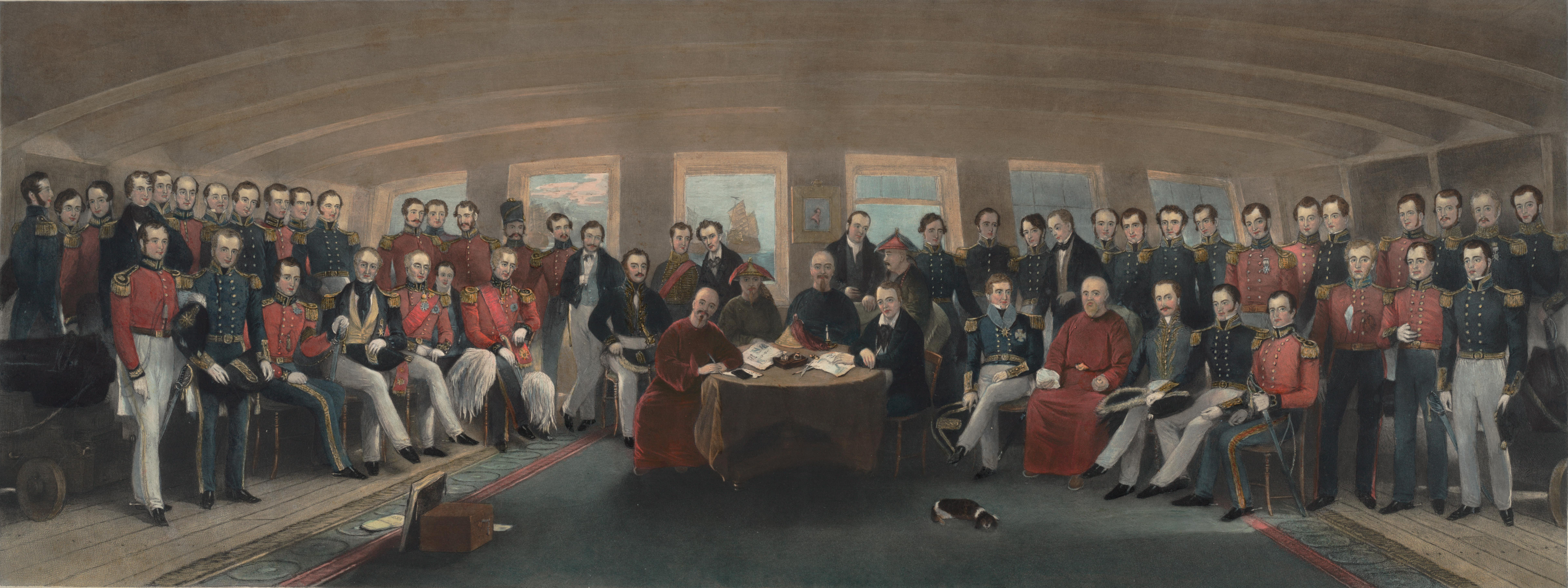
1842年鸦片战争后，中国与英国签署《南京条约》

19世紀上半葉，西方各國為使通商正常化，多次派使者前往中國協商。然而清政府以天朝上国自居，不願與西方各國平起平坐，屢次不了了之。當時不列顛帝國對中國茶葉與絲綢的需求龐大，對華貿易成逆差狀態。為此，英國將鴉片大量輸入中國以改善贸易逆差。1838年鴉片增至四萬零二百箱。道光帝為解決此弊端，派林則徐到外贸口岸廣州宣佈禁菸，此即虎門銷煙。為此，1840年中英两国爆發鴉片戰爭，清军戰敗後和英國簽訂第一個條約——《南京條約》，開啟中國近代史。

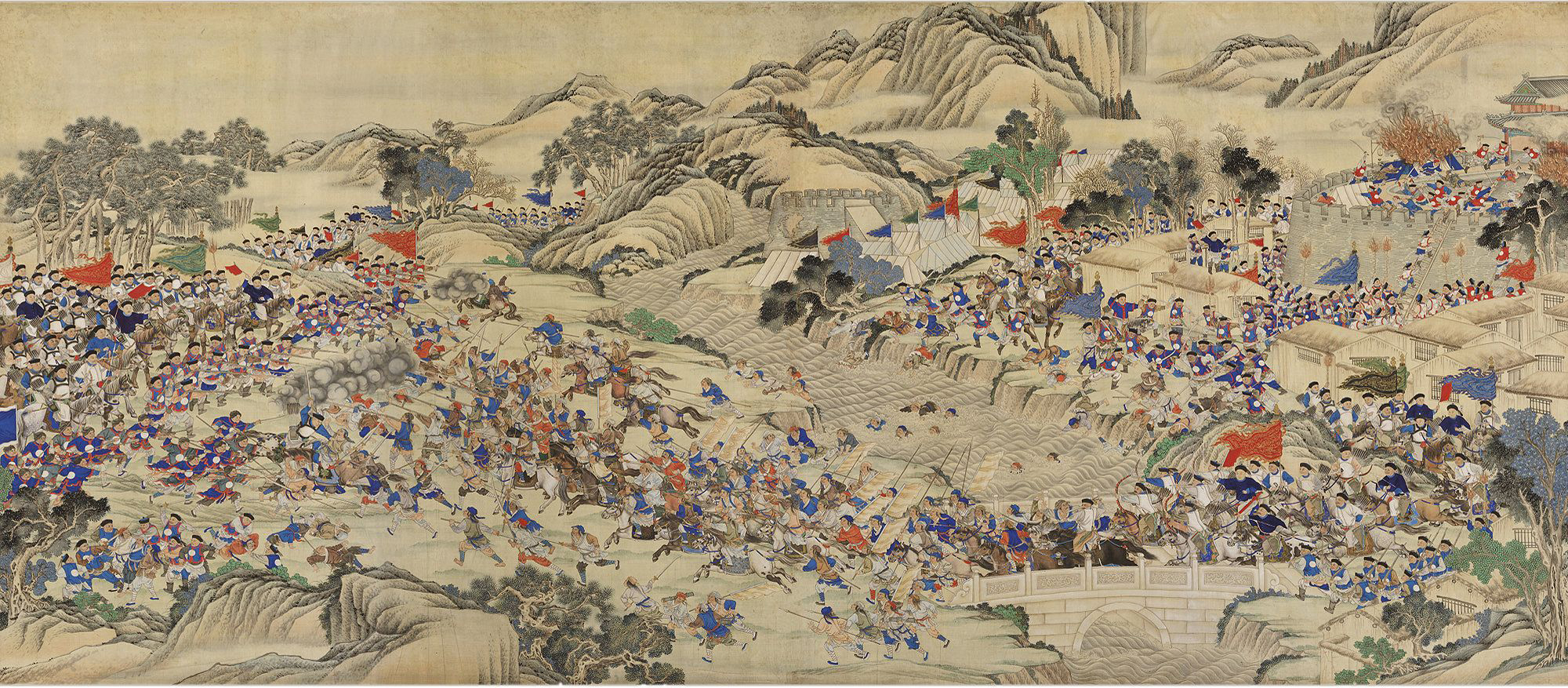
1850年至1864年太平天國政權統治區域下的景象

1850年，道光帝崩，子奕詝繼位，即咸豐帝。西方各國迫使清政府開港通商。由于清朝统治日渐腐败，皇帝亦昏庸无能，各地乘機紛紛起事，其中華北以捻亂為主，華中華南以洪秀全的太平天國與雲南杜文秀、馬如龍的雲南回變為主。洪秀全改造基督教教義，1851年於廣西金田起義，聯和天地會、三合會北伐。兩年後攻陷並定都江寧，並且發動兩次西征；不久又發動北伐，最遠達天津近郊。後來曾國藩、左宗棠與李鴻章為保護儒家文化，紛紛組織湘軍與淮軍抵抗太平天國。太平天國發生天京事變後國力衰退，部分勢力轉入捻軍。

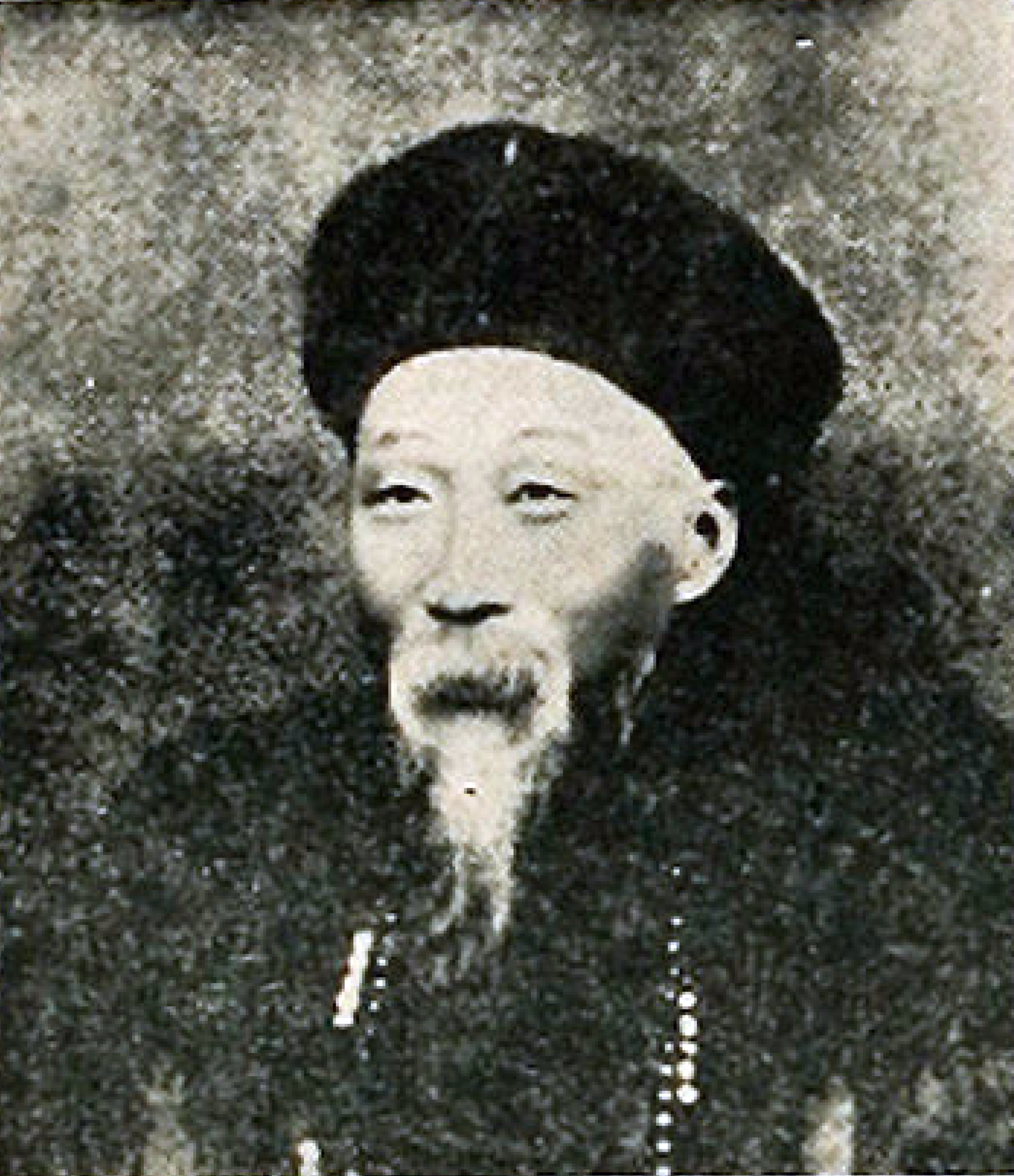
曾国荃，为曾国藩九弟，因率领湘军在南京滥杀百姓无数，与其兄曾国藩被称为曾剃头、曾屠户

1864年7月，曾国藩弟曾国荃率湘军攻陷首都天京，随后湘军屠城，许多当地平民和太平军人被杀，太平天国也因此失败。中央研究院院士、中央研究院近代史研究所创所所长郭廷以在其所著《近代中国史纲》引赵烈文《能静居日记》记载曾国荃率湘军攻入南京城后的情景：“湘军‘贪掠夺，颇乱伍。中军各勇留营者皆去搜括’，……‘沿街死尸十之九皆老者。其幼孩未满二、三岁者亦被戳以为戏，匍匐道上。妇女四十岁以下者一人俱无（均被虏），老者负伤或十余刀，数十刀，哀号之声达于四方。’凡此均为曾国荃幕友赵烈文目睹所记，总计死者约二、三十万人（死亡人数有争议）。”
此期間英國與法國因為和清廷修約不成，於1858年發動英法聯軍之役。清軍於八里橋之戰戰敗，聯軍攻陷北京，放火烧毁圓明園，簽訂《天津條約》及《北京條約》。同時沙皇俄国以调停有功逼清廷簽訂《璦琿條約》，取走外東北領地。1864年帝俄強迫清廷訂立《勘分西北界約記》，割佔外西北。

### 改良中兴

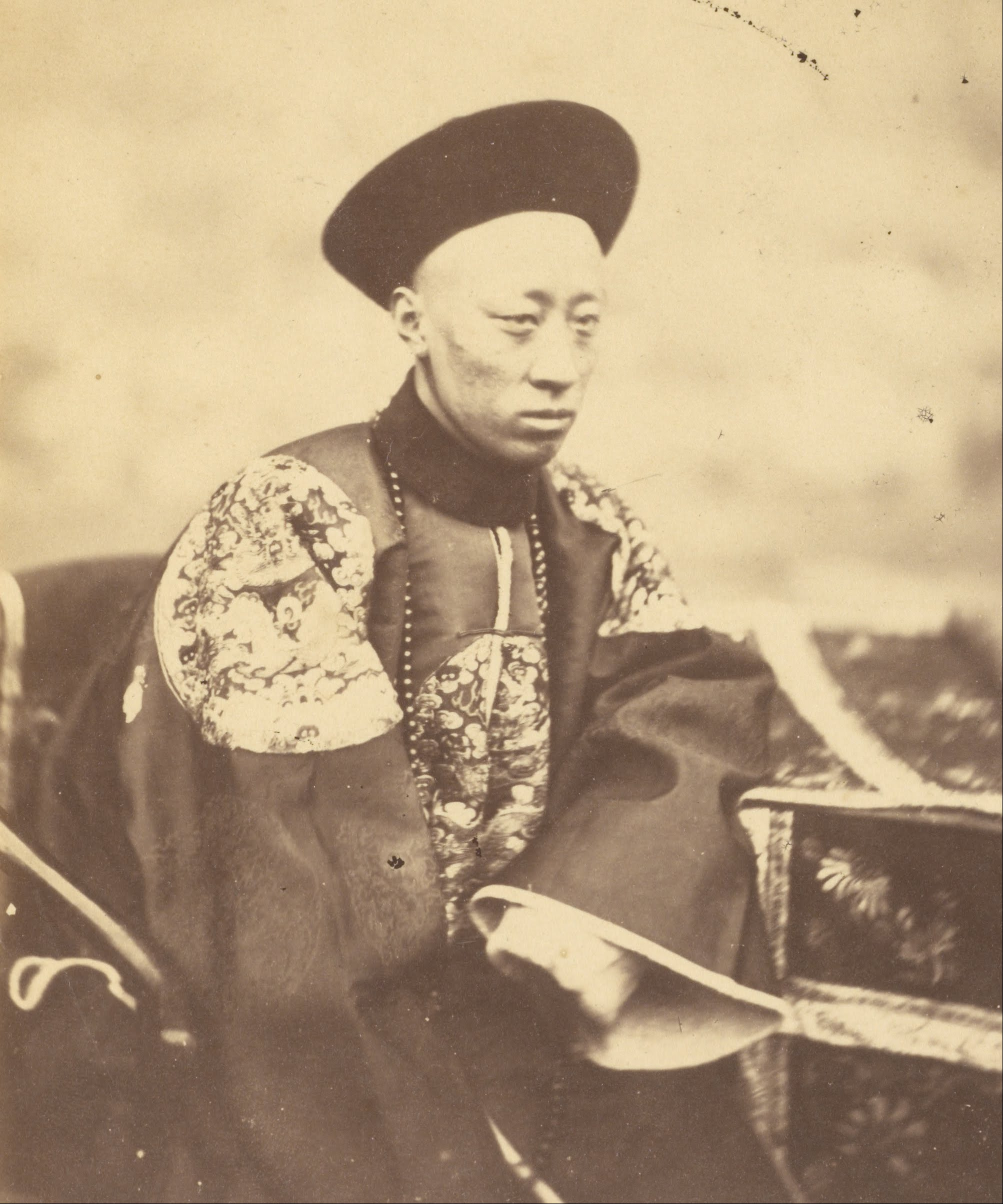
恭親王奕訢，摄于1860年11月2日

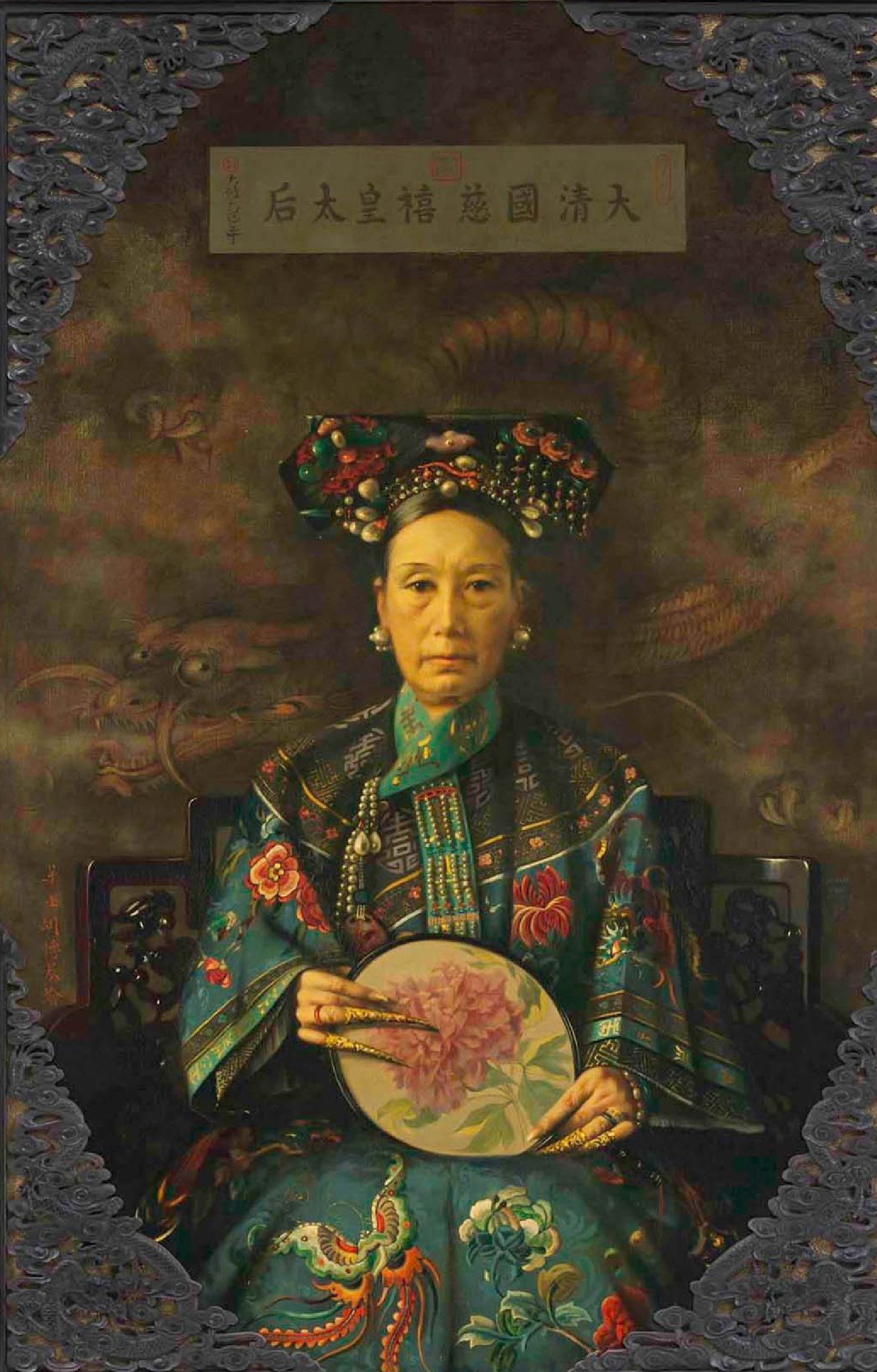
影響近代中國與清朝後期的慈禧太后（画像）

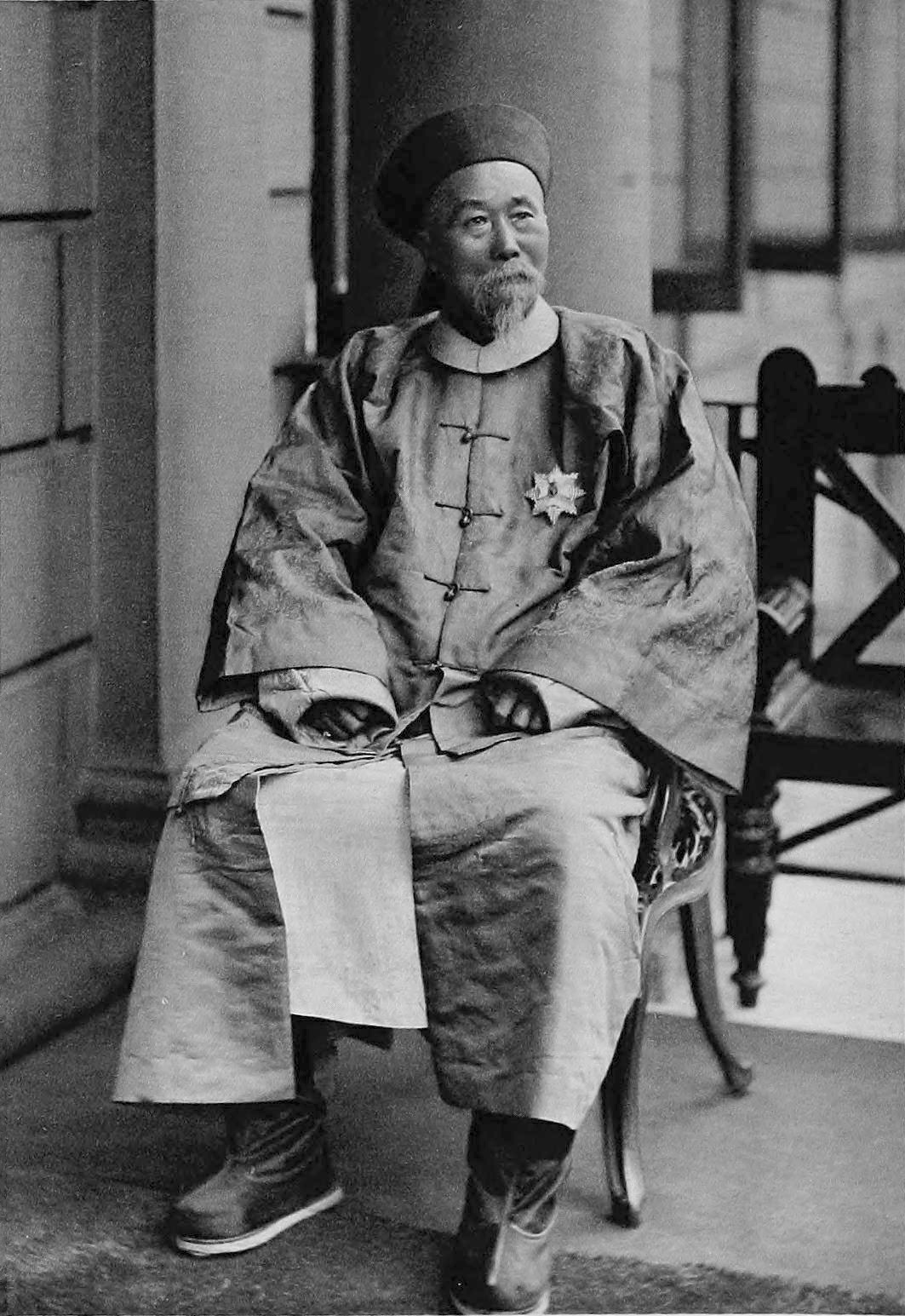
中興四大名臣李鴻章像

1861年，咸豐帝崩，其六歲之子載淳繼位，即同治帝。咸豐帝本任命肅順等八大臣贊襄政務，兩宮太后與恭親王奕訢發動辛酉政變，兩宮垂簾聽政，最後由兩宮之一的慈禧太后獲得實權。被稱為洋務派的奕訢與部分漢臣在与太平軍作战時認識到西方的船堅炮利，並且鑒於兩次鴉片戰爭的失敗，以「師夷長技以制夷」、中體西用為方針展開自強運動（又稱洋務運動）。當時總理各國事務衙門與隨後的北洋通商大臣負責對外關係與自強運動的策劃與推行，先後引入國外科學技術，建立現代銀行體系、現代郵政體系、鋪設鐵路、架設電報網。建立翻譯機構同文館、新式教育（新學），培訓技術人才並派遣留學生到欧美日等先进工业国家，培育出唐紹儀與詹天佑等人才。開設礦業、建立輪船招商局、江南製造總局與漢陽兵工廠等製造工廠與兵工廠，同時也建立新式陸軍與北洋艦隊等海軍。洋務運動使得中國社會出現較安定的局面，史稱“同治中興”。其間太平天國於1864年滅亡。1865年，僧格林沁的滿蒙騎兵（八旗兵）中捻軍埋伏後全殲，賴洋務派左宗棠與李鴻章分別滅西、東捻，捻亂到1868年為止。1862年至1878年間，左宗棠先後平定陝甘回變，平定新疆回亂，並收回伊犁。雲南回變也於1867年由馬如龍投降清朝岑毓英，以及1872年杜文秀自殺而止。西方各國的租借地也將西方思想帶入中國，推動中國革命與民主制度的發展。1875年，同治帝去世，慈禧太后立載湉為帝，即光緒帝。

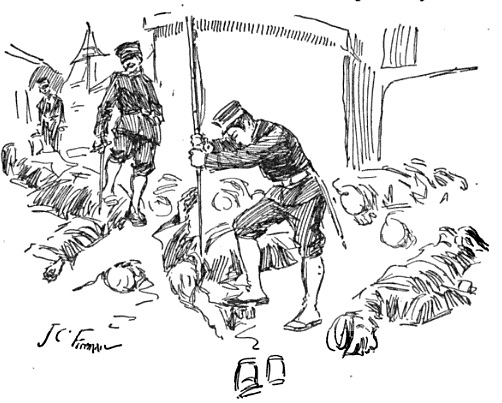
1894年一份西方報紙登載日軍在甲午战争中执行旅顺大屠杀殘害中國人的素描

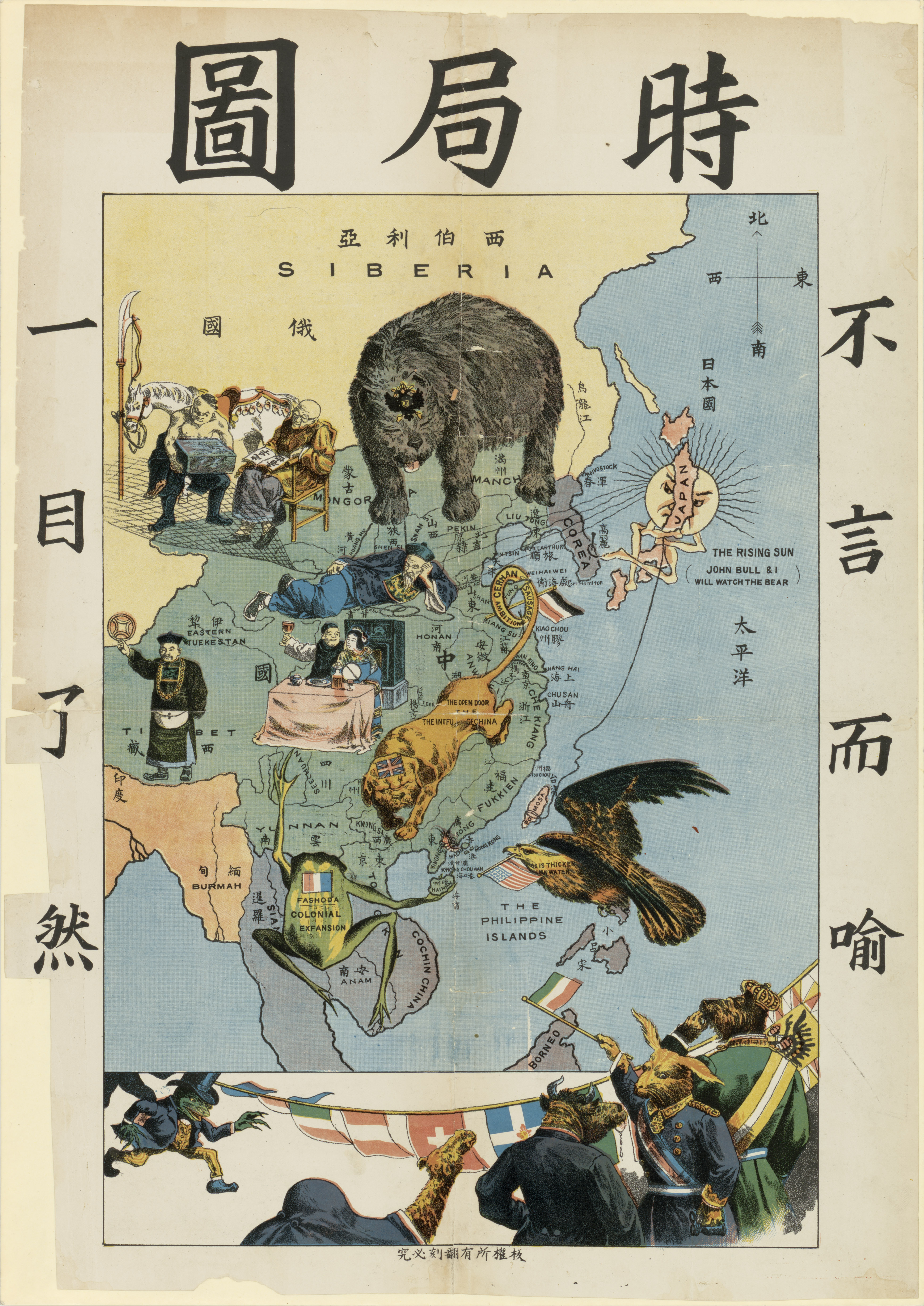
《時局圖》暗指中國遭列強瓜分。圖中以熊表俄國，獅表英國，蛙表法國，鷹表美國，日表日本，德國旗幟表德國，雄踞位置代表勢力範圍。左方的中國人代表青年只專注文武科舉、人民吸食鴉片、官員貪錢與富翁奢華

對外方面，1884年，清朝和法國為越南（安南）主權爆發中法戰爭，最终法国战术性胜利，清朝失去藩屬國越南，越南成為法國殖民地，台灣也宣布建省。1885年英國入侵緬甸，清朝駐英公使曾紀澤向英國抗議無效，隔年被迫簽訂《中英緬甸條約》，承認緬甸為英國所有。日本在明治維新後國力大增，1872年日本強迫清朝藩國琉球改屬日本，清朝拒不承認，中日交惡。1894年為朝鮮主權清朝和日本發生甲午戰爭。兩個推行西化運動的亞洲國家的战争最後以清军落敗而告终。戰後簽《馬關條約》，清朝割讓台灣和澎湖，失去藩屬國朝鮮和租界。洋務派李鴻章建立的北洋艦隊全面瓦解，也宣告自強運動最終失敗。
甲午戰爭後，維新派康有為與梁啟超於1895年公車上書光緒帝，要求深入改革政府架構、教育、經濟體制與軍事制度等多個層面，期望清廷從制度面革新。1898年光緒帝在康有為的幫助下實施維新運動（戊戌變法），然而由於做法和態度過於激進而激起舊有保守派和原本的中立群體的反抗，康有為的弟弟康廣仁評道：「伯兄規模太廣，志氣太銳，包攬太多，同志太孤，舉行太大。當地排者、忌者、擠者、謗者盈衢塞巷，而上又無權，安能有成？」，導致原本支持變革的慈禧太后以「聽信逆臣蠱惑，改變祖宗成法」為由軟禁光緒帝，處決譚嗣同、康有溥等多人。由於維持103天就結束，被稱為「百日維新」。

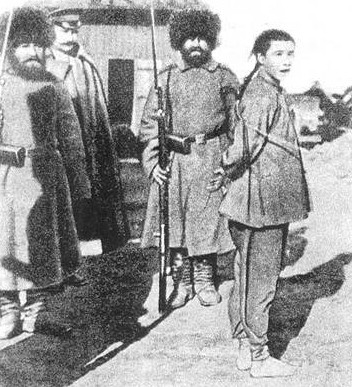
海兰泡惨案中，俄军绑缚中国人准备屠杀

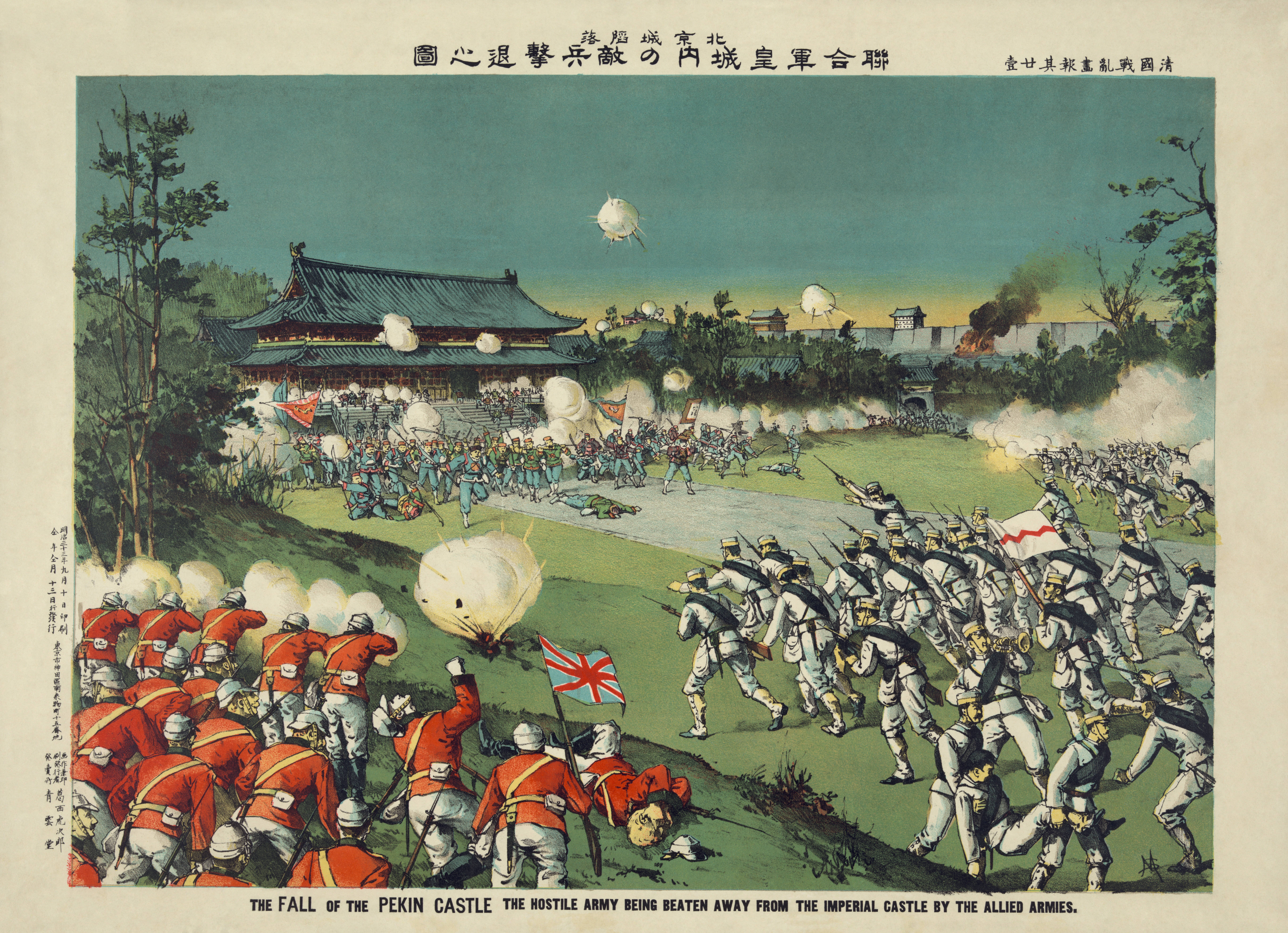
庚子拳乱期间日军和英军在北京皇城内与清军激战

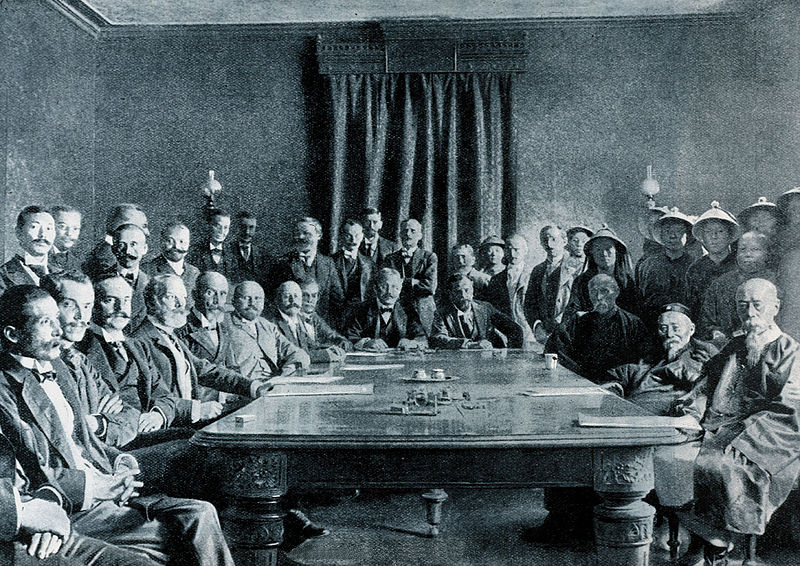
《辛丑条约》签定时的合影。条约對清朝處以各樣懲罰性的條款

1896年清廷為連俄制日，簽訂《中俄密約》。後來密約泄露，外國鑒於清朝已無力自衛，紛紛劃分在中國的勢力範圍以維護為各自利益，而美利堅合眾國提出門戶開放政策以平衡列強在華勢力。中國長期受列強欺辱，使地方產生義和團之類仇洋排外的民族主義團體。慈禧太后藉此排外而發生義和團事變，義和團屠殺洋人、姦淫婦女、搶奪店舖、破壞各國使館、燒毀與西洋有關的東西。慈禧太后不理會各國抗議，更曾半正式向十一國宣戰，引發八國聯軍報復。俄军于黑龙江海兰泡越境，悉数屠杀清民六千多人，史称海兰泡惨案。北京被聯軍佔領，慈禧太后率光緒皇帝西逃西安。1901年簽訂《辛丑条約》，清廷賠償重款，列強派兵駐守北京一帶、劃定租借地和勢力範圍，加深中国的半殖民化。1904年日俄兩國更因在東北的利益冲突爆發日俄戰爭。義和團事變時，李鴻章、張之洞、劉坤一、袁世凱等東南各行省之總督巡撫為保護華中華南，自行宣布中立，不服從朝廷對外一律宣戰的敕命（即東南自保）；從此清廷權威低落，地方各省自主性提高。
光绪年间中国发生了不少天灾，有些天灾甚至造成人口损失。光绪元年至四年（1875-1878年）河南、山西、陕西、直隶、山东等地发生特大旱灾饥荒，尤以山西最严重，太原府100万人死95万。总死亡数计950万-2000万不等，也就是清朝人口的约2-4%，史称丁戊奇荒。光绪十三年（1887年）河南郑州下汛十堡（今惠济区花园口镇石桥村）发生黄河决口，致使200多万（一说93万；一说最保守估计150万；一说700万）人罹难。

### 光緒新政
清朝於太平天国战争、甲午战争、八国联军後國勢大墜，各界人士及知識分子莫不提出各種方法拯救中國，主要分成立憲派與革命派兩種主要改革路線。立憲派主張效仿英德等國實行君主立憲制，而革命派則堅決主張推翻帝制，實行共和制。

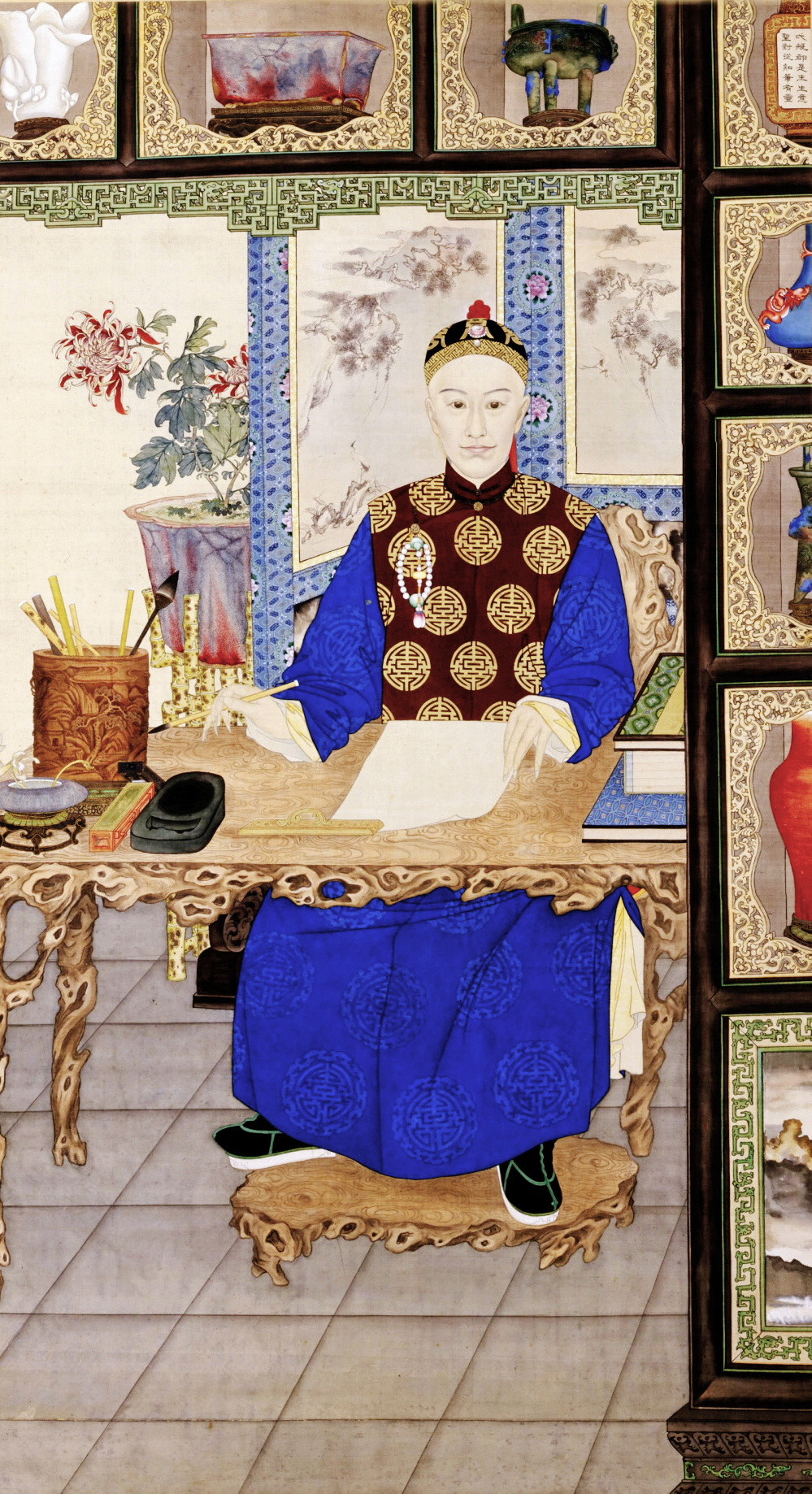
《光绪帝讀書像》

1901年，立憲派康有為、梁啟超等推動立憲運動，梁啟超發表《立憲法議》，希望讓光緒帝成為立憲君主。而慈禧太后為挽清朝衰落危局，有意效仿歐日的改革而推行清末新政。新政除了推行君主立憲外，還有諸如建立清朝新軍、廢除科舉、整頓財政等一系列改革。而革命派對清廷的改革失望，他們鼓勵推翻清朝，建立中華共和。1894年，孫文等於夏威夷檀香山建立興中會；1904年，黃興等於長沙成立的華興會；1904年，蔡元培等於上海成立光復會；此外，還有其他革命團體。1905年，孫文在日本聯合興中會、華興會、光復會，成立中國同盟會，並提出「驅除韃虜、恢復中華、創立民國、平均地權」綱領。革命派聯合舊有反清勢力如三合會、洪門等，在華南地區發起十次起事，並將勢力滲入華中、華南的清朝新軍。
當時立憲派與革命派為改革方式發生爭執，起初立憲派佔上風，清廷也承諾實行立憲。1907年清廷籌設資政院，預備立憲，並籌備在各省開辦諮議局。1908年7月頒布《各省諮議局章程及議員選舉章程》，命令各省在一年之內成立諮議局。同年頒布《欽定憲法大綱》，以確立君主立憲制政體，成立代議會。在立憲派成員的請願下，清廷宣佈把預備立憲縮短三年，預定在1913年召開國會。同年光緒帝與慈禧太后皆去世，溥儀繼位，即宣統帝，其父載灃擔任監國攝政王。宣統三年四月初十日（1911年5月8日），清廷組成由慶親王奕劻領導的「責任內閣」，這是中國歷史上首次君主立憲。不過，該內閣中的很多成員為皇族身份，故被稱為「皇族內閣」，引發立憲派的不滿和失望，很多轉向於革命派合作。
1910年10月末，东北爆发鼠疫，波及69个县（大连、北京、天津、保定、旅顺、芝罘、济南等地先后都曾出现鼠疫患者），共死亡6万余人，除了造成大量人口死亡之外，还严重影响经济。在奉天出现了挤兑风潮。在铁岭、锦州、营口、安东等地，因交通阻断，市面缺货，大量商铺倒闭，商品价格疯涨。在哈尔滨，因货物减少，关税的征收受到影响。学校和工矿也纷纷停课和停产。

### 滅亡

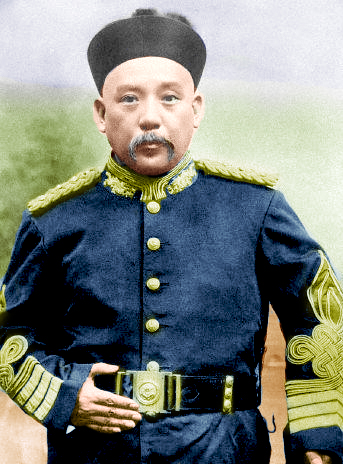
任清朝內閣總理大臣時的袁世凱

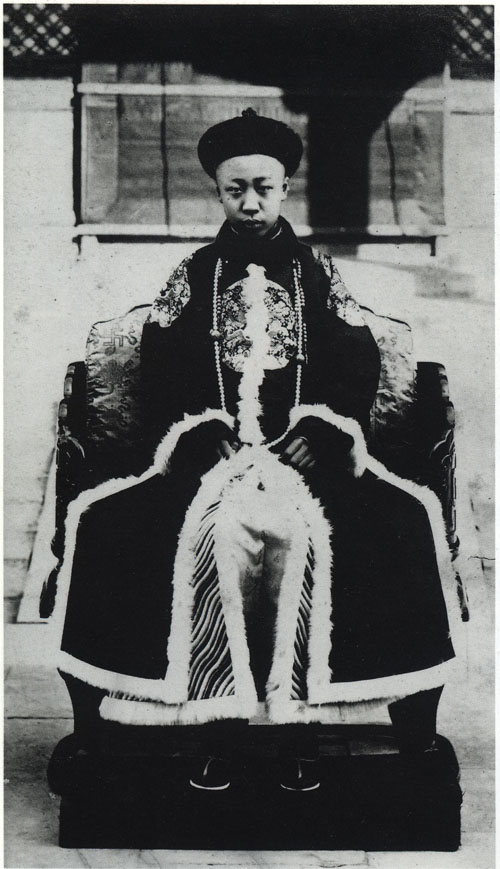
12歲的宣統皇帝溥儀像

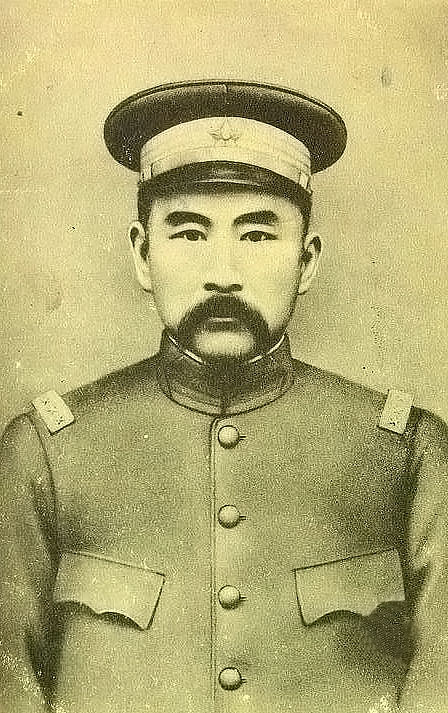
忠武親王張勳，張勳復辟發起者

宣統三年五月二十一日（1911年6月17日），四川等地爆發保路運動，清廷急派新軍入川鎮壓，湖北空虛。宣統三年八月十九日（1911年10月10日），湖广总督瑞澄斬殺彭楚藩、劉堯澄、楊宏勝等三個革命黨士兵，參加文學社與共進會等反清團體的士兵，人心惶惶，兩名革命分子金品臣、程定國夜間與排長陶啟聖齟齬，一怒之下，射殺排長，發起武昌起義，南方各省隨後紛紛宣佈獨立，是為辛亥革命。
清廷任命北洋新軍統帥袁世凱為內閣總理大臣，成立內閣並統領清朝的北洋軍。袁世凱一方面於陽夏戰爭壓迫革命軍，另一方面卻暗中與革命黨人談判，形成南北議和，宣統三年十一月十三日（1912年1月1日），中華民國臨時政府於江寧成立，改稱南京，孫中山在南京就任臨時大總統，宣統三年十二月初八日（1912年1月26日），清室優待條件達成，孫中山也承諾只要袁世凱贊成清帝退位，自己即讓位於袁世凱，由袁世凱出任民國大總統，袁世凱與革命黨人的意見達成一致，之后袁世凯开始加紧逼宫。

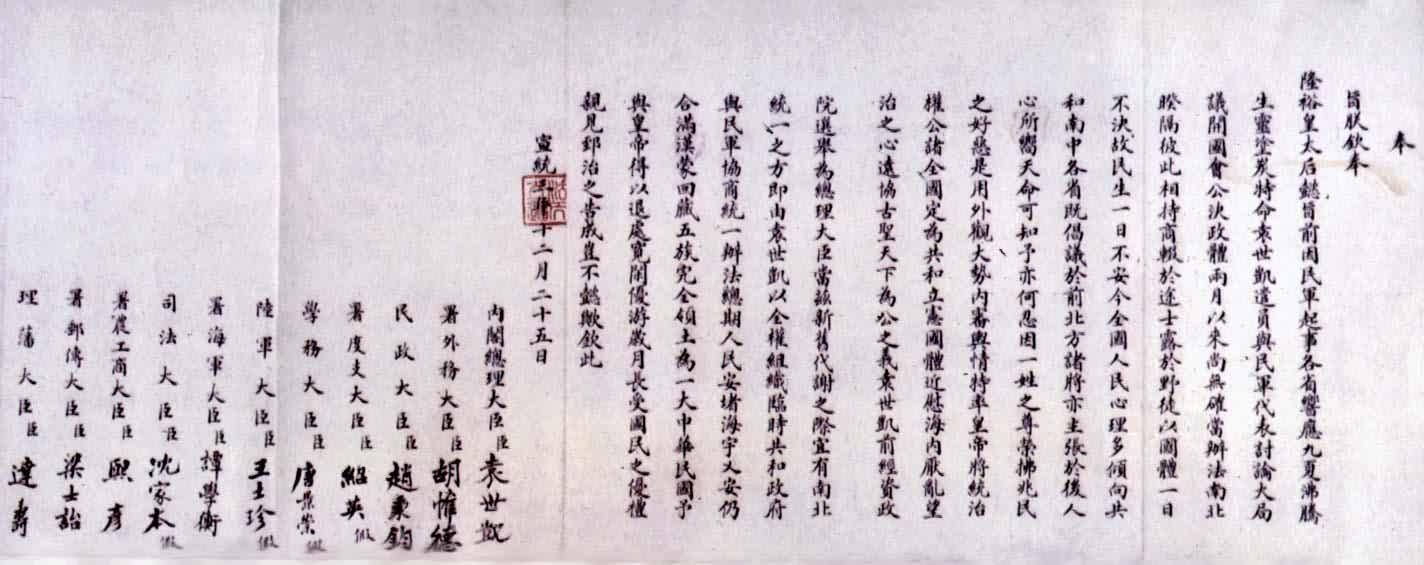
宣統帝退位詔書

在袁世凱授意下，段祺瑞等五十位北洋軍將領，發佈了《段祺瑞等要求共和電》，要求宣統退位。段祺瑞不久又發《第二電》，以發動兵變要脅朝廷。宣統三年十二月二十五日（1912年2月12日），隆裕太后代表宣統帝溥仪，頒布退位詔書，將權力交給中華民國政府，清朝滅亡，標誌著中國五千多年來的君主制度正式結束。隨後孫中山讓位予袁世凱，南北統一。民國元年（1912年）3月6日，南京參議院正式決議同意袁世凱在北京就職，袁世凱就任大總統，定都北京。
因正統觀使然，清朝滅亡時不少大臣如郑孝胥等依舊忠於大清，終身以滿清遺老自居，不願接受中華民國統治，甚至有老臣捨身殉國。後來，民國六年（1917年），張勳組織辮子軍，於北京擁護宣統帝溥仪，復辟清朝（史稱張勳復辟），但只持續12天而終。民國十三年（1924年），冯玉祥驅逐溥仪，溥仪和他的随从只好由紫禁城移往天津租界居住。

## 疆域

### 發源與擴張

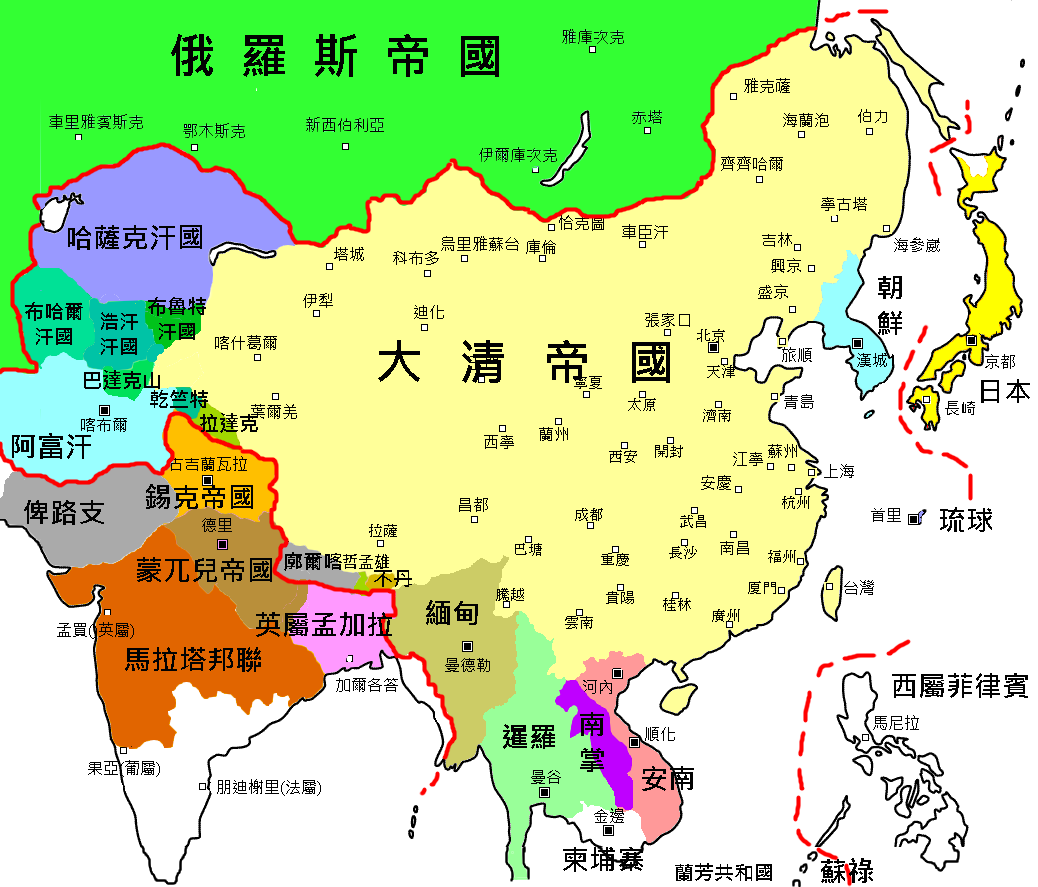
18世紀乾隆時期清朝疆域與藩屬國

清朝發源於東北地區，努爾哈赤在與明朝決裂前，已領有建州之地，自稱“收管我建州國之人，看守朝廷九百五十余里邊疆”。經努爾哈赤與皇太極時期的發展後領有今東北地區、外東北地區與內蒙古地區。1644年多爾袞偕同順治帝率軍入關，隨後指揮清軍占領全明朝領地，統一中原，領有內地十八省。
1661年，南明亡。然而當時尚有以吳三桂為首，鎮守華南的三藩；以及奉明朝為正朔，領有台灣台南、澎湖的明鄭。三藩之亂與施琅攻臺後，康熙帝完全掌控華南地區與台灣西部及澎湖地區。此時準噶爾汗國的可汗噶爾丹與俄國友好，噶爾丹南征青海和碩特，東征喀爾喀蒙古。而沙俄為在遠東尋找出海口，向東移民侵略黑龍江上游。康熙帝先是於雅克薩戰役擊敗俄軍，與其劃定邊疆；之後率軍三征噶爾丹，協助喀爾喀蒙古收復其領土。喀爾喀蒙古其后在多伦会盟后併入清朝，外蒙古地區正式歸清朝所有。1727年雍正帝與帝俄簽訂恰克圖條約，確立塞北疆界。
1717年準噶爾汗國新可汗策妄阿拉布坦入侵青藏地區，滅和碩特汗國，並且佔領拉薩。清軍多次被準軍擊敗，最後於1720年由胤禵率軍驅除成功，協助第七世達賴喇嘛入藏，以拉藏汗舊臣管理藏區，這是清朝經營青海、西藏地區之始:104-112。雍正時期，平定青海親王羅卜藏丹津之亂後，雍正帝又在西寧與拉薩分置辦事大臣與駐藏大臣以控管青藏地區。
新疆地區方面，1755年乾隆帝乘準噶爾汗國噶爾丹策零去世的機會，派將領率軍西征，軍勢直達準國首都伊犁。在平定阿睦爾撒納之亂與大小和卓之亂後徹底掌控準噶爾地區與回疆，並且獲得帕米爾高原以西諸國的朝貢:113-115。

### 极盛疆域

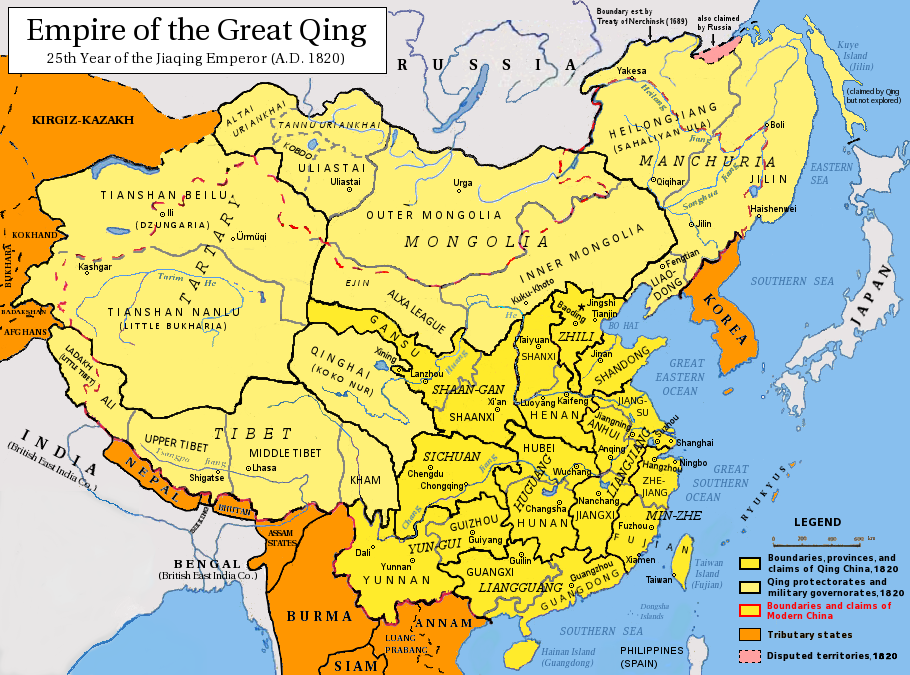
乾隆五十五年（1790年），乾隆帝授予木邦、孟艮、蛮莫三地等同缅甸地位甌脫後，清王朝形成穩定疆域，一直維持到約50年後在第一次鸦片战争中喪失香港岛并在森巴戰爭中失去对拉達克的控制

清朝嘉慶二十五年（1820年）版圖

康熙年的《尼布楚條約》和雍正年的《恰克图界约》後清朝与俄罗斯帝国确定了北部边界，乾隆時期灭亡准噶尔後清朝的疆域最為穩定，一般將乾隆乾隆三十四年清緬合約之後疆域定為清朝的最大範圍：東北與俄國分界額爾古納河、格爾必齊河與外興安嶺，這條疆線直到鄂霍次克海與庫頁島。正北與帝俄分界薩彥嶺、沙畢納依嶺、恰克圖與額爾古納河。西北與哈薩克汗國等西北藩屬國分界薩彥嶺、齋桑泊、阿拉湖、伊塞克湖、巴爾喀什湖至帕米爾高原。西南與印度的蒙兀兒帝國、喜馬拉雅山諸國家分界喜馬拉雅山至野人山，正南大致上與現今中華人民共和國與東南亞國家的分界相同，但清朝尚獲得緬甸北部的南坎、江心坡等地。東與日本、琉球國分界日本海與東海，與朝鮮王朝沿圖們江、鴨綠江分界，清朝還領有台灣、澎湖、海南及南海的南海諸島（時稱千里石塘、萬里長沙、曾母暗沙），而當時第一大島為東北方一隅的庫頁島。

### 衰退

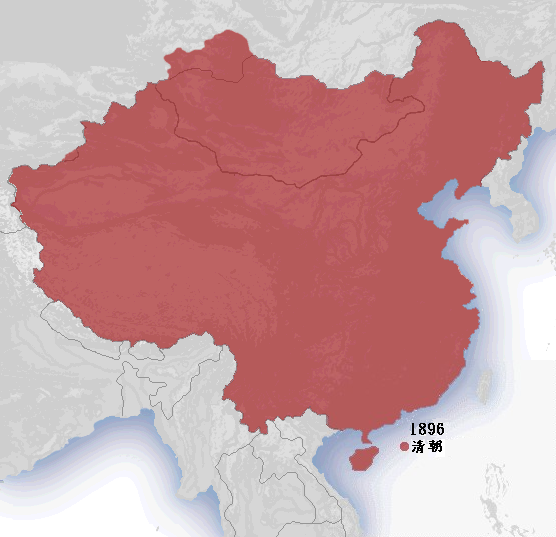
光绪二十二年（1896年）清朝晚期的領土範圍

進入19世紀，由於清朝的衰落，列強於鴉片戰爭後以不平等條約掠奪許多領土與藩屬國。俄羅斯帝國藉由1858年璦琿條約與1860年北京條約獲得外東北，包括庫頁島等地。1900年趁八國聯軍的機會又強佔黑龍江以北的江東六十四屯。1864年藉由中俄勘分西北界約記與1881年的伊犁條約獲得外西北，並且陸續佔領中亞諸藩屬國。19世紀末大博弈時期英俄兩國簽訂英俄協定，私自劃分帕米爾地區。不列顛帝國藉由1842年的南京條約、1860年的北京條約與1898年的展拓香港界址專條獲得現今香港地區，並且侵占藩屬國緬甸與喜馬拉雅山諸國家。法蘭西第三共和國於中法戰爭占領藩屬國安南、南掌。葡萄牙帝國於中葡和好通商條約永居管理澳門。明末时萨摩藩已对藩屬國琉球國实施以军事占领为后盾的遥控统治，而日本帝國明治時代更於1872年將其正式吞并，並於1895年的馬關條約獲得台灣與澎湖列島，並強迫清朝放棄藩屬國朝鮮，而原先亦被割讓的遼東半島則因三國干涉而重回清朝之手，朝鮮後來被日本吞併。甲午戰爭後，列強認為清朝無有效自衛能力，為自身利益劃分在中國勢力範圍并设置租借地，使得重要港口如旅順、大連被帝俄與後來的日本領有、威海衛被英國領有、胶澳被德國領有、廣州灣被法國領有等。部分清朝末期建立的租界到1945年二战结束后中華民國才得以收回主權，而清朝割让给英国的香港岛、九龙和租借地新界于1997年才得以被收回主权。

## 行政區劃
清朝版圖遼闊，民族眾多，在行政區劃上也「因時順地、變通斟酌」。在漢族地區沿用明朝舊制，實行“省—府—縣”三級制。在東北地區，為滿洲八旗制、漢人“省—府—縣”三級制與漁獵部落的“姓長制”並行。在藩部地區則因俗而治，並根據中央集權統治的需要加以改革：蒙古實行“旗盟制”、“札薩克制”；西藏實行“宗谿制”，新疆回部實行伯克制。全国分为内地十八省、五个驻防将军辖区、两个办事大臣辖区共二十五个一级行政区域和内蒙古等旗、盟。 
清末，在列強蠶食鯨吞的形勢下，邊疆各地依靠舊有的行政體制已無法維持有效的統治。光緒年間，新疆、奉天、吉林、黑龍江相繼建省，實行與內地相同的行政體制。蒙古、西藏也有建省之議，但在清朝滅亡之前未能實行。光緒三十四年（1908年），清朝分為二十二省，以及西藏、外蒙古、內蒙古、青海等邊疆地方。

### 內地政区
清代山海關以內、長城以南的漢族地區被稱為「內地」、「關內」或「漢地」，又继承明代「两直十三省」的称谓合称「直省」。內地的行政區劃承襲明代「省—府（州）—縣」的層級體制。一級政區為省，又俗称“行省”，本布政使司，但随着承宣布政使逐渐沦为督抚的属官，“布政使司”的名称逐渐被“省”取代，至嘉庆朝《一统志》编纂时“省”已成为一级政区的正式称呼。二級政區為府、直隸州。府管轄的州（散州、屬州）不再領縣，形成單式的三級制。清代初年，原為臨時差官的巡撫取代布政使，成為一省的長官。在一些民族雜居之處及戰略要地，設置新型政區「廳」，分為省直轄的直隸廳和府轄的散廳。少數直隸廳下轄縣。
明代承宣布政使司、提刑按察使司派出的差官「道員」，在清代也保留下來。道員的統轄區域是「道」，介於省與府之間，有分巡道、分守道、糧儲道、鹽法道、兵備道等名目。清初的道並不是行政區，道員亦無品級。乾隆以後，定道員秩品為正四品，分巡道、分守道的職權也漸趨一致。有的道下直接領縣。有人認為清末的道實際上已成為省、府之間的一級政區，之後北洋政府更有廢省置道之計畫，後因被國民政府取代而未實施。清朝行政區劃層級為：
|        |        |        |        |        |        |  |  |      |      |      |      |      |      |  |  | 省／布政使司 （行省） |    |    |    |    |    |  |  |      |      |      |      |      |      |  |  |        |        |        |        |        |        |  |  |  |  |  |  |  |  |  |  |  |  |  |  |  |  |  |  |  |  |  |  |
|        |        |        |        |        |        |  |  |      |      |      |      |      |      |  |  |                       |    |    |    |    |    |  |  |      |      |      |      |      |      |  |  |        |        |        |        |        |        |  |  |  |  |  |  |  |  |  |  |  |  |  |  |  |  |  |  |  |  |  |  |
|        |        |        |        |        |        |  |  |      |      |      |      |      |      |  |  | 道                    |    |    |    |    |    |  |  |      |      |      |      |      |      |  |  |        |        |        |        |        |        |  |  |  |  |  |  |  |  |  |  |  |  |  |  |  |  |  |  |  |  |  |  |
|        |        |        |        |        |        |  |  |      |      |      |      |      |      |  |  |                       |    |    |    |    |    |  |  |      |      |      |      |      |      |  |  |        |        |        |        |        |        |  |  |  |  |  |  |  |  |  |  |  |  |  |  |  |  |  |  |  |  |  |  |
|        |        |        |        |        |        |  |  |      |      |      |      |      |      |  |  |                       |    |    |    |    |    |  |  |      |      |      |      |      |      |  |  |        |        |        |        |        |        |  |  |  |  |  |  |  |  |  |  |  |  |  |  |  |  |  |  |  |  |  |  |
|        |        |        |        |        |        |  |  |      |      |      |      |      |      |  |  |                       |    |    |    |    |    |  |  |      |      |      |      |      |      |  |  |        |        |        |        |        |        |  |  |  |  |  |  |  |  |  |  |  |  |  |  |  |  |  |  |  |  |  |  |
| 直隸州 | 直隸州 | 直隸州 | 直隸州 | 直隸州 | 直隸州 |  |  |      |      |      |      |      |      |  |  | 府                    | 府 | 府 | 府 | 府 | 府 |  |  |      |      |      |      |      |      |  |  | 直隸廳 | 直隸廳 | 直隸廳 | 直隸廳 | 直隸廳 | 直隸廳 |  |  |  |  |  |  |  |  |  |  |  |  |  |  |  |  |  |  |  |  |  |  |
| 直隸州 | 直隸州 | 直隸州 | 直隸州 | 直隸州 | 直隸州 |  |  |      |      |      |      |      |      |  |  | 府                    | 府 | 府 | 府 | 府 | 府 |  |  |      |      |      |      |      |      |  |  | 直隸廳 | 直隸廳 | 直隸廳 | 直隸廳 | 直隸廳 | 直隸廳 |  |  |  |  |  |  |  |  |  |  |  |  |  |  |  |  |  |  |  |  |  |  |
|        |        |        |        |        |        |  |  |      |      |      |      |      |      |  |  |                       |    |    |    |    |    |  |  |      |      |      |      |      |      |  |  |        |        |        |        |        |        |  |  |  |  |  |  |  |  |  |  |  |  |  |  |  |  |  |  |  |  |  |  |
| 縣     | 縣     | 縣     | 縣     | 縣     | 縣     |  |  | 散州 | 散州 | 散州 | 散州 | 散州 | 散州 |  |  | 縣                    | 縣 | 縣 | 縣 | 縣 | 縣 |  |  | 散廳 | 散廳 | 散廳 | 散廳 | 散廳 | 散廳 |  |  |        |        |        |        |        |        |  |  |  |  |  |  |  |  |  |  |  |  |  |  |  |  |  |  |  |  |  |  |

### 行省
在行省設置方面，清代基本沿襲明代所置的兩京與十三布政使司，设山東、山西、河南、陝西、浙江、福建、江西、廣東、廣西、湖廣、四川、雲南、貴州。順治元年（1644年）定鼎北京，以盛京為留都。二年（1645年）改北直隸為直隸省，改南直隸為江南省。康熙三年（1664年），分湖廣為湖北、湖南二省。康熙六年（1667年），江南省正式分為江蘇、安徽二省。康熙七年，設立甘肅省，自此形成所謂「內地十八省」的格局。
| - 直隶省 - 江蘇省 - 安徽省 - 山西省 - 山東省 - 河南省 | - 陝西省 - 甘肅省 - 浙江省 - 江西省 - 湖北省 - 湖南省 | - 四川省 - 福建省 - 廣東省 - 廣西省 - 雲南省 - 貴州省 |

光緒十一年（1885年），分福建省臺灣府置臺灣省。兩年後臺灣正式建省，稱「福建臺灣省」。光緒二十一年（1895年），因甲午戰爭戰敗，臺灣被割讓予日本。光緒三十年十二月（1905年1月），分江蘇江寧、淮安、揚州、徐州四府及通州、海州二直隸州置江淮省，旋即裁撤。此後至清末，內地仍為十八省，與東三省、新疆省合為二十二省。
各省以总督巡抚为长貳，掌管一省军政大权及吏僚考察，号曰“封疆大吏”。乾隆直省辖区确定后，计有辖省总督八员，除直隶、四川两督辖一省，两江总督辖三省外，余均辖两省，而山西、山东、河南三省不设总督；辖省巡抚十五员，直隶、四川、甘肃三省以总督兼巡抚事。清季新疆、东北设省，又新设巡抚每省各一员，奉天、吉林、黑龙江三省巡抚由新设东三省总督统辖，新疆巡抚由陕甘总督统辖，同时内地八督全部兼领驻省巡抚，至是计有辖省总督九员，辖省巡抚十四员。
督抚以下，以布政使（俗称“藩台”）与按察使（俗称“臬台”）各置官司（俗称“藩司”“臬司”），分管一省行政与司法，雍正后又有提督学政一员开衙建署，负责管理教育事务，以上三员均受督抚节制。原则上每省三使均各设一员，唯江苏省民事繁重，分设江宁苏州两藩司，分管省事。
清末新政，针对省级政区实施现代化改革，其中江苏等总督驻省不复设巡抚，而以总督兼巡抚事；撤消咸同以来各省新设的新式财务机关，统归藩司属下的度支公所；按察使改提法使，遵循司法审判与司法行政分离的原则，专管司法行政与监督，审判等权分归各级审判厅和检察厅；学政改提学使，强化其教育管理职能以适应新式教育；新设交涉使，专门负责与外国通商交往事宜；每省于藩司外另设巡警道及劝业道，分管一省民政警务与农工商业事务。唯东三省因系新政时初建，不徇故例，故无藩司及巡警道，而设度支使与民政使，东三省当时发展程度低，实业事务轻，故亦无劝业道缺。
各省军队虽为督抚节制，但八旗驻防军不在其列。驻防八旗由各省驻防将军统领，直接向皇帝负责。
以下为各直省对应的统治军民的封疆大吏简表：
| 省份   | 总督       | 巡抚                  | 八旗驻防官                         |
| ------ | ---------- | --------------------- | ---------------------------------- |
| 直隶   | 直隶总督   | 以总督兼              | 稽察宝坻等处（直隶小九处）驻防大臣 |
| 直隶   | 直隶总督   | 以总督兼              | 热河都统                           |
| 直隶   | 直隶总督   | 以总督兼              | 张家口都统                         |
| 直隶   | 直隶总督   | 以总督兼              | 密云副都统                         |
| 直隶   | 直隶总督   | 以总督兼              | 山海关副都统                       |
| 山东   | 不適用     | 山东巡抚              | 青州副都统                         |
| 山西   | 不適用     | 山西巡抚              | 绥远城将军                         |
| 山西   | 不適用     | 山西巡抚              | 太原城守尉                         |
| 河南   | 不適用     | 河南巡抚              | 开封城守尉                         |
| 江苏   | 两江总督   | 江苏巡抚 清季以总督兼 | 江宁将军                           |
| 安徽   | 两江总督   | 安徽巡抚              | 江宁将军                           |
| 江西   | 两江总督   | 江西巡抚              | 江宁将军                           |
| 浙江   | 闽浙总督   | 浙江巡抚              | 杭州将军                           |
| 福建   | 闽浙总督   | 福建巡抚 清季以总督兼 | 福州将军                           |
| 湖北   | 湖广总督   | 湖北巡抚 清季以总督兼 | 荆州将军                           |
| 湖南   | 湖广总督   | 湖南巡抚              | 荆州将军                           |
| 广东   | 两广总督   | 广东巡抚 清季以总督兼 | 广州将军                           |
| 广西   | 两广总督   | 广西巡抚              | 广州将军                           |
| 四川   | 四川总督   | 以总督兼              | 成都将军                           |
| 云南   | 云贵总督   | 云南巡抚 清季以总督兼 | 成都将军                           |
| 贵州   | 云贵总督   | 贵州巡抚              | 成都将军                           |
| 陕西   | 陕甘总督   | 陕西巡抚              | 西安将军                           |
| 甘肃   | 陕甘总督   | 以总督兼              | 宁夏将军                           |
| 甘肃   | 陕甘总督   | 以总督兼              | 凉州副都统                         |
| 新疆   | 陕甘总督   | 新疆巡抚              | 伊犁将军                           |
| 新疆   | 陕甘总督   | 新疆巡抚              | 乌鲁木齐都统                       |
| 奉天   | 东三省总督 | 奉天巡抚              | 奉天将军                           |
| 吉林   | 东三省总督 | 吉林巡抚              | 吉林将军                           |
| 黑龙江 | 东三省总督 | 黑龙江巡抚            | 黑龙江将军                         |

### 衝繁疲難
清代的府、州、廳、縣，按照「衝、繁、疲、難」的考語分為不同等次。考語字數越多，地位就越重要。一般以四字俱全者為「最要缺」，三字者（衝繁難、衝疲難、繁疲難）為「要缺」，二字者（衝繁、繁難、繁疲、疲難、衝難、衝疲）為「中缺」、一字或無字者為「簡缺」。
- 衝：地當孔道者為衝
- 繁：政務紛紜者為繁
- 疲：賦多逋欠者為疲
- 難：民刁俗悍，命盜案多者為難

### 土司
雲南、貴州、廣西、四川、湖南、湖北、甘肅等省設有土司，分為宣慰司、宣撫司、招討司、安撫司和長官司（長官為武職），與土府、土州、土縣（長官為文職）。土司的長官以當地各族頭人充任，可以世襲，由朝廷或地方官府頒給印信，歸所在地方之督撫、駐紮大臣管轄。宣慰等司的長官隸屬於兵部、土知府、土知州等官隸屬於吏部。雍正年間，雲南、貴州、廣西等省的土司開始改行流官制，史稱“改土歸流”。光緒、宣統之際，趙爾豐出任川滇邊務大臣，四川西部的藏人土司、西藏東部的宗也開始改土歸流。

### 東三省
中國東北為清朝「龍興之地」。順治年間入關後，以駐防八旗留守盛京瀋陽。康熙至乾隆年間，逐漸形成三個相當於行省的將軍轄區：盛京、吉林和黑龍江。將軍之下設專城副都統分駐各城，並管理各城的臨近地區。副都統下有總管統領各旗。在漢民聚居之處，置府、州、縣、廳，如同內地。居於黑龍江、嫩江中上游的巴爾虎、達斡爾、索倫（鄂溫克）、鄂倫春、錫伯等族，編入八旗，由布特哈總管、呼倫貝爾總管管轄。黑龍江、烏蘇里江下游及庫頁島的赫哲、費雅喀、庫頁、奇楞等漁獵部落則分設姓長、鄉長，由三姓副都統管轄。
| - 盛京，由盛京將軍統轄 - 奉天府 / 盛京副都統 - 錦州府 / 錦州副都統 - 熊岳副都統 - 金州副都統 - 興京副都統 | - 吉林，由吉林將軍統轄 - 寧古塔副都統 - 伯都訥副都統 - 三姓副都統 - 吉林副都統 - 阿勒楚喀副都統 - 拉林副都統 - 琿春副都統 | - 黑龍江，由黑龍江將軍統轄 - 黑龍江副都統 - 墨爾根副都統 - 齊齊哈爾副都統 - 布特哈副都統 - 呼蘭副都統 - 呼倫貝爾副都統 - 通肯副都統 |

光緒末年的甲午戰爭、八國聯軍之役與日俄戰爭嚴重動搖清朝在東北地區的統治，迫使其廢除滿洲的旗民分治制度，設立行省。光緒三十三年（1907年），廢除盛京、吉林、黑龍江三地將軍衙門，改設奉天省、吉林省、黑龍江省；隨後裁撤各城副都統、總管，改為府、廳、州、縣。宣統三年（1911年），奉天省領八府、八廳、六州、三十三縣；吉林省領十一府、一州、五廳、十八縣；黑龍江省領七府、六廳、一州、七縣。

### 藩部

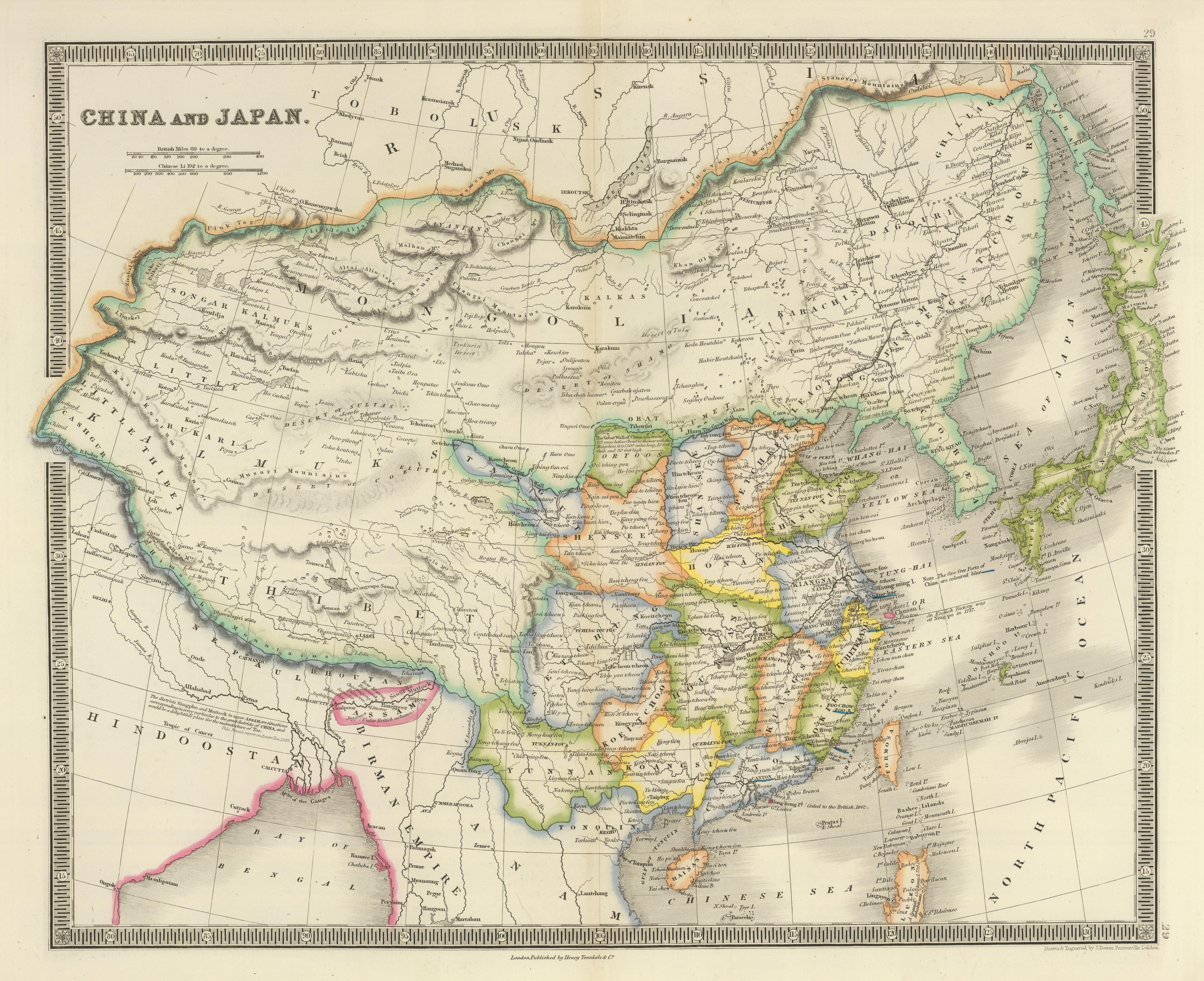
1844年在英国伦敦出版的中国与日本的地图（大陆面积达1310万平方公里）。欧洲人制作的清代中国地图中，內地与藩部常使用不同颜色

清代蒙古、西藏、青海、新疆与黑龙江布特哈（达呼尔、索伦、鄂伦春等族）被称为藩部，由理藩院管理。
蒙古
明清之際，蒙古分為眾多部落，部落首領為“部長”或“汗”。清太宗時，依照滿洲八旗的組織形式，將蒙古各部落編為旗，日后成為蒙古的基本行政單位，其長官為札薩克或總管。旗下設“佐”，相當於鄉。自此蒙古各部落被納入統一的行政體系之中。在地域上，蒙古地區大致分為察哈爾、內蒙古、西套蒙古、外蒙古（包括土謝圖汗部、賽音諾顏部、車臣汗部、札薩克圖汗部）、科布多與唐努烏梁海。
清代蒙古又分為內屬蒙古與外藩蒙古。內屬蒙古包括八旗察哈爾、歸化城土默特、唐努烏梁海、阿爾泰烏梁海等部，各旗由朝廷派遣官員（一般為總管）治理，與內地的州、縣無異。外藩蒙古各旗則由當地的世襲札薩克管理，處於半自治狀態。在外藩蒙古，以若干旗合為一盟，設正、副盟長，掌管會盟事宜，對各旗札薩克進行監管。清代的盟是監察機構，並不能視為一級政區。
外藩蒙古又按其歸附清朝的先後分為內札薩克蒙古與外札薩克蒙古。內札薩克蒙古又被稱為內蒙古，於天命至康熙初年陸續歸附清朝。乾隆以後定為二十四部，共四十九旗，設六盟。內札薩克各旗不但政治地位很高，還保留一定的兵權。康熙中期以後歸附清朝的各部落稱為外札薩克蒙古，包括漠北的喀爾喀四部、西套蒙古二旗、青海蒙古各部、科布多各札薩克旗、新疆舊土爾扈特部及中路和碩特部。外札薩克各旗無兵權，隸屬於當地的將軍、都統、駐紮大臣（西套蒙古二旗除外）。其中喀爾喀四部後來演變為外蒙古。
新疆
清代新疆分為天山北路的準部和天山南路的回部，統屬於伊犁將軍。其中的蒙古遊牧地區實行盟旗制。維吾爾、布魯特、塔吉克等族地區則實行伯克制。蒙古舊土爾扈特部與中路和碩特部設立旗、盟：舊土爾扈特部為南北東西四路烏訥恩素珠克圖盟，和碩特部為巴圖塞特奇勒圖盟。準部地方設烏魯木齊都統，統轄烏魯木齊（迪化州）、庫爾喀喇烏蘇、吐魯番、哈密、古城、巴里坤（鎮西府）等城。其中迪化州、鎮西府由新疆與甘肅省雙重管轄。塔爾巴哈臺由塔爾巴哈臺參贊大臣管轄。伊犁及其以西地方由伊犁將軍、領隊大臣管理。回部設總理回疆事務參贊大臣（一般為喀什噶爾參贊大臣），統轄喀什噶爾、葉爾羌、和闐、阿克蘇、烏什、庫車、喀喇沙爾等城。光緒十年（1884年），新疆建省，實行與內地相同的府、廳、州、縣體制。
青海
清代的青海不包括今西寧、海東、黃南以及部分青海省邊緣地區。統轄青海地方的官員為西寧辦事大臣，常駐西寧（當時屬甘肅省）。青海大致以黃河為界，分為青海蒙古和玉樹等四十族土司。黃河以北主要為蒙古人，有和碩特、輝特、綽羅斯（準噶爾）、土爾扈特、喀爾喀五大部落。雍正三年（1725年），編青海蒙古為二十七旗，後增至二十九旗，由西寧辦事大臣主持會盟。另有察漢諾門罕牧地，實際上單獨為一喇嘛旗。道光三年（1823年），分黃河以北二十四旗為左、右翼二盟，每盟設正、副盟長各一人。黃河以南主要為藏人，設有四十個土司，其中以玉樹土司最大，故稱玉樹等四十族土司。土司以下有土千戶、土百戶。嘉慶、道光年間，藏人不斷越過黃河向北遷徙，形成環青海湖一帶的環海八族。
西藏
西藏在清代又稱“唐古忒”、“圖伯特”，分為衛、康、藏、阿里四部，以及霍爾三十九族地區。西藏地方的行政長官為駐藏大臣，駐喇薩，會同達賴喇嘛、班禪額爾德尼辦理藏內政務。其政令由噶廈（西藏官府）執行。西藏的基層政區是宗，大致相當於內地的縣，但規模很小。一些貴族、寺廟的莊園領地稱為谿卡，地位比宗低或者平級。宗的長官為“宗本”，谿的長官為“谿堆”，一般由噶廈委派，也有的由特定寺廟委任。後藏札什倫布附近的幾個宗，由班禪直接管理。今那曲地區、昌都地區北部的各部落統稱霍爾三十九族，簡稱三十九族，為蒙古人後裔，由駐藏大臣的屬員夷情章京管轄。駐紮於達木（今當雄）的達木蒙古八旗，每旗設一佐領，不設總管，直屬於駐藏大臣。

## 政治

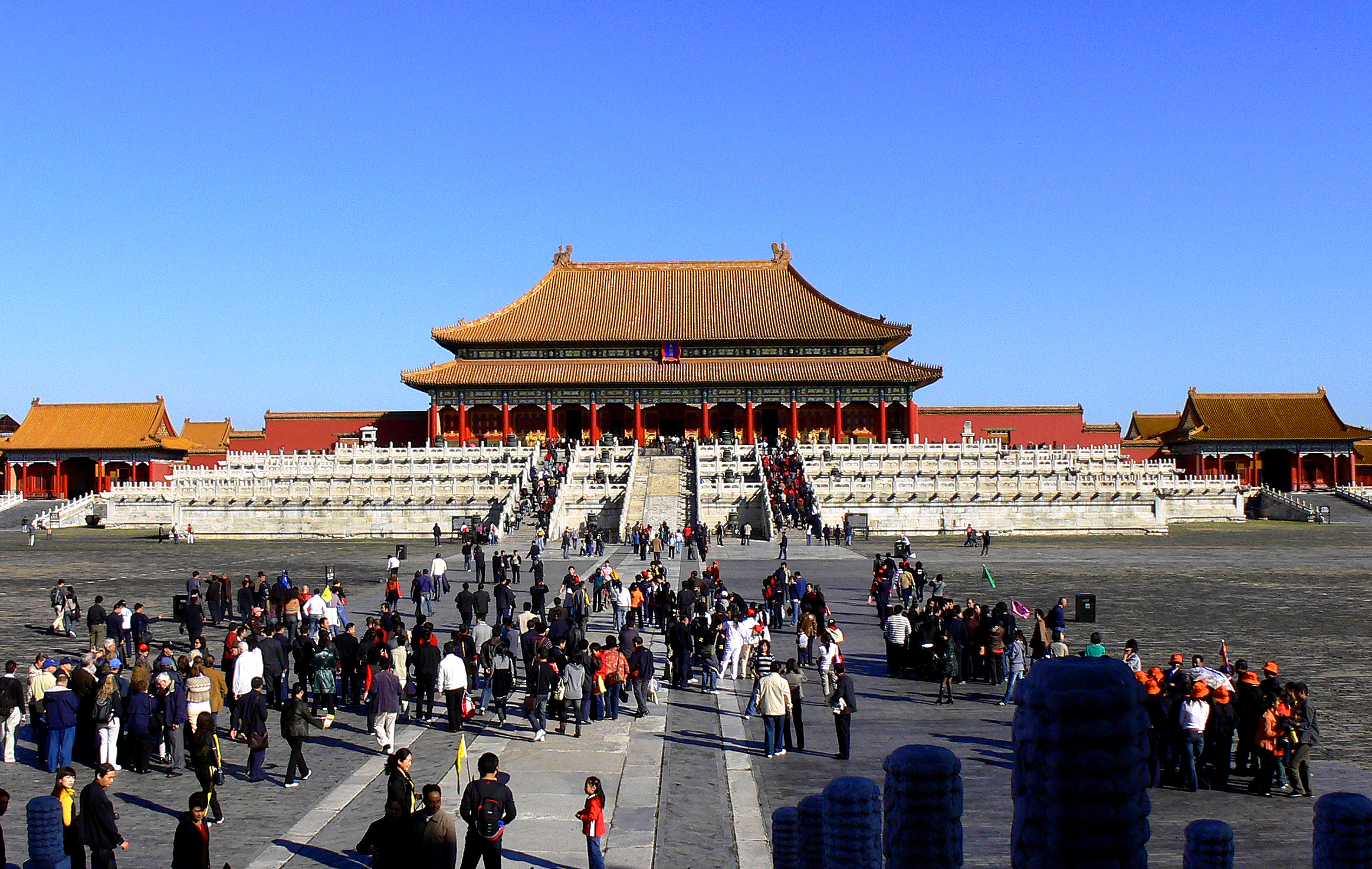
清朝政治中心北京紫禁城，圖為清朝皇權的象徵太和殿

### 決策機關
清朝的政治體制基本上沿襲明朝的君主集權制度，不置宰相，但先後有議政王大臣會議、內閣、南書房、軍機處等輔政機構。官員等級分「九品十八級」，每等有「正」、「從」之別。不在十八級別以內的叫做未入流，在級別上附於從九品。清朝制定內國史院、內秘書院與內宏文院等內三院為內閣，作為中央最高決策機關。設大學士滿、漢各二人，協辦大學士滿、漢各一人，學士滿六人、漢四人，下轄中央執行機關六部。內閣的地位雖高，殿閣大學士自雍正朝起為正一品官階，但實際權力比明朝小，掌握權力的機關會隨時代不同而改變。後金時期，議政王大臣會議是皇帝與王公贵族讨论國事之處。1631年皇太极為了中央集权，仿明朝制度设立六部與內閣以分議政王大臣會議的權力。入關之後，1677年康熙帝設立南書房，削弱議政王大臣會議權力，同時將外朝內閣的某些職能移歸內廷，實施高度集權。雍正帝為了西征準噶爾準備設置軍需處，雍正十年改稱軍機處。軍機處機構精簡，行政效率高，能迅速處理軍國大事，進一步加強君主專制主義中央集權。鴉片戰爭之後，為推行自強運動，先後於1861年與1870年成立總理各國事務衙門與北洋通商大臣，負責對外關係與自強運動的策劃與推行，成為自強運動期間最高行政機關。實施清末新政之後，1911年5月18日清廷宣佈廢除軍機處，仿西方國家與日本實行內閣制，內閣總理大臣和諸大臣組成的內閣成為最高行政機關。
清初康熙帝一方面則通過各種手段限制滿洲貴族的權力，如剝奪各旗王公干預旗務的權力，破除“軍功勳舊諸王”統兵征伐的傳統，削弱議政王大臣會議的政治影響等；另一方面提出要建立由皇帝個人獨裁的專制政體，“天下大權當統於一”，“天下大小事務，皆朕一身親理，無可旁貸。若將要務分任於人，則斷不可行”，亦表示：「天下大事，皆朕一人独任」，康熙要掌管「用人之權」，以阻止朋黨的形成，免得鰲拜掌權時期「結黨專權」和「罔上行私」的情況再度發生，也為了防止不同派別黨派之間互相鬥爭。康熙帝確立的君主專制制度主要包括三方面：
1. 「用人之權」、「獎懲之權」由皇帝親自控制，不許臣僚干預；
2. 通過特務統治、密奏制度，對臣僚實行嚴密的監督和防範；
3. 反對朋黨，嚴防臣僚結黨對抗皇權。

在明代，文人結社超出了文學和學術的領域而成為政治上的一支重要力量。清朝統治認為前朝文人團體的龐大和干政是明亡的重要原因之一。有見及此，清初統治者吸取前朝教訓，於順治九年（1652年）下令“生員不許糾黨多人，立盟結社”和“所作文字不許妄行刊刻，違者聽提調官治罪”。康有為對此作出評論，指出中國數千年來的黨派皆為君主所深惡，又以漢代黨錮之禍，唐代清流，宋代元祐黨籍碑和明朝東林黨為例。近代日本學者宗方小太郎評論：「（清朝）建國之初便多方預防弊政，防止禍亂於未萌狀態，其中如以法令嚴禁組織會黨，故在三百年之治世中黨禍頗少者即係此故。」
康熙帝確立的君主專制原則，被雍正、乾隆二帝繼承和發展，雍正帝的專制體現在他私派特務人員監視全國各地地方長官一切活動，許多地方官的私生活，連家裡的瑣事都瞞不過他:146。
學者錢穆從傳統“夷夏之辨”與近代民族主義相結合的角度強調清朝的“斷裂性”，在界定清朝的性質時以漢人文明的尺度衡量其價值的優劣，認為是滿人只有接受漢人的先進文化才能步入文明的境界，才具有延續前代王朝正統的資格，是近代史學中“漢化論”的表現。錢穆的論證基於傳統漢化的歷史觀，對滿人的統治評價負面。他引據革命家鄒容的《革命軍》的内容認為中国由漢唐等朝代的“士人政权”在清代变为“部族政权”，認為蒙古人和满洲人变为中国内的特权阶级或特殊分子:140,141。亦認為清朝政权始终是维护和偏袒满洲人，须满洲人在后拥护，才能控制牢固，以及清朝的政治，制度的意义很少，法术的意义多，批評清朝政府发布最高命令的手续，比如他認為“寄信上谕”是清朝特有的，不按照中国向来的程序，而是直接由皇帝军机处寄给受命令的人，旁人都不知道。他亦認為，清朝在政治上还限制发言权、结社和出版自由。在清朝，除了六部尚书和侍郎可以向皇帝讲话，其他的不论什么人都不许向皇帝讲话，而一直得到中央重视的翰林院等，向来他们可以向政府讲话的，但是到了清朝也不准专折言事。在地方上，只有总督、巡抚、藩台、臬台可以向政府讲话，其他的府县均不可，又認為在明代的「布衣」也可以直接向皇帝讲话。他又批評在地方上，清朝也不允许民间有公开发言权。在顺治五年立在府学、县学明伦堂里的卧碑就足可以证明。在当时府学、县学都有明伦堂，清朝在每一个明伦堂里都设置一个石碑，而这个石碑不是竖立的，而是横躺在那里，所以叫「卧碑」。在卧碑上有三条禁令：第一，生员不得言事；第二，不得立盟结社；第三，不得刊刻文字:144,145,151。然而史學家徐復觀指出錢穆的「士人政权」說並不正確，因為政府的性質必須就權力根源之地是由誰來運用而言。他亦指出通過《二十四史》一直到現代，都證明凡是站在平民的立場進入到仕途的人地位愈高，與皇帝愈接近，命運性的困擾、艱難必定來自專制的機構與專制的觀念。他批評錢穆對專制下的必然產物例如「外戚宦官」和漢代統治者的暴行視而不見，以及把中國「歷史中成千上萬的殘酷地帝王專制的實例置之不顧」，且根據《報任安書》，凡是皇帝親自交下與皇帝自己有關的案子，承辦的官吏決不敢問是非。
新清史學派認為，滿人採取的政治制度在明代的基礎下有所創新。比如軍機處就從帶有臨時性的純粹軍事咨詢組織轉變成了一種常規的政治治理機構，由此提高了統治效率。密折制度的建立完全改變了君臣之間相互溝通的傳統方式，使得君主控制臣下的能力大大增強。八旗驻防城使漢人人口佔絕大多數的城市染上了頗為濃厚的異族色彩。內務府的設置與運行，嚴格了宮廷內部的禮儀規範，與明代的內廷制度有了本質的區別，宦官外戚干政的現象也由此完全絕跡。
西方傳教士如南懷仁等人記載康熙經常親身到各地巡視，以便了解百姓的生活情況和官吏們的施政狀況，亦會允許「最卑賤的工匠和農夫」接近自己，諭令衛兵們不許阻止百姓靠近，康熙會向百姓提出各種問題，包括詢問百姓對當地的官吏的滿意度，以便對官員作出獎勵或處分。另外，在清朝敢言且未被追究的學者有反對專制思想的袁枚、著書批評君權的唐甄、一道反朝廷的黃宗羲以及顧炎武等學者。

### 南書房
南書房於康熙十六年（1677年）設立，起初是康熙帝為了與翰林院詞臣們研討學問，吟詩作畫而設。因在乾清宮西南角特辟房舍故名南書房。由於南書房「非崇班貴檁、上所親信者不得入」，所以它完全是由皇帝嚴密控制的一個核心機要機構，隨時承旨出詔行令，這使南書房「權勢日崇」。南書房地位的提高，是康熙帝削弱議政王大臣會議權力，同時將外朝內閣的某些職能移歸內廷，實施高度集權的重要步驟。

### 軍機處

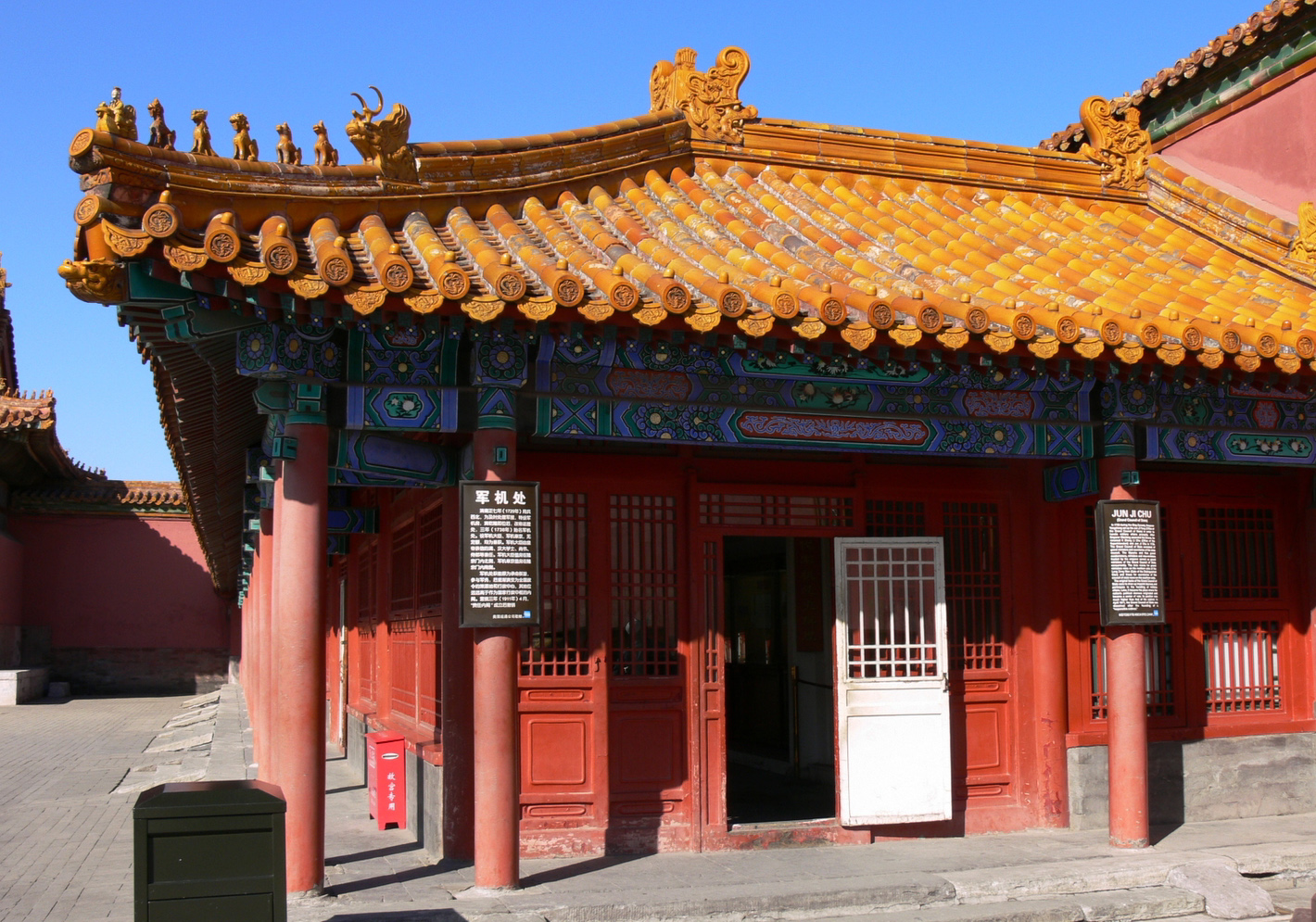
軍機值房（即軍機處）

軍機處原稱軍需處，歷來被視為清朝的最高決策部門。雍正八年（1730年），清軍在西北與準噶爾激戰，為及時處理軍報雍正皇帝始立，雍正十年改稱軍機處。軍機大臣以下設章京等官，從六部員司和內閣中書里選用。章京的任務是繕寫諭旨、記載檔案、查核奏議，作軍機大臣的輔助人員。章京也是滿、漢人員各兩班，每班八人，各設一領班。章京參與機要，草擬聖旨，俗稱「小軍機」。
乾隆皇帝即位後服孝，安排數位「總理事務王大臣」進入軍機處，故改名總理事務處。乾隆二年（1737年）乾隆服滿親政，總理事務王大臣等自請罷職，恢復軍機處名稱，自此遂成定製，軍機處成為直接對皇帝負責的核心權力機構，滿洲議政王大臣會議的地位更被削弱至幾乎可忽略不計，政治權力全部掌握在皇帝手中，成為清代中央集權制度的頂峰。
《清史稿》記載，乾隆時軍機處雖然只有兩名漢人，但漢人的地位都很高，張廷玉是太保、大學士、三等伯，徐本是太子太保、大學士，高於除了鄂爾泰之外的所有同僚。至於鄂爾泰的地位之所以穩居軍機大臣之首，則與他在“改土歸流”、“混一華夷”過程中曾立下的功業恰成正比。到了清季，軍機處仍不改諸族合作之傳統，吳郁生、榮慶和世續等軍機大臣，在國勢陵夷的光緒與宣統時期，依然在默契地合作。
宣統三年（1911年）四月初十清廷宣佈成立「責任內閣」，軍機處廢止。

### 責任內閣
宣統三年四月初十（1911年5月18日），清政府宣佈廢除軍機處，實行內閣制，任命內閣總理大臣和諸大臣組成內閣。由慶親王奕劻組成中國歷史上第一個現代意義上的责任內閣。由於閣員中過半數為皇族，時人譏之為「皇族內閣」。當時的內閣學士李家駒指出：
1. 当时中国唯一具有宪法性质的《钦定宪法大纲》并没有规定皇族不能组织内阁；
2. 日本宪法也没有类似规定（李家驹曾充驻日公使和出使日本考察宪政大臣）；
3. 奕励内阁只是暂行阁制，具有过渡性质。

中國歷史學博士李细珠指出，与其说奕勘内阁是因皇族亲贵太多，不如说是因清朝皇族亲贵为满族，满汉矛盾才是问题的焦点。該內閣在辛亥革命後倒台，由袁世凱組成的新內閣所取代。

### 執行機關

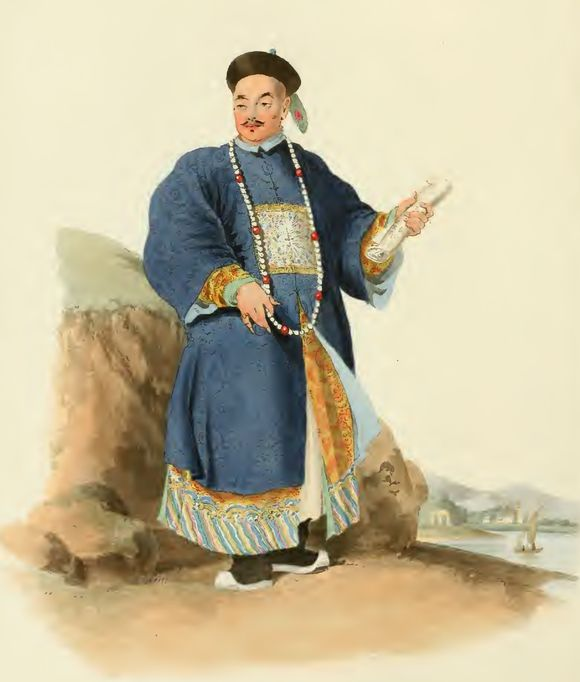
一名乾隆晚期的官員

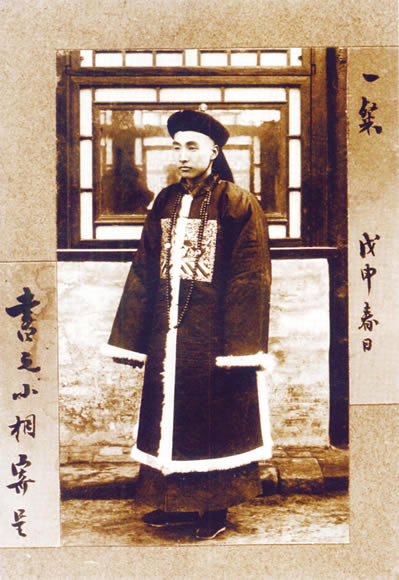
一名晚清政府的一般官员

与汉地地方行政制度一样，清朝中央执行机关基本沿袭明朝体制，只有少量机构调整，大致上可以总结为七部院五寺察院两府。
七部院包括六部（吏部、戶部、禮部、兵部、刑部、工部）与理藩院，為清朝最高執行機關，各部長官稱尚書，副長官稱侍郎，以前尚書均由滿人擔任，順治元年（1644年）規定尚書及侍郎滿、漢各一，只有新设的理藩院因为与汉地事务无关而多涉及旗务，始终不设汉缺。
清朝以前的政治，因为政治的公开性和六部尚书是全国行政首长的關係，由外部送到內部的公事，都是先送到六部；而皇帝拿出来的公事，六部也一定要得先看，例如有關教育的公事一定要经过礼部，而不能由皇帝私下决定，到了清朝卻非如此。清朝的六部虽然沿袭明朝，但是清朝的六部的权力不如前朝，六部尚书更不能直接对部下发命令，而六部尚书也不是行政首长。六部的权限权力集中到皇帝手里，同时還有满漢之分，有一个汉人尚书，就必须有一个满洲尚书，并且始终以满尚书为主:148-149。
五寺包括大理寺、太常寺、光祿寺、太僕寺、鴻臚寺。大理寺與刑部和都察院合為三法司，其職權與今日之最高法院相似。大理寺的首長稱為大理寺卿，也是九卿之一。其餘四個寺的卿職權較低。太常寺負責祭祀；太僕寺管理馬匹；光祿寺負責壽宴；鴻臚寺負責接待外賓。
都察院是最高监察机关，架构基本沿袭明制，以左院察京畿，右院刺外藩（故直省督抚均领右都御史或右副都御史衔），所不同者，随着君主专制的高度加强，都察院的谏諍职能遭到空前削弱。因为同样的原因，明朝具有批驳权和言官职能的六科也只余下分察六部的监察职能，故于雍正年间被并入都察左院。为加强监督管理，凡天下文武官员，都要定期进行考察。规定三载考绩，以定升降奖惩。京官叫“京察”，外官叫“大计”。对武官的考察，每五年一次，称为“军政”，由兵部主持。但是，不论“京察”、“大计”还是“军政”，在实行中都是瞻徇情面，弊端丛生。后来更成为故事具文，走走过场而已。
內廷事務方面，鑑於明朝太監亂國，清朝皇帝獨創內務府以管理宮禁事務。其成員由內務府三旗（正黃旗、鑲黃旗、正白旗）的15個包衣佐領、18個旗鼓佐領、兩個朝鮮佐領、一個回子佐領和30個內管領的包衣及太監組成，其機構組織兼容清初內務府和十三衙門兩種制度的內容和特點，並最終形成以七司三院為主幹兼轄其他40餘衙門的龐大的宮廷服務機構。
宗室管理方面，清朝仍设宗人府管理宗室觉罗事务，但与明朝宗人府人浮于事只用于优待亲王的状况不同，由于八旗制度的存在，数量庞大的宗室觉罗成为清廷的核心军事力量，管理他们的宗人府也成为重要的实权部门。
清末新政中，对此前的制度进行大量的改革，此前的七部院被改革为十一部，长官（国务大臣）均为责任内阁阁僚；大理寺改组为大理院，根据司法独立原则不再是刑部的复审机关，而是全国最高审判机关，与最高监察机关都察院同为全国最高司法机关；下四寺进行省革而归入新官司，内务宗人两府尽管保有旧时职权，但随着军制改革，权力也大为下降。

### 刑律
顺治四年（1647年），《大清律例》编修完成。《大清律》基本上承袭《明律》的内容。后经康熙、雍正两朝屡次增删，并于雍正五年公布。但清朝最经常起作用的是例，而不是律。胡林翼說：「《大清律》易遵，而例難盡悉。」，胥吏都諳熟例案，常可執例以壓制長官。清廷对各少数民族地区还有各种特订的法律，如对蒙古族有“蒙古律”，对维吾爾族有“回律”，对藏族有“番律”等等。
清朝皇帝為打壓漢人反清復明運動與防止散播不利皇帝的消息，屢興文字獄以控制士大夫的思想。文字獄之案件常是無中生有，小人造謠所為。較大規模的文字獄甚至可以牽連多人受害。柳诒徵稱“前代文人受祸之烈，殆未有若清代者。故雍乾以来，志节之士，荡然无存。……稍一不慎，祸且不测。”。顺治四年（1647年），发生第一起文字狱“函可案”。一位法号函可的和尚因藏有“逆书”《变记》而被逮捕，后来流放到沈阳。顺治末年又发生莊廷鑨明史案，并驚動朝廷中的輔政大臣鰲拜等人。清朝諸例文字獄中，有名的有康熙時期的南山案、雍正時期的查嗣庭試題案和呂留良案等。
《劍橋中國史》評價：「清代文字獄中禁止的大多數作品一直被保存下來，而大多數遺失的作品不在被禁之列。這可能是直到今天在許多國家看到的現象的又一種說明。一本被列入禁書名單的書，被認為有特殊價值，從而被小心地保存下來。禁令實際上是最有效的廣告形式。」。

## 軍事

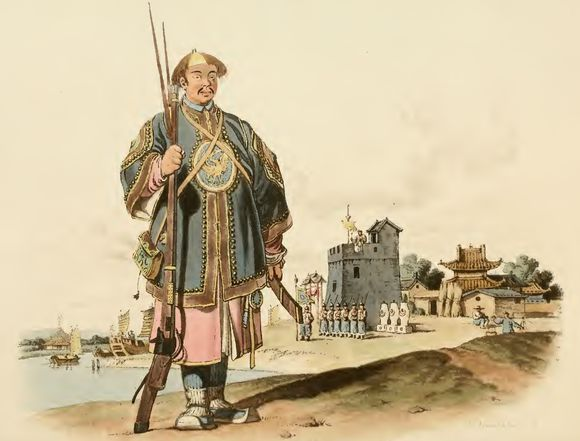
乾隆時期的軍人

清朝武装力量主要有八旗軍、綠營、地方義勇與團練、湘軍、淮軍與清末新軍。

### 八旗

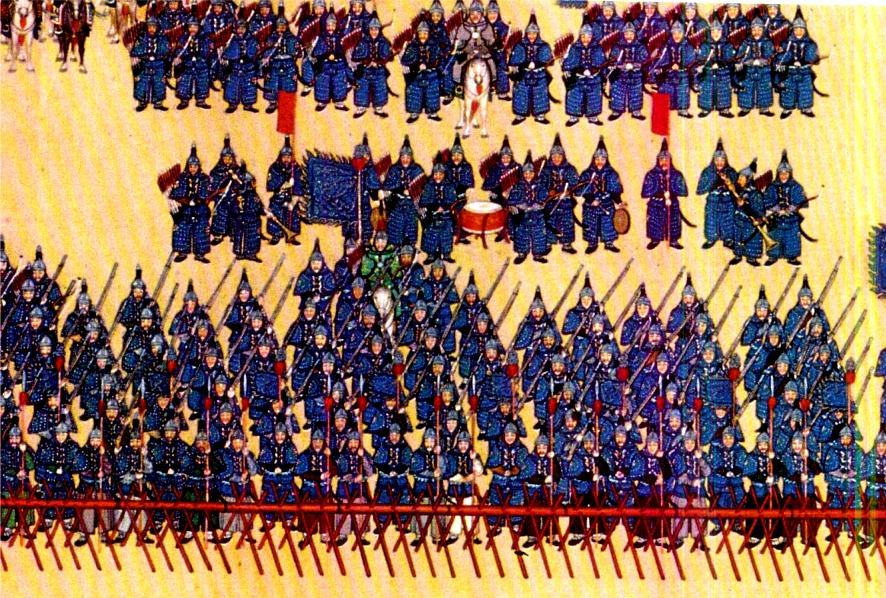
乾隆時期正藍旗八旗軍

八旗制度是清朝特有的一種組織形式和軍事制度，是清朝軍隊之核心。原先採取军政合一、兵民合一的方式。入關後專門以兵为业，世代为兵。包括旗下士兵和戶籍被編制在八旗軍隊中的家庭成員，由各地八旗駐防將軍或都統管轄。1601年，努尔哈赤将建州女真分为四旗。1615年时扩建为八旗，八旗制度至此成形。皇太极在征服漠南蒙古察哈尔部，以及收降明朝降将後，又建立起蒙古八旗与汉军八旗。儘管八旗有滿洲、蒙古、漢軍之分，但他們都是基於同一套制度之下，因此差異不大。旗人擁有一定的社會地位，絕大多數情況下終身不變，所屬旗籍亦基本世代固定。旗人因戰功而獲得的職位可以世代承襲，例如，每旗下屬的眾佐領通常都是世襲職位。旗人居住地大多是固定的。在各地的駐防軍（分佈在如杭州、成都等大城市）更設立「八旗駐防城」（俗稱「滿城」）供旗人居住，與平民所居住之地相隔離。旗人不得務農或經營工商業，每月錢糧由朝廷供給，號稱「旱澇保收」的「鐵桿莊稼」。旗人不受當地總督、巡撫管轄，犯罪時由特定機關審理。

### 綠營

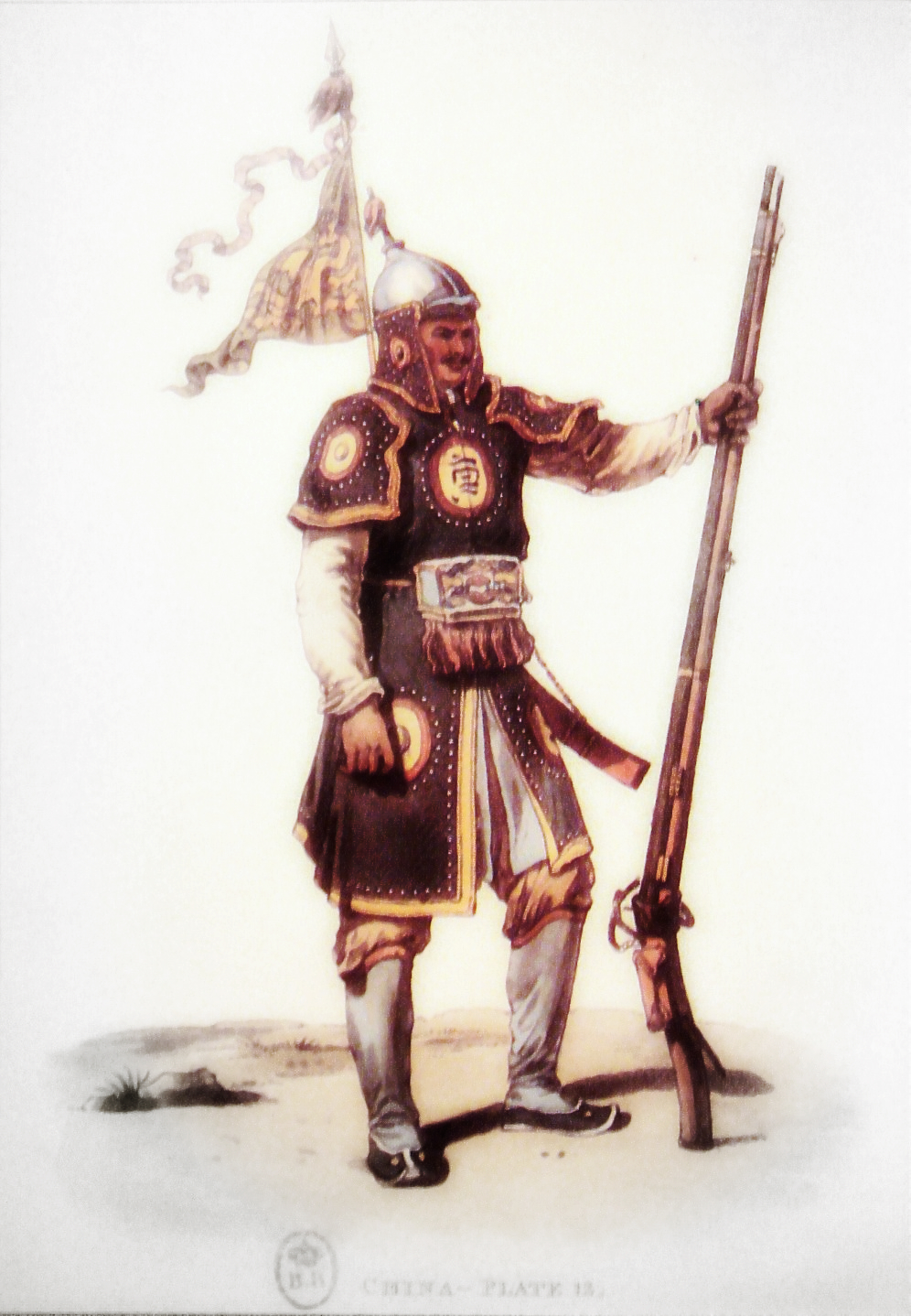
清朝早期規定各省綠營鳥銃兵佔全數一半，隨着火器技术日漸成熟，至清中葉鳥銃兵已完全取代弓兵

绿营是順治帝入关后招降明軍、招募漢人組織的軍隊，以協助少量的八旗兵鎮守廣大的疆土。當時由八旗軍守備京師、華北地區與各地要衝，綠營守備華中與華南地區。華南更交由三藩鎮守，以壓制當地反清勢力。绿营以绿旗为标志，以营为单位，兵制繼承明朝，編有標、協、營及汛。綠營由漢人統帥，最上位的提督統領一省綠營，受文官總督、巡撫所節制，各省兵力大小不一，由萬餘到六七萬不等；提督之下為總兵，管轄一镇兵力，约几千人至一万五千人。直属兵力镇标由参将统领，约千人至兩三千人不等。再下面的為副將，管理一協兵力，約數千人左右。副將以下就是參將、遊擊、都司與守備，統轄一營兵力，兵員數量各有不同。最下面的為千總與把總，負責統領一汛，也就是一個駐地。士兵為世兵制，父死則子繼。將兵由兵部直接統轄，將領無法直接統兵，有效地防止軍人擁兵自重。隨著八旗軍的腐化，綠營的重要性就日益加強，例如三藩之乱时即以绿营为主力。乾隆嘉庆两朝，绿营总兵六十余万，成为军事主力。然而由於太平已久，绿营本身隨著种种弊端而逐渐腐化。乾隆帝阅兵時，所见已是“射箭，箭虚发；驰马，人堕地”。1796年川楚教乱時，綠營已无力對付擅長游擊戰的白蓮教徒，部分将领甚至屠杀平民以换战功。到了鴉片戰爭和太平天國之亂時，綠營上陣一觸即潰，作戰主力也改交由湘軍、淮軍等地方團練負責。同治年間多次裁減綠營，綠營的重要性逐漸減弱，清末新軍成立後綠營同名存實亡。至民國初年，綠營被改編為警察性質的地方治安衛戍部隊，成為民國時期警察的濫觴。

### 義勇與團練

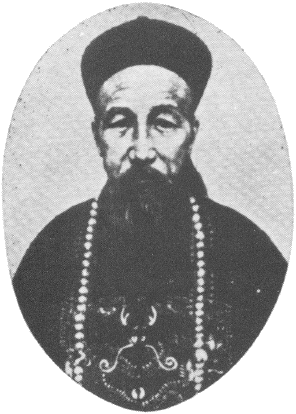
湘军创始者曾国藩

義勇與團練於川楚教乱後逐渐成為清朝武装力量之一，由於清軍不善游击战，所以鼓勵地方建立義勇與團練協助清軍鎮壓，1799年清廷正式同意组建團練。太平天國之亂與捻亂時，由於清廷的正规军腐敗無能，且不善游击战，地方官员曾国藩整合江忠源、胡林翼與罗泽南義勇，成立湘軍。湘軍作戰能力強，屢次擊敗太平軍。監視太平天國天京的江南大营被攻破后，湘軍成為清廷唯一抵禦太平軍的力量。1860年曾国藩的门生李鸿章于安徽一带建立淮军。平定捻亂时，僧格林沁率領的八旗軍中捻軍埋伏全滅，後來有賴淮军才平定之。當時如豫军、东军、滇军、川军等義勇也陸續建立起来。這些地方軍成為清朝晚期平定內亂、抵禦外侮的主要力量。然而不管是湘軍或淮軍皆以「兵隨將轉，兵為將有」為方針，與後來的北洋軍形成聽命於個人的軍閥勢力，這個作風深刻影響著民國軍事。
當時湘軍與淮軍採用西方新式槍炮，火力強大。而由外国人協助建立的常胜军、常捷軍更是讓曾李等将领印象深刻，使他们意识到西方军事技术的重要性。例如李鸿章目睹常胜军用4个小时即攻破太仓城，事後写信给曾国藩，宣称“若火器能与西洋相埒，平中国有余，敌外国亦无不足”，這成為自強運動的起因之一。為建立现代化清軍，洋務派聘請外國教官來訓練八旗軍、绿营和守衛首都的神机营，一些兵工厂也建立起来。然而淮军的地位仍然不可動搖，例如發生天津教案时，尽管守衛首都的神机营已有三万之众，清廷仍然调集淮军来加强京师的防务。

### 清末新軍

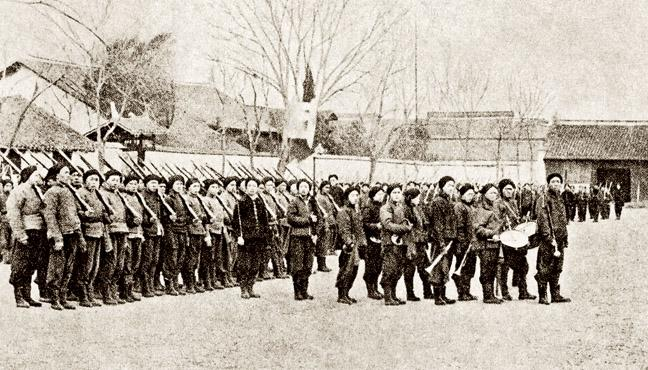
操练中的新建陆军

自強運動隨中法戰爭與甲午戰爭而失敗，而清廷守舊派利用义和团抵禦西方列強的策略也隨八國聯軍而落幕。八國聯軍之後，清政府決定實施改革，即「清末新政」。為建立現代化清軍，早在維新運動時即建議成立一支現代化的陸海軍，組織團練並建立保甲制度。清末新政時，袁世凯在华北组建新建陆军（即北洋軍），张之洞在南方组建自强军。1904年清廷正式建立由36个镇组成的常备军的计划，而绿营在1901年即开始裁减。同时取消武举，在各省建立武备学堂，以培养新式军官。负责军事改革的中央机构是1903年成立的练兵处，它在1906年被并入新立的陆军部，其尚书和左右侍郎都是满人。清廷试图削弱地方軍閥力量，1907年袁世凯和张之洞就在明升暗调中被剥夺军权。1908年宣統帝的摄政王载沣决定进一步加强对军队的控制，在1909年的一道上谕中，他宣布自己（代表年幼的皇帝）对军队行使最高统帅权，他还把自己的兄弟任命为海军处和军咨府的管理大臣。到清帝国灭亡前夕，其陆军可以号称100万，但大概只有60万战斗人员，其中只有17.5万人是现代化的正规军。並非所有新軍均效忠清廷，部分是暗中支持革命軍的。参谋机制上，在1907年即仿照西制成立参谋部门军咨处，隶属陆军部之下。为把军事管理和军事指挥分开，1911年决定把它升格为独立于陆军部外的军咨府。

### 海軍
清朝视水师为陆军之辅。加之满洲以骑射为本，故不善水战。入关初期，在对抗郑成功等海上抗清势力时，往往力不从心。1636年皇太极征满洲瓦尔喀部，即开始造战船。1651年顺治帝令沿江沿海各省循明制，各设水师，此为清朝水师之始。内河防务以长江为主体，沿岸各设水师。海防上，清朝為封鎖明郑的經濟力量，實施海禁。即使在平定明郑后，仍受海禁影响，水师多以防御为主，缺乏攻击性战舰。嘉庆时由于东南沿海海盗泛滥，就有学者开始注意海防，如湖南的严如煜写有《海防辑要》。鸦片战争后在面对西方炮舰时，清朝水师一战即溃的事实讓魏源、郑復光等人意识到东西方的差距，紛紛提倡建立現代化海軍。太平天国兴起时，英國協助清朝建立中英聯合指揮的阿思本舰队，然而指挥权的問題使得艦隊解散。

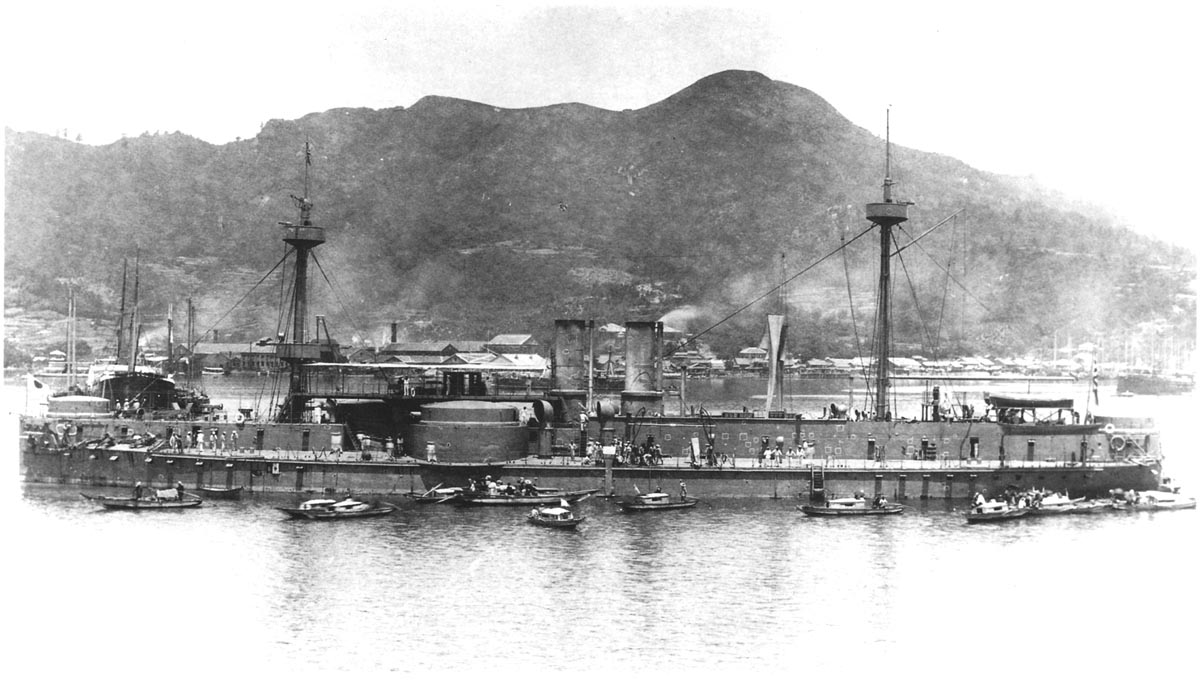
鐵甲艦鎮遠是當時北洋主力艦，也是亞洲少見的鐵甲巨艦之一

直到自強運動时，清朝才有新建海军的动作。為建立船艦自製能力，1866年清廷在福州马尾成立总理船政事务衙门，以沈葆祯为船政大臣。同年，李鸿章要求其江南制造局建造炮舰。1868年8月，第一艘中国制造的蒸汽军舰，“恬吉”号下水。然而自製船艦与外国艦隊相比較差也較貴，李鸿章等官员仍然从国外購艦為主。其中最有名的即是由德國建造定远與镇远，這兩艘是北洋艦隊的主力艦。人事上，早在1867年即建立福州船政学堂以培養海军军官，1872年和1876年分別派使团前往海外学习。沈葆桢和丁日昌离开後，福州船政局开始衰落。1880年李鸿章在天津成立天津水师学堂，张之洞在广州成立水陆师学堂（1887年），曾国荃在南京开办南洋水师学堂（1890年）。1885年10月清政府宣布成立海军衙门，以醇亲王为总理大臣。

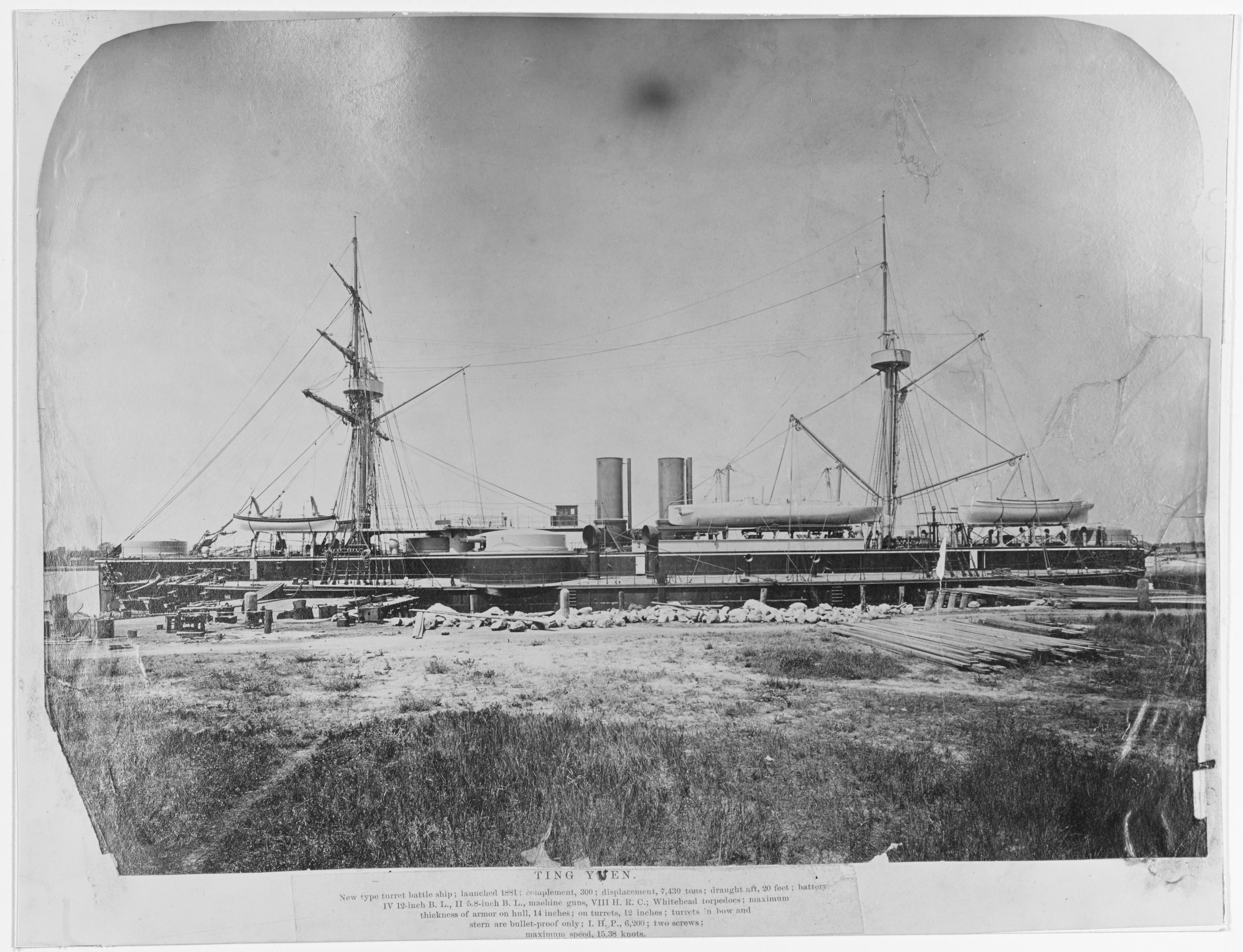
鐵甲艦定遠是當時北洋主力艦，也是清朝北洋水師的旗艦，也是亞洲少見的鐵甲巨艦之一

清朝先後建立四支舰队：受北洋大臣节制的北洋艦隊，受南洋大臣节制的南洋舰队，受福州船政局节制的福建水师，受两广总督节制的广东水师。其中北洋艦隊在當時被評論為世界第八、亞洲第一的海軍艦隊。然而四只舰队資源獨立，互不统属，也不互相合作。财政上，1891年慈禧太后挪用海軍預算於興建颐和园。到1890年后，守衛黃海、東海的北洋艦隊即已“停购船械”。李鸿章也称“自光绪十四年（1888年）后，并未添购一船。操演虽勤，战舰过少”。隨後的中法戰爭南洋水师、福建水师遭受重创，甲午战争中北洋水师全军覆没，這也标志自強運動的失败。隨後旅順、大連、威海卫、胶澳與廣州灣等海军基地相继丧失，八國聯軍後大沽等地沿海砲台又被列強下令摧毀，清朝已无实质性海防。1909年，清廷决定成立海军处，并将残余的战舰重编成巡洋和长江两舰队。1910年改海军处为海军部，力图重振海军。

## 民族
清朝統治者根據實地情況的差異採取不同的政策。在中原地區基本沿襲明代的統治方式，包括開科舉等，以贏得漢族知識分子的支持，並根據清朝的實際情況實行旗民分治；在邊疆地區則採取加派駐防大臣與當地貴族共同治理。
清朝統治合法性建立的基礎與前朝有所不同，清朝統治在鞏固滿洲自我認同的同時，兼容其他族群的信仰和習俗，使之擁有遠超前代的疆域和領土。清朝皇帝本身擁有各種政治與宗教頭銜，具備不同文化象征意義的多維品格，體現出對各類臣民復雜多樣之宗教信仰的認可。因為清朝對不同地域和族群的宗教信仰采取了更多的包容政策，使各種異質文化因素能夠共存。

### 漢族政策
清初入关之后有「六大弊政」之说，剃髮（或薙髮）、易服、圈地、佔房（侵佔房舍）、投充（搶掠漢人為奴隸）、逋逃（逃人法），延續時間最長的，是逃人法。順治七年六月，廣西巡撫郭肇基等人因為「擅帶逃人五十三名」，被處死。清初曾頒令諭：一、八旗制度移入關內，全族皆兵。二、鼓勵滿人入關。三、圈地，使近畿五百里內全屬旗人所有。四、禁止旗漢通婚；禁止滿人自由擇業。弊政中的投充和逋逃皆為圈地所造成的直接結果。康熙帝親政後即立即下令永遠停止圈地，並逐步放寬對逃人的禁令並最終裁撤督捕衙門。隨後康熙開始採取一系列與民休息的政策。
剃髮易服

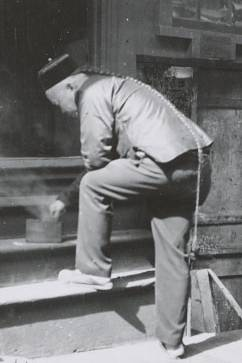
1910年舊金山街上留髮辮的中國人

清軍入關之前，為易於辨識順逆，就已要求被征服或投效的漢人改變髮式。順治元年（1644年），多爾袞率清軍入關。山海关之战後，多爾袞下令沿途州縣官員按滿人風俗，剃頭留辮。清軍驅逐李自成，定鼎北京，漢人強烈反對剃髮，降清之漢族官員剃髮者亦寥寥無幾。多爾袞見滿清統治尚未穩固，便下旨收回成命，命「天下臣民照舊束髮，悉從其便」。明朝降臣孫之獬卻全家主動剃髮迎降，更令妻子不再纏足，並上疏標榜「臣妻放足獨先，閤家剃髮效滿制」，得授禮部左侍郎，兼翰林院侍讀學士。清初筆記《研堂見聞雜記》稱，孫之獬入朝後，列於滿班，滿臣認為他是漢人而不受；歸入漢班，漢臣又因為他從滿俗而不容，孫之獬於是羞憤上疏，稱「陛下平定中國，萬里鼎新，而衣冠束髮之制，獨存漢舊，此乃陛下從中國，非中國從陛下也」，言辭激烈。順治二年（1645年）五月，大順與南明弘光政權相繼被清軍摧毀，多爾袞認為大局已定，於六月重新下剃髮令。七月，又下令「衣冠皆宜遵本朝之制」，規定清軍所到之處，成年男子無論官民，限十日內盡行剃頭，削髮垂辮，不從者斬，以恫嚇抵抗軍民。关内地區不少人反抗剃髮令，嘉定三屠、大同之屠等亦由此引發。
當時一些在華傳教士曾描述過當時一些城市的屠城情況。20世紀的法蘭西學院院士佩雷菲特認為：「建國後的最初幾年，整批整批的百姓遭到屠殺。強迫留辮子引起騷亂，結果都被殺害而倒臥在血泊之中。」錢穆認為：「清人又想讨好民众，又存心压迫知识分子，他们只需要有服服帖帖的官员，不许有正正大大的人，结果造成了政治上的奴性、平庸、敷衍、腐败、没精神」:160。
漢臣與漢軍
清朝統治者為能使自己的王朝更長久，按歷代漢人王朝的傳統開設科舉，大力尊崇儒學，從中選拔統治精英以贏得漢族知識分子的支持。早在後金時期，努爾哈赤和皇太極就曾起用範文程、寧完我等漢八旗人士。崇德年間，又先後招降洪承疇、吳三桂、孔有德、尚可喜、耿仲明及其統領的漢族軍隊。後來，這些前明將領在消滅南方反清勢力的過程中起到重要作用。另外，康熙年間帶兵攻克台灣的水師將領施琅也是前明降將中為清朝立功的代表人物之一。晚清時期，漢族官員逐漸成為清王朝的中流砥柱，有虎門銷煙的林則徐；還有在消滅太平天國和捻軍中立下大功的曾國藩、李鴻章、左宗棠；又如在洋務運動中起到關鍵作用的張之洞、劉坤一；實行新式練軍的袁世凱等。
清太宗皇太極即汗位後改變努爾哈赤對漢人的政策，釋放掠奪來的漢人奴隸，編莊別居，將加入漢軍八旗的明朝官員或後金提拔的漢人官員來管理。1633年皇太極下令從所屬的滿洲八旗的漢人壯丁中每十名抽出一名，組成一旗漢軍，這是皇太極組成漢軍的開始，並成為漢八旗的前身。
隨著軍隊的發展，崇德二年（1637年），即皇太極稱帝改後金為大清的第二年，又分漢軍旗為兩旗。又過五年，崇德七年（1642年），把漢軍擴為八旗。至此，漢軍八旗正式出現，成為清朝三軍之一。所使用的旗幟和滿洲、蒙古相一致，即正黃、鑲黃，正白、鑲白，正紅、鑲紅，正藍、鑲藍。由於漢軍編成八旗，所有旗下成員都是旗人，也稱漢軍旗人。漢八旗中的原漢人後代與滿人同樣享受世襲待遇，亦有很多世襲佐領之職。漢軍旗人在司法上和滿洲旗人一樣，與民人同罪不同罰。乾隆年間，由於財政原因，漢軍八旗曾大量出旗為民，僅剩在後金時期便跟隨滿洲統治者漢軍勳舊之後。雍正元年（1723年），汉军与汉人家奴壮丁共计44万余人，约占当时八旗人丁总额的72%。至出旗后嘉庆元年（1796年）的再度统计，已降至总人口的43%，可见汉军出旗之规模是巨大的。到光绪十三年，漢軍旗男丁共有176002人，約佔旗人男丁總數的35%。
滿漢文化

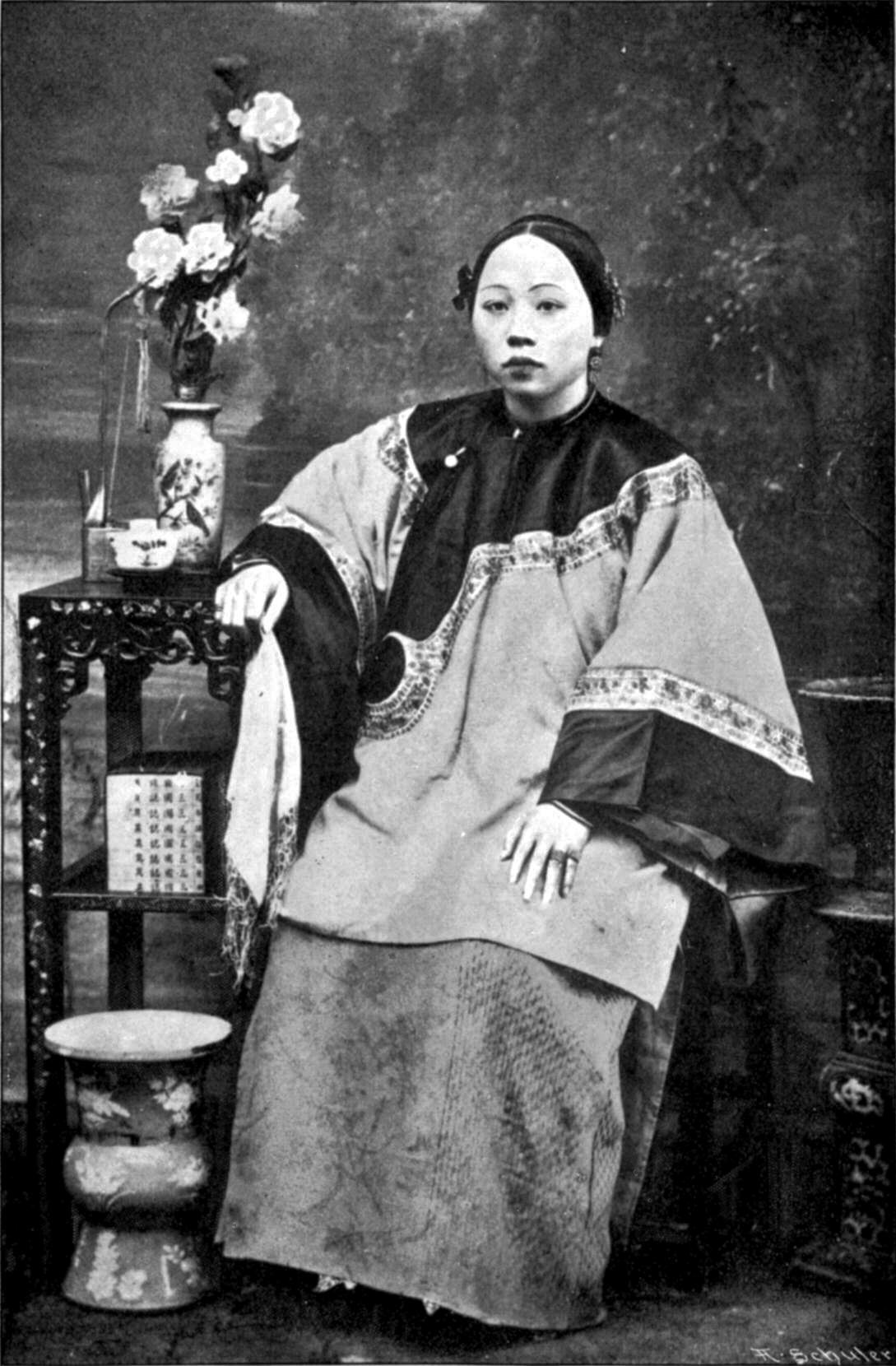
清朝漢族女子衣著融合滿漢特徵的服飾

一般認為，清朝統治者在保持滿族優先前提下，很大程度上採取漢化政策。但一些研究遼金元清史的日本學者認為，清和遼金元一樣屬於中國的征服王朝，漢化深度和速度均遜於北魏等滲透王朝；清室只推行對自己有利的漢化措施，並儘可能保留本族文化，而非全盤漢化。
所有施政文書都以滿漢兩種文字發佈。自康熙起大力推行以儒學為代表的漢文化，漢傳統經典成為包括皇帝在內的滿族人必修課。滿族皇帝也納有漢族嬪妃，詳見滿漢通婚。儘管滿漢通婚的現象早已普遍存在，不過真正解除滿漢通婚禁令，是直到1902年清末新政才完全落實。到乾隆中期，滿人幾乎全部以漢語為母語，滿文漸漸成為僅用於官方歷史記載用的純書面文字，並在使用中逐步為漢文所取代。部分史學者認為，正因滿人自動漢化才沒有在短時期之內覆滅，甚至反被漢人奴化。若無法漢化，則如南北朝的胡族政權一樣，無法吸收漢族先進的文化而滅亡。支持儒化說者則認為，清朝皇帝只是有選擇尊儒，儒家的一些思想清朝皇帝也沒有完全接受，而儒家只是漢文化的內容之一，漢文化不僅僅只包括文字和儒家，還有衣冠、風俗禮儀、各種宗教信仰等。

### 西南土司
土司制度是在唐宋時期羈縻州縣制的基礎上發展而成的，其實質是「以土官治土民」，承認各少數民族的世襲首領地位，給予其官職頭銜，以進行間接統治，朝廷中央的敕詔實際上並沒有能夠得到真正的貫徹。有些土官以世襲故，恣肆虐殺百姓，為患邊境，「漢民被其摧殘，夷人受其荼毒。」。
康雍乾盛世时期，国力强盛，中央政府已经有足够的力量加强对少数民族地区的统治。雍正四年（1726年），鄂尔泰大力推行改土归流政策，即由中央政府选派有一定任期的流官直接管理少数民族地区的政务，“改流之法，计擒为上策，兵剿为下策，令其投献为上策，敕令投献为下策。”，“制苗之法，固应恩威并用”。
乾隆後期學者魏源通過《聖武記》的編寫，認同清朝所代表的正統地位。至於地方上的士大夫們，還透過他們編寫於乾隆、道光和光緒等不同時期的《鳳凰廳志》，逐步確證了民間對國家及其民族平等政策的認同。日本東亞史學家安部健夫指出，改土歸流是一個借苗族的漢化，證明「夷性華化」能夠實現的「活廣告」，中國史學家王柯指出，至遲到道光皇帝在位的十九世紀前半，在清朝的帝國構造中，西南部的非漢民族地區就已經被完全當作「內地」來對待。

### 首崇滿洲

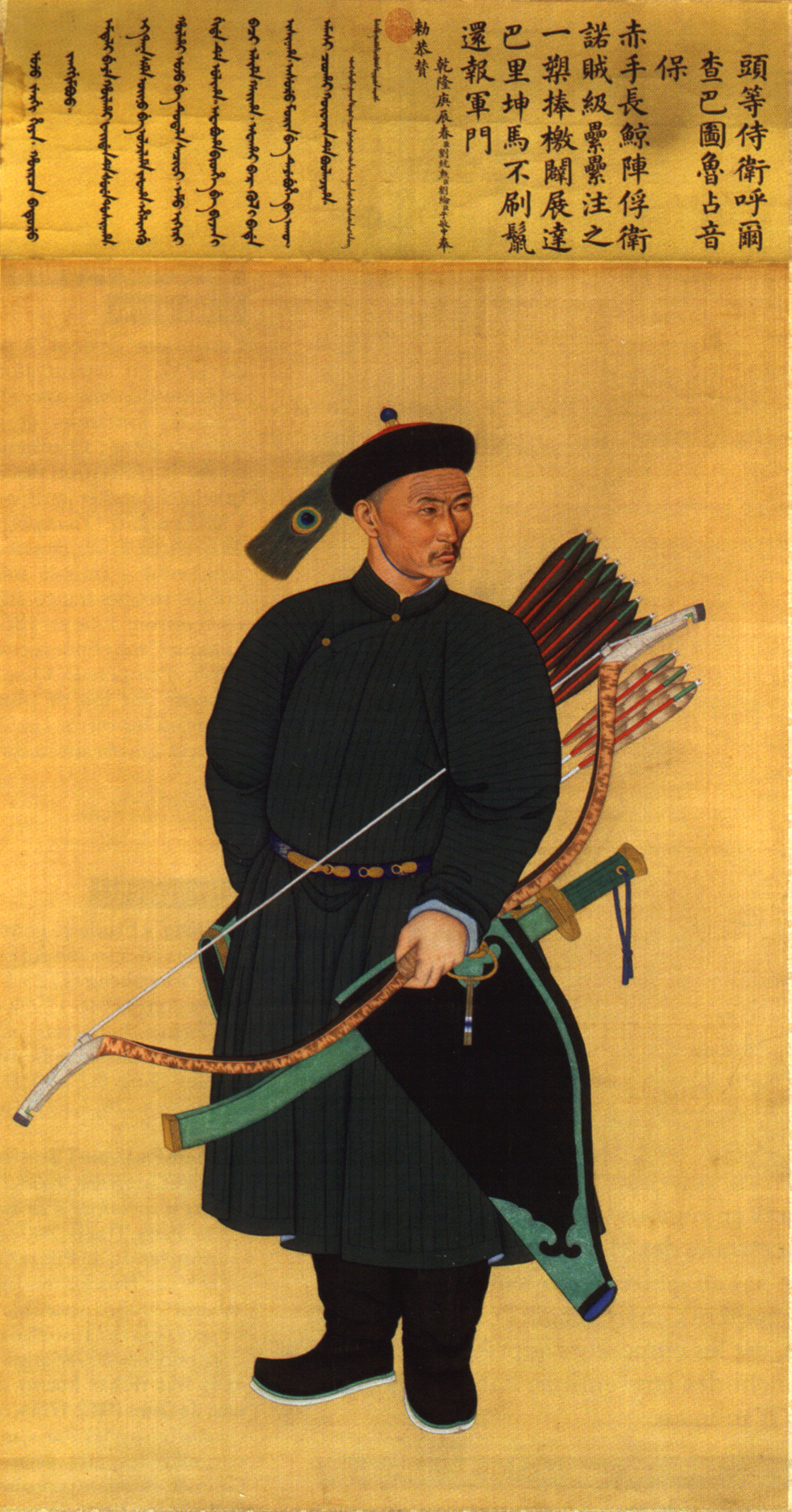
头等侍卫呼尔查巴图鲁
占音保

清朝皇帝強調“满汉一体”，在實行一些政策時會考慮到要平衡各族的心理，例如在康熙晚年的內閣大學士中經常在五至六人中保持一兩個南方人的名額，令南北地主共同參政。在康熙二十年（1681年）的內閣新加入的成員當中，有兩名滿人，四名漢人，而在四名漢人當中南人北人各半。此外，康熙亦重點選拔升遷較快的漢族士大夫，這些士大夫同時是內閣的候補成員，亦容許有「反清」思想的學者嚴繩孫擔任官職。有學者指出，“满汉一体”實際上是以「首崇满洲」為前提，清朝統治者的滿漢畛域觀念始終根深蒂固。作为统治族群和八旗军队中的主要组成部分，满洲人尤其被清朝历代君主视为国家根本、朝廷柱石。满洲将士为清朝定鼎中原、以及之后平三藩、灭准部等战役中立下汗马功劳。故终清一代，“首崇滿洲”（又称“满洲根本”）是清朝的既定國策。雍正帝曾明言，“惟望尔等习为善人，如宗室内有一善人，满洲内亦有一善人，朕必先用宗室；满洲内有一善人，汉军内亦有一善人，朕必用满洲；推之汉军、汉人皆然，苟宗室不及滿洲，則朕定用滿洲矣。”。
清朝时期，八旗子弟（以滿洲為主，也包含蒙漢八旗子弟）在政治或生活领域主要在教育、科考、补缺、律法、生活待遇等方面享有一定特权待遇。清廷特为宗室子弟特设宗学，觉罗子弟有觉罗学，普通八旗子弟有咸安宫官学等八旗官学，内务府子弟有景山官学等。在文武科举之外，还提供笔帖式、翻译士、皇帝侍卫等方式供旗人子弟进入仕途。高层官职也一向有旗缺與汉缺之分。旗人可酌任汉缺，反之除极个别情况外，理论上是不可能的。能力不足以登科做官的旗人可以从参与最基本的挑选八旗兵丁做起，旗人子弟中的未成年者还可以参与类似于预备役制度的“养育兵”选拔，按月可得一定薪资。清代旗汉亦不同刑，若正身旗人犯充軍、流刑罪者有免發遣以枷號代替的特權。满洲人的司法權也獨立於汉人之外。例如，駐防旗人觸法不归当地督抚管制，而由该地区驻防将军、都统负责。京旗子弟则由步军都统衙门负责处理、宗室则由宗人府全权裁决。清廷还分拨旗地和营房给八旗子弟居住生活，不必承担任何赋税。旗地和营房受国家保护，不得私自买卖。清廷在全国各处八旗驻防地实施旗民分治，駐防地俗稱“满城”，專供兵丁居住，非旗人不得随意出入满城。
东北满洲故地无满城之分，清初设置柳条边，防止汉人及外藩蒙古进入“龙兴之地”。然而在康熙、乾隆、嘉慶年間有多次漢人移居中國東北地區的記載：「其吉林宁古塔、伯都讷、阿勒楚喀、拉林等地方，乾隆二十七年定例不准无籍流民居住。及三十四年，吉林将军傅良奏：“阿勒楚喀、拉林地方流民二百四十二户，请限一年尽行驱逐。”上曰：“流寓既在定例之前，应准入籍垦种，一例安插，俾无失所。”嘉庆中，郭尔罗斯复有内地新来流民二千三百三十户，吉林有千四百五十九户，长春有六千九百五十三户，均经将军奏令入册安置。其山东民人徙居口外者，在康熙五十一年已有十万馀人。圣祖谕：“嗣后山东民人有到口外及由口外回山东者，应查明年貌籍贯，造册稽查，互相对覈。”其后直隶、山西民人亦多有出口者。」
诸多优待政策的初衷主要是为了保证兵源、加强八旗的军事职能。同时，这也导致满族受到束缚，居所不能远离本佐领之所在；八旗兵役也使得许多人在各大战争中战死疆场，一定程度上阻碍满族人口的发展；经济方面，满族也过于依赖八旗制度，清廷除兵差外，仅允许旗人在所属旗地务农，这使得以京旗为主、已经适应城居生活的满族在清朝中期开始出现生计问题。几代皇帝都曾尝试解决八旗生计问题，但终因不肯放任旗人自行谋生而均告失败。此外，东北满族因保持八旗兵农合一的习俗，始终没有产生严重的生计问题。自乾隆末年，清朝开始走向衰落，并且在之后一系列与外国侵略者的战争中接连失败，陷入内忧外困。这期间，在与汉人的交流中，满族逐渐接受汉文化，被视为立国根本的国语骑射遭到废弛。清末民初时，仅有黑龙江齐齐哈尔和瑷珲一带还有满语使用者。1911年，辛亥革命爆发，清帝逊位，民国建立，“首崇满洲”之国策也随之寿终正寝。
美國达特茅斯学院歷史學教授柯嬌燕認為，在清帝國統治者所構建的天下秩序觀中，皇權的表達具有「共主性」，清帝國成功地將幾種不同的統治方式糅入皇權之中，並在不同的地域空間和價值體系中發揮不同的作用，在這樣的天下秩序觀之下，談論「滿族中心觀」並沒有意義，清朝皇帝在絕大多數時間裡僅僅把滿洲人看作是多民族帝國的一份子，認為一個真正的帝國不是隸屬於某一個文化的，而是超越文化的存在，帝國的皇權也是如此。她又說，乾隆皇帝作為清帝國的最高統治者，擁有征服者、家族首領、神權領袖、道德典範、律令制定者、軍事統帥、文化藝術贊助者等多重身份，這多種身份既相互聯繫又具有混雜性，但是又集中統一於乾隆帝一身，乾隆帝不僅僅是滿洲人的大汗，更是全天下的共主。
清朝統治者對滿洲民族意識的梳理和重塑有重要的政治層面的考慮，清代邊疆的少數民族主要是通過對「滿洲」的認同來體認中華「大一統」，故有「崇滿洲以安藩部」，從而有效聯繫「大一統」政治格局的切實需要。「崇滿」所針對的主要是日漸興起的蒙古和回疆勢力的挑戰，及其所觸發的「胡虜無百年之運」的思想異動，這種異動在清朝國內和屬國朝鮮有所反映，雍正時期出使清朝的朝鮮使臣回國後給朝鮮國王的上疏中說：「自古夷狄之主中國，非有仁義德禮，服天下之心而臣之也。華夷雜處，禍變層生，苟無聖人之應期，則漠北諸種，必將因其衰而代之。蓋今胡運之窮，不十數年可決，而蒙古强盛，異時呑倂，必至之理也。」這種情況在朝隆時期進一步深化，並且從準噶爾蒙古和大小和卓之亂可見。在這種歷史背景下，清朝統治者通過對滿洲部眾的精神整合與「國語騎射」傳統的張揚，威服和結合邊疆地區。

### 蒙古政策

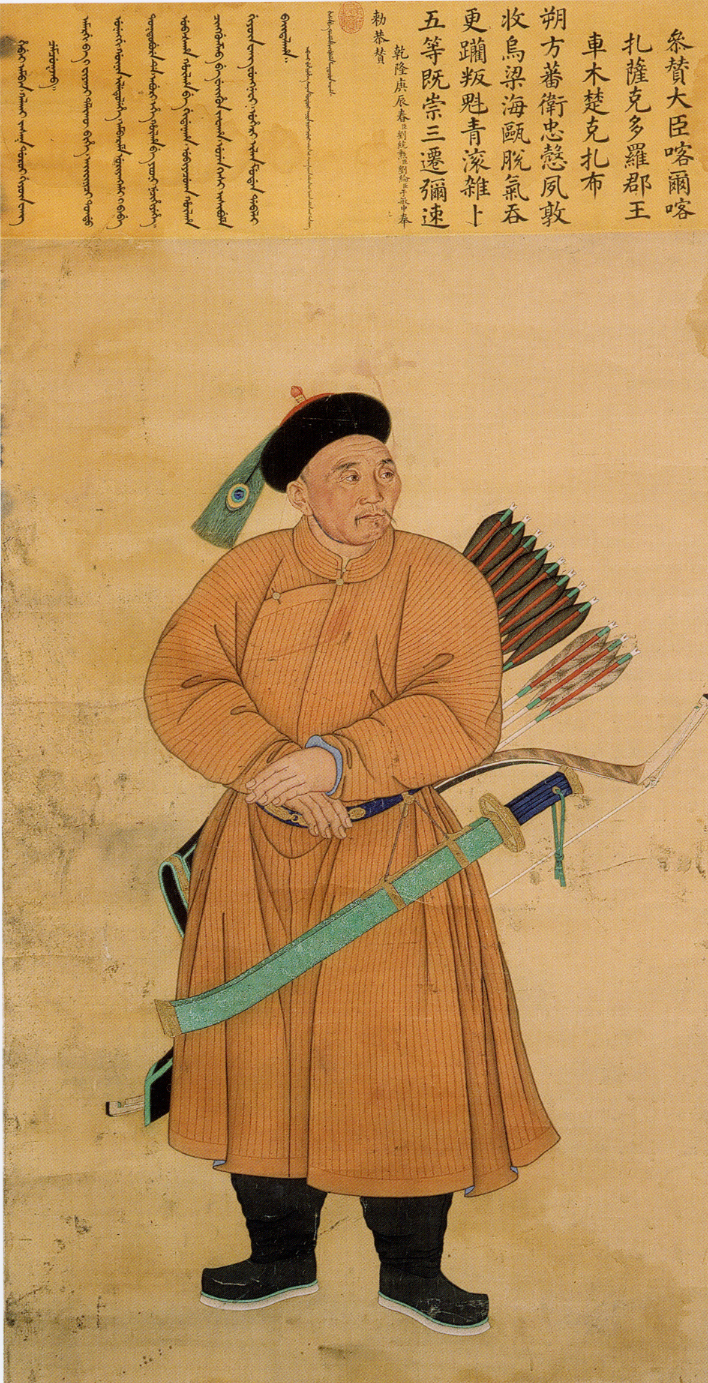
賽音諾顏部郡王車木楚克扎布

清朝在外藩蒙古地區建立盟旗制和札薩克制，對蒙古部落採取因俗而治、多封眾建的政策。旗是分解原來的部落而組成。每盟設盟長、副盟長各一人，掌管盟務。盟長先由各旗會盟時，從旗長即札薩克中推選。後來改為清朝理藩院開列盟內札薩克，由皇帝任命。其外每盟各設備兵札薩克一人，管理軍務。有的盟還設幫辦一二人，協理盟務。旗是軍政合一的地方政權機構，每旗設旗長一人，即札薩克，掌全旗要務，可以世襲。又設協理台吉襄贊旗務。其屬有管旗章京、副章京及參領、佐領、驍騎校等。旗盟官員多是原蒙古各部落的貴族，並被冊封為札薩克親王、郡王、貝勒、貝子、公、台吉等爵位。另外，清朝統治者在一些方面較為優待蒙古人，只有蒙古王公可得到親王封號的待遇。
盟是由各部定期會盟而形成的機構，主要職能是監督各旗札薩克。若干相鄰的旗為一盟，盟有盟長，由朝廷直接任命，多選旗長中勢力大、威望高、與中樞關係親密者任之。盟為監察區，不屬行政單位。當時主要有哲裡木、昭烏達、錫林郭勒等盟。各盟旗直接對朝廷負責，受理藩院的管理。另外，在內蒙古地區設熱河都統、察哈爾都統和綏遠副將軍，率軍駐防要地，以加強軍事控制。但各都統、將軍不干涉行政事務。如科爾沁部一類可以自治，察哈爾與土默特則被取締。
清朝對外札薩克蒙古盟旗的管轄，中央有理藩院的典屬、柔遠清吏司等機構，地方上有駐紮大臣。定邊左副將軍即烏里雅蘇台將軍，為漠北蒙古地區的最高官員，下設烏里雅蘇台參贊大臣二人，與將軍共同管轄喀爾喀諸部盟旗。科布多參贊大臣及幫辦大臣管轄杜爾伯特、輝特、新土爾扈特等盟旗及札哈沁、阿明特、烏梁海等旗。庫倫辦事大臣掌中俄交涉事務，其屬恰克圖辦事司員等人，負責監督中俄貿易。
清王朝統一蒙古各部後，對蒙古的統治策略是，既要使其不再成為朔方邊患的勢力，又要籠絡當地領袖們統治當地人民，使蒙古成為清政府統治全國的一支重要軍事力量和清帝國北部疆域不設防的屏障。包括在蒙古大力扶植推廣藏傳佛教，有效地收服人心，維護蒙古地區安定局面。蒙古人一向信藏傳佛教中的黃教，滿人一直重視籠絡大喇嘛，如哲布尊丹巴與章嘉呼圖克圖；與此同時，蒙古八旗亦成為清朝軍隊的一支生力軍，在征討噶爾丹的過程中曾發揮過重要作用。外藩蒙古旗下的軍事力量（不屬八旗）也曾發揮重要作用，如清中期的喀爾喀的超勇亲王策棱和晚清時的博多勒噶台親王僧格林沁的部隊。

### 藏族政策
清代西藏地方官府為噶廈。清朝將西藏納入版圖後為加強對西藏的治理曾採取一系列重大措施，建立政教分離的制度。當時清政府的治藏政策有設置駐藏大臣，訂立治藏章程；派駐官兵，整頓藏軍；設立台站，釐定疆域等。乾隆十六年（1751年），清政府平息頗羅鼐之子珠爾默特那木札勒叛亂後決定廢除札薩克郡王監政的權力，設立噶廈衙門，由駐藏大臣與達賴喇嘛共同領導。噶廈為總管藏務衙門，設三品官噶倫四人。下設商上，為分管財政的機構，除以噶倫一人管理外，設四品仔琫（孜本）三人，商卓特巴二人。還有專掌糧務的葉爾倉巴、管理拉薩城的朗仔轄、掌刑名的協爾幫、掌馬廠的達琫及第巴等四至七品的各種名目官員。後藏也設四品商卓特巴、葉爾倉巴，五品達琫等官員，掌管相應的政務。武官則有四至七品的戴琫（代本）、如琫、甲琫、定琫，從幾人至百多人。凡前後藏皆有營寨，按其地理險易和大中小，各設邊營官及營官，總計一百六十餘人。佛教在西藏盛行，喇嘛很多，有的喇嘛在噶廈、商上任職，而僧官又分國師、禪師、札薩克大喇嘛、札薩克喇嘛、大喇嘛、副喇嘛等，專掌教事。
乾隆五十八年（1793年）清政府出兵打敗入侵西藏的廓爾喀（尼泊爾）後頒行《藏內善後章程》二十九條，對西藏的宗教事務、外事、軍事、行政和司法等做出詳細的規定，并加强駐藏大臣的权力。駐藏大臣与達賴、班禪的地位是平等的，而達賴與班禪之間則互為師徒。駐藏大臣作為清政府的代表，可直接向皇帝上奏。達賴、班禪上奏事宜必須通過駐藏大臣轉奏。此外，達賴、班禪及以下呼圖克圖十八人、沙布隆十二人等活佛轉世，稱為「呼畢勒罕」，即奔巴金瓶掣簽，均由駐藏大臣監督。
清朝治藏期間，清政府振興西藏經濟的措施有改革烏拉、租賦、錢法、貿易制度；活躍民族貿易；創報、興學、發展農牧工礦業和加強交通、郵電事業的開發等。清末時為防止英國殖民者對西藏的滲透，川滇邊務大臣趙爾豐等決定在川邊藏區進行改土歸流、建置州縣等，以繼續加強中央政府對西藏地區的管理。宣統二年（1910年）川軍入藏後還曾計劃將改土歸流擴大到整個藏區並鞏固對藏南地區的控制，但因次年（1911年）武昌起義的爆發而作罷。

### 回部政策
天山山脈將新疆分成天山南北兩個區域。天山南路的大部分地區為當今維吾爾族的祖先所居，亦稱為回部。由於哈密、吐魯番率先歸服，被封為回部札薩克。乾隆平定大小和卓之亂之後，新歸附的地區不設札薩克，實行伯克制。伯克原來是回部的酋長，經清朝重新任命，按職責和品級稱「某某伯克」，共三十餘名目。最高的為阿奇木伯克，掌綜一城回務，三品至六品，其次為伊什罕伯克，掌贊理回務。四品至六品。其餘分掌地畝、田糧、稅務的，大抵四品至七品。在清朝所封的札薩克郡王和諸伯克之上，清朝還派駐伊犁將軍，掌天山南北最高軍政大權，下設參贊大臣一人輔之。又設塔爾巴哈台參贊大臣，喀什噶爾參贊大臣及幫辦大臣，葉爾羌辦事大臣及幫辦大臣，和闐、阿克蘇、烏什、庫車、喀喇沙爾辦事大臣等。乾隆末年以後，內地漢人和回民開始遷往新疆（以天山北路為主），把大片不用的牧場變為戶屯。到十九世紀初，這些定居北疆的移民已達數十萬人。在迪化（今烏魯木齊），1808年時各縣的民戶農田數量已達到1775年的十倍。
從乾隆後期開始，以沈垚、張穆、龔自珍等為代表的學者，均紛紛關心邊疆事務，為國家獻計獻策。龔自珍大倡「回人皆內地人也」，無所謂「華夷之別」，並上疏安西北策，將新疆等同內地，主張「疆其土，子其民，以遂將千萬年而無尺寸可議棄之地，所由中外一家，與前史迥異也」。

## 外交

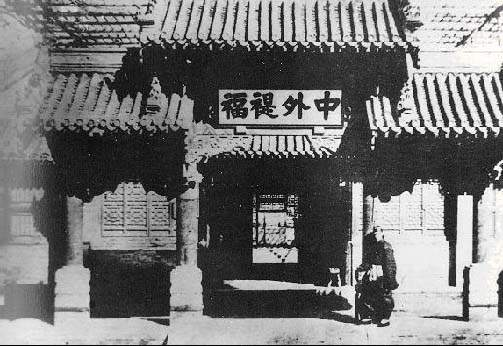
總理各國事務衙門

### 外交機關

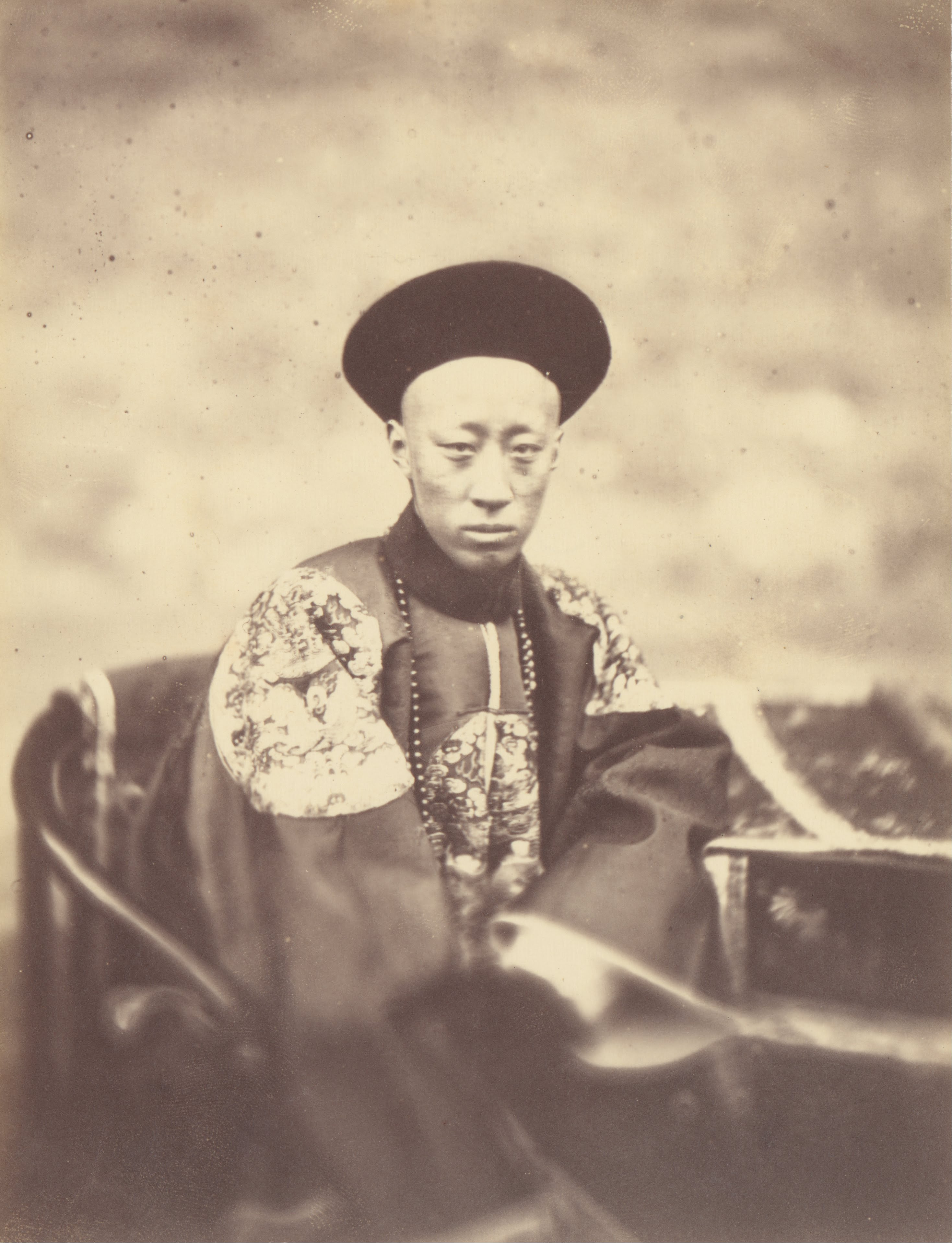
恭亲王奕訢，曾任总理衙门首席大臣、领班军机大臣、议政王

清朝在近代以前並沒有正式的外交機構，因当时清廷一向以天朝上国自居，除将俄国视为“与国”而进行平等外交外，通常不愿承認与四周國家的平等關係。清朝的外交按照對象的不同，分由禮部、理藩院、內務府與公行制度負擔外交事務。六部的禮部負責對日本、朝鮮、琉球與東南亞各國外交或朝貢事務，以維繫朝貢體制。理藩院負責交涉東亞內陸如內外蒙古、準噶爾、西藏、俄羅斯帝國等事務，主要防止邊患形成。其编制与六部基本相同，官员大多由满族、蒙古族人担任，汉人只能担任堂主事、校正官等少数官职。內務府除管理本身內廷事務，也管理歐洲來華傳教士、宗教使節團的事務以及國外貿易的傳運徵收特別稅。公行制度負責西洋各國如葡萄牙、荷蘭、英國等貿易關係（在清朝來看仍為朝貢），限制於廣州一地，又稱廣州制度。
鴉片戰爭開啟中國近代史，清朝對外關係轉向被列强歧視。由於缺乏正式外交機構，為西方國家不滿，在《天津條約》就有要求外國公使進駐北京，這使得中國正式開始面對新的外交形勢。1861年，總理各國事務衙門成立，專門負責對外關係；然而，其地位逐漸被1870年成立的北洋通商大臣所取代。直到1901年的清末新政，將總理衙門改制為外務部後，才得以統一負責對外事務。晚清政府共与二十多个国家建立了正式的外交关系，并在多个国家（如英国、法国、美国、日本等）设立了公使馆或领事馆以发挥近代外交部门的职责。

### 藩屬國
清朝的藩屬國方面，早在皇太極與康熙時期就有朝鮮與琉球國。到乾隆時期擴充到東南亞地區的安南（即越南）、南掌（琅勃拉邦王国，地屬今寮國）、暹羅（今泰國）、緬甸以及南洋群島的蘭芳共和國（柬埔寨被安南與暹羅瓜分，呂宋與蘇祿於西班牙統治菲律賓群島後相繼消失）；西南喜馬拉雅山有廓爾喀（尼泊爾）、哲孟雄（錫金）、不丹等國；中亞地區有哈薩克汗國、布魯特汗國、浩罕汗國、布哈拉汗國、愛烏罕（今阿富汗）、巴達克山、乾竺特與拉達克等國。

### 海禁與海外貿易

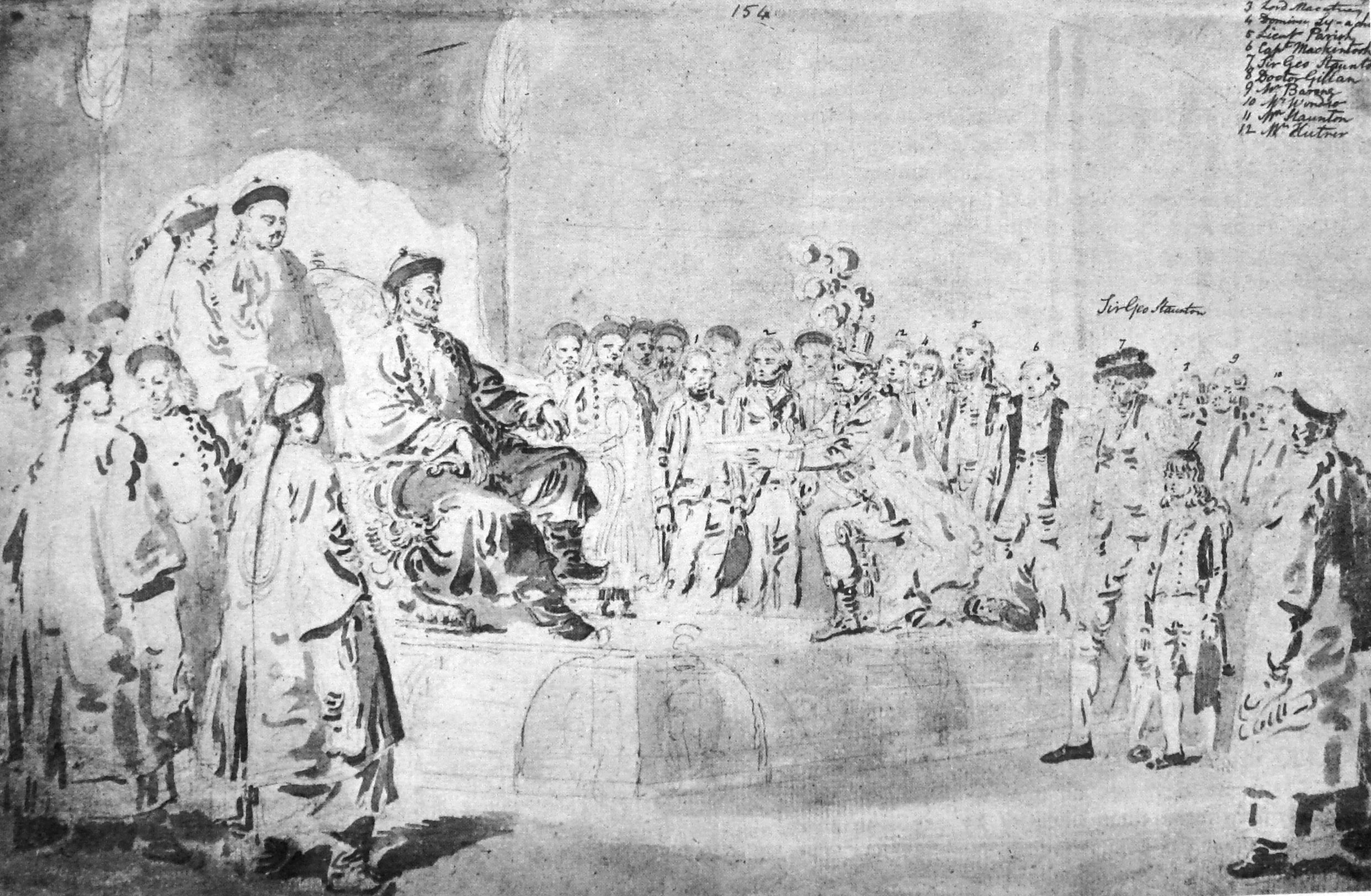
英使马戛尔尼晋见乾隆帝圖

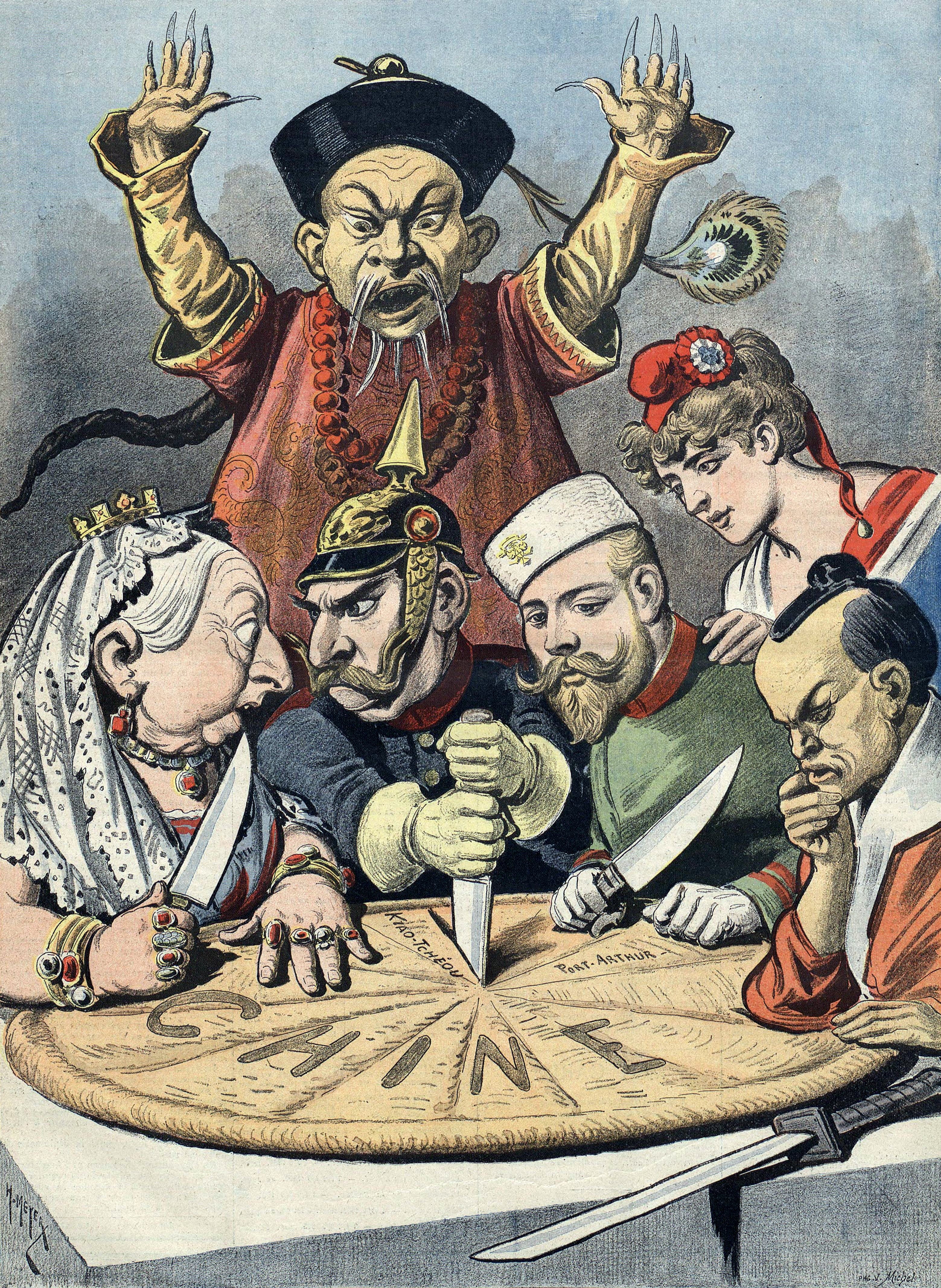
一幅描繪列強瓜分中國情形的漫畫。英、德、俄、法、日嘗試瓜分中国這個大餅，後面的清朝官員無力阻止

清朝建立伊始，清政府為禁止和截斷東南沿海的反清勢力與據守台灣的鄭成功部的聯繫，以鞏固新朝的統治，曾五次頒布禁海令，並三次頒布「遷海令」，禁止人民出海貿易。1683年清軍攻佔台灣後，康熙接受東南沿海的官員請求，停止清初的海禁政策，并在“粤东之澳门（一说广州）、福建之漳州府、浙江之宁波府、江南之云台山”分别设立粤海关、闽海关、浙海关、江海关作为管理对外贸易和征收关税的机构。江浙闽粤四大海关总领各自所在省的所有海关口岸，通常下辖十几至几十个海关口岸。但當時西方殖民者的殖民地已遍佈中國周圍，其殖民步伐引起了清廷警惕，康熙甚至曾口諭大臣們：「海外如西洋等國，千百年後中國恐受其累，此朕逆料之言」。
乾隆二十二年（1757年），乾隆帝以海防重地规范外商活动为理由，谕令西洋商人只可以在广东通商。乾隆谕令“本年来船虽已照上年则例办理，而明岁赴浙之船，必当严行禁绝。……此地向非洋船聚集之所，将来只许在广东收泊交易，不得再赴宁波。如或再来，必令原船返棹至广，不准入浙江海口。豫令粤关，传谕该商等知悉。……令行文该国番商，遍谕番商。嗣后口岸定于广东，不得再赴浙省”这一上谕只是让“外洋红毛等国番船”、“番商”只在广东通商，不得再赴浙江等地，而不是一些资料中所说的关闭江、浙、闽三海关，更不是“广州一口通商”。 
鴉片戰爭前美國和英國兩個航海大國的船舶總噸位的總和一度遜於清朝，當時中國沿海商船總數約在9,000至將近10,000艘之間，約有150萬噸。加上其他種類的船舶，全國總有大小江海船舶20多萬艘，共計400多萬噸。而在1814年，英國全國有大小21,500多艘船，共240萬噸；美國在1809年全國有船舶135萬噸。

### 西風東漸
18世紀，歐洲各國普遍流行中國風尚，当時歐洲人對中國普遍持正面和嚮往的態度，例如被譽為「法蘭西思想之父」的法國啟蒙時代思想家伏爾泰就曾高度讚揚當時在位的乾隆帝及中國的政治和文化。不過與此同時亦存在不同的聲音，佩雷菲特指出1792年外交失敗的英使馬戛爾尼回程路上寫的紀事中就包含批判性的看法。然而馬戛爾尼在他的日記《A Journal of an Embassy from the King of Great Britain to the Emperor of China》裡對清朝的平民百姓的日常生活、官員對下屬的態度、統治者的儀態以至整體社會和國家的法律制度有多處正面評價。
有學者指出，在乾隆以後，清朝開始實行「閉關鎖國」政策，一開始是四口通商，到後來只有廣州開放對外通商，且由十三行壟斷其進出貿易。當時西洋的科技發展蓬勃，漸漸地超越奧斯曼帝國為首的伊斯蘭世界和以清朝為首的東方世界。
但也有學者指出，「閉關鎖國」實際上是西方侵略者強加在清朝頭上的貶詞，反映出當時對華虎視眈眈的西方國家不顧事實反誣清朝排外，又指出就算是當時西方各國的口岸也只容許本國船隻進出，本國的進口貨物只容許本國船或原產國船裝運，稱之為「保護政策」，但又同時強迫其他國家洞開國門，任由他們自由離去和壟斷，是為雙重標準。此外，英使馬戛爾尼曾向清朝提出六項要求，當中包括：
1. 要求英國貨船能到浙江、天津等地收泊；
2. 要求在北京設立商行；
3. 要求在珠舟山佔一島嶼，以便英國人居住和收存貨物；
4. 要求在廣州城劃一地方居住英國人，或者居住澳門之人出入自便；
5. 要求准許英商從廣東內河航行澳門，貨物不納稅或少納稅；
6. 要求確定關稅條例。

乾隆帝隨之復書批駁英國使臣的要求，有學者認為信中雖有妄自尊大的一面，但一些史學家往往斷章獨引「天朝物產豐盈，無所不有，原不藉外夷貨物以通有無」這句話證明清朝「閉關鎖國」，對英國侵犯中國領土完整及關稅自主的六項要求避而不談。清廷為了防止澳門被霸佔的情況重演而限制英國只能在廣州一口通商，其他國家仍然可到四口通商，且並無任何限制。廣州海關以外的江、浙、閩三個海關依然對外開放。美國東亞史學家歐立德也指出乾隆帝並非如過去所想的對外界一無所知，乾隆不僅熟悉西方地理，同時也清楚歐洲法、俄兩國內部的情勢，且清朝政府也認識到英國在印度和廣州的影響力。

### 签订條約
清朝在近代以前与他国簽定的條約較少，主要有《尼布楚條約》與《恰克圖條約》，均為與俄國簽定。
自19世紀以來，經歷一系列失敗之後，清廷在列強的威迫下，前後被迫簽定許多不平等條約。據統計，中國近代簽定的不平等條約共有343個，其中四十多個條約影響較大。清朝在西方國家的威逼下通過開放租界口岸，允許外國人來華經商等割地手段來達到和解。致此中國開始向近代過渡，清廷在被迫打開國門的同時也喪失中國大量領土的管轄權。甲午戰爭後，列強鑒於清朝失去自衛能力，紛紛劃分在中國勢力範圍，中國變成半殖民地。由於受到西方乃至日本的侵略以致割地賠款，中國人的國際形象和地位也驟然下降。但與此同時也激發自強運動等改革措施使西方的科技、文化以及民主憲政思想傳入中國，並為隨後的辛亥革命提供發展契機。

### 國旗與國歌

1888年後的大清國旗

清朝與中國歷史上的其它朝代一樣，本來並無法定的國旗與國歌。近代以後，隨著西方國家打開清朝國門，清朝逐漸引入西方國家的一些概念，其中就包括國旗與國歌。晚清重臣李鴻章在同西方國家談判、簽約、通商、互派外交人員等外交活動中，看到西方列國莊嚴懸掛國旗，而中國卻無旗可掛，深感有失「天朝威儀」。於是上奏慈禧太后，提出在外交場合中需要有代表中國的旗幟，請求頒制國旗。1888年（光緒十四年），清政府認定「黃底藍龍戲紅珠圖」（即俗稱的「黃龍旗」）為大清國旗。這是中國歷史上正式確立的第一面國旗。19世紀後期至20世紀初，清朝曾先後使用《普天樂》、《李中堂樂》、《頌龍旗》作為其半官方國歌或代國歌。1911年，清政府將《鞏金甌》定為正式國歌。不過由於辛亥革命的爆發，《鞏金甌》後來沒有流行開來。

### 國籍法與「大民族」主義
古代中國只有「戶籍」制度而無明確的「國籍」規定，是以「戶籍」管理制度實現「國籍」管理功能。為了能夠在保護海外華人、華僑方面能夠採取法律依據，以及加強海外華人及華僑對大一統中國的認同，清政府於1909年3月28日頒布針對荷蘭國籍法的「出生地主義」、採用「血統主義」原則的《大清國籍條例》，也就是中國第一部國籍法，條例中的《固有籍》部分規定：
- 第一條
凡左（下）列人等不論是否生於中國地方均屬中國國籍：
  1. 生而父為中國人者
  2. 生於父死後而父死時為中國人者
  3. 母為中國人而父無可考或無國籍者。
- 第二條
若父母均無可考或均無國籍而生於中國地方者亦屬中國國籍。其生地並無可考而在中國地方發現之棄童同。

由於受到當時「大民族」主義的影響，清政府以「血統主義」而不以「居住地主義」的原則來確立國籍法，清政府「獨采折衷主義中注重血脈系之辦法」，其「血脈」亦包括中國各個民族如滿、漢、回、蒙等民族，「統轄於中國中華大『血脈』之中之意」與「大民族」主義主張的「國內本屬部之諸族，以對國外之諸族」觀念一致。旅美華裔史學家何炳棣表示，是滿族創造一個包括滿、漢、蒙、回、藏和西南少數民族的多民族國家，而為五族共和的中華民國張本。

## 人口
明末清初，因為流寇擾亂、清兵入塞、入關戰爭與三藩之亂的關係造成人民生命與財產的損失。而飢饉、瘟疫使得中國人口又一次地急速下降。史學家葛劍雄認為明清之際人口的跌幅估計可達40%，從崇禎元年（1628年）以來平均每年下降19%，至順治末年達到谷底。另一種說法則認為，人口隱匿數量遠大於人口損失數量，而真正人口損失最大的時期就是入關戰爭的戰亂時期，以及各種的滅絕性屠殺如屠蜀。康熙二十年（1681年）後，清廷平定三藩之亂並佔領臺灣，經過康雍乾盛世獲得長期的休養生息，人口得以迅速增加。清初人口數量未明確，史學家姜濤估算康熙十九年（1680年）前後，人口增長到1億；趙文林推估在康熙二十四年（1685年）超過1億。到乾隆時期，全國人口正式突破2億，到鴉片戰爭前夕的道光十三年（1833年）又猛增到4億。清朝人口的增長一反中國人口過去的波浪式增長型態，呈現斜線上升。

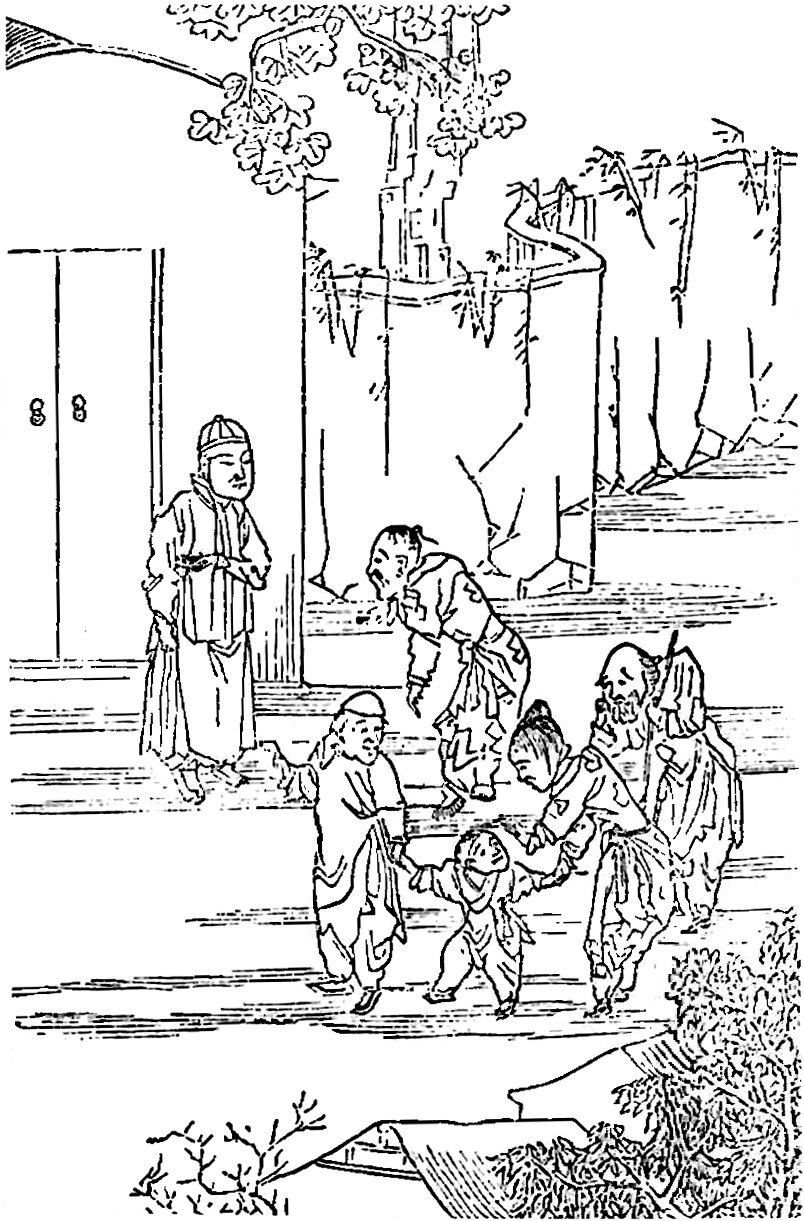
1878年畫，《中國饑荒》，饑荒受難者被强迫把兒女給賣掉

19世紀時，清朝因為太平天國、捻亂及回亂等戰亂損失不少人口；光緒年間又發生不少天災，光绪元年至四年（1875-1878年）河南、山西、陕西、直隶、山东等地发生特大旱灾饥荒，尤以山西最严重，太原府100万人死95万。总死亡数计950万-2000万不等，也就是清朝人口的约2-4%，史称丁戊奇荒。光绪十三年（1887年）河南郑州下汛十堡（今惠济区花园口镇石桥村）发生黄河决口，致使200多万（一说93万；一说最保守估计150万；一说700万）人罹难。最後加上海外移民風氣日盛，因此到清朝滅亡時，中國人口維持在4億3千萬多人，與道光年間的人口數差不多:122。

### 人口流動

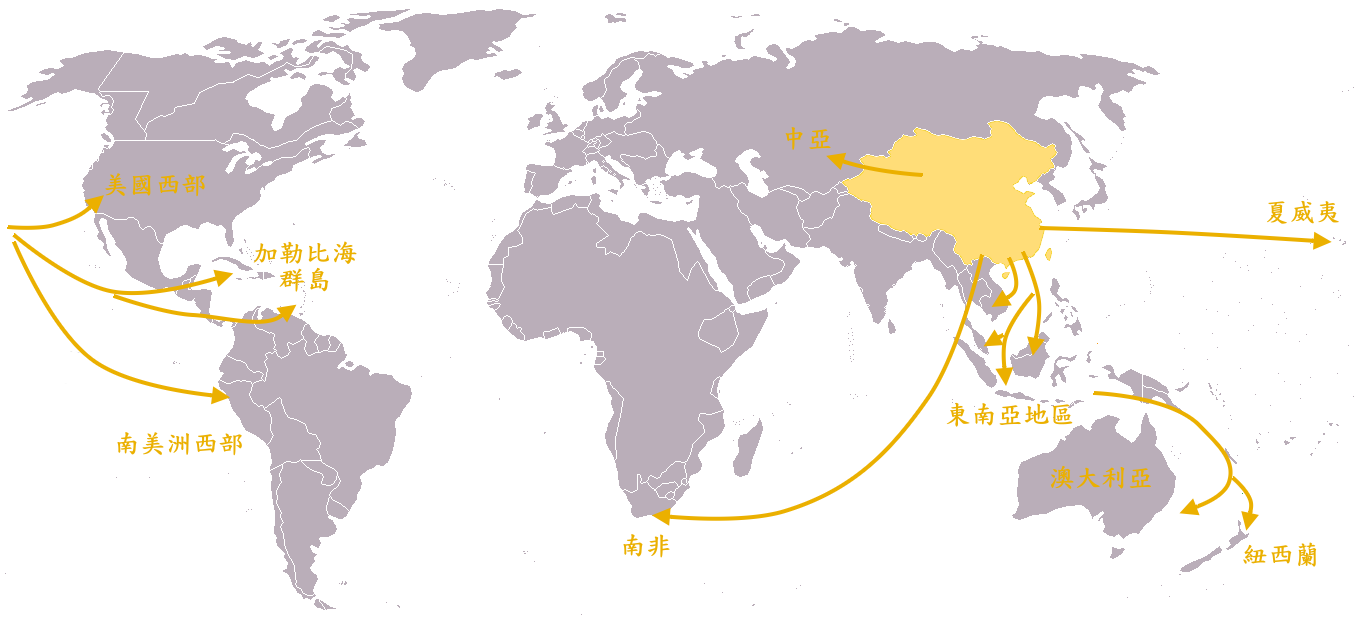
18至19世紀華人移民全球路線圖

清朝的人口擴張和流動規模在長期性和常規化等方面在中國歷史上前所未有，而且清政府在大部分情況下都鼓勵內地人往外移民。
學者認為，清朝鼓勵內地人移民，讓漢文化推廣到非漢民族地區，是為了「移民實邊」，發展經濟，保衛疆土，是「為了中國本身的利益，也為了較為落後的邊疆地區人民的前途」。
在鴉片戰爭前後，中國內地各省約有七百至八百萬人遷移到邊疆或海島地區，形成了一股股由中原向東南、西南、西北、北、東北四面八方輻射狀的移民浪潮。

#### 四川地區
四川由於明末清初長年的戰亂與屠殺，產生許多真空地區，而後又因為人口大量提升，使部份省份人口過剩，這些都帶動移民潮。後來清廷推動以湖廣、陝西等各省人口填補四川地區，史稱第二次湖廣填四川，移民四川的趨勢歷經一個世紀:122。

#### 東北地區

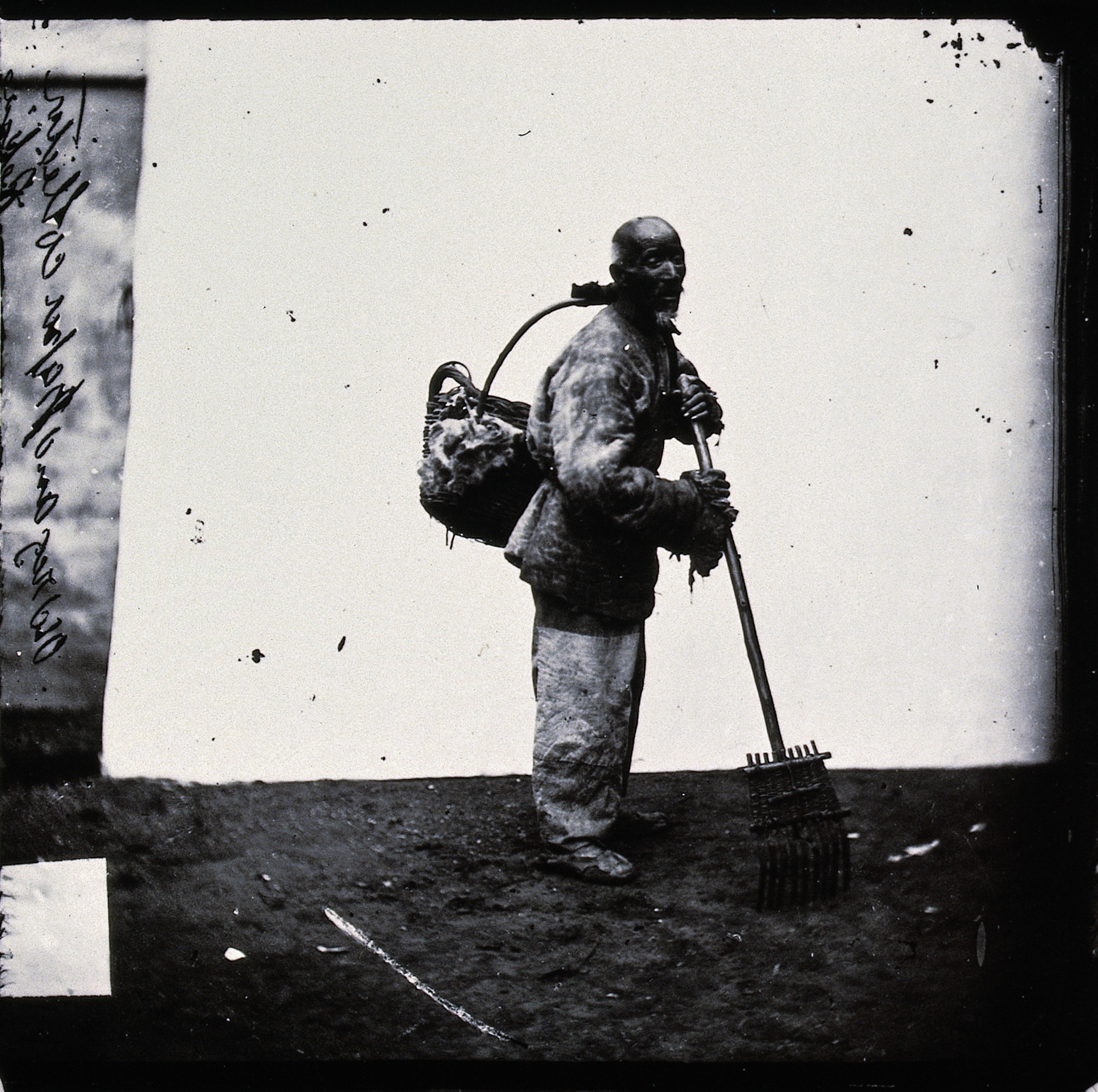
1870年的清朝農民照片

清廷為保護其發祥地中國東北地區，於奉天（今遼寧省）設立柳條邊以限制漢人及外藩蒙古向盛京地區及長白山地區移民，但仍「封而不禁」，對越邊時而佯作不知，並通過流放犯人，招撫流民及移旗等方式進行移民實邊。而乾隆年間則開始嚴厲封禁東北地區，直到1792年，由於發生旱災，清政府公開放鬆禁令，允許並鼓勵災民前往長城及柳條邊外的東蒙及東北地區謀生，以分流難民潮。該措施隨即引發了規模空前的難民遷徙，東三省、特別是柳條邊沿線地區從此開始大量接收關內移民。1792年旱災後的10餘年間，清廷即在東北柳條邊沿線地區新建四個行政單元以管理移民，包括長春、昌圖、伯都訥和新民，大凌河東岸、養息牧廠、拉林、雙城等官墾聚落也分佈在附近。
據統計，1780年東北人口約95萬，至1820年猛增至247萬人，較1780年增長1.6倍，年均增長率24.2‰，增長人口中大部分來自移民（約100萬），其中吉林省接收移民30萬人，移民增加的趨勢極為迅猛。1873年，清廷考量俄國與日本有意染指東北，故撤除柳條邊，並且在日俄戰爭後完全開放移民:122。

#### 蒙古地區
清朝初期，清朝統治者限制漢人與蒙古人混雜。但到了康熙年間攤丁入畝後，清廷放開封禁，引起大量民眾遷徙到長城口外漠南之地定居謀生的浪潮，史稱「走西口」。到了二十世紀初，清延開始以各類優惠政策大力鼓勵漢人移民內外蒙古，原因之一是為了反制當時俄國人在內蒙古東部的殖民計劃。由於意識到漢人大量移民最終可能會導致蒙古人自身被同化或全面漢化，加上漢商的詐欺手法以及清朝統治者的政策轉變，一些蒙古人因此懷恨在心並發起叛變。然而那些叛變基本上是地區性的叛變，而非組織嚴密的「全區性暴動」。

#### 西南地區
自雍正朝大規模地實行改土歸流政策以後，內地與西南廣西和雲南邊疆地區之間的交流被加強，地域壁壘被打破，內地人迅速移往西南邊疆地區，自清初至道光中葉，約有200-350多萬人遷入了西南滇桂地區。

#### 臺灣地區
康熙二十三年（1685年）以後，清朝向前往台灣的漢人實行限額發給照票。雍正十年（1732）後規定渡台者有田產生業足以謀生，均可允許攜眷入籍，從此渡台人數急升。乾隆五十五年（1790），清政府為了減少私渡偷渡而決定多處官渡。自清初至道光中葉，共有150多萬人從中國大陸遷入了台灣。1895年臺灣割讓日本，住民根據《馬關條約》第5款，在同年5月8日住民去就決定日決定去留，最終99.75%臺灣人決定留在台灣。隨之于5月25日有部份台灣人成立台灣民主國，但為期不長。同時，各地也有反日人士展開了長達二十餘年的武裝對抗殖民統治的台灣抗日運動時期，而渡臺潮亦隨之減弱。

#### 新疆地區
鑑於新疆戰略地位的重要性，清朝在統一新疆前後，對治理新疆的方針開展過深入討論，並確定向新疆移徒中國內地人口以充實農業勞動人口的方針，又制定一系列組織移民出關的具體措施，因而出現內地人戶移民新疆的熱潮。自清初至道光中葉，新疆地區約遷入了五十萬人。

### 海外移民
福建與廣東各省因為山多人狹，又靠海，許多人口移民海外。台灣早在荷西統治時期、明鄭時期就獲得閩南、粵東的移民，約有十餘萬人。清初因為防止如朱一貴事件等動亂發生，曾嚴格限制移民台灣。同治末年發生牡丹社事件，日軍一度侵台，這使得清廷積極開放移民台灣。到台灣割日前夕，已經有三百數十萬的移民人口:122。早在十五、六世紀，閩粵人民就時常移民泰國、馬來西亞與印尼等東南亞地區，這些海外華人還建立了华人为主体的蘭芳共和國。鴉片戰爭之後更多華人移民海外，主要以東南亞地區、美國西部、加勒比海群島為主。清朝滅亡時，海外已有七百萬的華僑:122。

### 賦稅制度
清兵入關後，多爾袞令蠲免三餉，顺治元年七月十七日发布“大清国摄政王令旨”：“前朝弊政，厉民最甚者，莫如加派辽饷，以致民穷盗起，而复加剿饷，再为各边抽练，而复加练饷。惟此三饷，数倍正供，苦累小民，剔脂刮髓，远者二十余年，近者十余年，天下嗷嗷，朝不及夕。更有召买粮料，名为当官平市，实则计亩加征，初议准作正粮，继而不肯销算。……予哀尔百姓困穷，……为尔下民请命，自顺治元年为始，凡正额之外，一切加派，如辽饷、剿饷、练饷，及召买米豆，尽行蠲免。”福临登极诏书又重申：“地亩钱粮俱照前朝《会计录》原额，自顺治元年五月初一日起，按亩征解。凡加派辽饷、新饷、练饷、百买等项，悉行蠲免。”但清初由於軍費繁浩，財政困難，並沒有認真實行，特別是順治四年（1647年）復徵遼餉，七年（1650年），多尔衮边外筑避暑城加派9省额外钱粮250余万两，順治十四年（1657年）遼餉編入《賦役全書》，即為“九厘额银”，“顺治十八年（1661年）还食言自肥，恢复了明末时的剿饷，加赋五百多万两”，州县也常私自另有科派，終清一代，從未蠲除。例如清光緒十三年台灣民田中田每甲徵租稅2两8分5毫4丝，不含地方官員加派，相當於每畝徵2分4釐8毫，是明初稅制「卅取一」得八倍，若加上地方官加派則達十倍之譜。

#### 永不加賦與攤丁入地

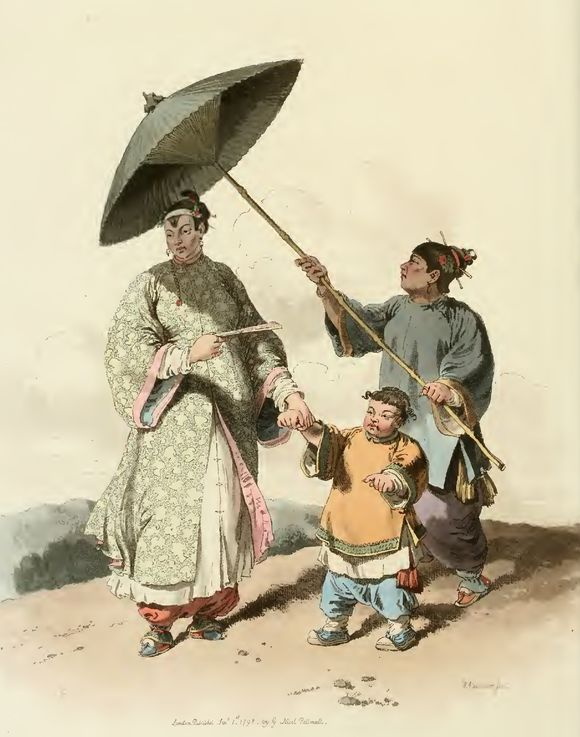
乾隆時期的中國婦女、小孩和女僕

康熙後期，經過長時期的休養生息，社會已日趨安定，但人丁與地畝的載冊數增加遲緩。一方面由於土地與人口的清查不夠徹底，再者也由於地主以多報少之故，貧民迫於賦役的繁重而相率逃亡，人丁的統計並不確實。康熙帝為確實掌握人口數，於康熙五十一年（1712年），下詔「盛世滋生人丁永不加賦」，以康熙五十年（1711年）在冊人丁數作為全國徵收丁銀的固定總額，以後新增者為「盛世滋生人丁」，從中央到地方均不得隨著人口的增加而增稅。但除補不易，弊端又無法避免。所以採取攤丁入地政策，廢除人頭稅（丁稅），併入土地稅內。這使得無產者沒有納稅負擔，而地主的負擔增加，對於清朝人口的持續增加、減緩土地兼併、以及促進工商業的發展有一定的作用。
錢穆認為“地丁摊粮”只收田租，不收人丁税的办法是「清朝统治者自己夸许的『仁政』。但是实际上，这一规定，并不算的是仁政，从中国历史讲，两税制度，早把丁税摊派到地租了」。中国科学院地理科学与资源研究所的學者說，地丁摊粮改革政策也給當時及其後的土地墾闢帶來了重大影響，雖然這是一次賦稅改革，似乎與墾荒並不相干，但它卻有效放鬆了對貧苦無地農民的約束，使人們可以自由流遷，為異地墾荒提供了豐富的勞力資源。歷史學者張硏評價，攤丁入畝在一定程度上改變了賦役不均的情況，增加了地主的賦役，減輕了無地少地農民的負擔，減少了戶口隱漏，穩定了社會秩序，促進了生產發展，以及改善了國家的財政狀況。
学者姚念慈认为清史研究者们往往忽视清代赋税的沉重。通过比较明清赋税，清初全国赋税总额是以明朝万历末期至崇祯时期的横征暴敛为基准的。直至康熙末年清朝的人口土地并未超过明万历时期，然而其赋税收入却较万历初期增加了许多倍。清廷立国的基础，就是过于沉重的高额赋税。康熙朝实行的大量而频繁的蠲免，实质上是变换手法，将竭泽而渔也无法获得的部分宣扬成惠政。

### 人口普查
乾隆六年（1741年），戶部有感於人口的增長，有必要對人口登記制度加以檢討，並徹底改變戶口統計與管理制度，以掌握人口真實情形。然而卻遭到廷臣蘇霖渤等人們的反對，他們認為實施人口普查對維護統治沒有實質意義，各省戶口殷繁，「若每歳清查，誠多紛擾」。到乾隆三十九年（1774年），湖北東部發生災害，由於賑濟的人數超過地方登載的戶口總數，經過清查發現，有些縣份在每年上報人口數都含混交代。乾隆帝大怒，要各省督撫全面展開人口清查。隔年，保甲嚴格執行人口普查制度，共增加43,534,131人，此後全國各省人口數較以往更接近實際人口數。人口查報也成為保甲的一項重要職責。無論在乾隆四十年（1776年）前後，人口統計都限於各省。而且京師順天府、八旗、黑龍江、新疆、蒙古、西藏、台灣、雲貴川廣地區居住的少數民族等並未列入戶口統計中，不管何時見於官方記載的人口均低於實際人口數。葛劍雄以為乾隆四十一年至道光三十年的戶口統計數基本上是較可靠的。

### 養老制度
清代社會上七十歲以上的老年人口占總人口的比例約百分之二。清代法令對於老人給予免稅和減刑，獨子犯罪可因親老而留養，而官員可因自己年老告休，也可因父母年老而申請終養。此外，清代老人在一些場合中獲政府的賞賜、禮遇和優待。貧窮的老人也是慈善機構救濟的對象之一。
| 年代 | 戶數                 | 口數                      | 備註 |
| --- | -------------------- | ------------------------- | --- |
| 順治八年（1651年） | 人丁10,633,326戶     |                           | 這是清朝第一次人口統計，其中人丁指成丁（十六至六十歲的男子）或是指賦稅基本單位。                                 |
| 順治十二年（1655年） | 人丁14,033,900戶     | 推算為4、5千萬人          | 。 |
| 順治十七年（1660年） |                      | 麥迪森推算為1億3千5百萬人 | |
| 康熙二十一年（1682年） |                      | 高王凌推算7、8千萬人      | 去年清廷平定三藩之亂並佔領臺灣。                                                                                 |
| 康熙二十一年（1682年） | 葛劍雄推算1億3千萬人 |                           | 去年清廷平定三藩之亂並佔領臺灣。                                                                                 |
| 康熙三十九年（1700年） |                      | 何炳棣推算1億5千萬人      | 。 |
| 康熙五十一年（1712年） | 人丁24,621,324戶     |                           | 康熙帝為確實掌握人口數，宣布永不加賦，自康熙五十二年起人口数字分成應繳稅的“人丁户口”和不需繳稅的“盛世滋生人丁”。 |
| 雍正二年（1724年） | 人丁26,111,953戶     | 推算為8、9千萬人          | 。 |
| 雍正十二年（1734年） | 人丁27,355,462戶     |                           | |
| 乾隆六年（1741年） |                      | 143,411,559人             | 本年起统计制度廢除人丁，改为统计口数（含大小男妇），此後人口穩定成長。                                           |
| 乾隆三十九年（1774年） |                      | 221,027,224人             | |
| 乾隆四十年（1775年） |                      | 264,561,355人             | 保甲嚴格執行人口普查制度，增加43,534,131人，此後全國各省人口數較以往更接近實際人口數。                           |
| 乾隆五十五年（1790年） |                      | 約301,000,000人           | :122。 |
| 乾隆五十九年（1794年） |                      | 313,281,795人             | |
| 嘉慶十七年（1812年） |                      | 361,695,492人             | 天災、川陝楚白蓮教和各地起事不斷，造成人口傷亡，也影響人口查報。                                                 |
| 嘉慶二十五年（1820年） |                      | 383,100,000人             | |
| 道光十三年（1833年） |                      | 398,942,036人             | 鴉片戰爭前夕。                                                                                                   |
| 咸丰元年（1851年） |                      | 432,164,047人             | |
| 咸豐二年（1852年） |                      | 334,403,035人             | 太平天國進入長江流域，華北有捻亂，影響人口查報:122。                                                             |
| 宣統三年（1912年） |                      | 347,902,565人             | 到宣統年間（1910年至1911年間），清廷再度實施人口普查，至本年完成。本年清朝滅亡，中華民國成立。                   |
| 註：本表主要以《清實錄》為主，僅用於觀察人口變化的狀況。雖然文獻中的人口數字都是一些近似值，並非完全準確，但即使統計誤差為上下十個百分點，這個數字仍然是相當龐大的:122。 |                      |                           | |

## 經濟

乾隆時期人民的雨裝

清朝人口呈現爆發式增長，乾隆時期已達三億，相對應地，需要更加以多種方式提升糧食作物的產量。清朝採取開墾荒地、移民邊區及推廣新作物，改進種植技術等方式以提高生產量。由於國內與國外的貿易提升，經濟農業也相對發達:120。手工業方面改工匠的徭役制為代稅役制。產業以紡織和瓷器業為重，棉織業超越絲織業，瓷器以琺瑯畫在瓷胎上，江西景德鎮為瓷器制造业中心。清朝商業發達，分成十大商幫。其中晉商、徽商支配中國的金融業，閩商、潮商掌握海外貿易。清朝曾實施海禁政策，直到消滅明鄭統治台灣後，宣佈展界開海，沿海對外貿易開始活躍，而貨幣方面則採銀銅雙本位制。康熙晚期曾為防止民變，一度推行禁礦政策，在一定程度上阻礙工商業的發展。到18世纪中叶，徭役劳动力的动员已大大减少，清朝统治者通过财政改革减少了这种古已有之但令人厌恶的做法，获得了民众的高度赞扬。《哈佛中国史》等著作将晚明到整个18世纪康乾盛世时期的发展称为中华帝国的第二次商业革命，比宋朝时发生的第一次商业革命转型幅度更大，其中商业化扩散至地方乡村社会的情况达到前所未有的地步。到了清朝中叶，中国被认为大概是全世界最商业化的国家。
清朝人口在中国古代历史上为最高，其国内生产毛额（GDP）总量所占的世界比例在中国近三千年历史上也是最高的，据英国经济学家麦迪森的研究，按照1990年美元价格计算，1820年清朝GDP总量为2286亿美元，占世界GDP总量的32.9%，中国人均GDP为600美元，当时经过第一次工业革命的英国人均GDP为1,706美元。据他研究，即便被认为是中国历史上经济最繁荣时代的宋朝，其GDP总量为265.5亿美元，才占世界经济总量的22.7%，宋代中国的人均GDP在450美元，略低于阿拉伯帝国阿拔斯王朝的人均GDP（621美元）；这两个地区皆超过当时西欧人均GDP（427美元）。这里仅表明购买力平价，与所谓财政收入是不同的概念，英国财政年收入在1830年代至1840年代在5000万英镑以下；不过，清朝GDP数值在1840年前凌驾于欧洲之上，这一说法基本得到普遍认同，但部分中国学者如刘逖仍认为麦迪森高估了中国历史上的GDP总量和人均GDP。因此，刘逖对麦迪森1600至1840年数据做了调整，认为1820年中国人均GDP在325美元，而非麦迪森说的600美元。

### 農業

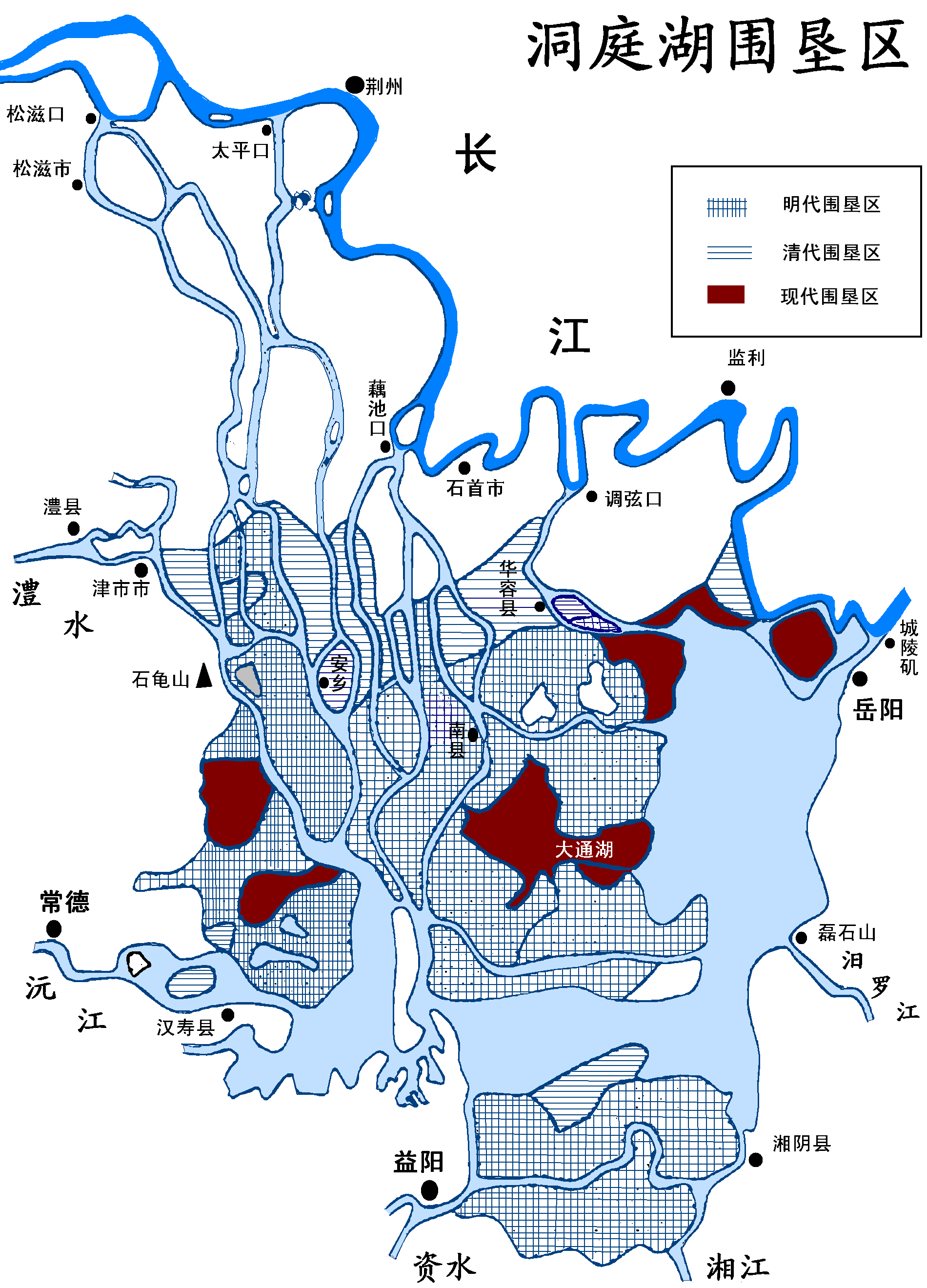
湖廣地區的中心洞庭湖於明清時期的围垦区

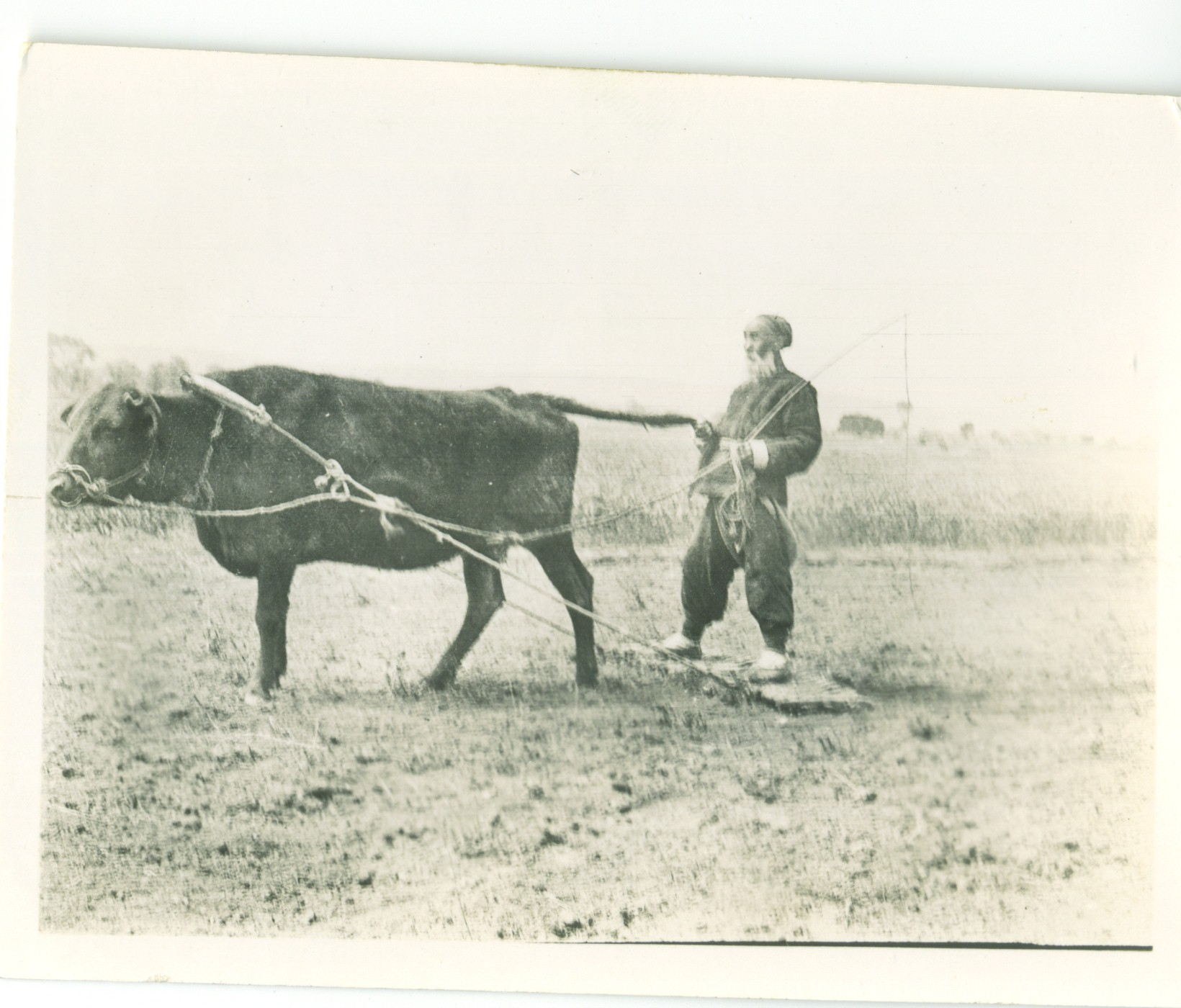
1908年清朝末年農民的生活

清代的土地仍可分为官田和民田两大类。清朝入關後，1644年多爾袞頒布圈地令。有主與無主地被滿人圈占，统称“官庄”。大量农民不得不弃家逃亡，或者沦为新主人的奴仆。圈地主要執行三次，以北京附近的顺天、保定、永平、河间四府最為突出，直到1685年康熙帝宣布廢止而終。至於全國其他原明朝皇室或地主的土地，清廷稱其為“更名田”，分配給無地農民使用，或是被新地主霸占。据统计，这种土地的总数不下二十多万顷。清代也拥有不少屯田，屯区多在新疆、漠南等边疆地带。清帝推行令民墾荒的政策。使得華北、華中地區先後著令准墾，一些邊疆如新疆、青海、海南、台灣、漠南等地區於清朝中葉先後實行開墾政策，而東北地區直到清朝後期才准許大量漢人前往開墾:154-166。
清代農業亦是歷史畝產量最高的一個歷史時期，秦漢時中國的畝產量為264市斤/市畝，唐代是334市斤/市畝，清以前畝產量最高是明代，為346市斤/市畝，清代的畝產量達到了374市斤/市畝，分別比漢代增加了41.6％，比唐代增代11.9％，比明的畝產量高了8％」，清代所編著的農書數量為之前所有中國朝代總和的2.09倍。另外，在清代的農書中，蠶桑類的農書共155部，而清以前所編寫的蠶桑書有4部，反映了清代蠶桑生產和蠶桑技術發展的程度。
水利設施
清初，在康熙時期進行的多項水利興修。明末清初，黃河、淮河下游堵塞，京杭大運河也受阻塞。康熙帝時大力修治黃河，任靳輔為河道總督，採用疏導和築堤的辦法將黃、淮故道逐漸修復，使這一帶的農業生產在一段較長的時間裡減少水患的威脅。1713年康熙帝成功修浚位於北京的永定河，使舊河兩岸的「斥鹵」變為膏腴良田。另外，雍正時修築江浙海塘也是保護農田的水利工程。由於明末戰亂，耕地遭到破壞大為減少，清朝的耕地总面積直至嘉庆初期达10.5亿市亩，恢復到明代万历年间水平。在之后的道光年间，並逐漸反超，耕地面积达14亿市亩。江南、湖广與四川等地的土地比中原地肥沃許多，湖广更有“湖广熟，天下足”之譽稱。
糧食作物

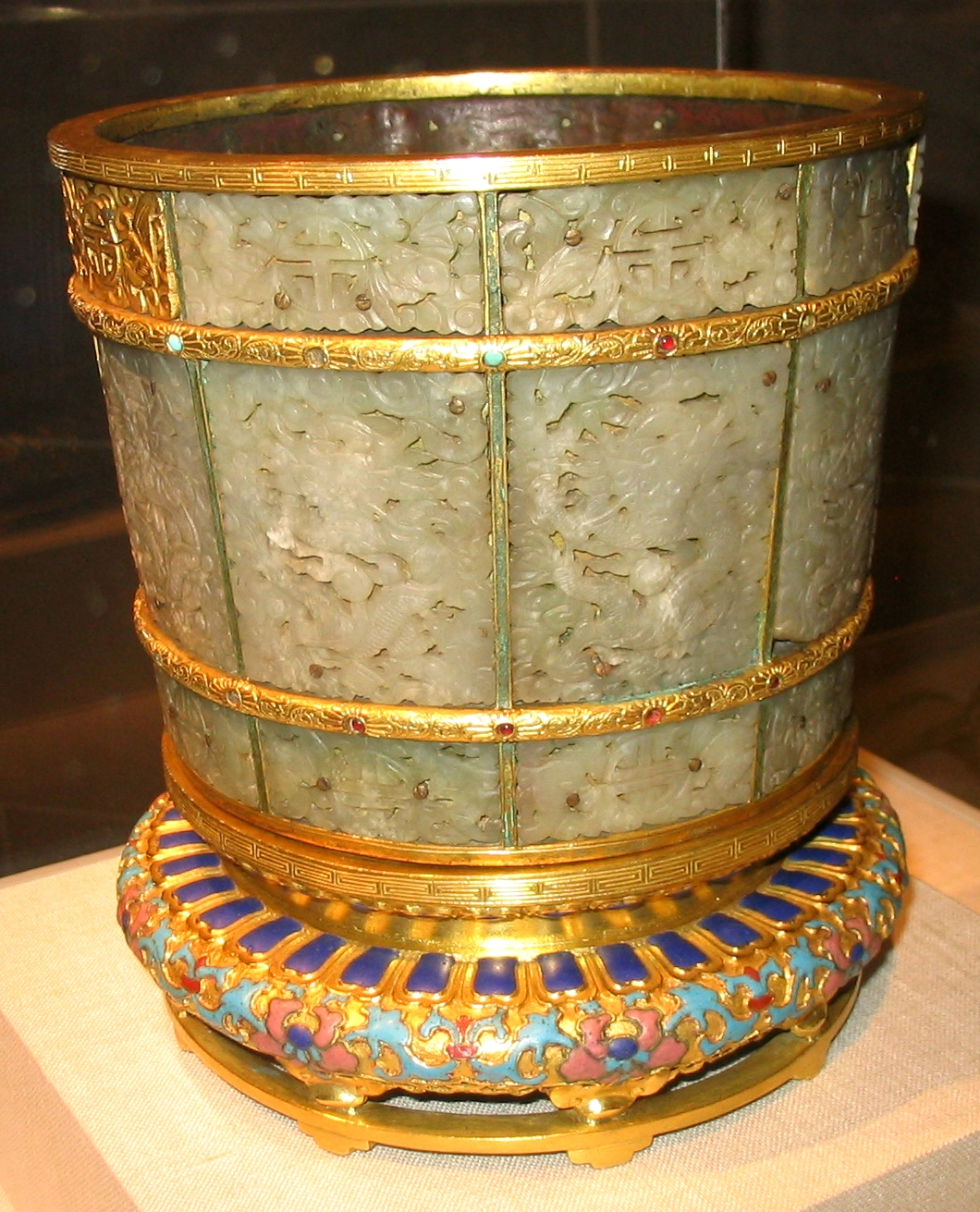
該金罐製於清代，約為乾隆年間。現收藏於美國首都華盛頓之史密森尼博物館

由於清朝人口成長超過可耕地發展速度，如何維持龐大人口有賴占城稻與一些新的糧食作物。占城稻在中國有一段長期的發展時間，到明清時期發展成五十日到三十日即可收穫的品種，使得二次收穫，甚至三次收穫變成可能。此外早熟稻耐旱，可在高原或山坡地種植。從宋朝初期到清朝道光年間，稻米產量以及耕種面積都增加一倍。一些從美洲引進的糧食作物也開發許多原先不擅種植的地形，以提高糧食生產面積。例如比較乾旱的高原有賴玉米與甘薯，更加崎嶇的山地則依靠馬鈴薯。到嘉慶年間，這些高原都種滿新一代的糧食作物。而河川沿岸的沙地則大量種植花生，約18世紀到19世紀才由南方推廣到北方:120。
清朝糧食產量遠超以往的歷史時期，康熙二十四年，全國共有耕地六億畝，到乾隆帝去世，全國耕地約為10.5億畝，全國糧食產量則迅速增至2040億斤。當時隨英國馬戛爾尼使團來中國的巴羅估計，中國的糧食收穫率高於英國，麥子的收穫率為15：1，而當時的歐洲，糧食收穫率居首位的英國也僅僅為10：1。
法國漢學家謝和耐認為：「中國農業於18世紀達到其發展的最高水平。由於該國的農業技術、作物品種的多樣化和單位面積的產量，其農業看來是近代農業科學出現以前歷史上最科學和最發達者。」。
賑災政策
清政府在各省設有常平倉，儲藏谷物以應付緊急需要，其幅度遠遠超過前朝。同時在全國設有災害監測網，任何地方遇上災害，政府便會利用附近常平倉的糧食來賑濟災民，以致清朝在鴉片戰爭之前從沒出現過嚴重饑荒。康熙年間的外國傳教士亦對清朝的治災手法有所讚揚。
乾隆帝多次蠲除國家賦稅錢糧，賑災救濟費用，在乾隆二十年之前達到2,500萬兩以上。乾隆十一年、三十五年、四十三年、五十五年共四次普免全國共計1.2億兩的賦稅錢糧，次數高於康熙年間的一次。
經濟作物
清朝的經濟作物种植面积也逐漸擴大，促进商品经济的活跃。棉花在清朝已是十分重要的经济作物，其產地遍及全国，其中江苏、浙江、河北、河南、湖北、山东等地都是著名的产棉区，甚至连农业发展较晚的奉天，也成了外输地区之一。產棉量以河北保定一带，长江中下游的松江、太仓與通州一带，以及上海等地最大。烟草原产地是美洲，明中叶以后开始传入中國，最早的种植地区是福建。种烟草获利很高，重要產地以陕南汉中、城固，山东兖州，湖南衡阳等地為主。湖南的衡烟、陕西的蒲城烟、北京的油丝烟、山西的青烟、云南的兰花烟、甘肃酒泉的水烟（又名西尖），均负盛名。甘蔗產地以華中、華南為主，江南、四川與台湾等地的制糖业非常发达。蠶桑業以江蘇浙江的蘇州、湖州、嘉興、杭州和廣東的廣州最為發達，已成為當地農民的重要生產活動:154-166。

### 手工業

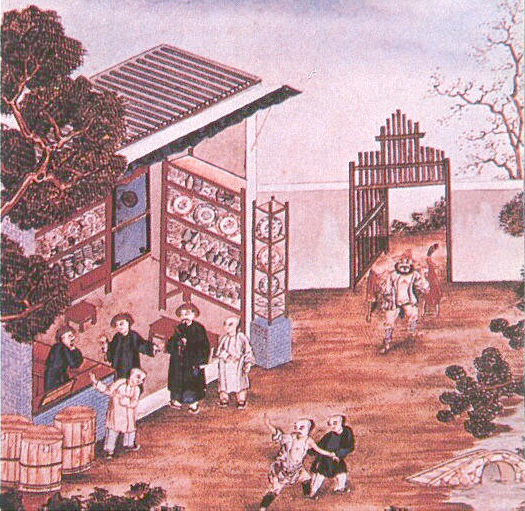
清朝景德鎮的瓷器商號

清朝的手工業在康熙中期以後逐步得到恢復和發展。至乾隆年間，江寧、蘇州、杭州、佛山、廣州等地的絲織業都很發達。江南的棉織業、景德鎮的瓷器都達到歷史高峰。手工業分成官營與民營，由于工匠实行以银代役，所以顺治二年就下令废除工匠制度，官营缺乏必要的工匠而逐渐衰落。民间手工业興盛，例如云南民间炼铜場十分發達。苏杭一带民间丝织中已有不少具有专门技术的人，站在一定的地方等待雇用。
製瓷業與紡織業

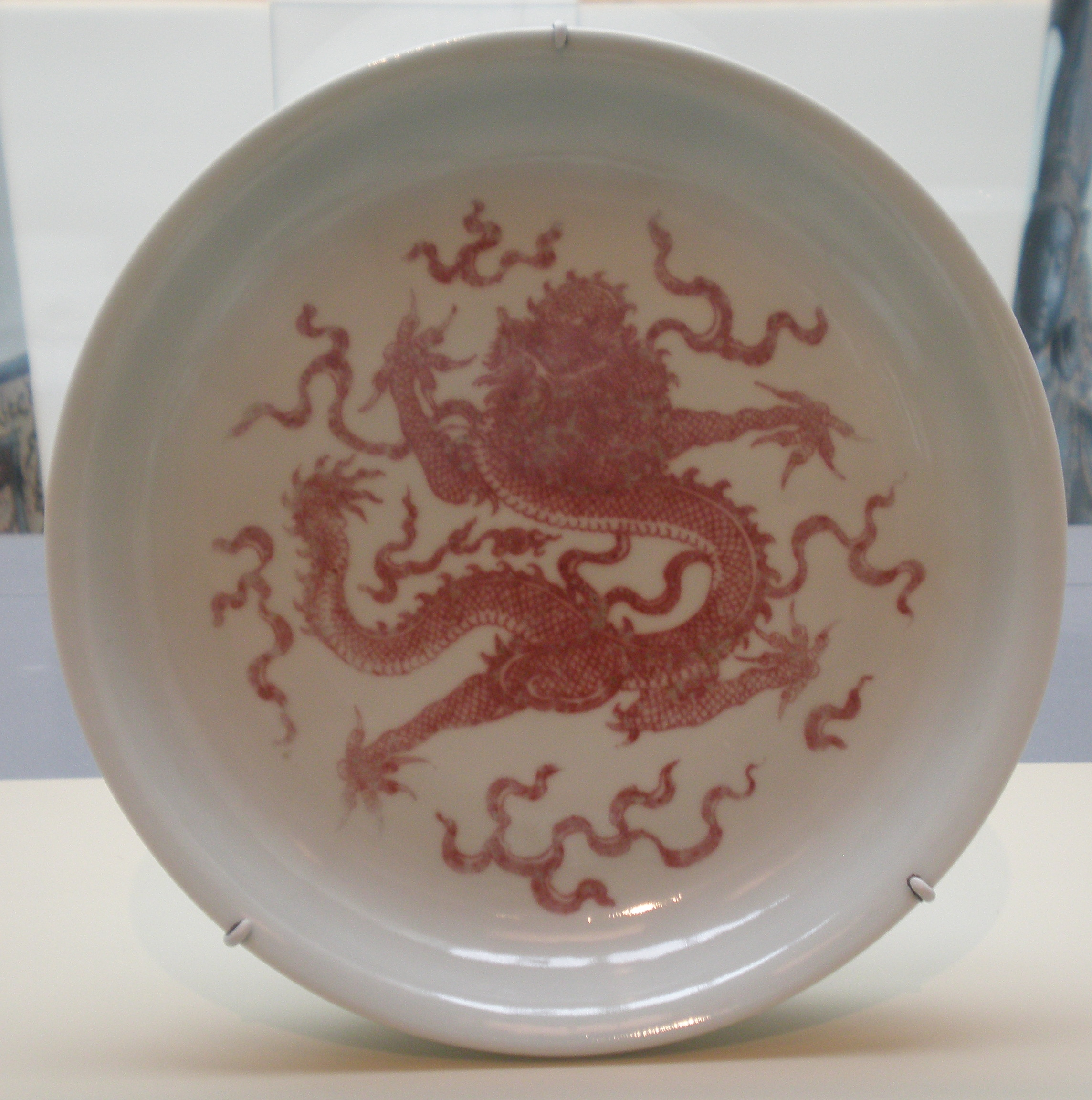
清朝瓷器

瓷器制作技术改进，產量也大幅提升。例如江西景德镇瓷窑所烧造的御瓷产量在雍正六年（1782年）时，一年之中生产十数万件御器
:167-169。玻璃制造有较大的进步，清宫玻璃厂能生产透明玻璃和多达十五种以上的单色不透明玻璃，造型也丰腴美观:167-169。丝织技巧也有新的提高，出产的重要提花品种有妆花纱、妆花缎、妆花绢等:167-169。广东的「女儿葛」是广东增城的少女用一种葛藤的丝织成，質量極優。当时的棉织业以松江最为发达，技术最好，而染色、踹布业则以芜湖、苏州为最先進:267。
勞雇關係
清朝劳动者与雇主之间的关系，主要是通过买与卖来体现的。不仅全部劳动成果全归雇主，而且在人身上也很少自由:6。在这些行业中，劳动者的工资是“按件而计”的；而且按照工匠技术的高低和工作的繁简論定工價:68。劳动者所得的工资，已经是根据劳动的熟练程度来规定。劳动者也比过去有较多的自由。例如苏州丝织业作坊中的劳动者，“倡众歇作”，要求增加工价，可以“另投别户”，追寻较好的待遇:13。

### 商業

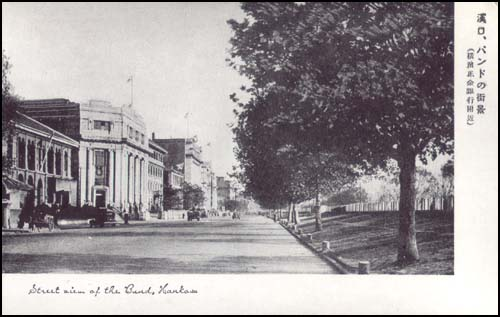
昔日汉口英租界江滩街景：横滨正金银行附近

在明清時期的農業和手工業進一步發展的基礎上商業也很發達，商品貨幣經濟空前活躍。由於農業中商品性生產擴大，農產品越來越多地變為商品，出現許多專門化的經濟作物地區，為手工業生產提供原料，或者直接供應消費者。例如養蠶地區為調劑桑葉的供需，出現專賣桑葉的「青桑行」和「葉市」。一些經濟作物如蔗糖行銷國內外，茶葉於十八世紀輸出激增。糧食作物除大量供給城市居民食用外，還有不小的部分用於釀酒、油和豆製品加工等。這些產品自然都是為供應市場而生產的:174-177。
清代城市工商業者的地位相對改善，明代以來匠人對國家人身依附的“匠籍”制度隨之瓦解。國家對民營瓷窯、紡織工場及採礦等進一步放寬限制。大小城市各類作坊林立，蘇杭的絲織，松江的棉紡織，景德鎮的製瓷，佛山的鑄鐵等業名揚天下。
商業城市
商品性生產的發展，商品流通範圍的擴大，促使一些新的工商業市鎮的興起和發展，例如漢口鎮和朱仙鎮就是位處交通樞鈕點而興起，而佛山鎮和景德鎮專司生產如絲綢、瓷器等高價值產品的城鎮。至嘉慶年間，這四鎮並稱為「四大名鎮」。其他興起的尚有于江泾、震泽镇等等:174-177。许多重要城市如北京、苏州、江寧（今南京）等地，也更趋发达。例如北京的居民已不下百万，一切生活所需，都从商业渠道取得，不能一日无贸易。當時尚流行“天下四聚”的说法：“天下有四聚，北则京师（北京），南则佛山，东则苏州，西则汉口。然东海之滨，苏州而外，更有芜湖、扬州、江宁、杭州以分其势，西则惟汉口耳。”
農業與手工業的發展為商業繁榮奠定基礎，揚州、蘇州、南京、杭州、廣州、佛山、漢口、北京，成為全國八大商業城市。中小城市星羅棋佈，取得比前朝更大的成就。
商幫
與此同時，金融業與貿易業發達，商人分成十大商幫。其中晉商、徽商支配清朝的金融業，閩商、潮商掌握海外貿易。廣州的行商與揚州的鹽商都是最闊氣的商人，山西商人掌控全國銀號。

### 貨幣制度

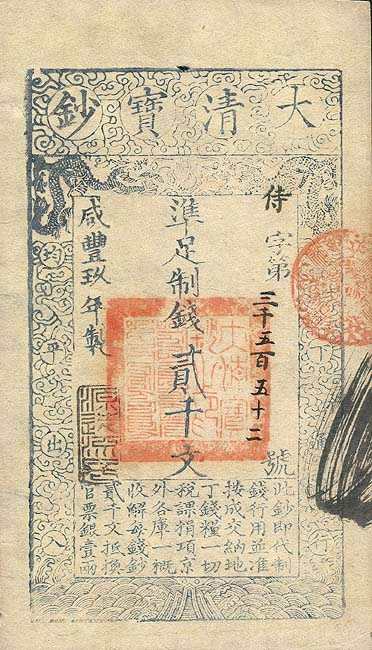
大清宝钞

清朝货币大体上採白銀與銅錢並用的銀銅雙本位制，大数用银，小数用钱，但银的地位更见重要。因海外貿易發達，白銀大量從國外輸入，康雍乾盛世流通的外国银元除西班牙银元外，还有葡萄牙银元、威尼斯银元、荷兰银元、法国银元等。鸦片战争前后，需要固定形式的银币出现，正式使用机器铸造银币则是鸦片战争以后的事。鴉片戰爭前，由於英國將大量鴉片銷入中國，導致中國白銀大量外流，需要更多的銅錢才能換取白銀。由於白銀是百姓納稅的固定貨幣，這帶動通貨膨脹，嚴重惡化經濟。使得曾經於1651年顺治帝发行纸币，到1853年咸豐帝又发行大清宝钞與户部官票等纸币，以穩定清朝經濟:174-177。

### 海外貿易
清廷在初期平定明鄭前对于民间海外贸易厉行海禁政策；对于外国来华贸易，仍沿袭明代的朝贡制度加以控制。最初与清朝发生朝贡关系的，主要还是南洋和东南亚诸国，但有许多限制，如贡期和随贡贸易的监视等都作严格的规定。对于西方国家来华商船的限制就更严。只许它们停泊澳门，与澳门商人进行贸易，每年来华贸易的大小船只，不得超过二十五只。1685年才允许外商到前述口岸通商:174-177。
清廷平定明鄭後放宽海禁，在“粤东之澳门（一说广州）、福建之漳州府、浙江之宁波府、江南之云台山”分别设立粤海关、闽海关、浙海关、江海关作为管理对外贸易和征收关税的机构。江浙闽粤四大海关总领各自所在省的所有海关口岸，通常下辖十几至几十个海关口岸，並准许外商在指定口岸通商，逐步建立一套管理外商来华贸易的制度，主要有公行制度和商馆制度:174-177。浙江、福建與廣東地區盛行海外貿易，人民時常與日本、琉球、東南亞各國及葡萄牙、西班牙與荷蘭等西洋各國展開貿易。到18世紀還有英國、法國與美國參與其中，當中英國幾乎獨佔對華貿易。西洋各國與日俱增地需要清朝的絲綢、茶葉與甘蔗，然而清朝對西洋事物需求不大，使得中國對外貿易呈現大幅出超的情形。大量銀元流入中國，增加貨幣流通量，刺激物價上漲，促進商業繁榮:174-177。在此期間，中國沿海以泉州、漳州、廈門、福州與廣州先後崛起，成為貿易大城，操控對外國際貿易:174-177。漢學家杜赫德認為，在清朝國內貿易的極盛時期，整個歐洲的總貿易量也不能與中國抗衡。

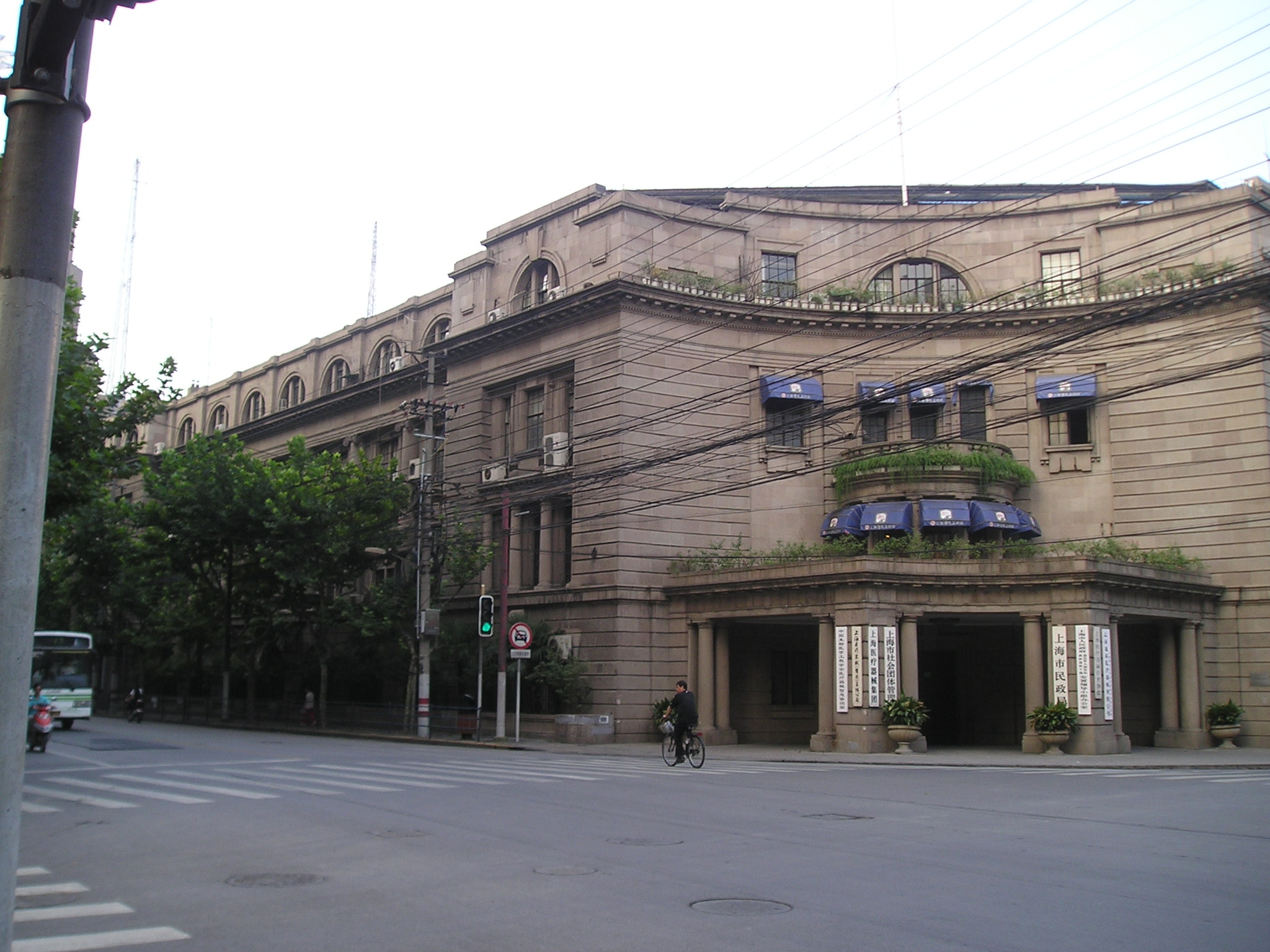
上海公共租界市政机构工部局大楼正门

據西方文獻記載，清朝時期的中國各省被比喻為歐洲諸國，各自擁有自己豐富且多種多樣的特產進行貿易，如湖廣省和江西省專門向所有不產大米的省份提供大米；浙江省出產最優質的絲綢；江南省盛產漆料、墨水，以及各種有趣的小作坊；雲南省、陝西省、山西省出產鐵、銅還有其他各類金屬，還富有馬、騾和毛皮生意等等；福建產糖和最好的茶葉；四川盛產植物、藥物、像大黃等等，而且都傾向於聯盟保護的形式，在所有的城市裡也一樣。清朝官員在商業界裡都擁有自己的股份／分成，同時亦惠及平民百姓。清朝的市集亦相當繁華，中外商家貿易往來頻繁，外國商人認為中國商人喜愛哄抬價格。
清朝在康熙年間部分主要与近鄰國家或地區貿易的進出口貨品如下：
- 清朝向日本出口的商品：各種藥材、白糖、水牛、各類刺繡、木料類等；
- 清朝從日本進口的商品：珍珠、紫銅棒、日本刀具、花紋裝飾的紙張、瓷器、日式工藝品、金等；
- 清朝與馬尼拉的交易商品：大量的絲綢，各類刺繡，地毯，茶葉，瓷器，各種藥材等；
- 清朝從巴達維亞（今印尼雅加達）進口的商品：銀、各種香料、玳瑁、木材、瑪瑙玉石、琥珀、歐洲布料等；
- 清朝向歐洲出口的商品：上等藥材、各色各樣的茶葉、金色棉線、麝香、珠寶玉石、水銀、瓷器等。

另外，當時期清朝與歐洲貿易最為重要的商品為日式工藝品、茶、瓷器以及各類絲綢；清朝亦有將從歐洲進口的布匹轉銷至日本。
乾隆年間雖有10年的「南洋海禁」和在乾隆二十二年（1757年）禁止西洋商船前往閩、浙、江三海關貿易的阻礙和影響，但中國的海外貿易並未因此停頓或萎縮，而是不斷地向前發展，其規模和貿易總值超越前代，在清朝乾隆十年期間，四港貿易額總值達到36,571,777兩，是前朝最高時期的三十五倍，僅廣州一地，貿易額就是前朝全部貿易最高額的十餘倍。18世紀時期中國海外貿易的鼎盛還為荷蘭東印度公司帶來危機感。
乾隆二十二年（1757年），由于外商频年不断的掠夺和违法行为，清廷只保留广州一地作為「番商」如英国、荷兰、葡萄牙、西班牙等西洋商人的通商出口處，而江、浙、閩三个海关在乾隆、嘉庆和道光期間雖有所限制，但在某程度上亦有继续正常履行其管理对外贸易的职能。到十九世紀，英國在印度種植鴉片，並且大量銷往中國。這使得中國對外貿易逆轉為入超。鴉片的問題引爆鴉片戰爭，中國戰敗後門戶大開。南京條約不但開放廈門、上海、寧波、福州、廣州等五口通商口岸給外國人。隨後陸續的不平等條約使外國人大量來華投資，並且建立租界，加速對清貿易:174-177。

## 宗教

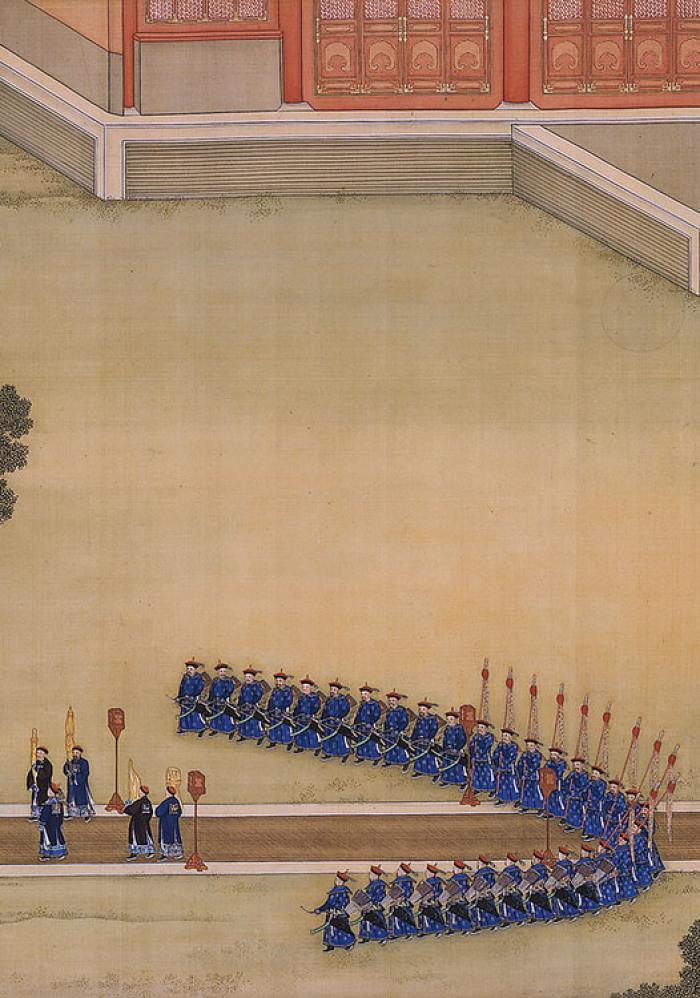
《雍正祭先農壇圖》（部分）

### 佛教

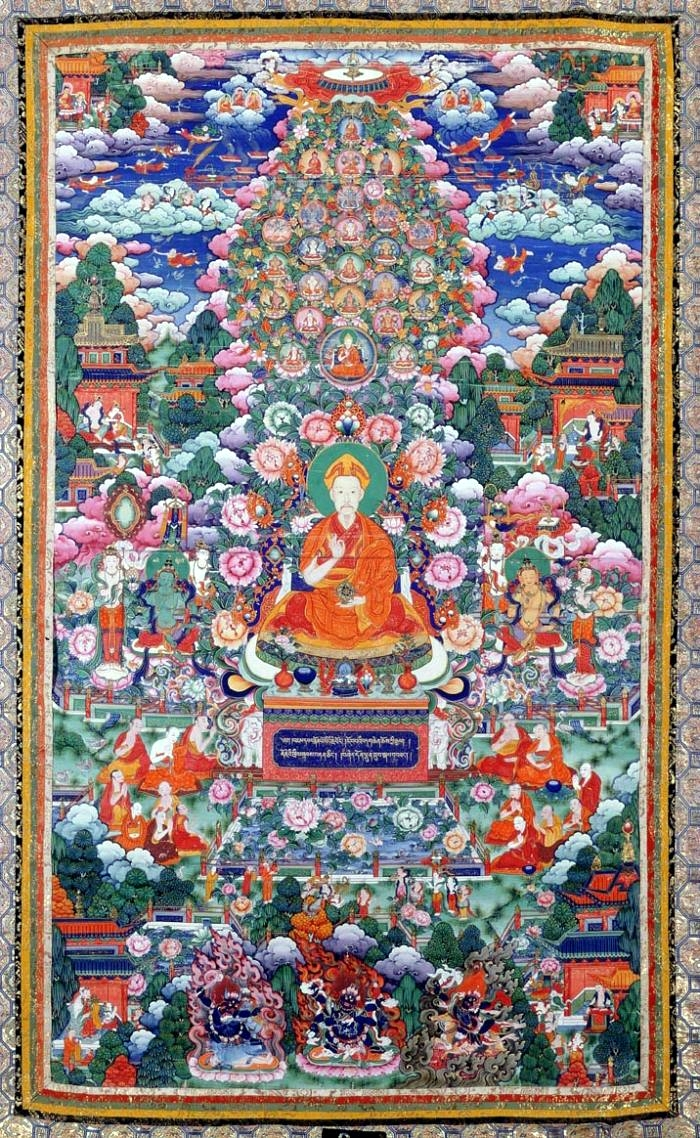
乾隆帝佛裝唐卡

清朝起，自康熙至乾隆，雖然总体上對於佛教（藏传佛教除外）較為冷淡，不過對於穩定社會仍有一定的幫助。乾隆：「彼為僧為道，亦不過營生之術耳。窮老孤獨，多賴以存活。其勸善戒惡，化導愚頑，亦不無小補。」清朝皇帝多與僧人來往，順治帝先後與名僧憨璞性聰、玉林通琇、茚溪行森和木陳道沁等互相交流，順治本人曾削髮打算出家，他所寵愛的董鄂妃在他的影響下也棲心禪學。再如康熙帝在外出巡，每往名山巨剎，為之題字撰碑。
雍正帝喜讀《金剛經》，也多與佛教徒往來，選編語錄，儼然以禪門宗匠自居。
不過佛教無限制的發展，對統治者也有不利之處，如果太多人民出家，政府徵稅的對象就會減少，寺院上層兼併土地，發展寺院經濟，就會加強土地集中的程度，激化社會矛盾，一些犯法的人，往往藏身寺廟作為躲避懲罰的手段，某些「聚眾為『匪』之案」，甚至「多由『奸邪』僧道主謀，「平時『煽惑』愚民，日漸釀成大案。」，因此清朝一方面保護佛教，另一方面又對之加以限制。清朝限制佛教的辦法主要有三種，設置僧官、實行度牒制度與不許擅造寺廟。佛教在限制下仍有一定影響力。佛教各派，除了禪宗還算盛行之外，其精神日趨世俗化，宗風也隨之衰落。另外如淨土宗、律宗、也僅能保持典型。乾隆時，曾禁止各地建立新寺院，民間出家為僧者也受限制。士大夫雖喜談佛學，但只是談論佛理，沒有興隆佛教的意願。

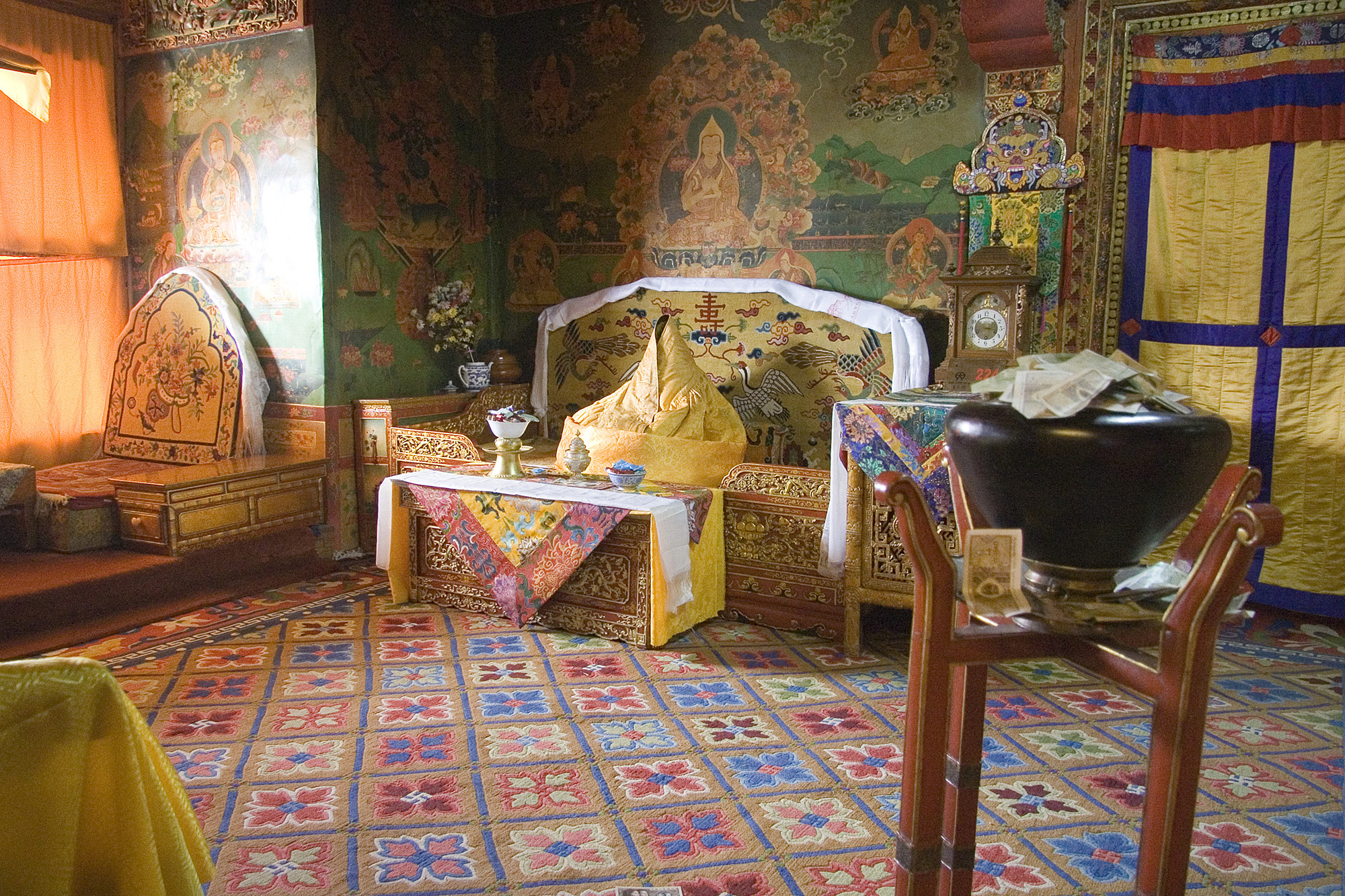
布达拉宫达赖喇嘛住处

清朝為籠絡內外蒙古、青海、西藏外族，優禮和尊崇藏传佛教（亦称喇嘛教），順治八年，特於北京建造一大喇嘛廟，度喇嘛一百餘人，皆內府諸旗王公屬下滿州人。雍正帝曾得喇嘛之助繼位，之後以其潛邸改建為雍和宮大喇嘛廟，成為北京也是當時中國最大之喇嘛廟。雍正五年，又為蒙古之哲布尊丹巴呼圖克圖，建大喇嘛廟，發帑銀十萬兩之多。並尊哲布尊丹巴為喀爾喀大喇嘛，其地位與西藏之達賴、班禪鼎立為三，後世稱為「活佛」。乾隆帝曾經把藏传佛教作為解決現實社會矛盾的方法不過也以理藩院來控管其發展。藏传佛教雖然表面上受到君王的禮遇，不過事實上不像元明前兩代如此興旺，乾隆末年發生川楚教亂，使藏传佛教漸走衰落之途。

### 道教與民間宗教

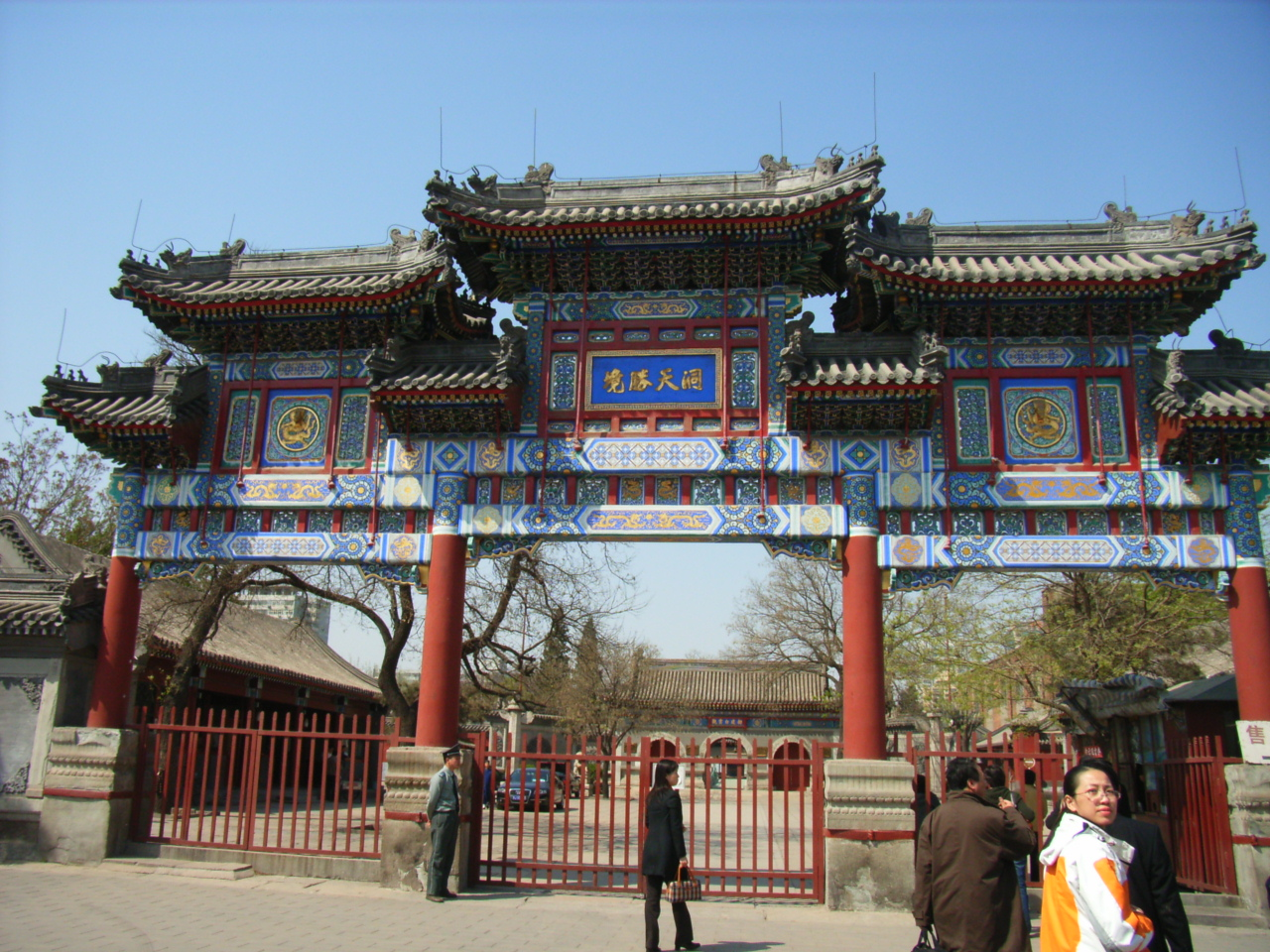
白雲觀「洞天勝境」牌樓

道教在宋朝最為盛行，之後元明兩代對其仍為優遇，到了清朝，帝室雖然也信奉道教，但不如前代之盛行，清朝對道教的政策與對待其他宗教一樣，既保護又加以控制。清朝的道教在明朝衰落的基礎上，進一步走向衰落。其主要原因如下：
1. 滿族統治者對道教素無信仰，他們在入關前尊奉藏傳佛教格魯派，乾隆時又宣布黃教為國教。
2. 清朝在思想上更加重視程朱理學，宣揚「忠」「孝」觀念，以束縛人們思想，麻痺人們鬥志。他們收羅一些理學家，如李光地等，纂修性理精義等書，頒行天下。而這些理學家則對釋、道兩教進行攻擊。
3. 基督教傳入中國後，也使部分群眾改信其教。
4. 民間秘密宗教的發展，這些民間宗教往往是正統道教的流衍，因此道教實際上慢慢演變成這些民間宗教[參⁠ 270]。

衰落最根本原因是時代發生急劇的變化。商品經濟的發展，生產水平的提高，世界交流的頻繁，科學技術的傳入和進步，新文化、新思想的興起，這些衰落的表形，使其在政治上的地位日益下隆；另外道教教義學說陳陳相因，已停滯不前；道教上層人物日益腐化，失去群眾；道教也與儒佛兩教教日趨融合，使其自身的特點日益消退。
由於正統的道教逐漸衰落，促成民間宗教的崛起。其為道教的變種與流衍。因為他們被統治者視為「邪教」，而只能秘密傳播，但傳播的範圍卻很廣泛這些的民間宗教，名目不下數十百種。
民間宗教的思想內容，大量抄襲佛、道、儒等各家的教義，但也有不同之處。其中最多宣傳的東西，是關於彌勒等神佛下凡和劫變的觀念，以及關於「真空家鄉，無生父母」的信仰。民間宗教的所有這些宣傳，無疑是一種迷信，表達人民的不滿和抗議，它給人們以安慰和希望，在一定程度上反映人們要求改變現實願望，因此容易被人民所接受，可以成為組織，號召貧苦群眾參加起義的工作。有些民間宗教，還有明確的「反清復明」思想，如清茶門教宣傳，「清朝已盡，四正文佛落在王門；胡人盡，何人登基；日月復來屬大明，牛八元來是土星。」這些民間宗教如白蓮教與天地會，在清朝中葉以後，發動許多起義活動，如：川楚教亂、林爽文事件等等，對清朝國力造成很大的損傷。

### 伊斯蘭教

位於喀什附近的阿帕克和卓墓

從元朝開始，西域伊斯蘭教教徒大量來到中國各地，穆斯林居住於甘肅、陝西、四川、山西、直隸、廣東、雲南等省。清廷對伊斯蘭教採取放任的態度，尊重他們的信仰，用他們的法律來處理紛爭，但是比起元、明前兩代來說較為沒落，清朝防制回人的法律極嚴，內地各省，回人犯法，判罪較一般犯人為重，凡罪當流徒，一般人民可申請存留養親者，回民卻不得申請。在回疆，清朝每於重要所在分建漢、回二城，限制回民的自由，並禁止漢回通婚，在公文書中，則民、回別稱，表示將回民排斥於一般平民之外。
在清朝統治期間，清朝末年時，甘肅、陝西、雲南這三省曾發動叛亂。康熙順治年間，甘州回民丁國棟、米喇印起兵造反，乾隆年間的大小和卓之亂，嘉慶年間張格爾據浩罕叛，道光同治年間的陝甘回變與雲南回變一時俱起。

### 基督教
滿清入關後，湯若望、南懷仁等教士，先後被任命為欽天監主要官员，他們利用職務之便來傳教，雖然一度受到康熙曆獄的打擊，不過隨著康熙帝開始親政後，翻案成功重新執掌欽天監來繼續傳教，康熙帝對於天文曆算、火炮之學很有興趣，曾叫傳教士徐日昇、白晉等人輪流進講。並以他們擔任通譯及處理外交事務。如：徐日昇、張誠隨索額圖參加中俄尼布楚條約談判，充當翻譯和參謀。清朝對定居中原的西方傳教士採取禮遇態度。其中，順治帝特別倚重德國耶穌會士湯若望，並尊其為「瑪法」（滿語「爺爺」的意思）。在隨後的一百多年前，欽天監皆由耶穌會士掌管。

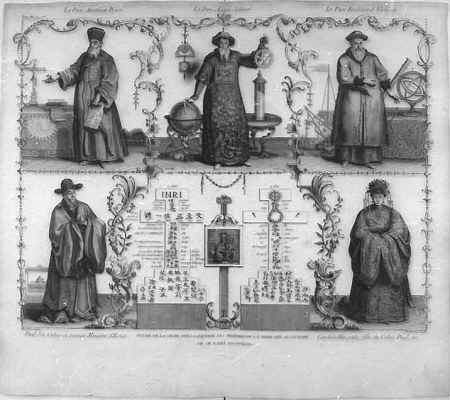
穿着中国服饰的耶稣会在华传教士

耶穌會傳教士對於中國原有的風俗習慣，抱持容忍態度。教徒祭天、祭祖、祭孔者盛行，雖然與教義互相衝突，但都以默忍。不過到了17世纪末至18世纪初，天主教内部发生“礼仪之争”。依照道明會傳教士的指控，罗马教宗下令禁止的传教士使用耶稣会的中文词汇“天”和“上帝”来称呼天主，也禁止中国信徒祭拜祖先與孔子。这与当初意大利传教士利玛窦以及其后的传教士在中国传教时所采取的本土化政策截然相反。清政府对此十分不满，认为这样做有违中国敬孔祭祖的传统。康熙帝于1700年批示说：“敬孔敬祖为敬爱先人和先师的表示，并非宗教迷信”。
双方争持不下，最后清廷下令必須遵循「利玛窦规矩」传教，不然就不准傳教，逐出中國，是為「禁教令」。1722年，雍正帝徹底推行禁教令，使得清朝初年西方基督教在中国传教被终止，到了道光帝時，連欽天監也不任用傳教士。不過清朝皇帝對於教禁並沒有徹底禁止，嘉慶年間（1807年），新教教士英國人馬禮遜，曾藉工作之便私下在廣州進行傳教的工作。
鴉片戰爭後，清廷雖並未正式撤銷禁令，但基督教的傳教自由已經由不平等條約獲得確認，於是歐美各地的基督教教士在西方列強的庇護下進行宗教活動，基督宗教傳播更為迅速。除了傳教之外，設立醫院和學校，對於中國文化和社會的演進，發生巨大的影響。不過有些西方傳教士擁有種族優越感，以爭議手法傳教，如不理會傳統社會階級之分、強占土地（強行索回雍正禁教時遭沒收的土地房產）、袒護教徒干涉司法審判、下令教徒不得分攤並參與地方集體祭祀活動、直接要求北京政府撤換省級官員，甚至一些犯罪之人也藉由信教取得司法保護，引起中國人的反感，因此民教衝突不斷，許多民眾則憤而紛紛起來焚燒教堂，驅逐或甚至殺害傳教士，收回被侵占的土地財物。從1856年至1889年先後發生的教案多達三百多起，著名的有1870年的天津教案，1900年的義和團之亂期間，有數萬名中西方傳教士與基督教信徒慘遭殺害。

## 文化

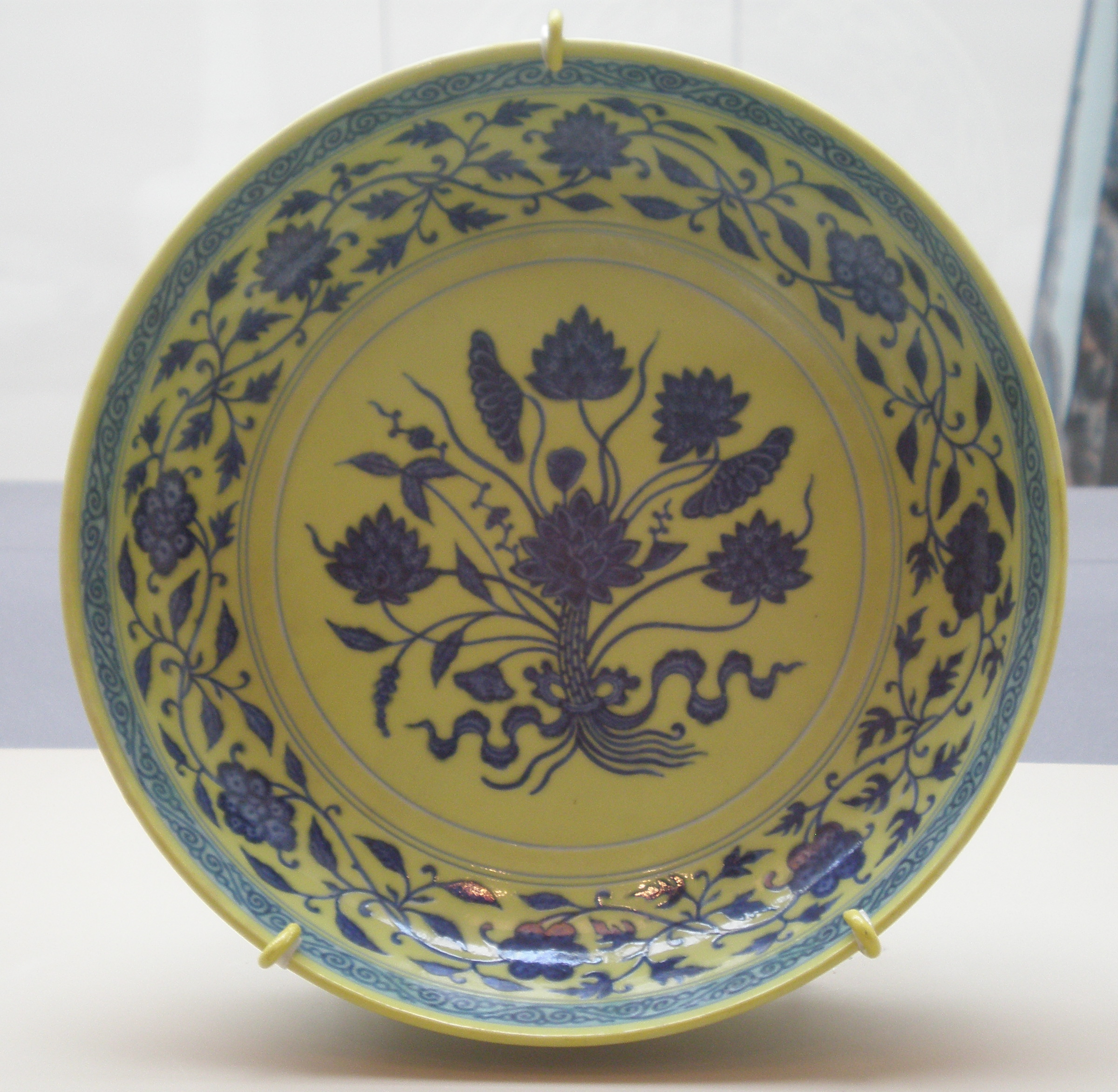
清朝乾隆時期的瓷器，出產於江西景德鎮

清朝統治中原後，推行的漢化政策比其他征服王朝還要深，然而清室也盡可能保留本族文化，並且維持本身文化與漢文化的平衡。清初以来，所有施政文书都以漢文、滿文两种文字发布。自康熙起大力推行以儒学为代表的汉文化，汉传统经典成为包括皇帝在内的满族人必修课。到乾隆中期，满人几乎全部以汉语为母语，满文渐渐成为仅用于官方历史记载用的纯书面文字。到19世纪，官方文件中的满文已基本为汉文所取代。然而儒家的一些思想清朝皇帝没有完全接受。
在18世紀康乾盛世期間，歐洲前往中國的傳教士們將當時中國圖景呈現給歐洲人，而後引發在17世紀末至18世紀末的100餘年間，甚至直到19世紀初，歐洲吹起中國風。無論是在物質、文化還是政治制度方面，歐洲都對中國極為追捧，以至於在1769年曾有歐洲人寫道：「中國比歐洲本身的某些地區還要知名。」對中國風的狂熱追逐曾經是當時歐洲社會的普遍時尚。這種時尚滲透到歐洲人生活的各個層面，如日用物品、家居裝飾、園林建築等。1735年，法國神父翻譯並發表法文版《趙氏孤兒》後，造成非常轟動的中國戲劇熱。西方對當時的中國也存在負面的聲音，認為中國朝廷過於獨裁與專權。乾隆末年英國派遣馬戛爾尼出使清朝，在佩雷菲特筆下的馬戛爾尼本人認為：「人民生活在最為卑鄙的暴政之下，生活在怕挨竹板的恐懼之中，所以人們膽怯、骯髒並且殘酷」，而馬戛爾尼本人的日記卻如此記載：「中國政府的行政機制和權力是如此的有組織和高效，有條件能夠迅即排除萬難，創造任何成就」。馬戛爾尼访华团成员之一的安德逊卻如此評價：「杀头案在中国是非常少见的。关于这问题，我甚为注意而且好奇地去打听，一有机会就向人探问，我不只问过一个人，有好几个人，至少有70岁高龄的老人，他们从未见过或听到过有杀头处刑的事……比较轻的刑事案，在这人口非常多、商业又发达的国内也不常有」；「走过的乡村（北京郊区）前后每1英里路上的人数足以充塞我们英国最大的市镇」；「这城市（廣州城）的街道一般是15英尺到20英尺宽，用宽大的石板铺砌，房屋超出一层的很少，用木材和砖建筑。商店的正面大门之上有漂亮的阳台，因而门前形成一街檐，用各种油漆装修得很美丽」；“……这个马车队伍停歇在一个大市镇内，镇名“吉阳府”。说它是人口稠密，则我又用了这冗繁的语词，这语词可以同样应用于整个帝国，如每个村庄、市镇、城市；不，每一条河流和河流的两旁也充满了人。在这国家里，在我们所经过的地方，人口是极为众多而且是到处是那么多：我们走过的乡村前后每1英里路上的人数足以充塞我们英国最大的市镇，道路两旁不少别墅田庄散布在田野之间，大为增色，也足以证明其富裕”；「……不能不對這位偉大、顯赫、聰明、慈善的中國皇帝致以崇高敬意。他治理中國60年之久，按他的百姓的普通呼聲，他對他們的康樂與興旺從未忘懷。在他管理司法方面的情況是：他保護他的百姓中最低微的人」。

### 學術思想

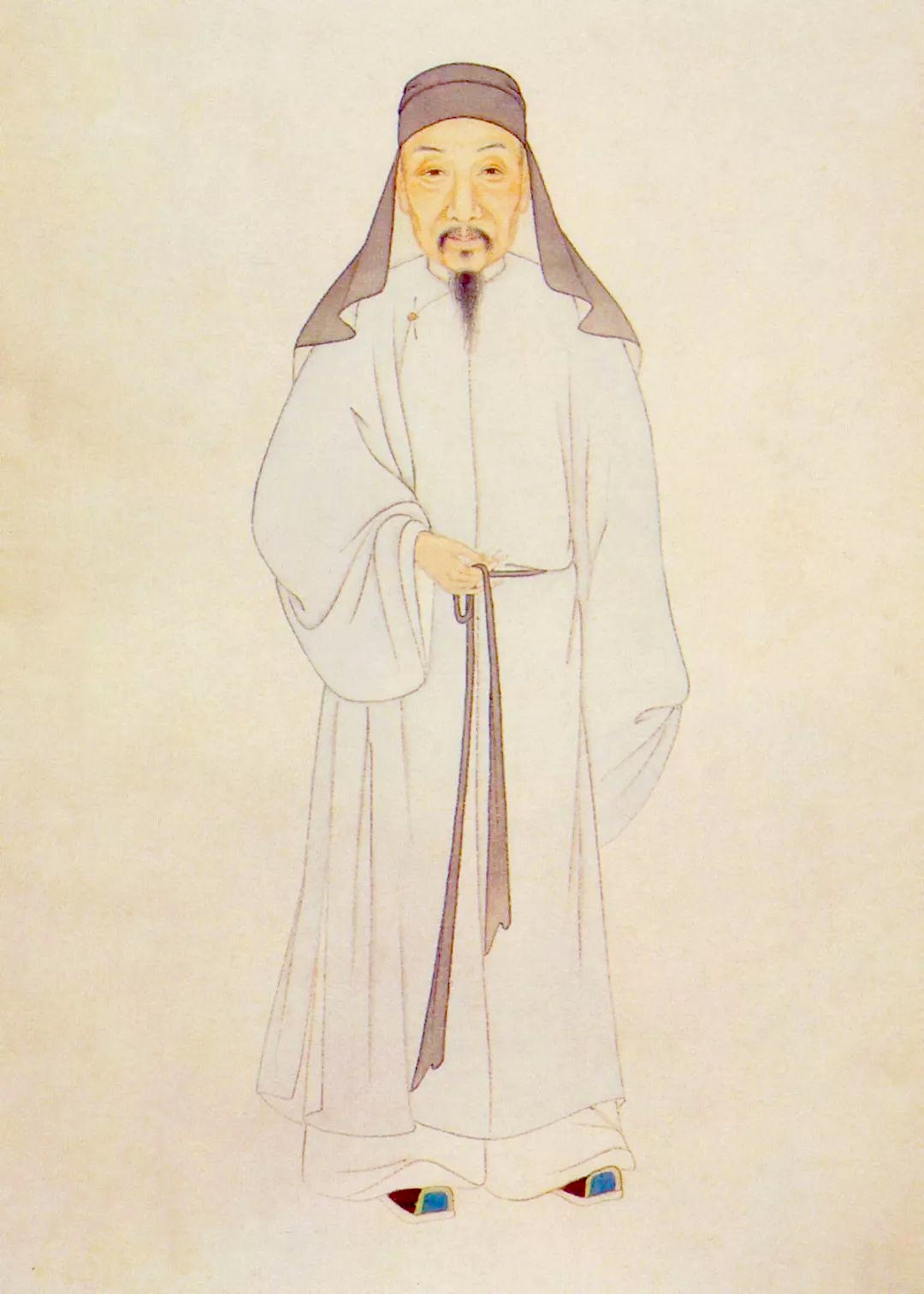
明末清初的思想家顧炎武畫像

清朝學術興盛，文人學者對明朝以前各朝代的種種學術都加以鑽研、演繹而重加闡釋，集歷代之大成，梁啟超稱清朝為中國的「文藝復興時代」。鑑於晚明政治腐敗、內憂外患不斷，宋明理學流於空泛虛偽，致使清初學者多留心經世致用的學問。明朝亡於流寇、清朝定鼎中原後，一時學者痛定思痛，排斥空談心性的宋明理學與陽明學，推究各朝代治亂興衰的軌跡，提出種種改造政治與振興社會的方案，使清初學術思想呈現實用主義的風氣，發展出實事求是的考據學。
考據學
考據學又稱為「樸學」，強調客觀實踐，有疑問時求證，具有科學精神。考據學專研訓詁、音韻和校勘等。而其治學遠宗兩漢的經師，有異於宋明理學，故又稱為「漢學」。以顧炎武、黃宗羲、王夫之並為明末清初三大儒，與方以智、朱舜水等人並稱清初五大師，顏元也是這一時期的大師。顧炎武提倡「經學即理學」，提出以「實學」代替宋明理學，要學者直接研習六經。提倡“天下興亡，匹夫有責”，著有《日知錄》、《音學五書》等，其學說發展成乾嘉學派。黃宗羲有「中國思想啟蒙之父」之譽稱，著有《明儒學案》、《宋元學案》，是中國學術史之祖。他保護陽明學，排斥宋明理學，力主誠意慎獨之說，蔚為浙東學派。王夫之強調實際行動是知識的基礎，認為歷史發展具有規律性，是「理勢相成」。其思想發展成船山學，後人編為《船山遺書》。
民主思想
以民為天下之主的思想於明末清初亦有所流行，例如生活在明末又经历清初时期的黃宗羲和顧炎武、王夫之提倡民權，所著的《明夷待訪錄》攻擊君主專制體制，提倡天下為主，君為客的觀點，倍受清末革命黨的推崇。部分學者認爲黃宗羲的思想是近代民主主義的思想，有西方學者稱黃宗羲為「中國自由主義的先驅」。清初思想家唐甄所著《潛書》描述：「清興五十年來，四海之內，日益困窮，農空、工空、市空、仕空（值得一提的是，清初五十年期間正處於氣候最為異常之時，當時世界上多處亦發生罕見的大饑荒）。」，並指出皇帝是一切罪惡的根源，認為「自秦以來，凡帝王者皆賊也。」
被當時正純學者（儒生）斥為「名教罪人」、「喪心病狂」、「人可戮而書可焚」的袁枚追求自由個性，反對專制思想和理學，亦貶斥漢學，他亦針對清廷統一人心風俗政策說「物之不齊，物之情也，天亦不能做主，而況於人乎？」，但袁枚從來沒被追究過「害義傷教」之罪，在當時亦生活得頗為順暢，名傾一世，令人羡慕。
六經皆史
清代中期的考據學崇尚研究歷史典籍，對中國歷史從天文地理到金石銘文無一不反覆考證。當時分成吳、皖兩派。吳派以惠棟父子、段玉裁、王引之與王念孙為主，以「博學好古」為宗旨，恪守儒家法則；皖派以戴震為首，以「實事求是」、「無徵不信」為宗旨。他們“毕注於名物训诂之考订，所成就亦超出前儒之上”。桐城派健將姚鼐提倡“義理、考據、詞章，三者不可偏廢。”道光與咸豐年間，曾國藩又把经济与义理、考据、词章并列。然而考據學到後來過分重視瑣碎事物的探究，為學問而學問，知古不知今。當時章學誠提出「六經皆史」，注重六經蘊含的義理，並使用於當代政治上，意圖矯正此歪風。鴉片戰爭後，西學大量流入中國，考據學逐漸式微。
西方技術與思想

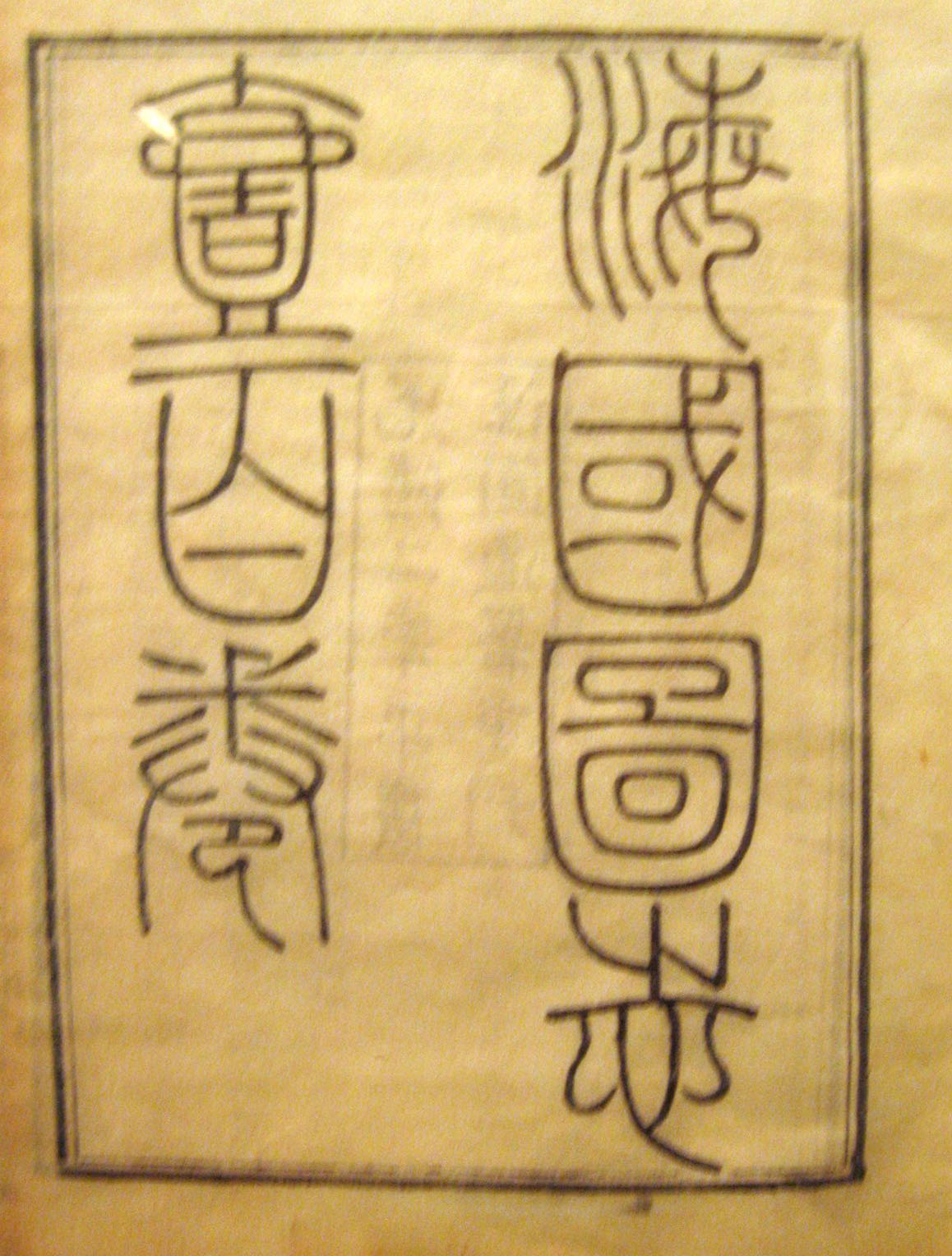
魏源的《海国图志》，主張學習西方技術以對付西方列強

明末清初，隨著歐洲耶穌會傳教士來華，西學輸入中國，對於當時的學風由浮虛轉為務實，也是有相當的激勵作用。他們將西方科技介紹給中國人，擴大其知識領域，使中國的學術思想添增不少新成分。
當時有才華的傳教士被皇帝欣賞和重用，西方先進的科學技術也被推崇和應用。而在民間，民人與西方傳教士能夠互相交遊，西學在社會中得以自由傳播，由康乾皇帝敕輯的叢書《古今圖書集成》和《四庫全書》亦收錄傳入中國的西方科學技術，當中《四庫全書》收錄了24種西方傳教士的著述。
康熙帝亦曾經委派傳教士閔明我返回歐洲招募人才，希望增進中西方科技文化交流。《四庫全書總目》以及乾隆帝亦對西方技術作出較高的評價：「西洋之學，以測量步算為第一，而奇器次之。奇器之中，水法尤切於民用，視他器之徒矜工巧，為耳目之玩者又殊，固講水利者所必資也」；「歐羅巴人天文推算之密，工匠製作之巧，實逾前古」。
鴉片戰爭之後，大量西方科技與思想帶動中國近代化革新。此時學者如龔自珍、魏源與康有為等人繼承章學誠的說法，並進一步要求改革祖宗的法制，來應付內憂外患的局勢。龔自珍講求經世之務，志存改革，追求「更法」。魏源的《海國圖志》主張「師夷長技以制夷」，馮桂芬的《校邠廬抗議》主張「以中國之倫常名教為原本，輔以諸國富強之術」。康有為與梁啟超主張君主立憲。他們吸收來自西方的知識，先後推動自強運動與維新運動，這一波改革風潮最後引發清末新政與辛亥革命。

### 文學

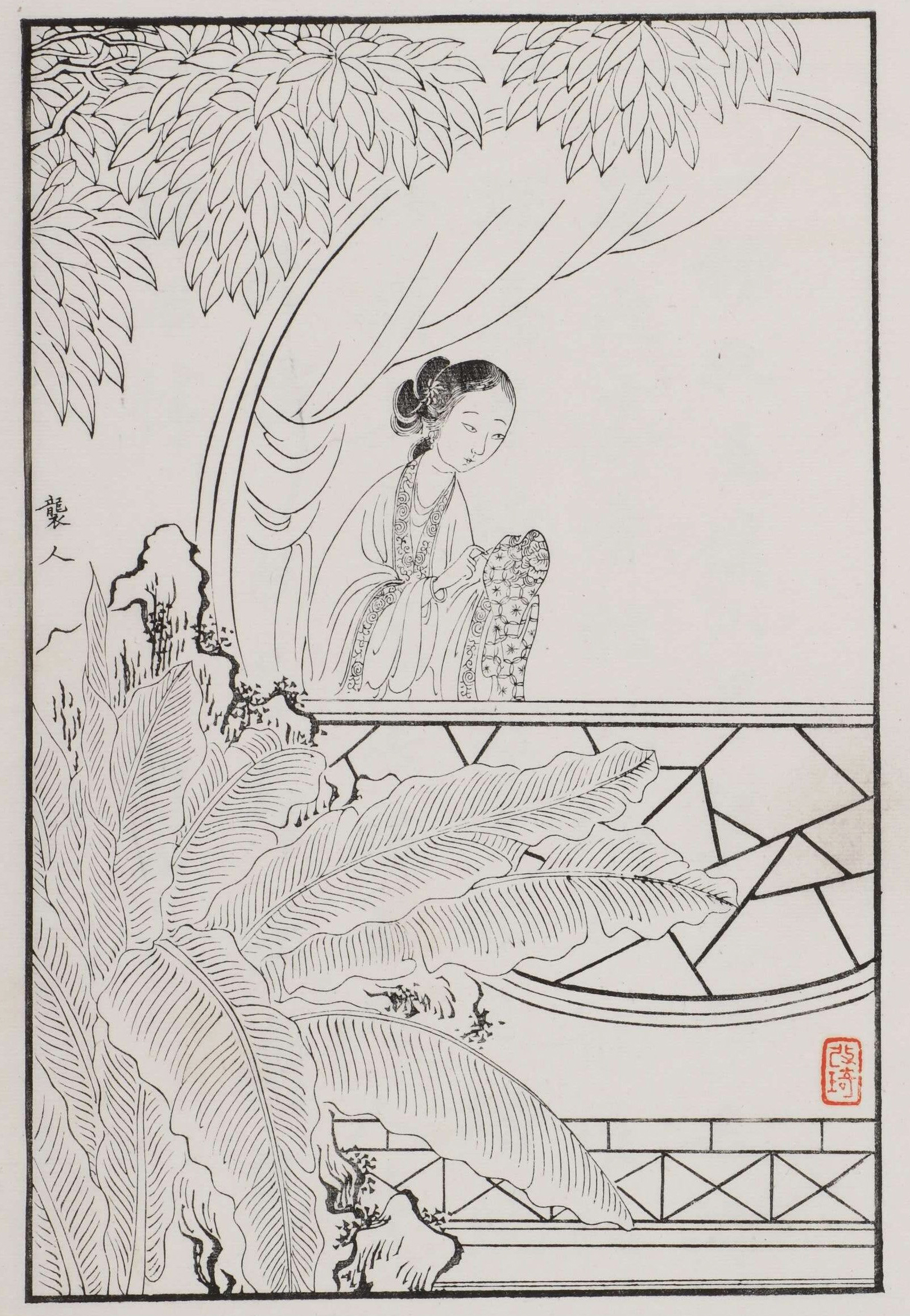
《红楼梦》人物袭人，出自清改琦绘《红楼梦图咏》

清朝文學多元發展，兼容並包歷代之文學特色。明朝以前的文學發展多表現在聲韻、格律、句法、結構的因襲或創變；清朝承接各代文學成果，先後形成許多學派，將各種在明朝以前已式微的文體重新復興，並繼明末進一步發展各類小說、戲曲；另外，因不同地區、民族互動而呈現出語言風格多樣化之文學面貌，於古體詩、近體詩、駢體文、散文、賦、詞、曲、小說、戲曲皆然。由於語言轉變較微妙，往往被人忽視，造成清朝文學缺乏明顯特徵與創造力的一般印象。整體而言，清代文學面向相當複雜多樣，但質量上也良莠不齊。
散文
清朝前期出現風格率真、浪漫的小品文，以張岱、李漁與袁枚為主；又有侯方域、魏禧、汪琬合稱「清初散文三大家」。但是他們的文風不受道學學者支持，這些學者發起復興唐宋文風的古文運動，此即桐城派。創始人方苞與劉大櫆、姚鼐有「桐城三祖」之稱。姚鼐是桐城派的集大成者，他的古文主張，在提倡「義理（內容合理）、考據（材料確切）、詞章（文辭精美），三者不可偏廢。」講究義法，提倡義理，要求語言雅潔，反對俚俗。後來曾國藩發展成湘鄉派，惲敬、張惠言發展成陽湖派。
詩
清朝的詩風甚盛，以帝王、宗室為首，官方大力提倡詩學，自清聖祖以後諸帝主導官修《御定全唐詩》、《御選唐詩》、《御選宋金元明四朝詩》、《御定佩文齋詠物詩選》、《御定歷代題畫詩類》、《御選唐宋詩醇》、《御定歷代賦彙》等以及各代皇帝之《御製詩集》，如清高宗酷愛作詩，一生作《御製詩》五集，共計十餘萬首，每作一首詩便令詞臣注釋，若詞臣不得內容原委則准許其回家查閱典籍，多羅安郡王瑪爾渾選宗室王公詩為《宸萼集》。皇帝也將詩詠作為聯繫、攏絡官員的方式。在清代，寫詩的女性越來越多，且詩的創作者皆來自各行各業。清代是一個文學收藏和批評的時期，許多現代流行版本的中國古典詩歌都是通過清朝詩集傳播的，如《全唐詩》和《唐詩三百首》等。
清初詩家首推錢謙益、吳偉業與王士禎；康熙中後期，江南地區出現王式丹、吳廷楨、宮鴻曆、徐昂發、錢名世、張大受、管棆、吳士玉、顧嗣立、李必恆、蔣廷錫、繆沅、王圖炳、徐永宣、郭元𨥤合稱「江左十五子」。乾隆時期袁枚、蔣士銓與趙翼並稱江左三大家，同時黃景仁與鄭板橋也以詩聞名。嘉慶、道光年間文人廣結詩社，京師與揚州風氣最盛，以消寒詩社最知名，代表人物有顧蓴、夏修恕、程恩澤、陶澍、朱珔、吳椿、梁章鉅、胡承珙、李彥章、劉嗣綰、周之琦、林則徐、徐寶善、卓秉恬。被稱為「詩界革命」的詩歌改良運動產生於維新運動，其代表有黃遵憲的以写作反映时代的社会詩，其餘如譚嗣同、唐才常、康有為、蔣智由、丘逢甲、夏曾佑均有作品存世。於清末又發展出同光體，代表作家陳三立、陳衍、沈曾植等，且延續到辛亥革命後。清朝詩論學說分成沈德潛的格調說、王士禎的神韻說、袁枚的性靈說與翁方剛的肌理說。
詞
詞興起於隋唐的「燕樂」，兩宋發展達高峰，至元朝衰微，延續至明朝則趨近消亡；清初詞學振興繁盛，康熙年間納蘭性德與朱彝尊、陳維崧並稱「清詞三大家」，隨後產生由陳維崧為代表的陽羨詞派、朱彝尊為代表的浙西詞派，詞學蔚為風潮。萬樹整理詞調輯成《詞律》，於清詞頗有影響力；康熙末，清聖祖敕命王奕清等編成《御定詞譜》，為詞調格律的集大成鉅作，影響層面最廣。乾隆、嘉慶朝，常州詞派起而代之，反對浙西詞派的「清空之弊」，代表人物有張惠言、張琦、惲敬、黃景仁、李兆洛、丁履恒、錢季重、陸繼輅、左輔、董士錫、周濟、劉嗣綰、劉逢祿、譚獻、莊棫、宋翔鳳、謝章鋌、馮煦、陳廷焯、王鵬運、鄭文焯、況周頤、朱祖謀等人，著名詞人輩出，持續到清末民初。清朝因此被稱為詞的「極盛時期」，「號稱詞學中興」，「作家之盛，直比兩宋」，門戶派別各具風采，婉約、豪放都各自重現、盛行。
小說
清朝小說傑出者眾，曹雪芹等著《紅樓夢》不仅為四大名著之一，由于其对社会百态和众多人物全面精确的写实描绘和丰富的艺术魅力而被普遍认为是中国古典小说的巅峰之作。蒲松龄以志怪内容反映社会面貌的短篇小说集《聊齋誌異》。吴敬梓所著的虽结构松散但足称伟大讽刺小说的《儒林外史》；以及在《儒林外史》的影响下，以《老殘遊記》为代表的揭发官场丑态的譴責小說均有很大影響。
四庫全書
乾隆三十八年至四十九年（1773年—1784年）編纂的《四庫全書》是中國古代最大的一部官修書，也是中國古代最大的一部叢書，分經、史、子、集四部，故名四庫。據文津閣藏本，該書共收錄古籍3461種、79338卷、裝訂成三萬六千餘冊，保存豐富的文獻。「四庫」之名，源於初唐，初唐官方藏書分為經史子集四個書庫，號稱「四部庫書」，或「四庫之書」。經史子集四分法是古代圖書分類的主要方法，它基本上囊括古代所有圖書，故稱「全書」。在編纂《四庫全書》的過程中，這些書籍分為“著錄”、“存目”與「禁燬」三類處理：符合部分條件的，被列為「存目」，只存書名，不收其書。「抵觸本朝」之書一概「禁燬」。符合收錄條件的「著錄」共3461種。存目書者共6793种，称四库存目，是「著錄」的2倍。禁书共2855种，称四库禁书，甚至還有不另保留原文而直接修改內容，而被後世學者所批判。

### 藝術
書法與陶藝

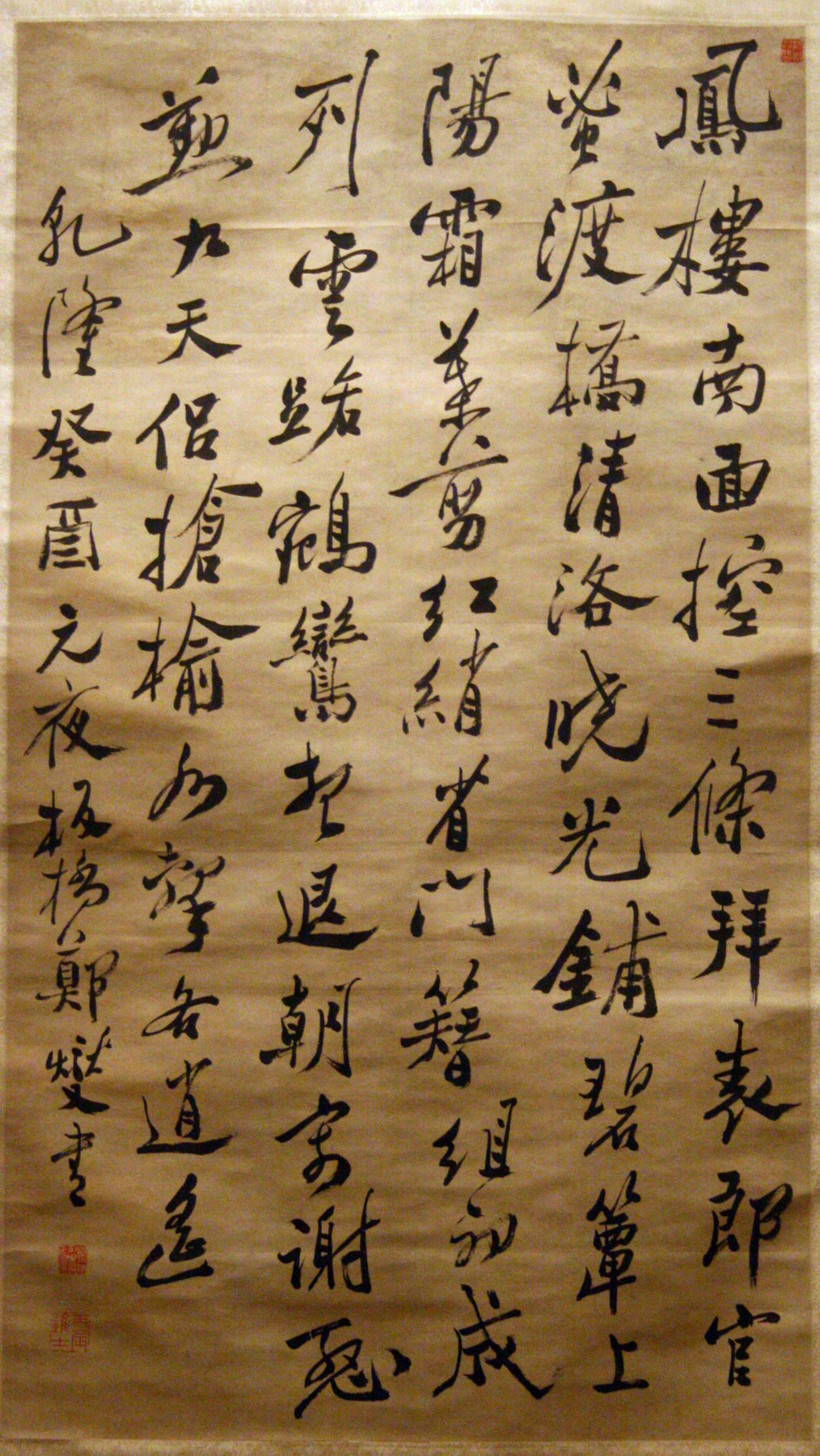
藏于山东省博物馆的鄭板橋真迹

書法方面，晚明的帖學在清初仍然發達，姜英、張照、劉墉、王文治、梁同書與翁方綱等人在刻尊傳統的時候，力圖表現出新面貌，或以淡墨書寫，或改變章法結構等。但由於帖學未有很好地加以清理而逐漸頹勢。隨著金石考證學的發展，清朝書法多從碑體入手，成為清朝書壇的主流。有名的有翁方綱、劉墉、何紹基與趙之謙。到康有為大力張揚碑學，碑學作為一種與帖學相抗衡的書學系統而存在。清代的陶藝發展出繁複的不透明釉上彩陶器以及素色陶器兩種風格迥異的風格。
京劇
京劇被称为中國的“國粹”，起源於明朝的崑曲和京腔，形成於乾隆、嘉慶年間。京劇之名始見於清光緒二年（1876年）的《申報》，歷史上曾有皮黃、二黃、黃腔、京調、京戲、平劇、國劇等稱謂。乾隆五十五年（1790年）四大徽班進京後與北京劇壇的崑曲、漢劇、弋陽、亂彈等劇種經過五、六十年的融匯，衍變而成，是中國最大戲曲劇種。其劇目之豐富、表演藝術家之多、劇團之多、觀眾之多、影響之深均為全國之冠。京劇是綜合性表演藝術。集唱（歌唱）、念（念白）、做（表演）、打（武打）、舞（舞蹈）為一體、通過程式的表演手段敘演故事，刻劃人物，表達「喜、怒、哀、樂、驚、恐、悲」思想感情。角色可分為：生（男人）、旦（女人）、淨（男人）、丑（男、女皆有）四大行當。人物有忠奸之分，美醜之分、善惡之分。形象鮮明、栩栩如生。
建築與園林

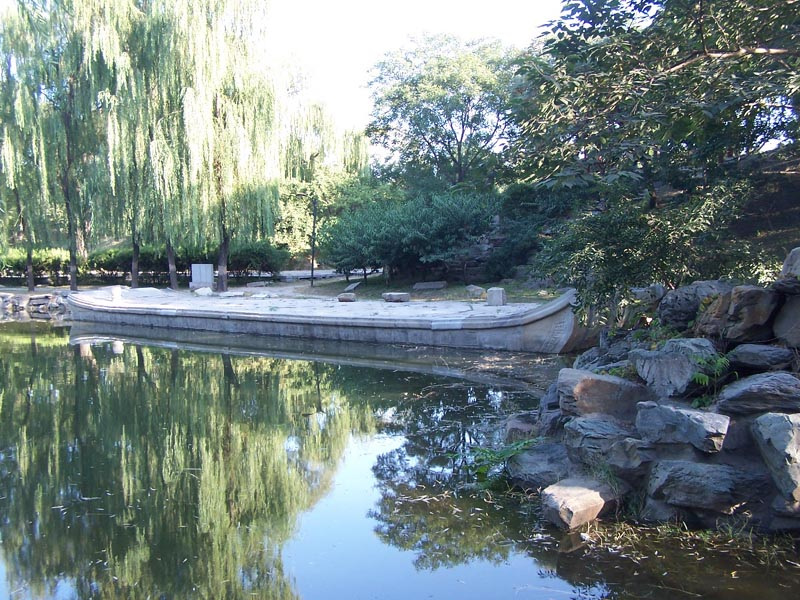
圆明园别有洞天石舫

清朝建築比前世變化不多，除了規模宏偉之外，作為中國建築特色之一的斗拱日趨虛飾纖麗，幾乎失去原來用途。北京紫禁城有許多大型色彩豐富的磚石建築。歷代帝陵無寢，自明太祖開始方有明孝陵。清朝分別建有位於遼寧瀋陽的盛京三陵、河北遵化的清東陵與河北易縣的清西陵。清代園林藝術以圓明園為代表，融合江南名園佳景與歐洲義大利樓房花園，被外國傳教士譽為「萬園之園」。清朝提倡藏傳佛教，分別於奉天、北京與五台山興建大喇嘛廟。康熙帝也於熱河承德興建仿西藏布达拉宫的承德避暑山莊，供遊獵避暑的住所。
繪畫
清朝畫壇由文人畫佔主導地位，山水畫科和水墨寫意畫法盛行，更多畫家追求筆墨情趣。清代山水畫家有名的有「正統派」的四王（王時敏、王翬、王鑒和王原祁）、吳歷與惲壽平，合稱「清初六大家」。其中惲壽平創造不用墨線勾勒的沒骨花卉畫法，承自北宋徐崇嗣之沒骨法，又加入創意，蔚為清代花卉畫宗師，頗為後人所效仿，形成以惲壽平、鄒一桂為首的常州畫派。然而正統派的繪畫與元明兩朝相比，其水準水平一般，大致上總不脫臨摹的陋習。不過清初繪畫仍有翻新出奇、流于怪異之處，比如清初四僧的「遺民派」畫家（八大山人、石濤、漸江與髡殘）以及「金陵八家」的龔賢、樊圻、高岑、鄒結、吳宏、葉欣、胡慥和謝遜等人；雍乾之際以金農、鄭板橋為首的揚州八怪。清朝的宮廷畫院以義大利的郎世寧、最著名。受到西洋畫的影響，清宮廷中的畫家如焦秉貞、冷枚等人受西洋畫影響。清末時期，任伯年、吳昌碩、居廉的仕女花鳥畫及楊柳青、桃花塢和民間年畫如《蓮生貴子》、《魚躍龍門》等對後人也有很大影響。

### 禁书
据统计，清代禁书无论是在数量上还是次数上都远胜于明代，为中国古代包括秦代焚书坑儒在内的书厄之一。其中，清代违碍书籍的数量是明代的约29.2倍，科举时文是明代的约27.2倍，剧本小说是明代的10.2倍，妖书是明代的约8倍，禁书总数为明代的约12.6倍。明代的统治时间为277年，清朝自天聪年间开始禁书，到道光年间，共224年，比明代持续时间少50多年，而其禁书的数量却比明代多了十倍以上。虽然这只是一个概数，但却能直观地反映出明清两朝在禁书数量上的巨大差距。

## 科學與技術
整體而言，清朝的科學技術和同時代的西方國家相比較為落後，在晚期差距更為明顯。清初統治者和部分中國學者積極與西方傳教士進行中西文化技術交流，統治者亦會將習得的新知識實際地運用在治國方面，然而後來由於禁教的原因導致人們對西學日益模糊和隔閡。清代科學技術的落後是中國貧困積弱的重要原因之一，但在某些科學技術領域中比前也有明顯進展，尤其是在數學、天文、曆法等學科方面得到空前發展，而精於此道的學者也是英才輩出且人數眾多，從遠古到清朝這段期間，有關學者的數量在清代占約44%。清代學者亦對古代技術和文獻的復興和修復也作出貢獻。

### 天文学與地理学

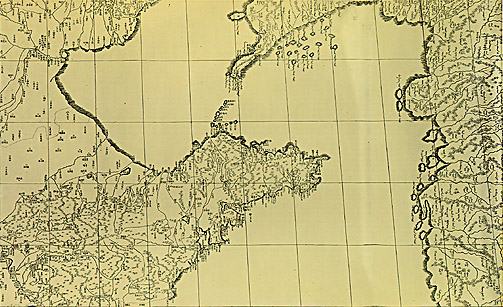
《皇輿全覽圖》，該圖绘有山東半島、遼東半島及朝鮮半島

清軍入關後，湯若望、南懷仁等教士來華傳教，帶來西方科學與技術。他們先後被任命為欽天監。康熙帝對於天文曆算，火炮之學很有興趣，曾令白晉、德瑪諾等人，測繪全國地圖，歷時十年而成，康熙帝命名為《皇輿全覽圖》，它是中國第一部用經緯度測繪的地圖。順治帝多次向湯若望學習天文、曆法、宗教等知識，以及治國之策。不久湯若望成為「欽天監」的負責人，掌管國家天文历法事务。在隨後的一百多年前，「欽天監」皆由耶穌會士掌管。由於需要新的曆法，清政府遂下令根據湯若望所著的《西洋新法曆書》，制定新曆法並頒行全國，名為時憲曆。另一受西方影响较大的是地图测绘学。康雍乾時期，国家统一，版图巩固，始绘制全国和各地的地图，派人到各处实地测量。外国传教士雷孝思、杜德美和清朝学者何国宗、明安图等参加这项工作，采用西方经纬度定位和梯形投影法，所制地图居当时世界水平的前列。在測繪全國地圖的過程中，康熙時期編成的數學巨著《數理精蘊》亦發揮實際作用。
從順治到乾隆期間，西方傳教士在皇帝的要求下製造以及添加不少天文儀器如赤道經緯、黃道經經緯、簡平儀等，同時有相關天文學術著作出現，亦改善和編製較為先進的曆法。西方的物理學知識也從明朝末年起一直在中國傳播，康熙年間的學者戴震就写有关于阿基米德定律的作品，傳教士南懷仁著有《熙朝定案》等介紹各種工程技術的作品外，亦著有《驗氣圖說》和《形性理推》等對中國的物理學界產生一定影響的介紹西方光學知識的書籍，並在一定程度下讓一些學者啟迪進而研究光學，例如在康熙年間寫有《鏡史》一書的孫云球以及在十九世紀前期寫有《鏡鏡詅痴》的鄭復光；在對待西洋器物方面，清代有不少學者、匠師和科學家如黃履莊、黃履、孫玄球等對西方「奇器」有一定的研究和高度仿製，西方「奇器」在一定程度上亦推動中國的物理實驗和機械製造的發展。
由於清政府對天文曆法的重視，民間的天文學研究也很活躍，主要代表人物有著有《曉庵新法》和《五星行度解》的王錫闡等。

### 火器

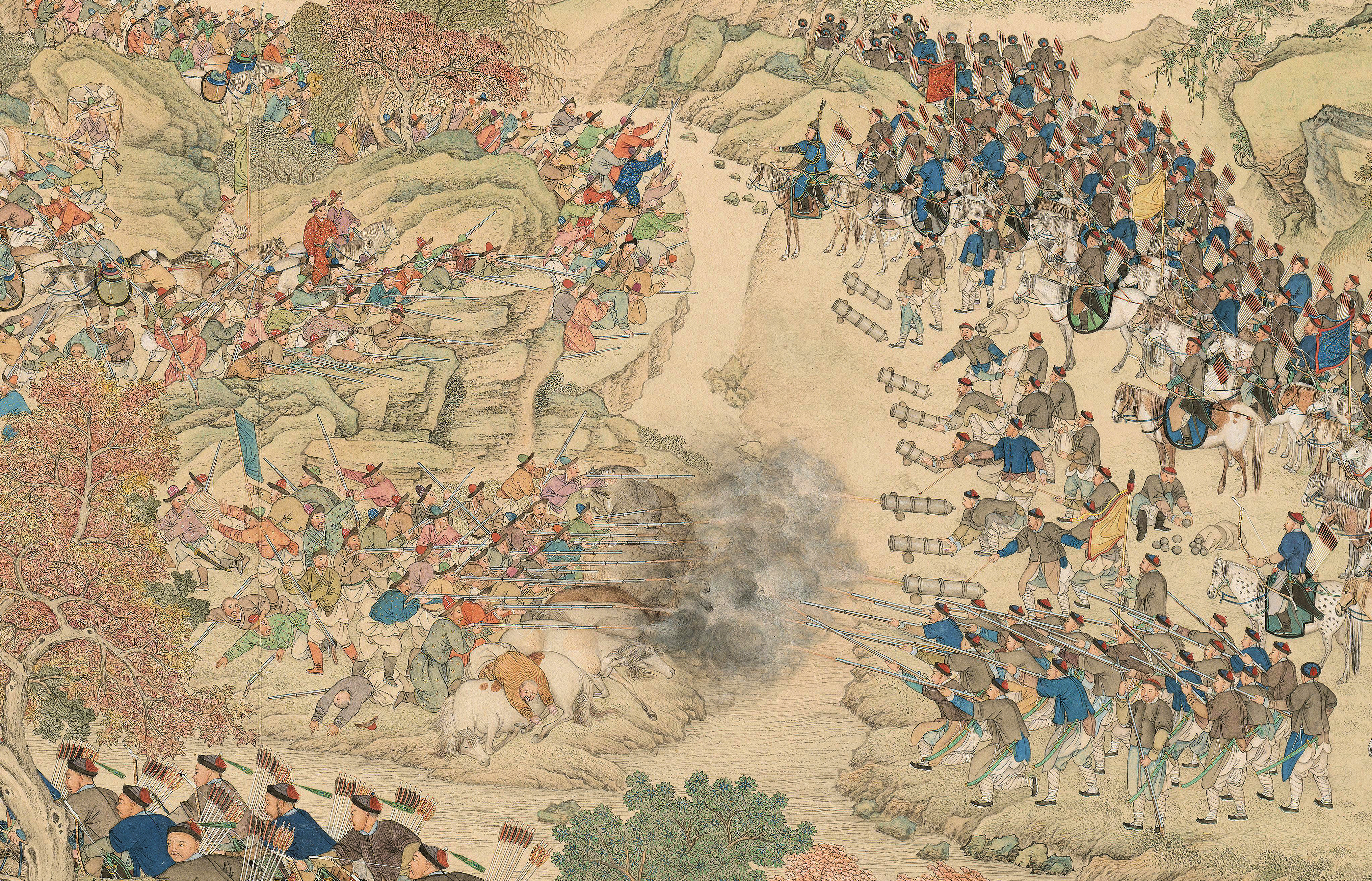
清初清軍在戰爭中使用的火器

為平定三藩之亂，康熙特命比利時傳教士南懷仁製造適應南方地形特點和便於戰場上機動使用的火砲。南懷仁“依洋式鑄造新炮”，並進呈《神威圖說》一書，介紹西方的製炮理論和方法。在康熙十四年（1675年）至康熙末年四十餘年間，僅中央政府就督造或改制神威無敵大將軍、金龍炮、制勝將軍、威遠將軍等各型火砲近千尊。不但數量多，而且種類也不少，乾隆二十一年（1756年）頒行的《欽定工部則例造火器式》載有各種火砲共85種，同年的《皇朝禮器圖式》中鳥槍，紅衣炮，子母炮這三樣火器成為製式武器。其他的著作分別有薛熙撰的《練閱火器陣紀》，沈善蒸撰的《火器真訣解證》，王達權、王韜同撰的《火器略說》，薛鳳祚撰的《中西火法》，陳暘撰的砲規圖說以及董祖修撰的《炮法撮要》等。清朝軍隊的火器裝備率也超過明朝，直到兩次鴉片戰爭期間和太平天國戰爭初期，清軍的主要火器是鳥槍和各種生鐵、青銅鑄造的火砲，在道光、咸豐年間又裝備了兩人抬用的抬炮和抬槍，清朝軍隊火器的裝備率達到50-60％。
清朝初期在政權穩固及穩定後容許漢族民眾持有冷兵器，但仍然警惕火器尤其是重型火器的流存。雖然清朝在法律上嚴禁民間私製火器，但在實行上卻沒有也難以嚴加管制，終清一代火器在民間幾乎隨處可見，製造和銷售火器在民間已有相當的規模，出於自衛、捕獵、遊戲等原因有不少平民都擁有了火器，甚至在京城也有鐵匠私造火器售賣。此外，清朝希望士紳掌管的民間武力協助國家維持基層社會的秩序和協助保衛國土，加上亦需顧及民間狩獵和自衛的需要，故清政府在一定條件下容許民間武器合法存在。中國歷史上的歷代王朝都不會樂見民間有大量武器，特別是不願看到有精利武器在民間流傳，但基於上述原因，清朝對民間火器的政策經常陷於「允許、鼓勵」與「禁止、控制」的兩難處境。

### 農業
農業方面，清代有《授時通考》、《廣群芳譜》、《補農書》等著作，詳細論述各種作物的栽種和農業生產技術。清代亦是中國传统农学的高度发展时期，中国历代所编著的农书共714部，其中清以前的二千一百多年间编著的农书为231部，清代267年，编著的农书为483部，为清代以前农书数量的2.09倍，清朝治理及研究蝗蟲的技術亦相對比較發達。

### 醫學
清初至鼎盛時期，醫藥學進步所表現在很多方面，基本上是明朝醫藥盛況的延續。如對經典著作的研究、本草學、方劑學、診斷治療學、醫案整理等，均較明朝更成熟。各家學派的紛爭也逐漸緩和，大多醫家能採各家之長折衷於臨床。但也不乏固守《內經》、《難經》、《傷寒論》，而批評金元以後一切新說的醫學，這與當時考據學盛行不無關係。清朝中醫藥學最重要的成就，就是關於急性傳染病的研究，它已形成一個新的系統，即溫病學說。這一學說的出現，雖然是基於歷代醫家的有關成就上，但清代溫病學派在中醫發展史上的貢獻，仍然是相當顯著的，它並不亞於东汉張仲景著《傷寒論》，金朝劉完素創河間學派。
康熙年間有不少精通醫術的傳教士如張誠和白晉等向中國傳授西方醫學，並且被容許在入職朝廷、建立試驗室以傳授解剖學知識，康熙對此深感興趣，甚至曾經在一次研探解剖學時得病。法國傳教士巴多明用滿文翻譯人體解剖學方面的著作並名之為《欽定格體全錄》，巴多明和白晉也在康熙的支持下翻譯出有關人體血液循環的著作，並且在北京傳播相關知識。西方傳入的醫學知識和理論亦引起了當時中國醫學界人士的注意，例如清初劉獻廷研究過人物圖說等西方醫學著作，乾隆年間著有《醫林改錯》的醫學家王清任亦十分重視解剖學：「著書不明臟腑，豈不是痴人說夢，治病不明臟腑，何異於盲子夜行」。

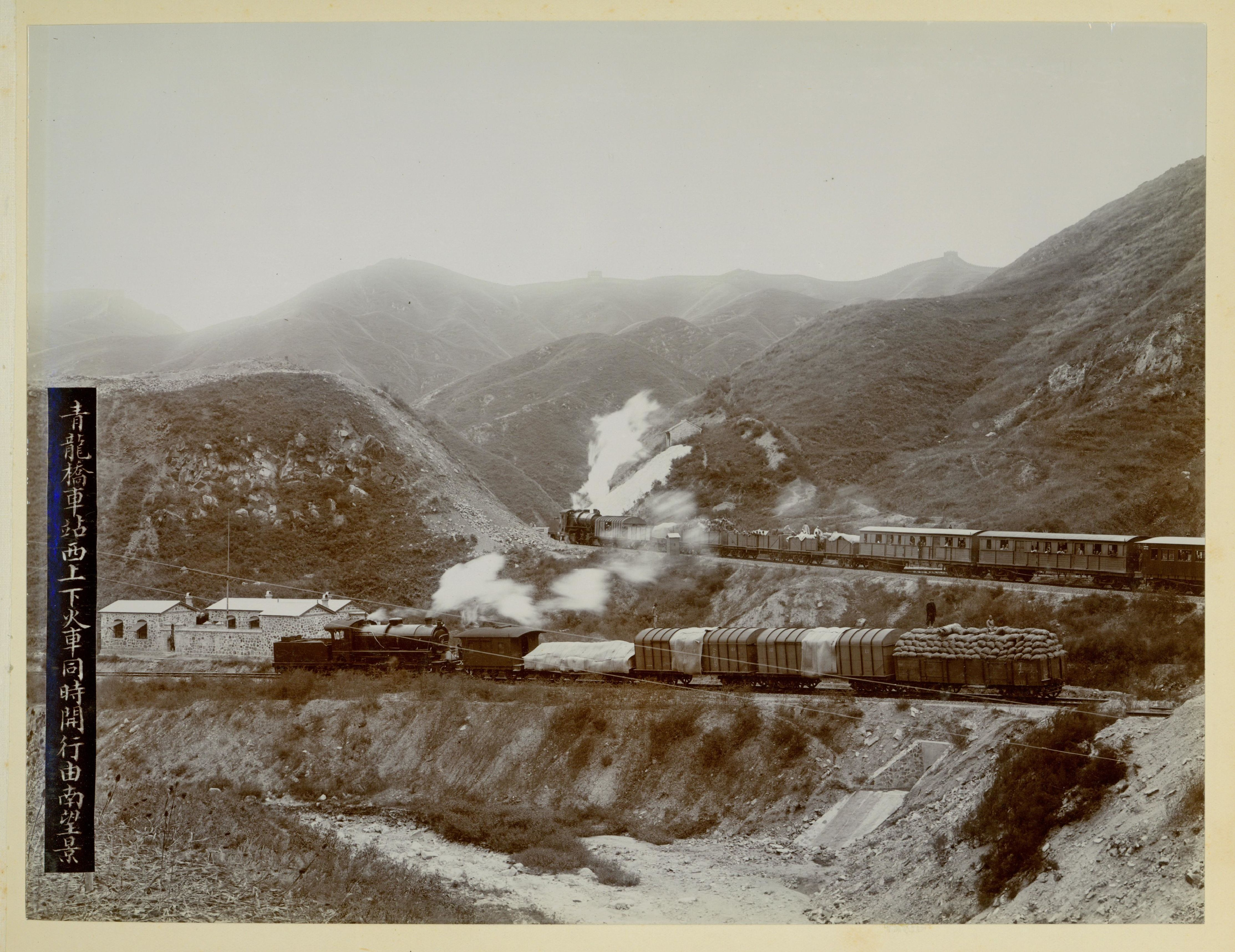
京张铁路青龙桥车站同时开行的火车，呈现出“之字形”

清朝中葉後，西學的影響不像清初僅侷限於個別傳教士，西方科技的刺激顯然變得十分具有影響力。尤其是西方國家有意識地把醫藥作為實現他們宗教目的、掠奪目的的手段，所以西方醫學對中國的滲透變得比清初那時更為明顯。那時中國人民也有吸收外來醫藥學的需求，於是中西醫匯的主張應運而生。這種新的思想既有解放中醫藥學家保守思想的一面，也有壓抑對傳統中醫藥學繼承和發展的一面。
到了清末民初，由於西方醫學的強勢輸入，以其診斷、手術器械的先進、服藥的便利、診間及病房的明亮乾淨，對當時的傳統中醫造成了前所未有的生存與競爭的壓力。然而由於中國人根深蒂固的醫療習慣、中醫的實際療效以及西醫人數尚少不能普及於全國等原因，當時的中醫並未如日本明治維新之後的漢醫般幾乎絕跡。

### 數學
中國古代的數學成就曾名列世界前茅，到明代衰落下來，古算幾成絕學。明末，西算傳入中國，從徐光啟翻譯《幾何原本》前六捲起，直到康熙時編成《數理精蘊》（明末清初西算輸入時期一部帶有總結性的數學巨著，被稱之為當時中國最高水平的數學百科全書），這是中國歷史上第一次西算輸入時期，雍正以後到鴉片戰爭以前，又為「古算復興時期」。介紹西算和復興古算構成清前期數學發展的兩大內容。清初的曆法大辯論，新法以計算精確戰勝舊法，這件事使當時知識界對數學重視起來。康熙又聘請傳教士徐日昇、白晉、張誠、安多等入宮，講授幾何、代數、天文、物理等科學知識，這就推動數學的蓬勃發展，出現方中通、梅文鼎、梅轂成、明安圖、王元啟、董祐诚、項名達等著名數學家。
清朝學者亦重新發掘出在古代已長期失傳的大量數學著作，例如《四庫全書》的編纂工作者之一的戴震就從《永樂大典》中發現和整理出久已失傳的許多古典算書。如《海島算經》、《五經算術》、《周髀算經》、《九章算術》、《孫子算經》、《五曹算經》以及《夏侯陽算經》。他又從南宋刻本的毛扆影抄本中抄輯出《張丘建算經》和《輯古算經》兩種，連同明刻本的《數術記遺》共計十種。這十部算經於乾隆三十八年由孔繼涵刻入《微波榭叢書》，正式題名為《算經十書》。戴震還從《永樂大典》中抄輯出宋秦九韶的《數書九章》及楊輝的各種算書，令漢唐以來數學成就的結晶重現。
清朝的數學人才輩出且著作繁多，大約有五百人貢獻一千多種數學著作，超過以往任何一個朝代；但因受乾嘉漢學的影響，多集中在對古算的整理、註釋方面。在若干領域內，清代學者也作出創造性的貢獻。如陳世仁發展宋元以來垛積術的研究，即高階等差級數求和的方法；焦循註釋《九章算術》，提出加減乘除的交換律；還有汪萊和李銳繼承宋代天元術和四元術，發展方程論的研究，對方程根的性質以及根和係數的關係等進行探討。

### 化學
鸦片战争之后，西方學説陸續傳入中國，其中不乏化學知識。1866年設立的算學館就有教授化學課程。清朝學者對中國現代化學發展的貢獻在於出版大量化學書籍和翻譯化學名詞。1855年（咸豐五年），英國醫生和傳教士合信以中文出版《博物新編》，書中介紹了自然科學的知識。合信把“元素”一詞翻譯為“原質”，並介紹了不少元素的性質。到了1868年（同治七年），同文館出版了美國傳教士丁韪良編著的《格物入門》全書共七卷，其中卷六講述化學，附有一個元素一覽表，名爲“原行總目”。於1871年，嘉約翰和何瞭然兩人以福恩斯的《化学手册》和威爾斯的《化學鑒原》作為基礎寫成《化學初階》，由博濟醫局印行，此書再一次翻譯元素的名稱。同年傅蘭雅和徐壽將《化學鑒原》翻譯成中文，裏面介紹到不同元素和化合物的性質和化學反應。徐壽把以往元素冗長的名字簡化成一個字，亦定下化合物命名的規則。1872年，美國醫生兼傳教士瑪高溫和華蘅芳譯了達納的礦物學文件《金石識別》，書裏面有一個原子量列表，稱為「重率全表」。其後清朝學者翻譯出《化學考質》、《化學求數》、《化學分原》、《化學指南》等書籍。
清朝最爲著名的化學家是徐壽和他的兩個兒子徐建寅、徐華封。而華蘅芳雖為數學家，但他對數、理、化、工、醫等學科有廣博的學識，並注重科學研究。他翻譯過化學書，亦在光緒十五年（1889年）於天津武備學堂試製氫氣球。但清末的科學教育培育了後來中國王璡、任鴻雋、陳裕光、陳可忠等化學家。

### 建築學與基建

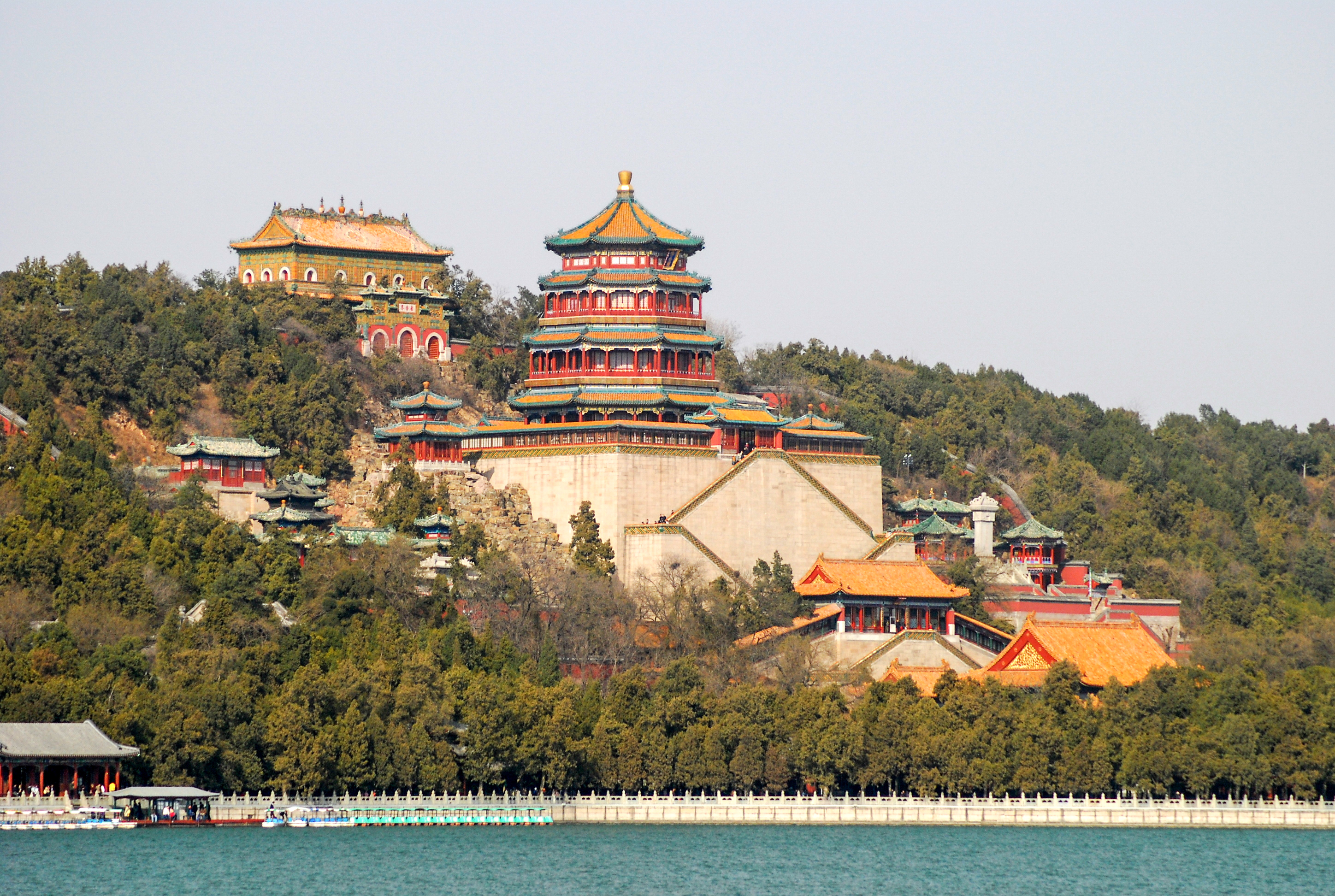
颐和园，修建於乾隆年間

建築學方面取得很高的成就，宮殿、園林、寺廟、宅宇、城垣的建築，盛極一時。或雄偉莊嚴，或富麗典雅，彩繪藻飾，光彩照人，庭院草木，錯落有致。著名匠師梁九、雷發達均有高超的設計和施工技藝。外國傳教士蔣友仁、王致誠等帶來西方的建築技術，設計圓明園內西洋樓、大水法等建築群。
清朝末年，中國的交通事業有所發展，詹天佑是中國第一位傑出的鐵路工程師，他主持修建的京張鐵路工程之艱巨是當時世界鐵路史上罕見的。詹天佑克服一道道難關，創造性地設計出「人」字形軌道，減緩坡度，降低造價，比原計劃提前兩年完工。詹天佑修建京張鐵路期間，厘定各種鐵路工程標準，並上書政府要求全國採用。中國現在仍然使用的4尺8寸半標準軌、鄭氏自動掛鈎等等都是出自詹天佑的提議。此外詹天佑亦著重鐵路人才的培訓，制定工程師升轉章程，對工程人員的考核和要求作出明文規定，並且定明工程師薪酬與考核成績掛鉤。京張鐵路培訓不少中國的工程人員，詹天佑所製定的考核章程亦成為其他中國鐵路的模仿對象。

## 君主列表
| 名諱（左为汉文，右为满文） | 名諱（左为汉文，右为满文） | 肖像                                                                                            | 年號      | 廟號                        | 諡號                                                                | 在世時間                                     | 在位時間                                     | 陵寢   | 參考來源                    |
| -------------------------- | -------------------------- | ----------------------------------------------------------------------------------------------- | --------- | --------------------------- | ------------------------------------------------------------------- | -------------------------------------------- | -------------------------------------------- | ------ | --------------------------- |
| 孟特穆                     | ᠮᡝᡢᡨᡝ᠋ᠮᡠ                    |                                                                                                 | —         | 肇祖                        | 原皇帝 （顺治帝福临追庙谥）                                         | 1370年－1433年                               | —                                            | 永陵   | [ 5 ]                       |
| 福滿                       | ᡶᡠᠮᠠᠨ                      | —                                                                                               | —         | 興祖                        | 直皇帝 （顺治帝福临追庙谥）                                         | ？－？                                       | —                                            | 永陵   | [ 5 ]                       |
| 覺昌安                     | ᡤᡳᠣᠴᠠᠩᡤᠠ                   | —                                                                                               | —         | 景祖                        | 翼皇帝 （顺治帝福临追庙谥）                                         | 1526年－1583年                               | —                                            | 永陵   | [ 5 ]                       |
| 塔克世                     | ᡨᠠᡴᠰᡳ                      | —                                                                                               | —         | 顯祖                        | 宣皇帝 （顺治帝福临追庙谥）                                         | 1543年－1583年                               | —                                            | 永陵   | [ 5 ]                       |
| 努爾哈赤                   | ᠨᡠᡵᡤᠠᠴᡳ                    |                                                                                                 | 天命      | 太祖                        | 承天廣運聖德神功肇紀立極仁孝武皇帝 （皇太極追庙谥）                 | 1559年5月14日－ 1626年9月30日 （67岁139天）  | 1616年2月17日－ 1626年9月30日 （10年225天）  | 福陵   | [ 6 ] [ 7 ] [ 8 ] [ 9 ]     |
| 努爾哈赤                   | ᠨᡠᡵᡤᠠᠴᡳ                    | 承天廣運聖德神功肇紀立極仁孝睿武端毅欽安弘文定業高皇帝 （康熙帝玄烨改谥“高皇帝”，康雍三朝累谥） | 天命      | 太祖                        |                                                                     | 1559年5月14日－ 1626年9月30日 （67岁139天）  | 1616年2月17日－ 1626年9月30日 （10年225天）  | 福陵   | [ 6 ] [ 7 ] [ 8 ] [ 9 ]     |
| 皇太極                     | ᡥᠣᠩ ᡨᠠᡳᠵᡳ                  |                                                                                                 | 天聰 崇德 | 太宗                        | 應天興國弘德彰武寬溫仁聖睿孝敬敏昭定隆道顯功文皇帝                  | 1592年11月28日－ 1643年9月21日 （50岁297天） | 1626年10月20日－ 1643年9月21日 （16年336天） | 昭陵   | [ 8 ] [ 10 ] [ 11 ] [ 12 ]  |
| 多爾袞                     | ᡩᠣᡵᡤᠣᠨ                     |                                                                                                 | —         | 成宗                        | 懋德修道廣業定功安民立政誠敬義皇帝 （顺治帝福临尊上庙谥，后被剥夺） | 1612年11月17日－ 1650年12月31日 （38岁44天） | —                                            | —      | [ 13 ] [ 14 ] [ 15 ]        |
| 多爾袞                     | ᡩᠣᡵᡤᠣᠨ                     | —                                                                                               | —         | 睿忠親王 （乾隆帝弘历追谥） |                                                                     | 1612年11月17日－ 1650年12月31日 （38岁44天） | —                                            | —      | [ 13 ] [ 14 ] [ 15 ]        |
| 福臨                       | ᡶᡠᠯᡳᠨ                      |                                                                                                 | 順治      | 世祖                        | 體天隆運定統建極英睿欽文顯武大德弘功至仁純孝章皇帝（康雍三朝累谥）  | 1638年3月15日－ 1661年2月5日 （22岁327天）   | 1643年10月8日－ 1661年2月5日 （17年120天）   | 孝陵   | [ 8 ] [ 16 ] [ 17 ] [ 18 ]  |
| 玄燁                       | ᡥᡳᠣᠸᠠᠨ ᠶᡝᡳ                 |                                                                                                 | 康熙      | 聖祖                        | 合天弘運文武睿哲恭儉寬裕孝敬誠信中和功德大成仁皇帝（雍两朝累谥）    | 1654年5月4日－ 1722年12月20日 （68岁230天）  | 1661年2月7日－ 1722年12月20日 （61年316天）  | 景陵   | [ 19 ] [ 20 ] [ 21 ]        |
| 胤禛                       | ᡳᠨ ᠵᡝᠨ                     |                                                                                                 | 雍正      | 世宗                        | 敬天昌運建中表正文武英明寬仁信毅睿聖大孝至誠憲皇帝                  | 1678年12月13日－ 1735年10月8日 （56岁299天） | 1722年12月27日－ 1735年10月8日 （12年285天） | 泰陵   | [ 22 ] [ 23 ] [ 24 ] [ 25 ] |
| 弘曆                       | ᡥᡠᠩ ᠯᡳᡳ                    |                                                                                                 | 乾隆      | 高宗                        | 法天隆運至誠先覺體元立極敷文奮武欽明孝慈神聖純皇帝                  | 1711年9月25日－ 1799年2月7日 （87岁135天）   | 1735年10月18日－ 1796年2月8日 （60年113天）  | 裕陵   | [ 26 ] [ 27 ] [ 28 ]        |
| 顒琰                       | ᠶᠣᠩ ᠶᠠᠨ                    |                                                                                                 | 嘉慶      | 仁宗                        | 受天興運敷化綏猷崇文經武光裕孝恭勤儉端敏英哲睿皇帝                  | 1760年11月13日－ 1820年9月2日 （59岁294天）  | 1796年2月9日－ 1820年9月2日 （24年206天）    | 昌陵   | [ 29 ] [ 30 ] [ 31 ]        |
| 旻寧                       | ᠮᡳᠨ ᠨᡳᠩ                    |                                                                                                 | 道光      | 宣宗                        | 效天符運立中體正至文聖武智勇仁慈儉勤孝敏寬定成皇帝                  | 1782年9月16日－ 1850年2月25日 （67岁162天）  | 1820年10月3日－ 1850年2月25日 （29年145天）  | 慕陵   | [ 32 ] [ 33 ] [ 34 ]        |
| 奕詝                       | ᡳ ᠵᡠ                       |                                                                                                 | 咸豐      | 文宗                        | 協天翊運執中垂謨懋德振武聖孝淵恭端仁寬敏莊儉顯皇帝                  | 1831年7月17日－ 1861年8月22日 （30岁36天）   | 1850年3月9日－ 1861年8月22日 （11年166天）   | 定陵   | [ 35 ] [ 36 ] [ 37 ] [ 38 ] |
| 載淳                       | ᡯᠠᡳ ᡧᡠᠨ                    |                                                                                                 | 同治      | 穆宗                        | 繼天開運受中居正保大定功聖智誠孝信敏恭寬明肅毅皇帝                  | 1856年4月27日－ 1875年1月12日 （18岁260天）  | 1861年11月11日－ 1875年1月12日 （13年62天）  | 惠陵   | [ 39 ] [ 40 ] [ 41 ]        |
| 載湉                       | ᡯᠠᡳ ᡨᡳᠶᠠᠨ                  |                                                                                                 | 光緒      | 德宗                        | 同天崇運大中至正經文緯武仁孝睿智端儉寬勤景皇帝                      | 1871年8月14日－ 1908年11月14日 （37岁92天）  | 1875年2月25日－ 1908年11月14日 （33年263天） | 崇陵   | [ 42 ] [ 43 ]               |
| 溥儀                       | ᡦᡠ ᡳ                       |                                                                                                 | 宣統      | —                           | —                                                                   | 1906年2月7日－ 1967年10月17日 （61岁252天）  | 1908年12月2日－ 1912年2月12日 (3年72天）     | 溥儀墓 | [ 44 ] [ 45 ] [ 46 ]        |
| 溥儀                       | ᡦᡠ ᡳ                       | 遜清皇室小朝廷： 1912年2月12日－ 1924年11月5日 (12年267天）                                     | 宣統      | —                           | —                                                                   | 1906年2月7日－ 1967年10月17日 （61岁252天）  |                                              | 溥儀墓 | [ 44 ] [ 45 ] [ 46 ]        |

### 書目
1. ↑  史景遷. . . : 29.
2. ↑  王堅強, 陳家華, 王永中. . 寧波出版社. 2018: 8. ISBN 9787552632859.
3. ↑  李國祁. . 台北: 三民出版社. ISBN 9787108015464.
4. ↑  安双成 (编). . 辽宁民族出版社. 1993年: 654.
5. ↑  黃興濤. . 香港: 三聯. 2017-10: 24–25. ISBN 9789620438202.
6. ↑  . BabelStone.   [2016-09-02]. （原始内容存档于2016-06-10）.
7. ↑  张晓明. . 剑桥大学出版社. 2011: 22. ISBN 9780521186469.
8. ↑  William J. Duiker; Jackson J. Spielvogel. . Wadsworth Publishing. 2018: 411. ISBN 978-1133606581.
9. ↑  刘小萌. . 遼寧: 辽宁民族出版社. 2008年: 206.
10. ↑  周敏. . 沧桑. 2008, (5): n.p.
11. 1 2 3 4 5 6 7 8 9  錢穆. .
12. 1 2  梁啟超. . 上海古籍出版社. 2000年.
13. ↑  陳其泰 等.  （清代卷）. 人民出版社. 2004年.
14. ↑  戴逸. . 北京.
15. ↑  蕭欣義. . : 171–182.
16. ↑  孟昭信. . 南京: 南京大学出版社. 2006-12: 66.
17. ↑  孔定芳. . 湖北: 湖北人民出版社. 2009-07: n.p.
18. 1 2 3 4 5 6 7 8 9 10 11 12 13 14 15 16 17 18 19 20 21 22 23 24 25 26 27 28 29 30 31 32 33 34  姜公韜. . 北京: 九州出版社. 2008.
19. ↑  阮葵生《茶餘客話》，卷二
20. 1 2 3 4  馬汝珩; 馬大正. . 北京: 中国社会科学出版社. 1994: 100-106. ISBN 9787500413196.
21. 1 2 3 4 5 6 7 8 9 10 11 12 13 14  . 上海: 复旦大学出版社. 1982.
22. ↑  . 謝和奈. : 158–159.
23. ↑  白晉等著; 徐志敏; 路洋 [譯]. . 北京: 人民日報出版社. 2008: 18.
24. ↑  侯楊方. . 北京: 中國方正出版社. : 278.
25. 1 2 3  江苏省博物馆 (编). .
26. ↑   書:

## 外部連結
- 國立故宮博物院 （页面存档备份，存于） 台北：國立故宮博物院
- 中國第一歷史檔案館（页面存档备份，存于） 北京：中国第一历史档案馆
- 清朝歷史 歷年千年網
- 清朝歷史 （页面存档备份，存于） 藝術中國網
- 清朝的書籍 清朝歷史網
- 清朝歷史 （页面存档备份，存于） 勸學網
- 清代歷史 （页面存档备份，存于） 華夏歷史網
- 清朝歷史 鮮莓草堂網
- 閻崇年：正說清朝十二帝 （页面存档备份，存于） 新浪讀書頻道

| 中国朝代和政权          | 中国朝代和政权            | 中国朝代和政权               |
| ----------------------- | ------------------------- | ---------------------------- |
| 前朝： 明朝             | 清朝 1636年/1644年—1912年 | 後朝： 中華民國 （臨時政府） |
| 前朝： 鞑靼 (蒙古)      | 清朝 1636年/1644年—1912年 | 後朝： 中華民國 （臨時政府） |
| 前朝： 建州女真（后金） | 清朝 1636年/1644年—1912年 | 後朝： 中華民國 （臨時政府） |

1. ↑  前教皇克雷芒十一世《自登基之日》：一、西洋地方稱呼天地萬物之主用「斗斯」（拉丁語：Deus） 二字，此二字在中國用不成話，所以在中國之西洋人，併入天主教之人方用「天主」二字，已經日久。從今以後，總不許用「天」字，亦不許用「上帝」字眼稱呼天地萬物之主。如「敬天」二字之匾，若未懸掛，即不必懸掛，若已曾懸掛在天主堂內，即當取下，不許懸掛。
二、春秋二季，祭孔子並祭祖宗之大禮，凡入教之人，不許作主祭、助祭之事，連入教之人，並不許在此處站立，因為此與異端相同。
三、凡入天主教之官員或進士、舉人、生員等，於每月初一日、十五日，不許入孔子廟行禮。或有新上任之官，並新得進士，新得舉人生員者，亦俱不許入孔廟行禮。
四、凡入天主教之人，不許入祠堂行一切之禮。
五、凡入天主教之人，或在家裡，或在墳上，或逢弔喪之事，俱不許行禮。或本教與別教之人，若相會時，亦不許行此禮。因為還是異端之事。凡入天主教之人，或說我並不曾行異端之事，我不過要報本的意思，我不求福，亦不求免禍，雖有如此說話者亦不可。
六、凡遇別教之人行此禮之時，入天主教之人，若要講究，恐生是非，只好在旁邊站立，還使得。
七、凡入天主教之人，不許依中國規矩留牌位在家，因有「靈位神主」等字眼，又指牌位上有靈魂。要立牌位，只許寫亡人名字。再者，牌位作法，若無異端之事，如此留在家裏可也，但牌位旁邊應寫天主教孝敬父母之道理。
以上我雖如此定奪，中國餘外還有別樣之理，毫無異端，或與異端亦毫不相似者，如齊家治國之道，俱可遵行。今有可行與不可行之禮，俱有教王之使臣定奪。有與天主教不相反者，許行，相反者，拒決斷不許行。
2. ↑  冯佐哲. . 社会科学文献出版社. 2011: 143. ISBN 9787509724033.
3. ↑  网易. . www.163.com. 2019-07-10  [2024-09-21]. （原始内容存档于2024-09-21）.
4. ↑  王立诚. . : 13. 清朝没有把俄国视为“藩属” ，而是把它视为“与国” ，这就是说，双方的地位是完全平等的。
5. ↑  金兆蕃; 鄧邦述.  . 维基文库 （中文）.「追尊太祖以上四世：高祖澤王為肇祖原皇帝，曾祖慶王為興祖直皇帝，祖昌王為景祖翼皇帝，考福王為顯祖宣皇帝；妣皆為皇后。」
6. ↑  覺羅勒德洪; 明珠; 王熙等.  . 维基文库 （中文）.「天命元年丙辰春正月壬申朔，四大貝勒代善、阿敏、莽古爾泰、皇太極及八旗貝勒大臣率群臣集殿前、分八旗序立。上升殿、登御座。眾貝勒大臣、率群臣跪。八大臣出班跪進表章。近侍侍衛阿敦巴克什額爾德尼接表額爾德尼跪上前宣讀表文尊上為覆育列國英明皇帝。於是上乃降御座焚香告天。率貝勒諸臣行三跪九叩首禮。上復升御座眾貝勒大臣各率本旗、行慶賀禮。建元天命、以是年為天命元年。時上年五十有八。」
7. ↑  金兆蕃; 鄧邦述.  . 维基文库 （中文）.「（崇德元年夏四月）丙戌，追尊始祖為澤王，高祖為慶王，曾祖為昌王，祖為福王，考諡曰承天廣運聖德神功肇紀立極仁孝武皇帝，廟號太祖，陵曰福陵。」
8. 1 2 3  金兆豐.  . 维基文库 （中文）.「聖祖纘業，加太祖「睿武弘文定業」六字，更廟號高皇帝；太宗「隆道顯功」四字，廟號如故。（雍正初元）於是加諡太祖曰端毅，太宗曰敬敏，世祖曰定統建極，而孝慈、孝端及三後並尊諡焉。」
9. ↑  吳廷燮.  . 维基文库 （中文）.「（乾隆元年三月）乙巳，加上太祖尊諡曰太祖承天廣運聖德神功肇紀立極仁孝睿武端毅欽安弘文定業高皇帝。」
10. ↑  覺羅勒德洪等. .「遂擇（天命十一年）九月朔庚午吉日，三大貝勒諸貝勒大臣、及文武各官聚於朝。具法駕。設鹵簿。上率諸貝勒群臣焚香告天，行九拜禮畢。上即皇帝位，諸貝勒大臣、文武官員、行朝賀禮。時上年三十有五 ，詔以明年丁卯、為天聰元年。」
11. ↑  金兆蕃; 鄧邦述.  . 维基文库 （中文）.「（崇德八年八月）是夕，亥時，無疾崩，年五十有二，在位十七年。九月壬子，葬昭陵。冬十月丁卯，上尊諡曰應天興國弘德彰武寬溫仁聖睿孝文皇帝，廟號太宗，累上尊諡曰應天興國弘德彰武寬溫仁聖睿孝敬敏昭定隆道顯功文皇帝。」
12. ↑  吳廷燮.  . 维基文库 （中文）.「（乾隆元年三月乙巳）太宗尊諡曰太宗應天興國弘德彰武寬溫仁聖睿孝敬敏昭定隆道顯功文皇帝。」
13. ↑  金兆蕃; 鄧邦述.  . 维基文库 （中文）.「（順治七年）十二月戊子，攝政和碩睿親王多爾袞薨於喀喇城。甲辰，尊故攝政王為懋德修道廣業定功安民立政誠敬義皇帝，廟號成宗。」
14. ↑  金兆蕃; 鄧邦述.  . 维基文库 （中文）.「（順治八年二月）己亥，暴多爾袞罪於中外，削其尊號及母妻追封，撤廟享。」
15. ↑  張廷玉; 嵇璜; 劉墉等.  . 维基文库 （中文）.「朕以為應加恩復還睿親王封號，追諡曰忠，補入玉牒，並令補繼襲封。」
16. ↑  巴泰; 圖海; 索額圖等.  . 维基文库 （中文）.「（崇德八年八月）丁亥，上即皇帝位。是日，內外諸王、貝勒率文武群臣集篤恭殿前。上出宮時寒甚，侍臣進貂裘。上視裘，卻弗禦。上升輦，由東掖門出。諸王、貝勒文武群臣跪迎上御殿。於是和碩鄭親王濟爾哈朗、和碩睿親王多爾袞率內外諸王、貝勒、貝子、公文武群臣行三跪九叩頭禮畢，頒詔大赦。」
17. ↑  金兆蕃; 鄧邦述.  . 维基文库 （中文）.「（順治）十八年春正月壬子，上不豫。丙辰，大漸。赦死罪以下。丁巳，崩於養心殿，年二十四。三月癸酉，上尊諡曰體天隆運英睿欽文大德弘功至仁純孝章皇帝，廟號世祖，葬孝陵。累上尊諡曰體天隆運定統建極英睿欽文顯武大德弘功至仁純孝章皇帝。」
18. ↑  吳廷燮.  . 维基文库 （中文）.「（乾隆元年三月乙巳）聖祖尊諡曰聖祖合天弘運文武睿哲恭儉寬裕孝敬誠信中和功德大成仁皇帝。」
19. ↑  馬齊; 張廷玉; 蔣廷錫等.  . 维基文库 （中文）.「（順治十八年春正月）己未，上即皇帝位。是日黎明，遣輔國公都統穆琛，祭告昊天上帝。遣都統濟世哈，告地祇。都統穆里瑪，告太廟。理藩院尚書明安達禮，告社稷。文與告天同。上具孝服，詣大行皇帝几筵前祗告，行三跪九叩禮。受命畢，具禮服，詣皇太后宮行禮畢。禦太和殿，升寶座。鳴鐘鼓，中和樂設而不作。王以下文武各官，朝服序立。贊禮官贊上表慶賀，上命免宣賀表。各官行禮畢，頒詔大赦。」
20. ↑  馬齊; 張廷玉; 蔣廷錫等.  . 维基文库 （中文）.「（康熙六十一年十一月甲午）戌刻，上崩於寢宮。乙巳，恭上尊謚曰，合天弘運文武睿哲恭儉寬裕孝敬誠信功德大成仁皇帝，廟號聖祖。雍正元年九月，丁丑朔巳時，葬景陵。」
21. ↑  吳廷燮.  . 维基文库 （中文）.「（乾隆元年三月乙巳）聖祖尊諡曰聖祖合天弘運文武睿哲恭儉寬裕孝敬誠信中和功德大成仁皇帝。」
22. ↑  鄂爾泰; 張廷玉; 福敏等.  . 维基文库 （中文）.「（順治十八年春正月）辛丑，上即皇帝位。是日黎明，鹵簿全設，各官齊集於朝。上素服，詣梓宮前，跪、上香，告受命於大行皇帝，行三跪九叩頭禮，聖容哀感。受命畢，至東偏殿，易禮服，詣永和宮皇太后前。行禮畢，御太和殿，升寶座。鳴鐘鼓，中和樂，設而不作。王以下，文武各官，行朝賀禮。免宣慶賀表。頒詔大赦。」
23. ↑  鄂爾泰; 張廷玉; 福敏等. .   [2021-09-13]. （原始内容存档于2021-09-12）.「（雍正十三年八月）己丑子刻，上崩。是歲十一月丁未，恭上尊謚曰，敬天昌運建中表正文武英明寬仁信毅大考至誠憲皇帝，廟號世宗。乾隆二年三月庚寅辰時，葬泰陵。」
24. ↑  金兆蕃; 鄧邦述.  . 维基文库 （中文）.「（雍正十三年八月）己丑，上崩，年五十八。是歲十一月丁未，恭上尊諡曰敬天昌運建中表正文武英明寬仁信毅睿聖大孝至誠憲皇帝，廟號世宗。乾隆二年三月，葬泰陵。」
25. ↑  曹振鏞; 戴均元; 英和等. .   [2021-09-13]. （原始内容存档于2021-09-13）.「（嘉慶二十五年八月丁酉）尋大學士等議奏世宗憲皇帝尊謚，謹擬信毅字下恭加睿聖二字，曰世宗敬天昌運建中表正文武英明寬仁信毅睿聖大孝至誠憲皇帝。」
26. ↑  慶桂; 董誥; 德瑛等. .   [2021-09-20]. （原始内容存档于2021-09-21）.「（雍正十三年九月）已亥，上即皇帝位於太和殿。分遣官祇告天、地、太廟、社、稷。是日黎明，大駕鹵簿全設。各官齊集於朝。上素服，詣梓宮前，行九拜禮，祇告受命於大行皇帝。更禮服，奉皇太后禦永壽宮，上行九拜禮。出，禦中和殿。內大臣、執事各官行禮。禦太和殿，即皇帝位，升座。王以下、文武各官、朝鮮等國使臣進表。行慶賀禮，不宣表，不作樂。詔示天下。」
27. ↑  吳廷燮.  . 维基文库 （中文）.「（嘉慶）四年正月壬戌崩，壽八十有九。是年，四月乙未，上尊諡曰法天隆運至誠先覺體元立極敷文奮武孝慈神聖純皇帝，廟號高宗。九月庚午，葬裕陵。」
28. ↑  賈楨; 花沙納; 阿靈阿等. .   [2021-09-13]. （原始内容存档于2021-09-13）.「（嘉慶二十五年八月丁酉）尋大學士等議奏高宗純皇帝尊謚，謹擬奮武字下恭加欽明二字，曰高宗法天隆運至誠先覺體元立極敷文奮武欽明孝慈神聖純皇帝。」
29. ↑  清高宗弘曆.  . 维基文库 （中文）.「詔紀元周甲，建立皇太子，以明年元日授寶為嘉慶元年。詔朕寅紹丕基，撫綏方夏，踐阼之初，即焚香黙禱，上天若蒙昊眷，俾得在位六十年，即當傳位嗣子，不敢上同皇祖紀元六十一載之數。」
30. ↑  吳廷燮.  . 维基文库 （中文）.「（嘉慶二十五年秋七月）日加戌，上崩於行宮，年六十有一。八月乙巳，奉移梓宮還京。十月甲辰，恭上尊諡曰受天興運敷化綏猷崇文經武孝恭勤儉端敏英哲睿皇帝，廟號仁宗。道光元年三月癸酉，葬昌陵。」
31. ↑  賈楨; 周祖培; 寶鋆等. .   [2021-09-13]. （原始内容存档于2021-09-13）.「（道光三十年正月庚申）尋大學士等議奏仁宗睿皇帝尊諡，謹擬經武下加光裕二字，曰仁宗受天興運敷化綏猷崇文經武光裕孝恭勤儉端敏英哲睿皇帝。」
32. ↑  賈楨; 花沙納; 阿靈阿等. .   [2021-09-13]. （原始内容存档于2021-09-13）.「（嘉慶二十五年八月）庚戌，上即皇帝位於太和殿。分遣官祗告天、地、太廟、社、稷。是日黎明，大駕鹵簿全設，百官齊集於朝。上素服，詣梓宮前行禮，祗告受命於大行皇帝。更禮服，詣弘德殿皇太后前行禮。出，御中和殿。內大臣、執事各官、行朝賀禮畢。上御太和殿，即皇帝位，升座。王、貝勒、貝子、公、文武百官，行朝賀禮。禮成。」
33. ↑  吳廷燮.  . 维基文库 （中文）.「（道光三十年春正月丁未）是日，上崩於圓明園慎德堂苫次。四月甲戌，上尊諡曰效天符運立中體正至文聖武智勇仁慈儉勤孝敏成皇帝，廟號宣宗。咸豐二年二月壬子，葬慕陵。」
34. ↑  寶鋆; 載齡; 沈桂芬等. .   [2021-09-13]. （原始内容存档于2021-09-13）.「（咸豐十一年秋七月癸丑）尋大學士等議奏宣宗成皇帝尊謚，謹擬孝敏下加寬定二字，曰宣宗效天符運立中體正至文聖武智勇仁慈儉勤孝敏寬定成皇帝。」
35. ↑  賈楨; 周祖培; 寶鋆等. .   [2021-09-13]. （原始内容存档于2021-09-13）.「（道光三十年正月）己未，上即皇帝位於太和殿。分遣官祗告天、地、太廟、社、稷。是日黎明，大駕鹵簿全設，百官齊集於朝。上素服詣梓宮前行禮，祗告受命於大行皇帝更禮服。詣弘德殿皇貴太妃前行禮。出，禦中和殿。內大臣執事各官行朝賀禮，上御太和殿，即皇帝位，升座。王、貝勒、貝子、公、文武百官，行朝賀禮。禮成。」
36. ↑  吳廷燮.  . 维基文库 （中文）.「（咸豐十一年秋七月）癸卯，上崩於行宮，年三十一。十月，奉移梓宮至京。十二月，恭上尊諡。同治四年九月，葬定陵。」
37. ↑  寶鋆; 載齡; 沈桂芬等. .   [2021-09-13]. （原始内容存档于2021-09-13）.「（咸豐十一年十二月庚申）謹奉冊寶，恭上尊謚曰協天翊運執中垂謨懋德振武聖孝淵恭端仁寬敏顯皇帝，廟號曰文宗。」
38. ↑  崑岡; 徐桐; 剛毅等. .   [2021-09-13]. （原始内容存档于2021-09-13）.「恭加文宗顯皇帝尊諡莊儉二字，敬上尊諡，曰文宗協天翊運執中垂謨懋德振武聖孝淵恭端仁寬敏莊儉顯皇帝。」
39. ↑  寶鋆; 載齡; 沈桂芬等. .   [2021-09-20]. （原始内容存档于2021-09-20）.「（咸豐十一年冬十月）甲子，上即皇帝位於太和殿。分遣官祗告天、地、太廟、社、稷。是日黎明，大駕鹵簿全設，百官齊集於朝。上素服，詣梓宮前行禮，祗告受命於大行皇帝。更禮服，詣鐘粹宮母後皇太后前、儲秀宮聖母皇太后前行禮。出，御中和殿。內大臣執事各官，行朝賀禮。上御太和殿，即皇帝位，升座。王、貝勒、貝子、公、文武百官，行朝賀禮。禮成。上還居倚廬，是日登極禮成。」
40. ↑  吳廷燮; 李哲明.  . 维基文库 （中文）.「（同治十三年十二月甲戌）上疾大漸，崩於養心殿，年十九。三月己亥，上尊諡曰繼天開運受中居正保大定功聖智誠孝信敏恭寬毅皇帝，廟號穆宗。五年三月庚午，葬惠陵。」
41. ↑  佚名. .   [2021-09-13]. （原始内容存档于2019-01-06）.「（光緒三十四年冬十月戊寅）尋內閣會奏恭上穆宗毅皇帝尊謚，曰穆宗繼天開運受中居正保大定功聖智誠孝信敏恭寬明肅毅皇帝。」
42. ↑  陳寶琛; 世續等. .   [2021-09-20]. （原始内容存档于2021-09-20）.「（光緒元年春正月）戊午，上即位於太和殿。遣官祭告天、地、太廟、社、稷。是日上禮服，詣乾清宮文宗顯皇帝聖容、安端裕康慶皇太后前行禮。詣長春宮慈禧端佑康頤皇太后前行禮。易縞素，詣觀德殿大行皇帝幾服出。御殿受朝賀。至儲秀宮嘉順皇后前行禮。」
43. ↑  瑞洵; 李哲明.  . 维基文库 （中文）.「（光緒三十四年冬十月）癸酉，上疾大漸，崩於瀛台涵元殿，年三十有八。宣統元年正月己酉，上尊謚曰同天崇運大中至正經文緯武仁孝睿智端儉寬勤景皇帝，廟號德宗，葬崇陵。」
44. ↑  佚名. .「（光緒三十四年十一月）辛卯，上易禮服，詣慶壽堂皇太后前。行禮畢，御太和殿登極。王以下大臣、文武百官行慶賀禮。樂設而不作。上以登極禮成。頒詔天下。」
45. ↑  于连元. . 報刊薈萃. 2006, (7): 55.
46. ↑  尚洪英. . 紫禁城 (故宮博物院). 1996, (3).